# Dillingen/Saar

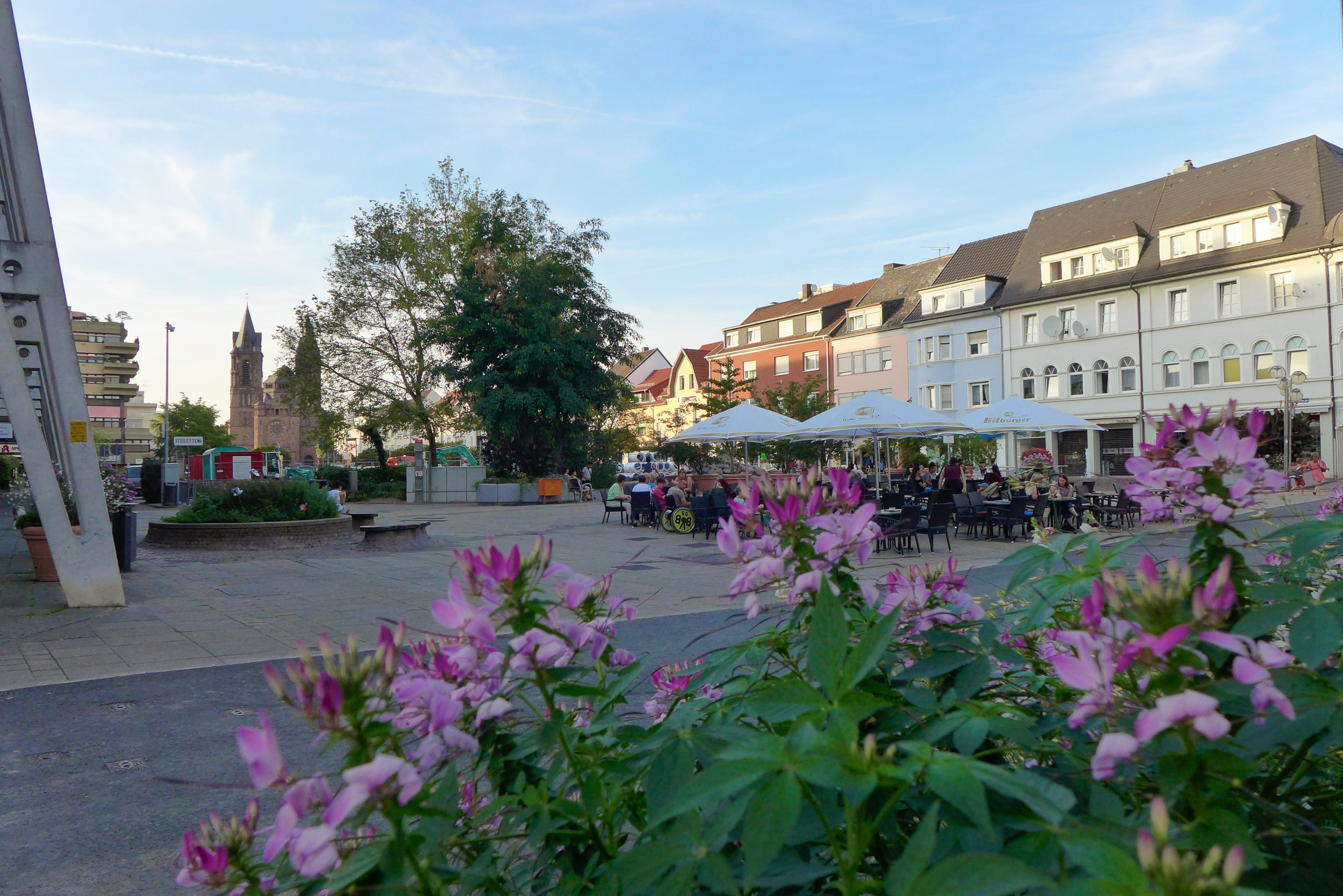
Dillingen/Saar, Odilienplatz mit Blick zum Saardom

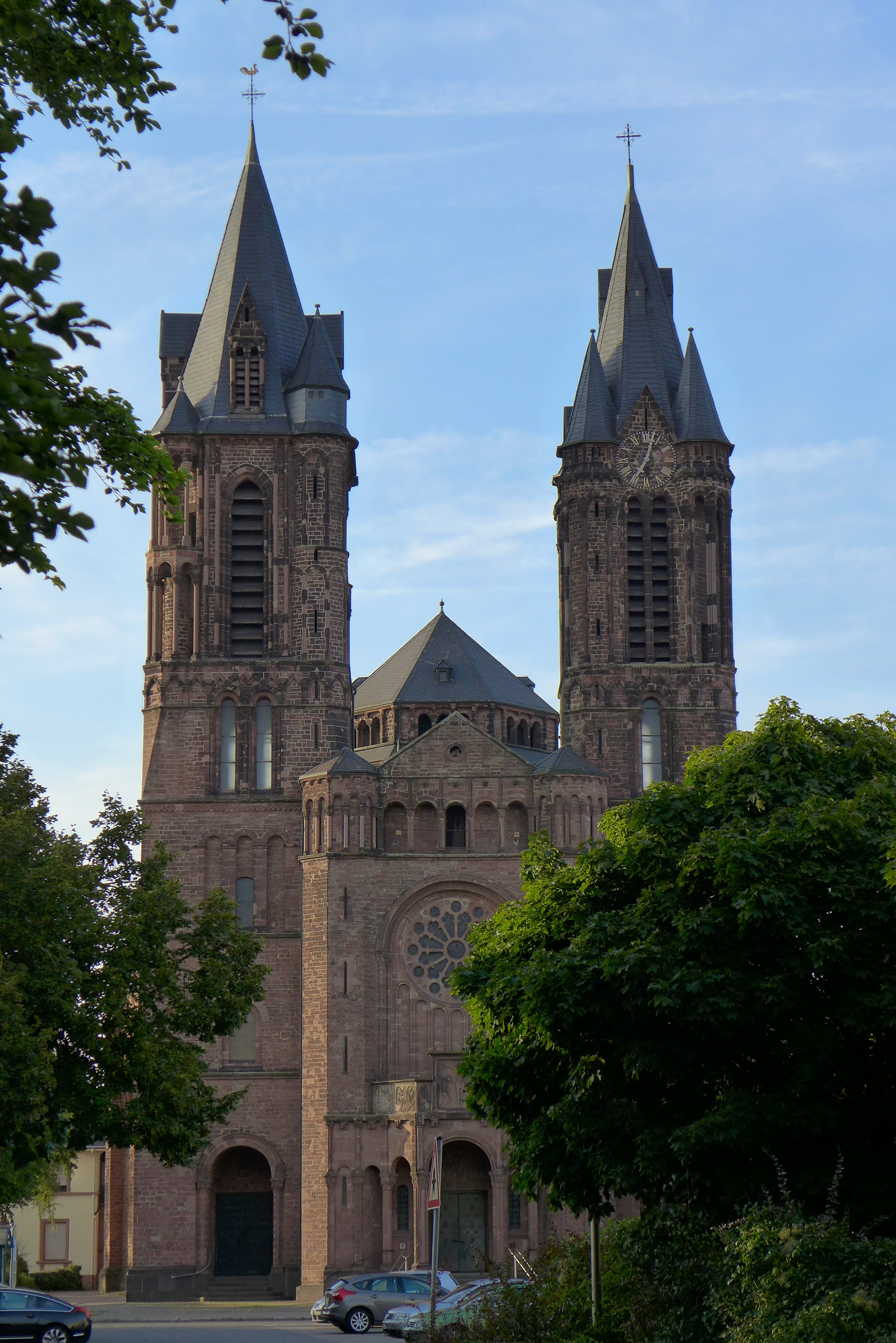
Dillingen/Saar, Saardom

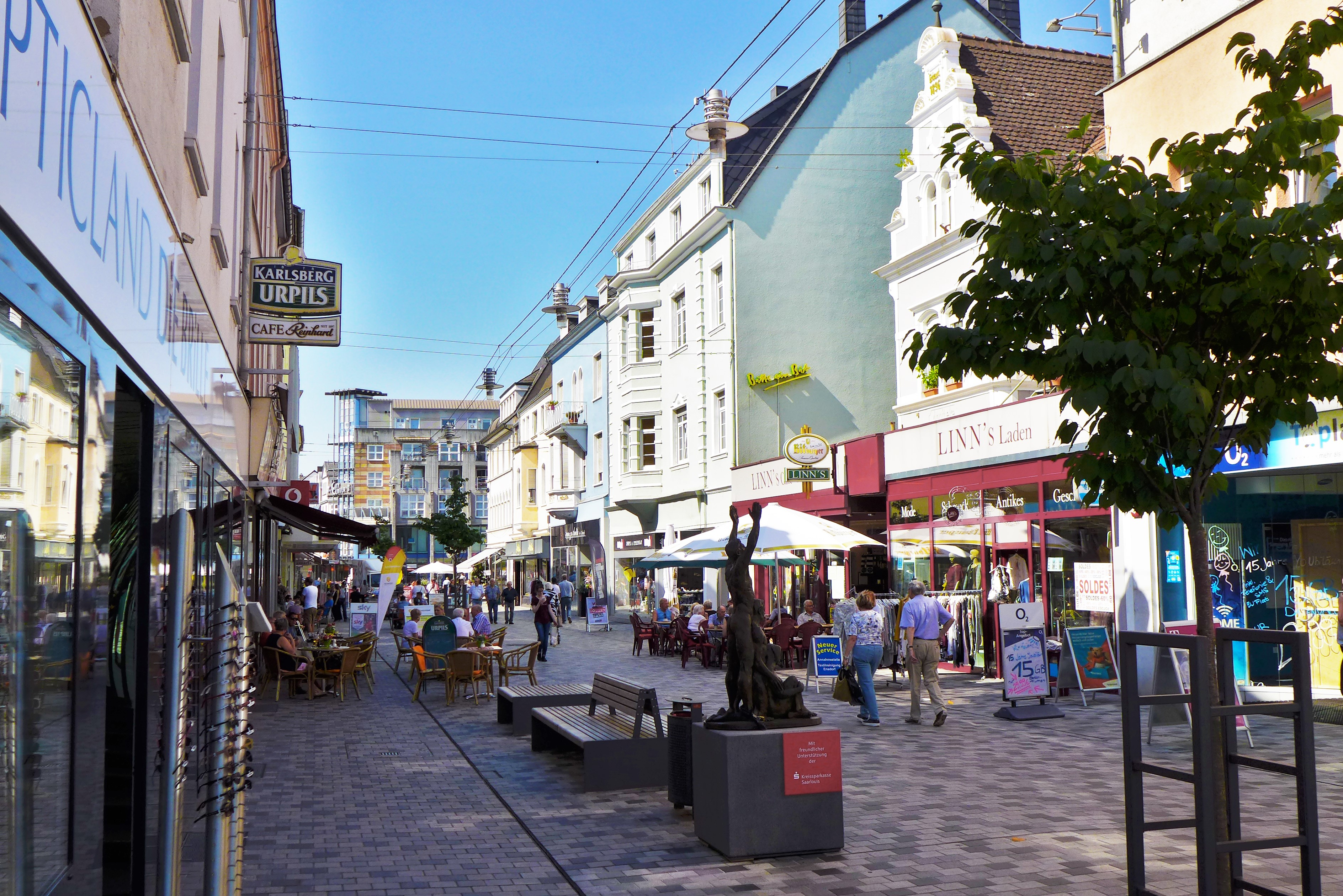
Dillingen/Saar, Fußgängerzone Stummstraße

Dillingen/Saar ist eine Stadt im Landkreis Saarlouis, Saarland. Sie hat etwa 20.000 Einwohner und gliedert sich in die drei Stadtteile Dillingen-Innenstadt, Pachten und Diefflen. Das Stadtgebiet liegt am Rand des Naturparks Saar-Hunsrück an der Mündung der Prims in die Saar und ist etwa 10 km von der französischen Grenze entfernt. Historisch gehörte Dillingen zum Herzogtum Lothringen, worauf auch sein heutiges Wappen hinweist. Seitdem im Jahr 1685 der französische König Ludwig XIV. in Dillingen die Errichtung einer Eisenhütte genehmigt hatte, ist es wirtschaftlich stark von der Eisenverhüttung (Dillinger Hütte) sowie der Metallverarbeitung geprägt. Hinsichtlich seiner Einwohnerzahl ist es die zweitgrößte Gemeinde des Landkreises Saarlouis, an dessen Kreisstadt es unmittelbar angrenzt.

## Geographie

### Geographische Lage

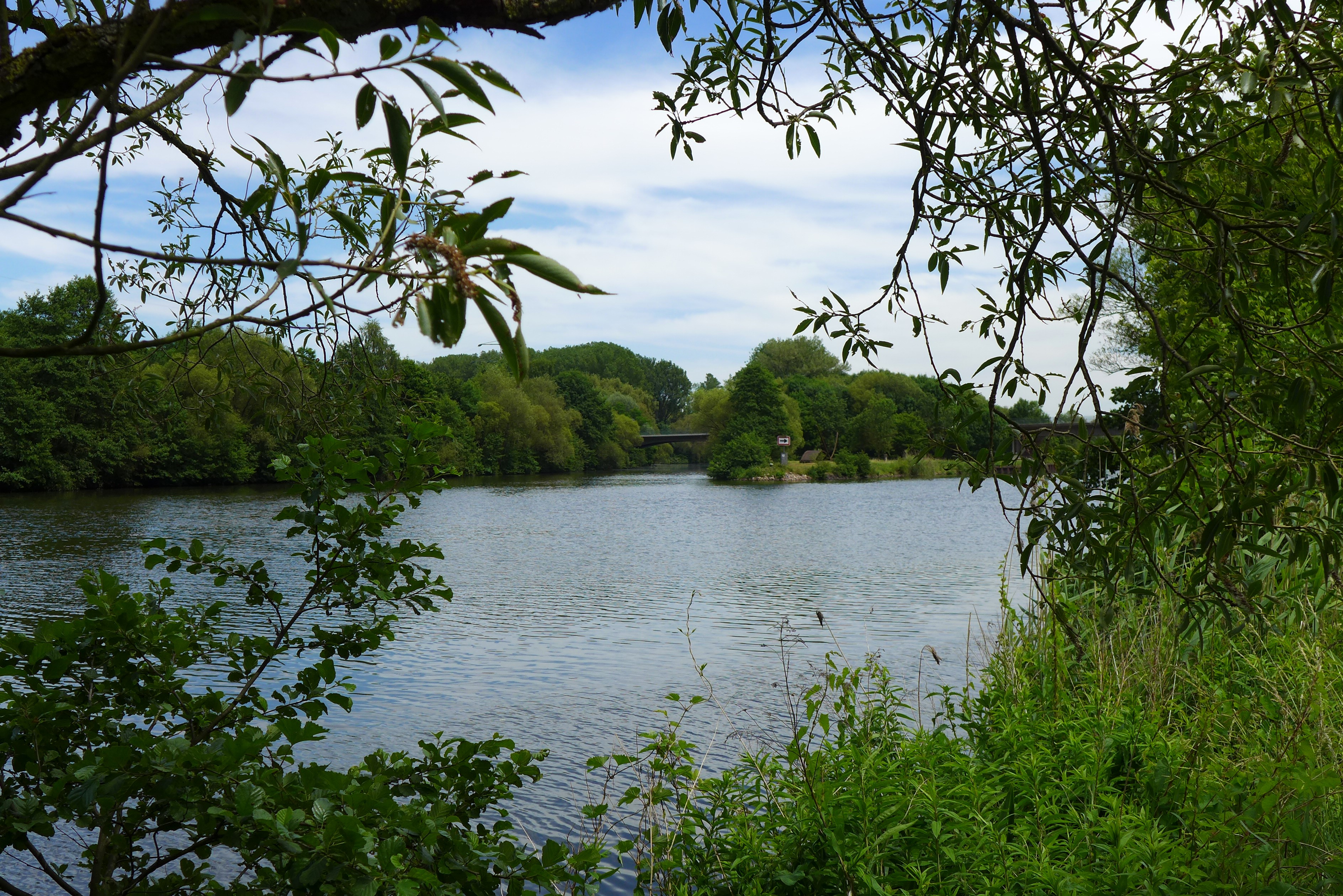
Mündung der Prims (links) in die Saar (rechts)

Dillingen liegt rechts der Saar im nördlichen Teil des Saarlouiser Beckens und damit im Saar-Nahe-Becken. Das Saarlouiser Becken ist im Nordwesten, Norden und Nordosten von den Höhen des Buntsandsteins begrenzt. Die Buntsandsteinhöhen gehören zu den östlichsten Randstufen des Pariser Beckens und leiten in die Primsmulde über. Die im Schwarzwälder Hochwald entspringende Prims mündet oberhalb des Stadtteils Pachten in die Saar. Wenige Kilometer nördlich des Pachtener Bannes vereinigt sich die Saar mit der aus Lothringen kommenden Nied. Die angeschwemmten Aufschüttungen im Talbecken ermöglichen eine gute landwirtschaftliche Nutzung.

### Geologie – Großräumige Übersicht
Die Gesteinsschichten des Saarbrücker Steinkohlesattels (Karbon) tauchen nach Nordwesten ab und es kommt zu einer Überlagerung von jüngeren Gesteinen des Rotliegenden und der Trias. Dillingen liegt auf einer Scholle des Mittleren Buntsandsteins. Die rechteckige Scholle ist in Richtung Südost-Nordwest gestreckt und wird im Süden vom Karbon in einer Linie Ensdorf-Hülzweiler-Schwarzenholz begrenzt. Im Südwesten und Nordwesten dieser Buntsandsteinscholle liegen die Höhenzüge des Oberen Buntsandsteins (Röt-Formation) und des Muschelkalks zwischen Berus, Siersburg und dem Haustadter Tal. Die Gesteine des Unter-Rotliegenden und des Karbons bilden den nordöstlichen Randbereich.

### Geologie – Engerer Raum

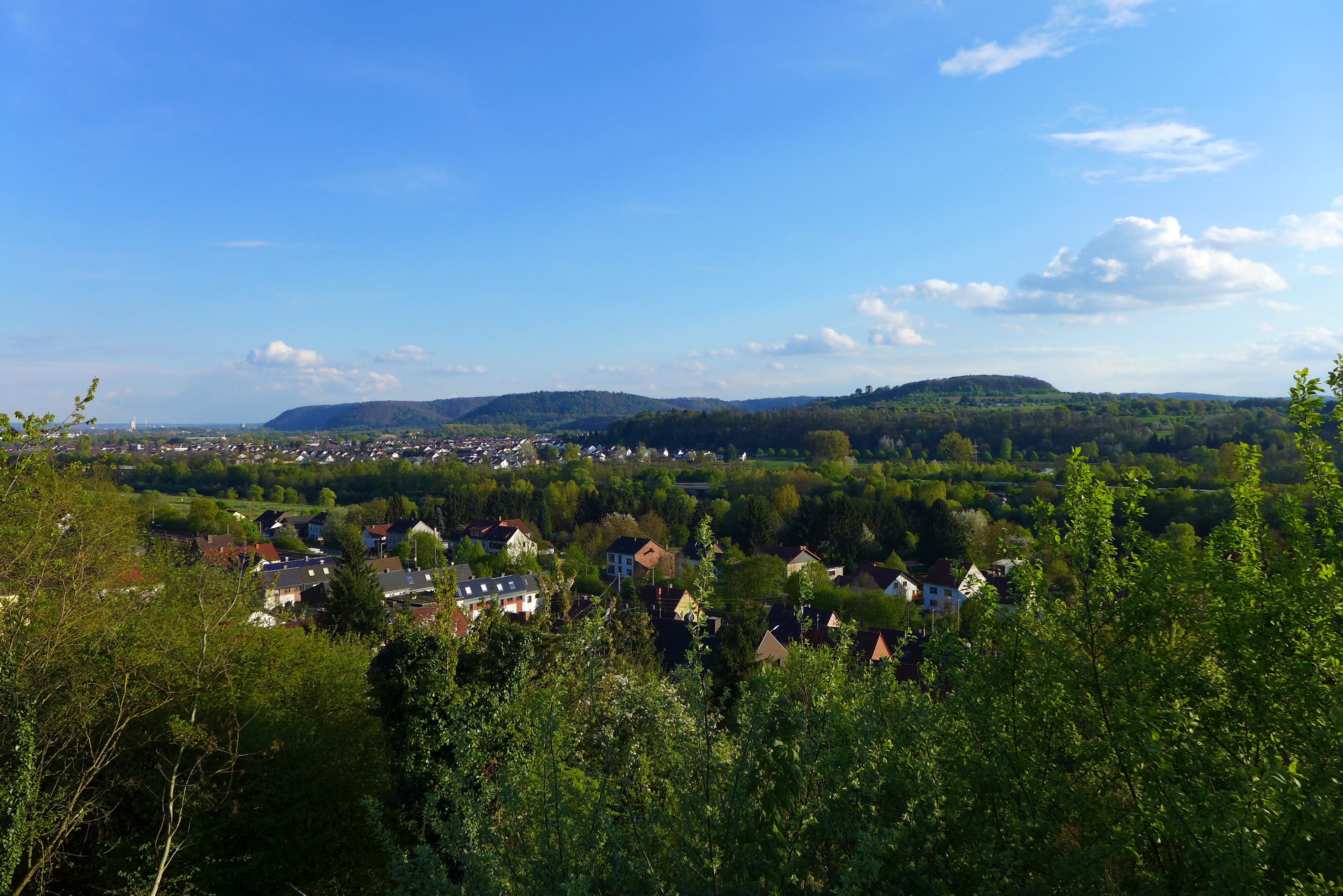
Blick auf das Limberg-Massiv von Saarfels aus

Die ausgeweitete Tallage des Raumes Dillingen und Saarlouis liegt im Bereich des Mittleren Buntsandsteins, in den sich die Täler der Saar und der Prims eingegraben haben. Die linke Talflanke der Saar bei Dillingen, der Limberg, wird von einer steilen Voltziensandsteinstufe gebildet, während eine rechte Talflanke ganz fehlt. Auf diesem Flachrelief mit auflagernden jüngeren Schotterdecken breitet sich das Bebauungsgebiet von Dillingen und Pachten aus.
Im Mittleren Buntsandstein sind vorwiegend mürbe, leicht erodierbare Sandsteinformationen entwickelt. Darüber liegt der Obere Buntsandstein (Röt-Formation), der sich aus festeren, zu Teilen tonig oder karbonatisch gebundenen Sandsteinen aufbaut. Diese wurden in früheren Zeiten in zahlreichen Steinbrüchen als Baustoff gewonnen. Darüber befinden sich Muschelkalk-Schichten: Die unterste Muschelkalkschicht bilden sandig-tonig-kalkige Gesteine. Die mittlere Muschelkalkschicht enthält Mergel mit Gips und Anhydrit. Die obere Muschelkalkschicht baut sich aus massigen Kalken und plattigen Kalken mit Mergellagen auf.
Über diesen festen Untergrundgesteinen sind flächenhaft Sedimentterrassen der Flüsse Saar und Prims abgelagert. Die unterschiedlichen Höhenlagen dieser Terrassen geben Zeugnis von verschiedenen Stadien der Eintiefung der beiden Flüsse und der Ablagerung von mitgeführtem Kiesschotter. Die jüngsten Ablagerungen bilden die Auenlehme der beiden Flusstäler.

### Morphologie
Im Stadtgebiet Dillingens liegt der Schnittpunkt der beiden Flusstäler von Saar und Prims. Die Prims beendet hier ihren 91 Kilometer langen Lauf. Die Geländehöhe bei der Mündung beträgt 177 m ü. NN. Östlich der Saar kommt auf beiden Ufern der Prims Mittlerer Buntsandstein vor. Er ist breitflächig abgetragen und bildet eine flachwellig gestufte Landschaft. Die Flächen sind von breiten Kies- und Lehm-Terrassenfeldern bedeckt.

### Mineralogie
Nahezu alle im Raum Dillingen auftretenden Gesteine sind wirtschaftlich nutzbar. Die mürben Gesteine des Mittleren Buntsandsteins wurden als Sand in Gruben oder Hangkanten abgebaut. Die festeren Sandsteine des Oberen Buntsandsteins (Röt-Formation) lieferten Hau- und Bruchsteine. Aus den Terrassen wurde Kies gewonnen. Lehme wurden als Ziegeleimaterial nutzbar gemacht.

### Klima
Das Klima in Dillingen ist gemäßigt ozeanisch, aber warm. Es gibt das ganze Jahr über deutliche Niederschläge. Selbst der trockenste Monat weist noch hohe Niederschlagsmengen auf. Im Jahresdurchschnitt herrscht eine Temperatur von 9,7 °C. An Niederschlag fallen im Durchschnitt innerhalb eines Jahres 724 mm. Der geringste Niederschlag mit 48 mm fällt im Monat April. Im Gegensatz dazu ist der August der niederschlagsreichste Monat des Jahres mit 71 mm Niederschlag. Hinsichtlich der Temperatur ist der Juli der wärmste Monat mit einer durchschnittlichen Temperatur von 18,2 °C. Mit durchschnittlich 0,9 °C ist der Januar der kälteste Monat des ganzen Jahres. Die Differenz der Niederschläge zwischen dem niederschlagsärmsten Monat und dem niederschlagsreichsten Monat beträgt 23 mm. Hinsichtlich der Temperatur schwanken die durchschnittlichen Werte im Jahresverlauf um 17,3 °C.
|                        | Jan  | Feb  | Mär  | Apr  | Mai  | Jun  | Jul  | Aug  | Sep  | Okt  | Nov | Dez |   |      |
| Mittl. Temperatur (°C) | 0,9  | 2,2  | 5,5  | 9,2  | 13,2 | 16,6 | 18,2 | 17,8 | 14,9 | 10,3 | 5,5 | 2,7 | ⌀ | 9,8  |
| Mittl. Tagesmax. (°C)  | 3,5  | 5,6  | 10,0 | 14,3 | 18,9 | 22,2 | 23,9 | 23,3 | 20,4 | 14,7 | 8,2 | 4,9 | ⌀ | 14,2 |
| Mittl. Tagesmin. (°C)  | −1,6 | −1,1 | 1,1  | 4,1  | 7,6  | 11,1 | 12,6 | 12,3 | 9,5  | 5,9  | 2,4 | 0,6 | ⌀ | 5,4  |
|                        |      |      |      |      |      |      |      |      |      |      |     |     |   |      |
| Niederschlag (mm)      | 58   | 53   | 55   | 48   | 65   | 68   | 62   | 72   | 58   | 55   | 66  | 65  | Σ | 725  |

| −1,6 |

| −1,1 |

| 1,1 |

| 4,1 |

| 7,6 |

| 11,1 |

| 12,6 |

| 12,3 |

| 9,5 |

| 5,9 |

| 2,4 |

| 0,6 |

| −1,6 |

| −1,1 |

| 1,1 |

| 4,1 |

| 7,6 |

| 11,1 |

| 12,6 |

| 12,3 |

| 9,5 |

| 5,9 |

| 2,4 |

| 0,6 |

| N i e d e r s c h l a g | 58  | 53  | 55  | 48  | 65  | 68  | 62  | 72  | 58  | 55  | 66  | 65  |
|                         | Jan | Feb | Mär | Apr | Mai | Jun | Jul | Aug | Sep | Okt | Nov | Dez |

### Raumnutzung
Das Stadtgebiet von 22,07 km² ist folgendermaßen aufgeteilt:
- Wohnen: 2,28 km²
- Industrie und Gewerbe: 2,3 km²
- Verkehr: 1,88 km²
- Wald: 6,41 km²
- Erholung: 0,26 km²
- Wasser: 0,12 km²
- Landwirtschaft: 4,98 km²

### Nachbarkommunen
Die Stadt hat sechs Nachbarkommunen. Im Uhrzeigersinn sind das Beckingen, Nalbach mit den Ortsteilen Bierbach und Nalbach, Saarwellingen, Saarlouis (mit dem Ortsteil Roden (Saar)), Wallerfangen sowie Rehlingen-Siersburg. Dillingen liegt etwa 60 km von Luxemburg (Stadt) und Trier, 50 km von Metz sowie 30 km von Saarbrücken entfernt und grenzt unmittelbar an das Stadtgebiet von Saarlouis an.

## Stadtgliederung
Dillingen besteht aus drei Stadtteilen: Dillingen, dem 1936 eingemeindeten Pachten und dem 1969 hinzugekommenen Diefflen.
Einwohner
Die Gesamteinwohnerzahl von etwa 21.000 Menschen verteilt sich folgendermaßen auf die einzelnen Stadtbezirke:
| Name des Stadtbezirkes | Einwohner |
| ---------------------- | --------- |
| Dillingen (Innenstadt) | 7.095     |
| Dillingen (Nord)       | 2.167     |
| Überm Berg             | 2.661     |
| Pachten                | 4.377     |
| Diefflen               | 4.672     |

## Geschichte

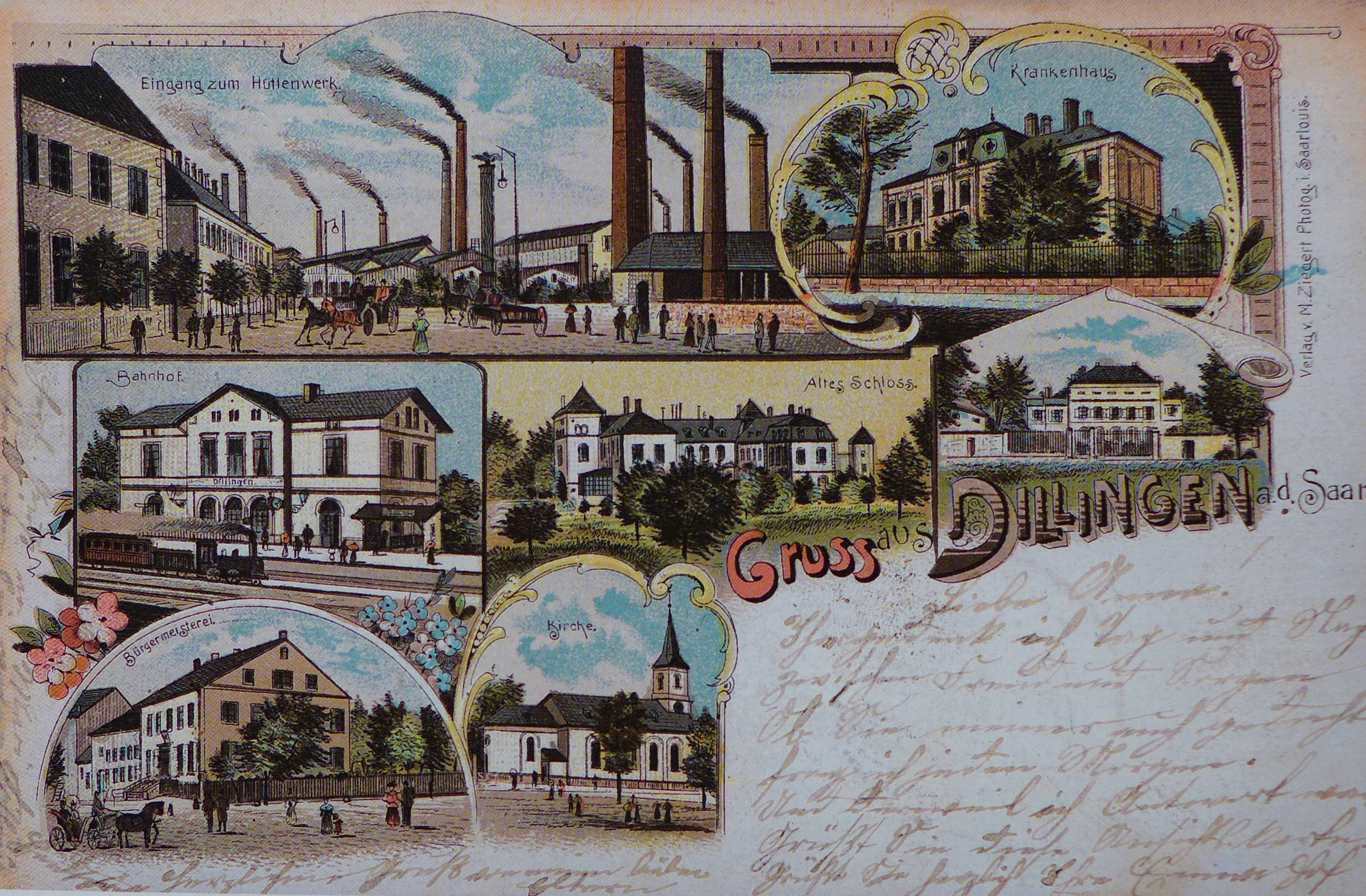
Postkarte Dillingen a.d. Saar aus dem Jahr 1898

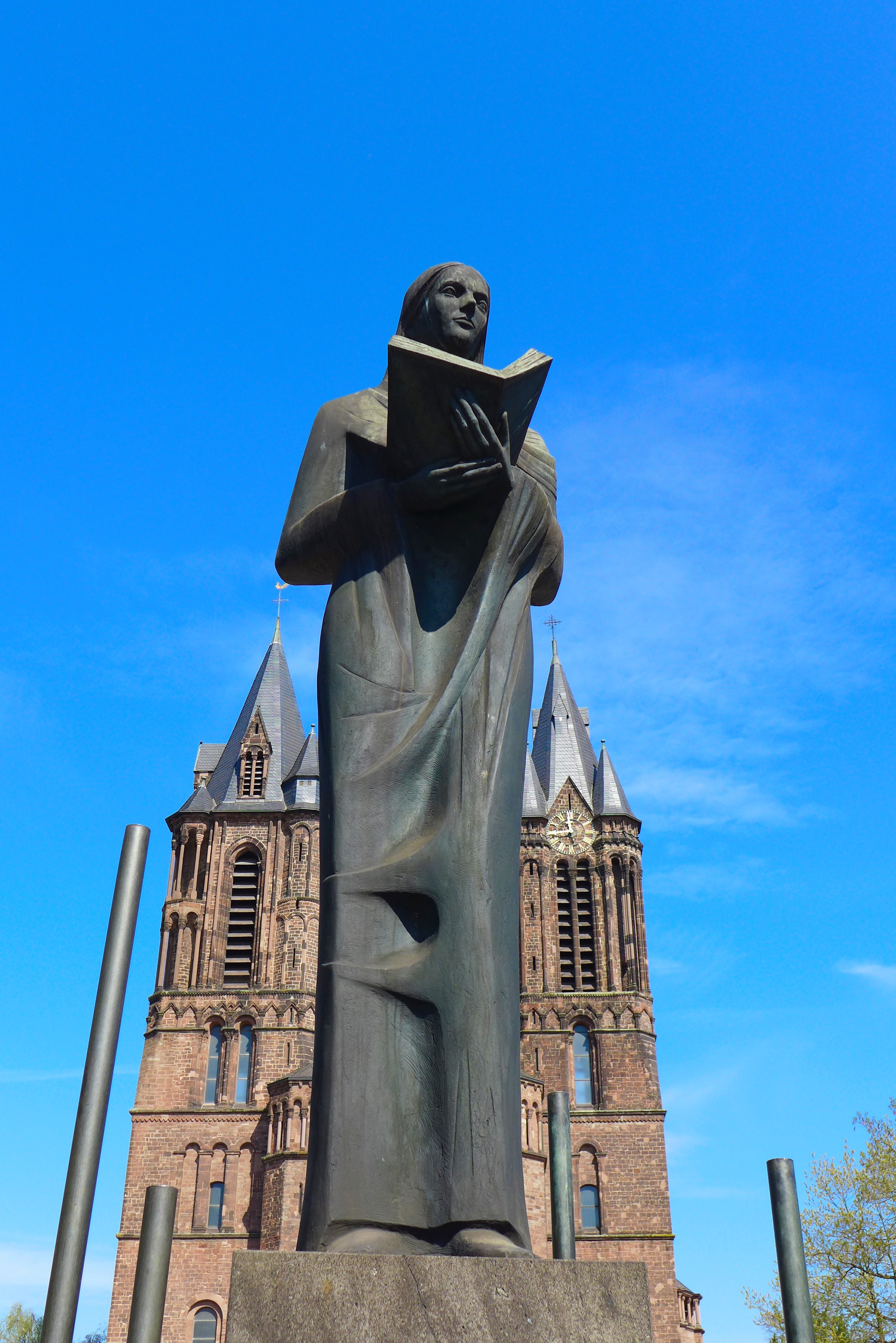
Odilienstatue vor dem Saardom, errichtet zur Erinnerung an das mittelalterliche Kirchenpatronat des Frauenklosters auf dem Odilienberg im Elsass

Ein steinzeitlicher Faustkeilfund, reiche Bronzedepots der späten Urnenfelderzeit (9. Jh. v. Chr.), eine mehrfach gestaffelte Abschnittsbefestigung der Hallstattzeit (8.–6. Jh. v. Chr.) auf dem sich an der Saar annähernd 359 m hoch erhebenden, halbinselartigen Bergmassiv des Limberges sowie ein Gräberfeld mit einem durch goldene Hals- und Armringe ausgezeichneten „Fürstinnengrab“ der spätesten Hallstattzeit (um 500 v. Chr.) belegen eine Zentrumsfunktion des Dillingen-Wallerfanger Raumes auf beiden Ufern der mittleren Saar in vor- und frühgeschichtlicher Zeit.
Die gallo-römische Siedlung Contiomagus bestand an der Kreuzung der Fernstraßen Metz–Mainz und Trier–Straßburg, im heutigen Stadtteil Pachten. Um 275/276 wurde Contiomagus im Zuge der Völkerwanderung zerstört und wieder aufgebaut.
Die älteste schriftlich erhaltene Nachricht von „Dillingen“ und „Pachten“ findet sich in einer Urkunde des Trierer Bischofs Albero von Montreuil (1131–1152), worin erklärt wurde, dass die Bevölkerung der beiden Orte jährlichen zum Grab des heiligen Lutwinus ins Kloster Mettlach an der Saar wallfahren musste. Seit dem frühen Mittelalter gehörte Dillingen zum Herzogtum Lothringen, das im Jahr 925 unter die Oberhoheit des ostfränkischen Reiches gelangte. Dillingen und Pachten unterstanden dem herzoglich-lothringischen Amt Siersberg auf der anderen Saarseite. Zu diesem Amt gehörte auch die mittelalterliche Dillinger Wasserburg an der Prims, die im Jahr 1357 erstmals urkundlich erwähnt wurde.
Im Jahr 1324 erfolgte die erste urkundliche Erwähnung von Diefflen. Seit seiner Gründung im Hochmittelalter war Diefflen historisch mit den Nalbacher Talgemeinden verbunden und gehörte als Teil des Hochgerichtes Nalbacher Tal zu den Nicht eingekreisten zum Heiligen Römischen Reich zugehörigen Territorien und Ständen.
Zwischen 1618 und 1648 gab es Verwüstungen im Dreißigjährigen Krieg sowie in den Jahren 1672–1678/79 im Holländischen Krieg. Mit dem Tode des lothringischen Herzogs Stanislaus I. Leszczyński im Jahr 1766 übernahm Frankreich die Herrschaft Lothringens und damit auch über Dillingen und Pachten. Somit verlief die Staatsgrenze zwischen Frankreich und dem Heiligen Römischen Reich deutscher Nation zwischen Dillingen/Pachten und Diefflen. Im Jahr 1685 erhielt die Dillinger Feudalherrschaft durch König Ludwig XIV. die Erlaubnis zur Errichtung einer Eisenhütte (Dillinger Hütte). Fürst Ludwig von Nassau-Saarbrücken erreichte beim französischen König Ludwig XVI. durch „lettres patentes“ vom April 1789 aus Versailles die Erhebung der bisherigen Baronie Dillingen zum Herzogtum innerhalb des französischen Staatsverbandes.
Die Französische Revolution beendete die lokale Dillinger Adelsherrschaft. Am 17. Oktober 1797 wurde auch Diefflen, als Teil des Nalbacher Tales, wie alle linksrheinischen Territorien in einem geheimen Zusatzartikel des Friedensvertrages von Campo Formio, der zwischen Frankreich, vertreten durch Napoléon Bonaparte, und dem römisch-deutschen Kaiser Franz II. geschlossen wurde, Frankreich zugeschlagen. Dillingen, Pachten und Diefflen wurden nach der Eroberung der linksrheinischen deutschen Territorien durch die französischen Revolutionsarmeen im Jahr 1794 ab dem Jahr 1798 Teil des neu geschaffenen französischen Département de la Sarre (dt. Saardepartement).
Durch die Bestimmungen des Ersten Pariser Friedens vom 31. Mai 1814 wurden Dillingen und Pachten wiederum Frankreich zugeordnet. Diefflen war durch den Ersten Pariser Frieden nicht mehr Teil Frankreichs. Es unterstand einer österreichisch-bayerischen Landesadministrationskommission. Das bedeutete vor Ort, dass die östliche Banngrenze von Dillingen und Pachten und die westliche Banngrenze von Diefflen für mehr als ein Jahr zugleich Staatsgrenze war.
Im Jahr 1815 wurden Dillingen und Pachten im Zweiten Pariser Frieden dem Staat Preußen angegliedert. Im Jahr 1816 trat der Kaiser von Österreich, Franz I., im Wormser Territorialausgleichspatent Diefflen an Preußen ab.
Mit dem Sturz der Hohenzollerndynastie im Jahr 1918 wurden Dillingen, Pachten und Diefflen Teil des Freistaates Preußen. Zwischen 1920 und der Volksabstimmung von 1935 waren die drei Orte durch die Bestimmungen des Versailler Vertrages Teil des Saargebietes unter der Verwaltung des Völkerbundes. Nach der Saarabstimmung des Jahres 1935 kehrte Dillingen mit Pachten und Diefflen zum Deutschen Reich zurück, ohne wieder Teil Preußens zu werden. Im Jahr 1936 wurde Pachten nach Dillingen eingemeindet. Im Zweiten Weltkrieg kam es, besonders bei den heftigen Kämpfen im Kriegswinters 1944/1945 zwischen der deutschen Wehrmacht und der US-Armee zu schweren Zerstörungen. Im Jahr 1947 wurde Dillingen Teil des Saarstaates, der im Jahr 1957 der Bundesrepublik Deutschland politisch und am 5. Juli 1959 auch wirtschaftlich beitrat. Im Jahr 1949 erhielt Dillingen durch die Regierung des Saarlandes unter Ministerpräsident Johannes Hoffmann die Stadtrechte. Im Jahr 1969 wurde Diefflen nach Dillingen eingemeindet. Im Jahr 1990 beging man in Dillingen bzw. Pachten eine 2000-Jahr-Feier der Siedlung Contiomagus.

### Einwohnerentwicklung
| Dillingen/Saar: Einwohnerzahlen von 1970 bis 2024                | Dillingen/Saar: Einwohnerzahlen von 1970 bis 2024 | Dillingen/Saar: Einwohnerzahlen von 1970 bis 2024 | Dillingen/Saar: Einwohnerzahlen von 1970 bis 2024 | Dillingen/Saar: Einwohnerzahlen von 1970 bis 2024 |
| ---------------------------------------------------------------- | ------------------------------------------------- | ------------------------------------------------- | ------------------------------------------------- | ------------------------------------------------- |
| Jahr                                                             |                                                   |                                                   |                                                   | Einwohner                                         |
| 1970                                                             | 1970                                              |                                                   | 11.488                                            | 11.488                                            |
| 1980                                                             | 1980                                              |                                                   | 20.742                                            | 20.742                                            |
| 1990                                                             | 1990                                              |                                                   | 21.861                                            | 21.861                                            |
| 2000                                                             | 2000                                              |                                                   | 21.444                                            | 21.444                                            |
| 2010                                                             | 2010                                              |                                                   | 20.808                                            | 20.808                                            |
| 2020                                                             | 2020                                              |                                                   | 19.801                                            | 19.801                                            |
| 2024                                                             | 2024                                              |                                                   | 21.529                                            | 21.529                                            |
| Quelle(n): Fortschreibung des Statistischen Amtes des Saarlandes |                                                   |                                                   |                                                   |                                                   |

## Politik

### Stadtrat
Der Stadtrat mit 39 Sitzen setzt sich nach der Kommunalwahl vom 9. Juni 2024 wie folgt zusammen:
- SPD: 9 Sitze (-2)
- CDU: 16 Sitze (-1)
- AfD: 6 Sitze (+3)
- GRÜNE: 2 Sitze (-1)
- FDP: 1 Sitz (±0)
- BSW: 5 Sitze (+5)
- LINKE: k. A. (-3)
- ÖBL Dillingen/Saar: k. A. (-1)

### Bürgermeister
Bürgermeister der Gemeinde bzw. der Stadt Dillingen
- 1. April 1897 (Jahr der Ausgliederung aus der Bürgermeisterei Fraulautern am 1. April 1897)[15] bis 31. März 1904: Julius Schuh
- 11. Mai 1904 bis 13. November 1909: Matthias Schmitt
- 28. Dezember 1909 bis 18. August 1920: Karl Wagner
- 22. Oktober 1920 bis 14. Juni 1922: Camille David
- 15. Juni 1922 bis 31. Juli 1923: Verwaltet von Kreissekretär Noll aus Saarlouis die Stelle des Bürgermeisters.
- 1. August 1923 bis 11. Januar 1936: Otto Nicola
- 11. Januar 1936 bis 30. März 1945: Albert Kronenberger, NSDAP
- 1. April 1945 bis 7. Mai 1945: Benedikt Hoffmann
- 8. Mai 1945 bis 5. September 1945: Heinrich Scherer
- 1. November 1945 bis 30. September 1946: Theodor Okon
- 1. Oktober 1946 bis 28. Mai 1956: Peter Lamar
- 16. Oktober 1956 bis 14. Februar 1974: Eduard Jakobs, CDU
- 20. März 1974 bis 19. März 1994: Gerhard Leonardy, CDU
- 20. März 1994 bis 19. März 2004: Erwin Planta, SPD
- 20. März 2004 bis 31. Dezember 2024: Franz-Josef Berg, CDU
- seit 1. Januar 2025: Christian Finkler, CDU

Die Bürgermeister der ehemaligen Gemeinden Pachten und Diefflen bis zur Eingemeindung nach Dillingen werden in den Ortsartikeln genannt.

### Wappen

Stadtflagge Dillingens mit den herzoglich-lothringischen Farben Rot-Gold

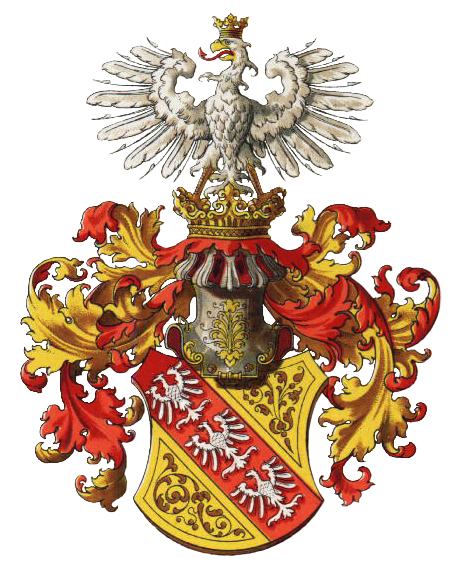
Das rot-goldene Wappen des Hauses Lothringen ist das Herkunftswappen des Dillinger Stadtwappens.

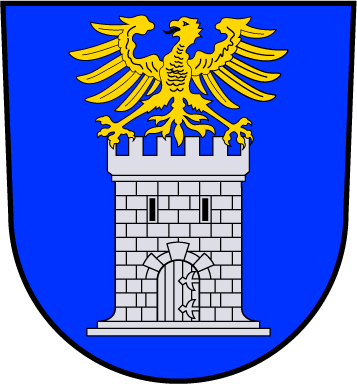
Wappen der Prévôté Siersberg als Vorlage des Dillinger Wappens

Blasonierung: „In Blau eine wachsende silberne, gezinnte und schwarzgefugte Mauer, überragt von einem silbernen, goldgekrönten und -bewehrten sowie rotgezungten aufsitzenden lothringischen Adler, in der Mauer ein hohes, rotgesäumtes goldenes Tor, belegt mit einem roten Zickzackbalken, von einem dreilätzigen, blauen Turnierkragen überragt.“

#### Herkunft
Das Dillinger Wappen zitiert Teile des lothringischen Wappens (silberner Adler mit herzoglicher Rangkrone, lothringische Farben rot-gold, roter Zickzackbalken im goldenen Feld als Variation des roten lothringischen Diagonalbalkens im goldenen Feld) und lehnt sich in seiner Gestaltung an das Wappen der lothringisch belehnten Edelherren von Siersberg, Herren zu Dillingen (roter Zickzackbalken und blauer Turnierkragen auf Goldgrund) und an das Amtswappen der ehemaligen lothringischen Prévôté (Vogtei) Siersberg (silberner Turm mit Adler auf blauem Grund) an. Turnierkragen sind in der rheinischen Heraldik sehr häufig angewandte Unterscheidungszeichen für jüngere Nebenlinien von Adelsgeschlechtern. Der Turnierkragen weist das Dillinger Wappen als von Lothringen abhängige Herrschaft aus. Beide Wappen (Herren von Dillingen-Siersberg und Vogtei Siersberg) werden miteinander kombiniert. Das Wappen der Edelherren wird im Dillinger Wappen zum Tor in einer Stadtmauer umgedeutet.
Der lothringische Benediktinerabt und Historiker Augustin Calmet berichtet in seinem umfangreichen lothringischen Geschichtswerk „Histoire de Lorraine“ von der historischen Tradition, dass der lothringische Adler angeblich von Kaiser Friedrich Barbarossa in Anlehnung an den kaiserlichen Reichsadler an Herzog Matthäus I. von Lothringen verliehen worden sein, um die enge Beziehung des Herzogtums zum Heiligen Römischen Reich zu verdeutlichen. Dieses kaiserliche heraldische Privileg sei dem lothringischen Herzog Theobald I. anlässlich seiner Hochzeit mit Gertrud von Dagsburg durch Kaiser Friedrich II. bestätigt worden.

#### Entwurfsgeschichte
Im Jahr 1908 wurde der Historiker Alwin Ziehme von der Verwaltung in Saarbrücken beauftragt, die Vorarbeiten für die Fortführung des Wappens der Herren zu Dillingen (roter Zickzackbalken und blauer Turnierkragen auf Goldgrund) im Siegel der Gemeinde Dillingen zu leisten. Die jahrhundertelange enge Verbundenheit Dillingens mit der Herrschaft Siersberg war die Basis, dass nach dem Vorschlag von Ziehme das vermutete Ortswappen von Dillingen mit dem vermuteten Burgwappen der Siersburg vereinigt wurde. Dabei sollte das Ortswappen Dillingens in das Burgtor des Siersburger Wappens eingebaut werden. Nach der Fertigstellung des Wappens durch Ziehme genehmigte der Dillinger Gemeinderat, dieses vereinigte Wappen anzunehmen bzw. im Siegel fortzuführen. Der preußische Innenminister Friedrich von Moltke wollte diesem Antrag nicht zustimmen, da der Nachweis nicht erbracht sei, dass das Wappen auch in der Vergangenheit von Dillingen als Siegel geführt worden sei. Das neu entworfene Ortswappen von Dillingen konnte deshalb nicht als Gemeindesiegel geführt werden und wurde lediglich zu dekorativen Zwecken benutzt. In der darauffolgenden historischen Forschung wurde allerdings nachgewiesen, dass der Burgtor-Wappenteil des von Ziehme entworfenen Dillinger Stadtwappens (roter Zickzackbalken und blauer Turnierkragen auf Goldgrund) tatsächlich das Wappen der Edelherren von Siersberg und nicht das Ortswappen von Dillingen war. Dillingen gehörte seit dem Jahr 1590 zur lothringischen Office de Castellainie Siersburg, aus der später die Prévoté Siersburg hervorging. Das Amtswappen dieser Prévoté, aber nicht das „Burgwappen“ der Siersburg, das es historisch nie gab, ist ein silberner gezinnter schwarzgefugter Turm in Blau, überragt von einem goldenen lothringischen Adler. Das von Ziehme im Jahr 1908 entworfene Wappen ist also eine Kombination der Wappen der Herren von Siersberg und Dillingen sowie des Wappens der Präfektur Siersburg.

#### Verleihung des Wappens und der Stadtfarben
In der Urkunde zur Stadterhebung vom 1. September 1949 wurde Dillingen von der Landesregierung des Saarlandes unter Ministerpräsident Johannes Hoffmann das Recht verliehen, dieses Wappen zu führen.
Mit Erlass vom 16. Oktober 1952 hat der saarländische Innenminister Edgar Hector der Stadt Dillingen das Recht verliehen, die Wappenfarben „Rot-Gold“, die sowohl die Farben des Burgtor-Wappensteils des Dillinger Stadtwappens und die des alten Herzogtums Lothringen sind, als Stadtfarben zu führen.

### Städtepartnerschaften
- Creutzwald (Lothringen, Frankreich) seit 1967
- Hoyerswerda (Oberlausitz, Deutschland) seit 1988
- Sutera (Sizilien, Italien) seit 2002

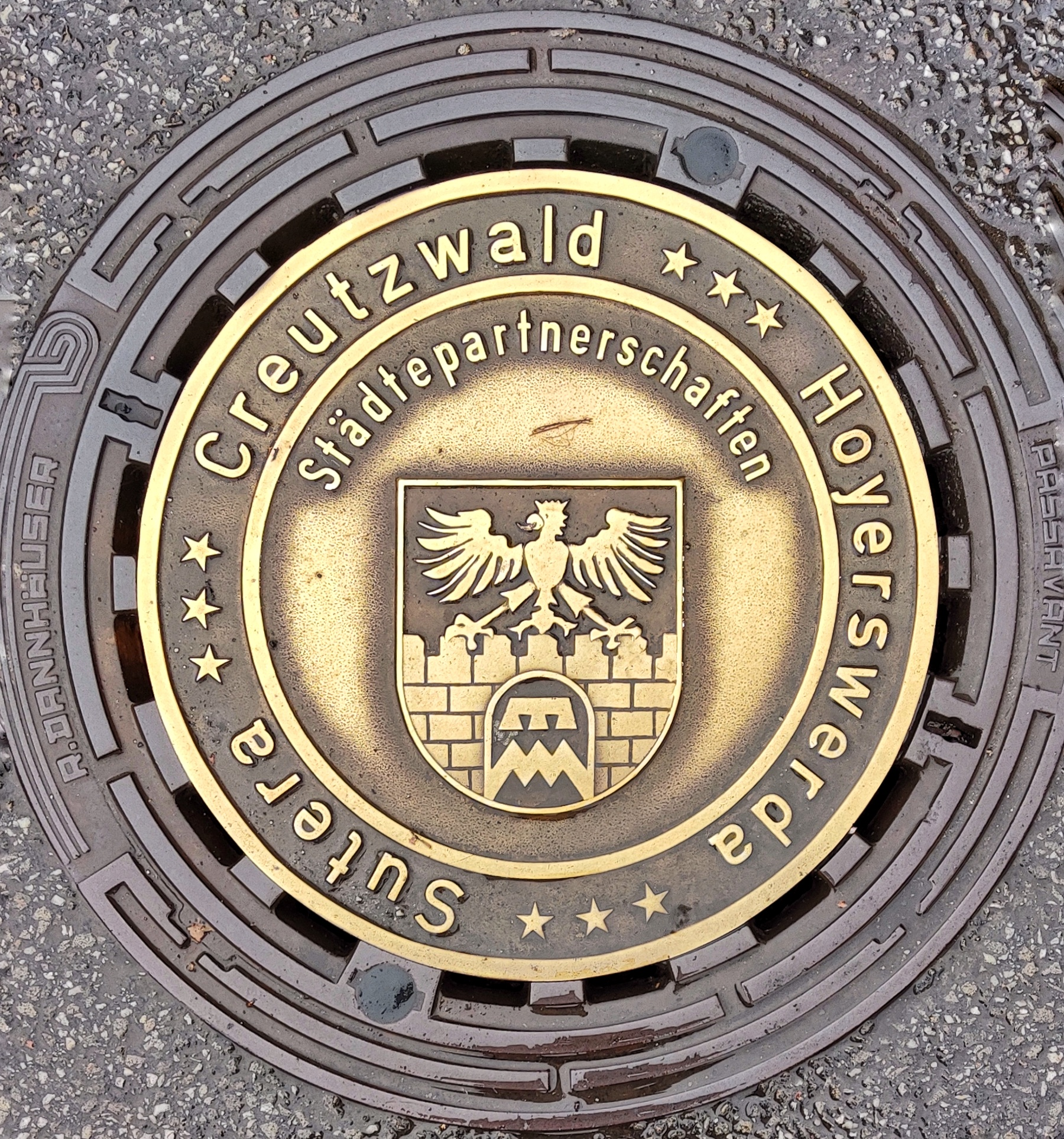
Schachtdeckel in der Trierer-Straße

### Patenschaften
- Patenschaft für das Minenjagdboot Klasse 332 M 1065 „Dillingen“.

### Rathaus

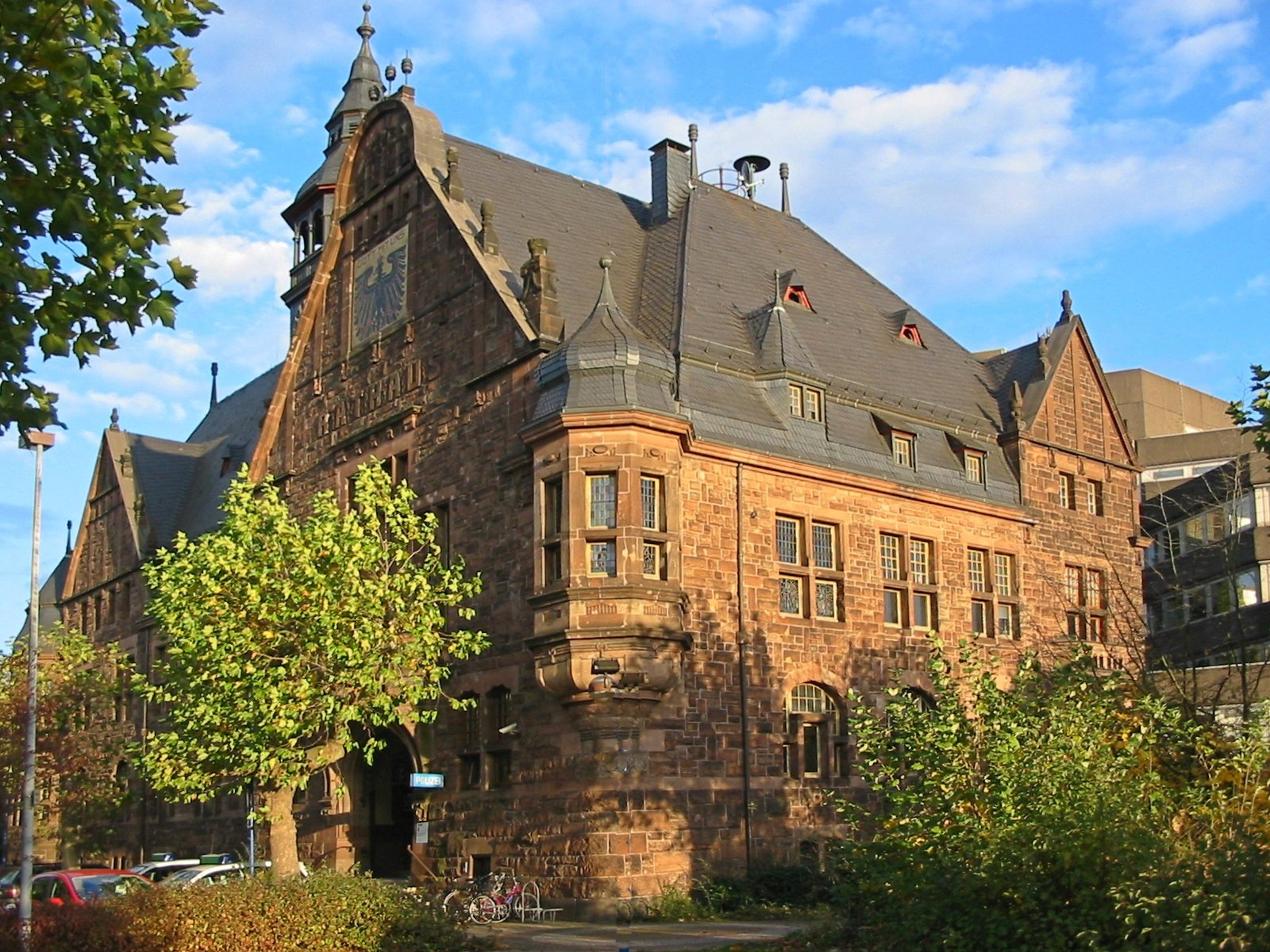
Altes Rathaus Dillingen, vom Bahnhofsvorplatz aus

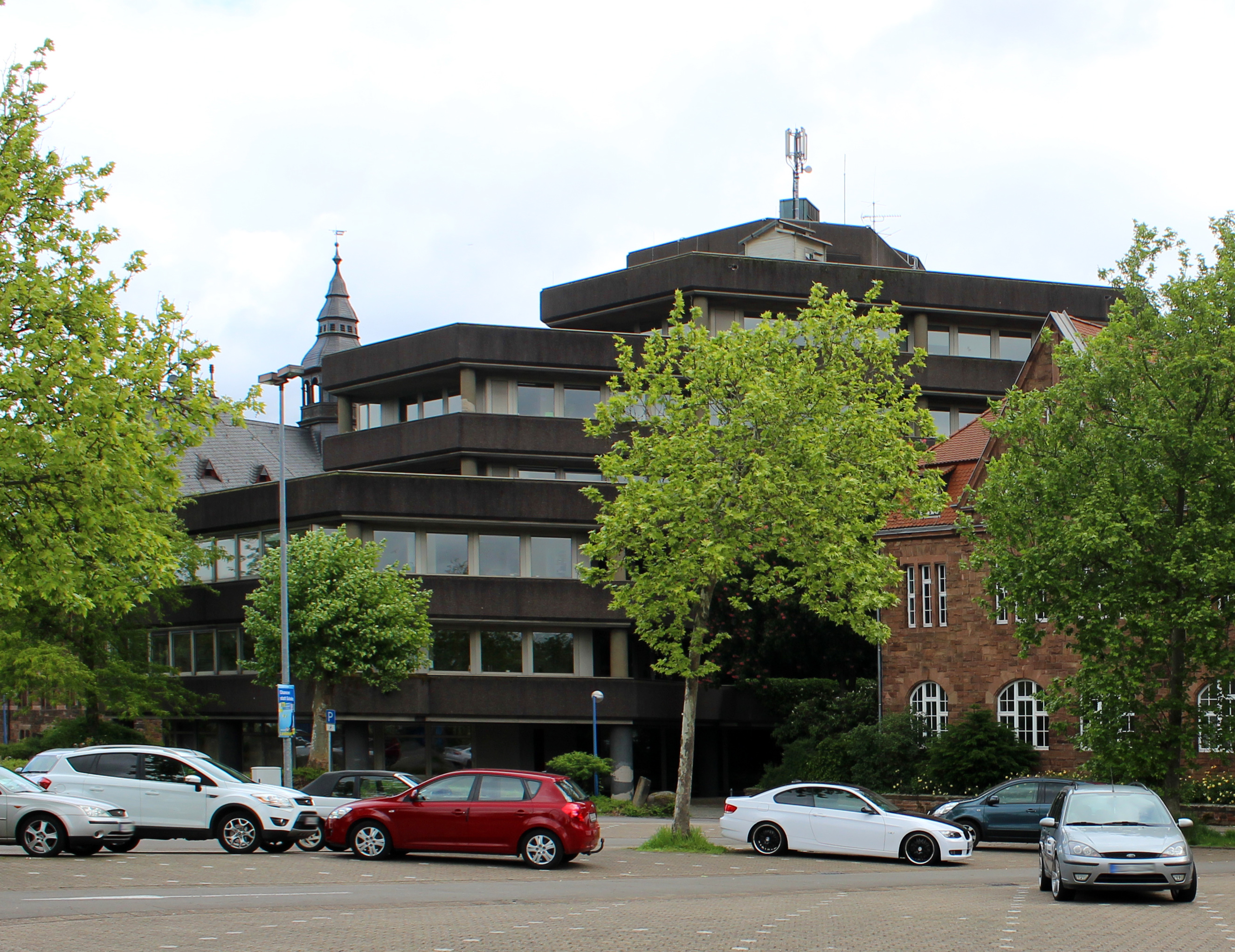
Neues Rathaus Dillingen mit Altbau im Hintergrund

Das Neue Rathaus wurde durch den Dillinger Architekten Kurt Faber (* 1929) in den Jahren 1974–1978 in wabenartigen Formen errichtet; von ihm ist auch die Decken- und Wandgestaltung im Sitzungssaal. Das Gebäude ist durch einen Brückenbau mit dem Alten Rathaus verbunden, das der Architekt Wilhelm Franz zu Beginn des 20. Jahrhunderts im Stil des Historismus entworfen hatte.
Folgende saarländische Künstler gestalteten den Verwaltungsbau:
- der Objektkünstler Werner Bauer die Hinweisskulptur aus farbig gefasstem Stahl in der Merziger Straße und die hölzernen Sitzungssaaltüren
- der Bildhauer Eberhardt Killguss aus Beckingen die Landschaftsskulpturen der Außenanlage (Basaltstelen, Moränen-Kiesel, Granitwürfelpflaster) sowie die Eingangstür des Rathauses aus Email und Keramik und mehrere Skulpturen in der Stadtbücherei
- der Maler und Bildhauer Karl Unverzagt die Wandgestaltung aus überglasierten Andesit-Platten in Foyer und Treppenhaus[21][22]
- der Bildhauer Heinz Oliberius das bronzene Sitzungssaalkruzifix (1 m × 0,95 m × 0,10 m)
- der Wadgasser Bildhauer Lothar Messner die Wandgestaltung im 2. Obergeschoss aus Resopalunterdruck
- der Grafiker und Maler Max Mertz das Relief im 3. Obergeschoss
- der Dillinger Maler und Graphiker Karl Michaely das Ölgemälde „Mensch-Familie-Industrie“ im 4. Obergeschoss

Das Bürgermeisterzimmer statteten Max Mertz und die Textilkünstlerin Dorothea Zech aus.

## Wirtschaft und Infrastruktur

### Verkehr

#### Antike
In der Antike bildete das heutige Stadtgebiet Dillingens mit der gallo-römischen Siedlung Contiomagus den Kreuzungspunkt der Fernstraßen Metz–Mainz und Trier–Straßburg. Unmittelbar saarabwärts des Kastells von Contiomagus befand sich bis zum Beginn des 20. Jahrhunderts eine Saarfurt. An dieser Stelle unternahmen die US-amerikanischen Truppen im Kriegswinter 1944/45 auch den Übergang über die Saar.

#### Mittelalter und frühe Neuzeit
Zur Kontrolle der Fernstraßenkreuzung wurde im Mittelalter, vermutlich um 1100, die Siersburg gebaut. In der frühen Neuzeit führte ein Fernhandelsweg von Italien nach Flandern durch das heutige Dillinger Stadtgebiet am Limberg entlang. Der Weg führte von Mailand über Straßburg nach Saarbrücken, verließ das Saartal am Fuße der Siersburg, überquerte die Niedbrücke bei Siersdorf, lief über Sierck an der Mosel nach Luxemburg und von dort über Brüssel an die untere Schelde.
Auf der rechten Saarseite lief durch Dillingen die mittelalterliche Straße, die Saarbrücken über Fraulautern mit Trier verband.
Darüber hinaus führte eine Straße aus dem Tal der lothringischen Seille über Wallerfangen nach Dillingen. Auf dieser Straße wurde Holz von der oberen und mittleren Saar, Salz aus Château-Salins und Dieuze sowie Kohle aus der Umgebung von Saarbrücken transportiert.

#### Eisenbahn

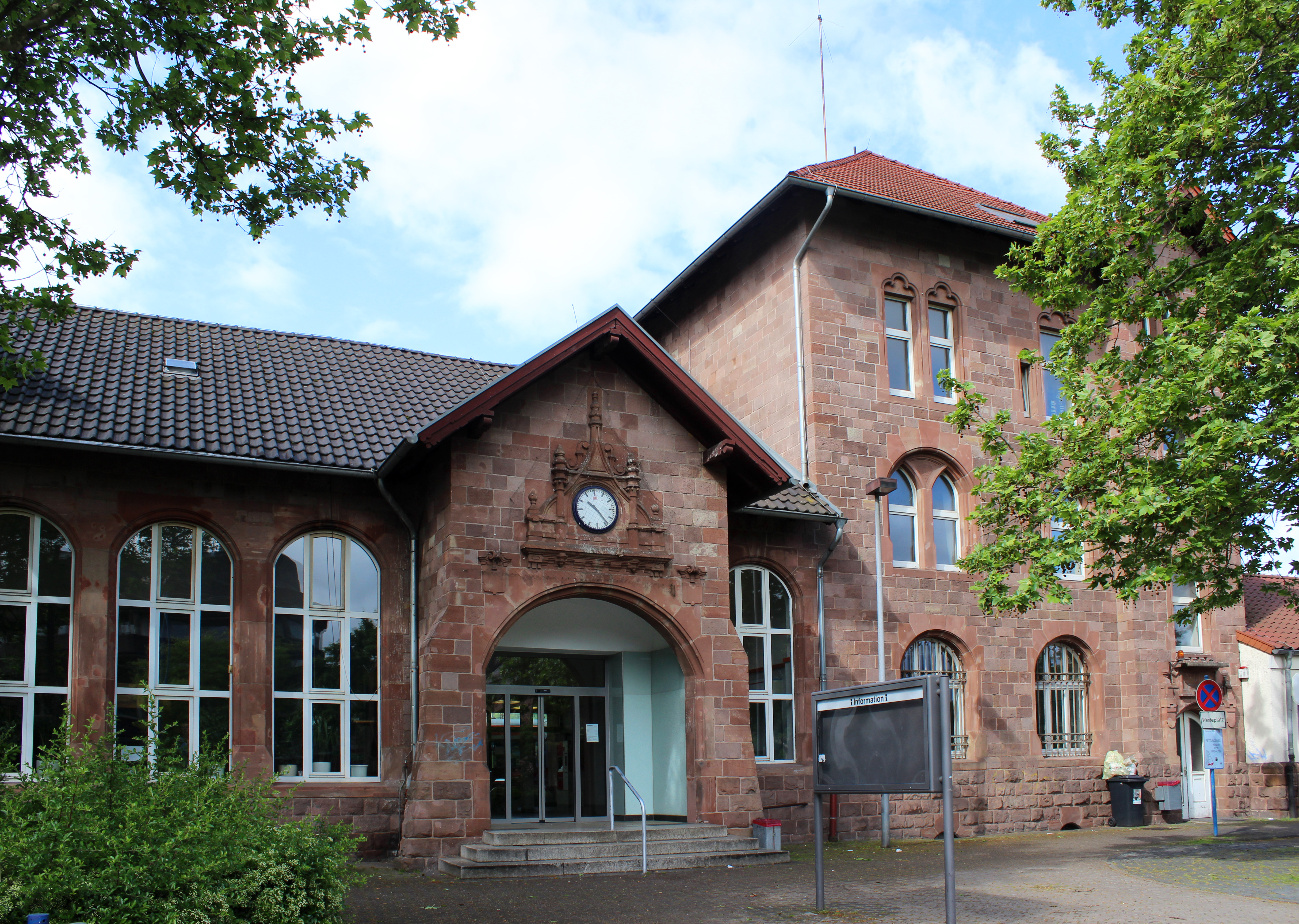
Empfangsgebäude des Dillinger Bahnhofs

Der Bahnhof Dillingen (Saar) ist ein Bahnknoten an der Saarstrecke der Deutschen Bahn (Saarbrücken-Trier-Koblenz) mit Abzweig der Niedtalbahn ins französische Thionville sowie der Primstalbahn.
Am 16. Dezember 1858 konnte die eingleisige Strecke Saarbrücken-Merzig von der Königlich-Preußischen Staatseisenbahn in Betrieb genommen werden. Die Strecke von Merzig nach Trier war am 26. Mai 1860 betriebsbereit.
Die Strecke Saarbrücken-Trier wurde 1880 zweigleisig ausgebaut.
Mit dem Bau der Pfälzischen Ludwigsbahn durch die Pfälzische Ludwigsbahn-Gesellschaft im Zeitraum von 1847 bis 1849 und deren Streckenerweiterung in den Jahren 1850 bis 1852 nach Neunkirchen, Sulzbach und Saarbrücken in das damals preußische Kohlerevier wurde der bahntechnische Anschluss Dillingens an den Rhein bis Mannheim erreicht.
Mit dem Bau der Bahnstrecke von Koblenz nach Trier zwischen 1874 und 1879 konnte Dillingen eisenbahntechnisch an das Mittelrheingebiet angeschlossen werden. Die Strecke stand im Zusammenhang mit dem Bau der strategischen „Kanonenbahn“ von Berlin nach Metz im heutigen Frankreich.
Auf Gemeinderatsbeschluss Dillingens vom 23. Mai 1857 wurde eine Abzweigung der Trasse vom Dillinger Bahnhof zu den Dillinger Hüttenwerken bewilligt. Mit finanzieller Unterstützung der Gemeinde Dillingen wurde im Herbst 1897 mit dem Bau der zweigleisigen Strecke vom lothringischen Busendorf nach Dillingen begonnen. Damit hatte man die Stadt Merzig als geplanten Anschlusspunkt der Neubaustrecke verdrängen können. Der Streckenbau war am 1. Juli 1901 vollendet. Zusätzlich wurde ein Abzweiggleis Richtung Frankreich gebaut, das nur militärischen Zwecken diente und bei einem eventuellen Krieg gegen Frankreich zum Einsatz kommen sollte. Beim Ausbruch des Ersten Weltkrieges liefen dann auch alle Truppenbewegungen von Trier aus über dieses Gleis Richtung Frankreich.
Die Strecke Dillingen-Primsweiler wurde 1898 begonnen und bis 1901 fertiggestellt. Gleichzeitig wurde der Dillinger Bahnhof erweitert, mit einer Bahnunterführung versehen und von Rangklasse II auf Rangklasse I befördert, da Dillingen nun der bedeutendste Knotenpunkt der Strecke Saarbrücken-Trier war.

#### Schiffsverkehr
Am Dillinger Saarufer befindet sich ein Yachthafen. Der Hafen bietet 85 Liegeplätze.
Der teilweise auf Dillinger Gemarkung liegende Hafen Saarlouis/Dillingen weist einen Güterumschlag von mehr als drei Millionen Jahrestonnen auf. Er wurde im Jahr 1988 eröffnet.

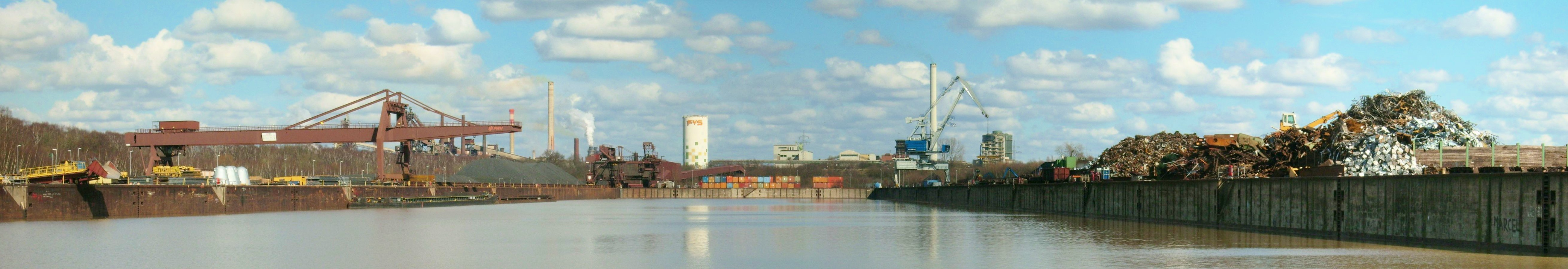
Industriehafen Saarlouis/Dillingen

Bis zum Ende des 19. Jahrhunderts befand sich in einer bei Pachten flussabwärts gelegenen Flussbiegung der Saar eine Anlegestelle für die Saarschiffer. Nach dem Jahr 1685 wurde diese Anlegestelle durch die Dillinger Hütte ausgebaut. Aus schweren Eichenstämmen errichtete sie eine Laderampe in der Saar, an der die Schiffe anlegen konnten. In der Bevölkerung wurde dieses Schiffsanlegegerüst „Päther Bock“ genannt. Von hier aus wurden die Produkte der Dillinger Hütte flussabwärts über Mosel und Rhein bis nach Holland transportiert. Ab dem 17. Jahrhundert wurde hier auch Holz („Holländerholz“) saarabwärts, über Mosel und Rhein, bis an die Nordsee geflößt.
Mit dem Bau des Saarkanals durch einen Staatsvertrag zwischen dem Königreich Preußen und dem Kaiserreich Frankreich im Jahre 1861 konnte erstmals eine schiffbare Verbindung zwischen Dillingen und dem 1853 fertiggestellten Rhein-Marne-Kanal hergestellt werden. Durch den Saarkanal konnten Dillinger Produkte zum Rhein und ins Innere Frankreichs transportiert werden. Darüber hinaus wurde nun auch die Einfuhr von Eisenerz aus Lothringen zur Dillinger Hütte erleichtert.
Die Umsetzung des Staatsvertrages von 1861 erfolgte in den Jahren 1862 bis 1866. Ebenfalls war nun eine Verschiffung Dillinger Produkte bis nach Südfrankreich möglich.

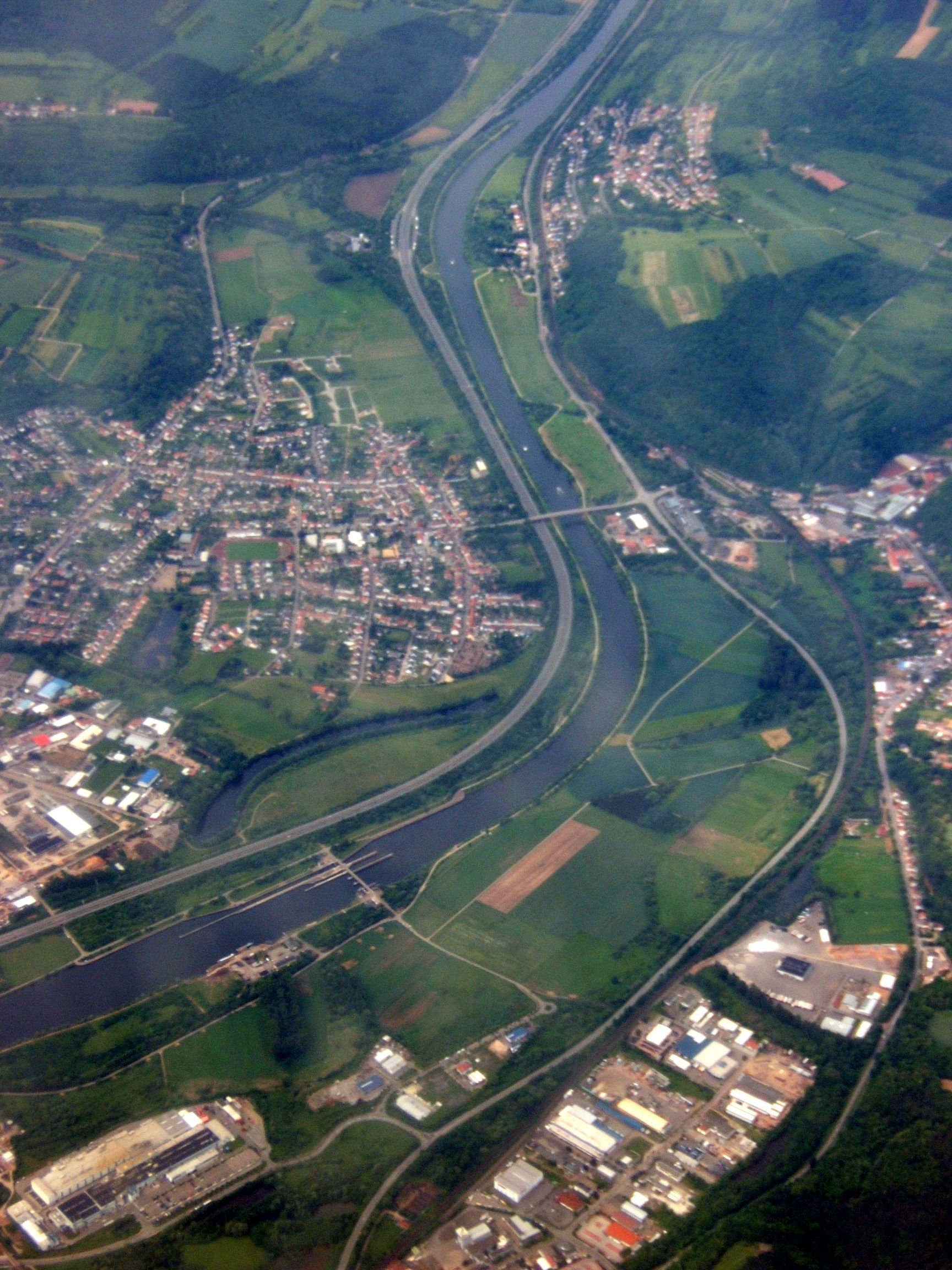
Staustufe der Saar mit Schleuse zwischen Dillingen (rechts) und Rehlingen (links)

Um den Transport von und nach Dillingen über die Saar zu verbessern wurde ab 1974 der Unterlauf der Saar, von der Mündung ausgehend, für die Großschifffahrt ausgebaut: 1987 wurde die Teilstrecke Konz–Dillingen eröffnet, 1994 die Teilstrecke Dillingen–Lisdorf. Im Jahr 2001 war der gesamte Streckenausbau Konz–Saarbrücken mit einer Länge von 87,2 km bei einer Höhendifferenz von 55 m und einer Fahrrinnentiefe von 3 m abgeschlossen. Die Saarschleuse zwischen Dillingen und Rehlingen überwindet einen Höhenunterschied von 8 m. Die große Schleuse hat eine Länge von 190 m und eine Breite von 12 m. Die kleine Schleuse ist 40 m lang und 6,75 m breit.

#### Straßenverkehr
Dillingen ist über mehrere Autobahnanschlussstellen an das nationale und internationale Fernstraßennetz angebunden: Die Anschlussstellen Dillingen-Mitte (Nr. 8) und Dillingen-Süd (Nr. 10) liegen an der A 8. Zudem wird die Stadt über das dazwischenliegende Autobahndreieck Saarlouis (Nr. 9) auch an die A 620 angebunden.

#### Öffentlicher Personennahverkehr
Im Jahr 1913 wurden im Landkreis Saarlouis sieben elektrisch betriebene Straßenbahnlinien gebaut. Eine dieser Straßenbahnlinien führte von Saarlouis nach Dillingen und eine zweite von Dillingen über Diefflen nach Nalbach. Ab dem Jahr 1928 gibt es eine Autobuslinie von Diefflen nach Düppenweiler. Im Zeitraum von 1953 bis 1963 wurde von Straßenbahn- auf Omnibusbetrieb umgestellt, wobei ab 1960 die Busse französischer Hersteller durch deutsche Busse abgelöst wurden.
Das Gemeindegebiet ist durch acht Buslinien der im Jahr 1913 gegründeten Kreisverkehrsbetriebe Saarlouis gut vernetzt und mit dem Umland verbunden. Hinzu kommen fünf Bahnbuslinien.

#### Flughäfen im näheren Umkreis
In einem Radius von 100 km finden sich mehrere Flughäfen, von denen besonders erwähnenswert sind:
- Flughafen Saarbrücken
- Flughafen Luxembourg-Findel
- Flughafen Hahn im Hunsrück
- Saarlouis-Düren als Verkehrslandeplatz für Privatmaschinen
- Segelfluggelände Dillingen im Stadtteil Diefflen

### Post

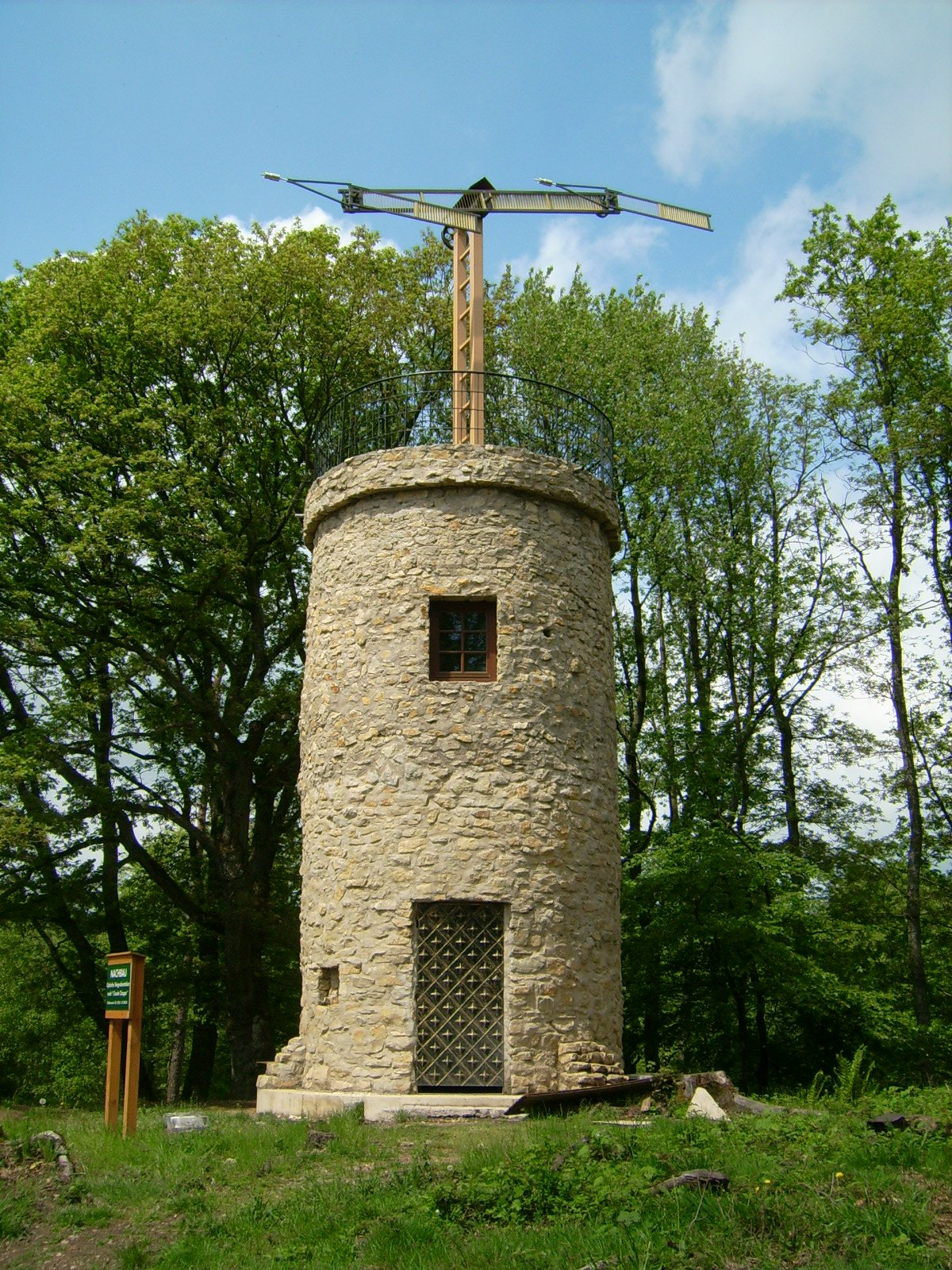
Rekonstruktion des Optischen Telegraphen auf dem Litermont

#### Altes Reich
Zur Zeit des Alten Reiches lag Dillingen am alten Postweg Saarbrücken–Trier. Der Postweg für Brief- und Personenbeförderung führte in Dillingen über die Trierer Straße durch den Dillinger, Pachtener und Beckinger Wald nach Haustadt.

#### Napoleonische Zeit
Im Jahr 1813 wurde auf Befehl Kaiser Napoleons die erste optische Staats-Telegraphenlinie Deutschlands (Strecke Metz-Mainz, Linienlänge 225 km) nach dem System von Claude Chappe errichtet und im Mai 1813 in Betrieb genommen. Somit war eine telegraphische Verbindung von Paris nach Mainz möglich geworden. Die Signallinie verlief über das heutige Dillinger Stadtgebiet. Die Signal-Stationen, die Dillingen umgaben, waren der Siersberg und der Litermont.

#### Preußische Eroberung
Mit der preußischen Eroberung des linksrheinischen Gebietes unter Gebhard Leberecht von Blücher wurde die Signallinie unterbrochen und kurze Zeit später der Telegraphen-Betrieb komplett eingestellt. Mit der Zuweisung Dillingens an das Königreich Preußen durch den Wiener Kongress verfiel die Anlage.

#### Königlich-preußische Zeit
Am 3. August 1816 wurde durch den kommissarischen Landrat des neugegründeten Landkreises Saarlouis Jakob Christian Schmeltzer das Postwesen für Dillingen neu geordnet und Briefboten mit Verwaltungspost zweimal wöchentlich zu Fuß durch das Kreisgebiet geschickt. Zwar wurde auch Privatpost befördert, doch aufgrund hoher Analphabetenraten und mangelnden Bedarfs blieb dies in engen Grenzen. Am 30. April 1838 wurde die Reitpost auf der Strecke Saarlouis-Trier eingestellt. 1846 wurde das Landbrief-Bestellinstitut ins Leben gerufen. Die Postboten waren an bestimmten Wochentagen tätig, ab 1865 dann an allen Wochentagen außer sonntags. Die Personenbeförderung der Post ab Dillingen gewährleistete die Poststrecke Saarbrücken-Trier.
Nach Eröffnung der Eisenbahn in Dillingen wurde am 20. Januar 1858 die „Postexpedition Dillingen“ (II. Klasse) eröffnet. Nun fuhr täglich eine Landpostkutsche als einspänniges Pferdefuhrwerk mit Kastenaufbau von Dillingen über Diefflen in alle Orte des Nalbacher Tales, um Post und Personen zu befördern.

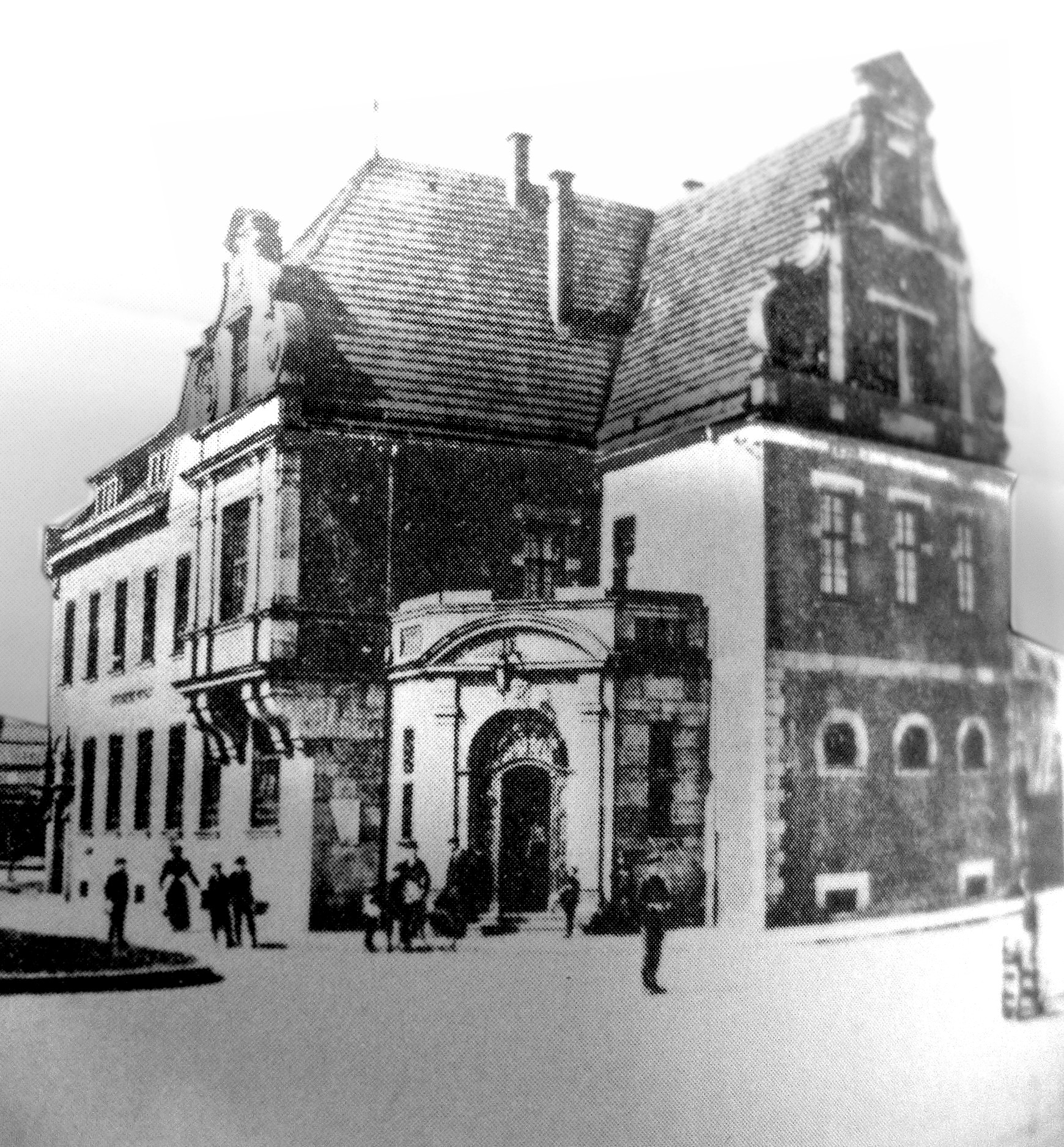
Postamt, erbaut 1906/07 im Neorenaissancestil

Am 16. Oktober 1877 wurde das Postamt Dillingen mit einer Telegraphenbetriebsstelle vereinigt. Im Jahr 1897 erhielt Dillingen die erste Telefonverbindung. Im selben Jahr waren 11 Telefonanschlüsse angemeldet worden.
Am 1. September 1907 bezog die Post einen Neubau (1906–1907) in Formen der Neorenaissance in der Nähe des Bahnhofes. Das Gebäude entsprach in verkleinerter Form dem zeitgleich errichteten Postamtsgebäude in Diedenhofen im benachbarten Reichsland Elsaß-Lothringen und dem von Postbaurat Hermann Struve entworfenen Postgebäude der damals selbstständigen Stadt Rixdorf bei Berlin.
Wie in Diedenhofen und Rixdorf wurde das Kaiserliche Postamt in Dillingen als axialsymmetrische Zweiflügelanlage konzipiert. Der Haupteingang war zur Grundstücksecke ausgerichtet und lag eingezogen hinter einem halbrunden Vorbau. Die Seitenfronten hatten volutengeschmückte Giebelabschlüsse und waren zu beiden Straßen orientiert. Hinzu kamen Fachwerkelemente, die mit den Fachwerkgebäudeteilen des Dillinger Bahnhofes korrespondierten. Durch die Explosion eines Munitionszuges am 27. August 1944 im Dillinger Bahnhofsgelände entstanden am Postamt schwere Beschädigungen. Nach dem Krieg wurden am Gebäude nahezu sämtliche Zierelemente heruntergeschlagen und die Fassaden schlicht verputzt. An dieser Stelle befindet sich ein moderner Verwaltungsbau der Post aus den 1970er-Jahren. Übriggebliebene Ornamentsteine des Vorgängerbaues wurden in die Umfassungsmauer des Posthofes eingesetzt.

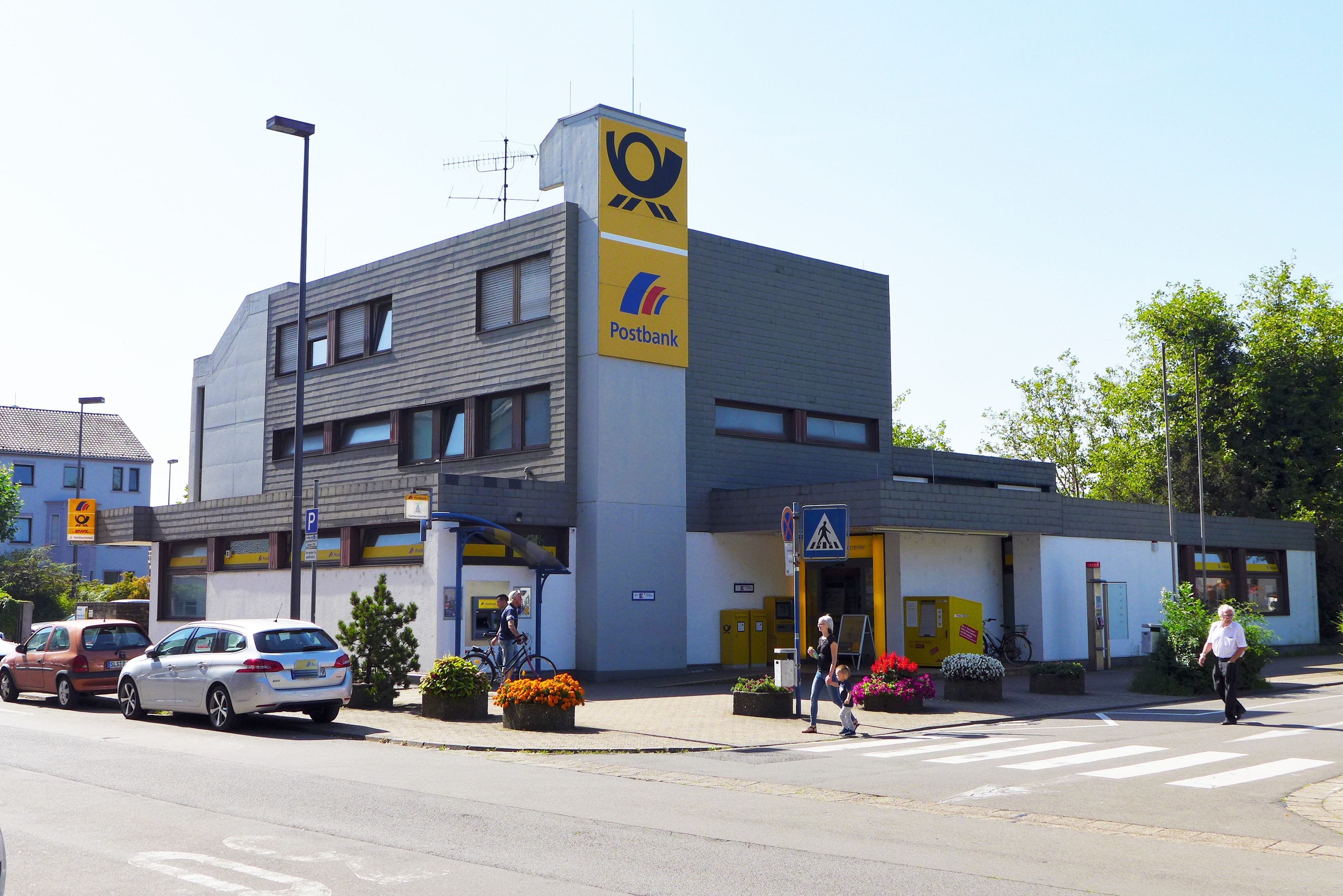
Aktuelles Postgebäude

Seit dem 1. Juli 1891, als in Nalbach eine Postagentur eröffnete, wurde die Post von Dillingen aus mit der Postkutsche nach Nalbach befördert und von dort durch Landzusteller täglich in Diefflen und im Nalbacher Tal zugestellt. Aufgrund des Anwachsens der Dieffler Bevölkerung (1875: 982 Einwohner; 1900: 1.958 Einwohner) wurde am 16. Mai 1903 in Diefflen eine Postagentur mit Telegraphenbetrieb eröffnet, die auch für die Wohnstätten Bierbach und die Dieffler Ziegeleien zwischen Diefflen und Düppenweiler zuständig war. Diese Agentur war dem Postamt Dillingen zugeordnet und in der Gastwirtschaft und Gemischtwarenhandlung des Dieffler Gemeindevorstehers Johann Scherer-Schamper in der Dorfstraße 98 (etwa Standort des Dieffler Dorfbrunnens auf dem Dorfplatz) untergebracht.
Seit dem Jahr 1901 wurde die gesamte Post des Nalbacher Tales von Dillingen aus mit der Bahn zum Bahnhof Nalbach-Saarwellingen befördert und von dort bis zum Jahr 1923 mit der Postkutsche weiterbefördert. Ab 1923 erfolgte die Weiterbeförderung durch Postboten mit Fahrrad, ab 1928 per Straßenbahn. Am 1. Mai 1937 wurde die Landkraftpostlinie 1, die zweimal täglich die Strecke Dillingen-Diefflen-Nalbach-Piesbach-Körprich befuhr, eröffnet. Damit verbunden war die Beförderung der Postagentur Diefflen zur Poststelle I.

#### Zweiter Weltkrieg
Aufgrund der Evakuierung Dillingens mit dem Beginn des Zweiten Weltkrieges musste das Dillinger Postamt am 3. September 1939 geräumt werden. Es wurde nach Erfurt verlegt und konnte erst am 1. Juli 1940 wieder in Dillingen eröffnet werden. Am 1. Oktober 1942 wurde das Postamt Diefflen in eine Zweigstelle des Postamtes Dillingen umgewandelt. Am 1. Dezember 1944 wurde das Dillinger Postamt zum zweiten Mal geräumt und nach Deidesheim in der Pfalz (Bayern) verlegt.

#### Nachkriegszeit
Nach dem Zweiten Weltkrieg wurde der Postbetrieb im Saarland auf Anordnung des Regierungspräsidiums Saar bereits am 28. Juli 1945 aus der Postorganisation der übrigen französischen Zone herausgelöst. Unter der Aufsicht der „Oberpostdirektion Saar“ kam der Postverkehr allmählich wieder in Gang. Am 17. November 1947 wurde das Postamt Dillingen der „Post-, Telegraphen- und Telephon-Verwaltung des Saarlandes“ unterstellt. Am 1. Januar 1957 wurde das Postamt Dillingen mit der Angliederung des Saarstaates an die Bundesrepublik Deutschland der Oberpostdirektion Saarbrücken der Deutschen Bundespost unterstellt.
1960 wurde die erste öffentliche Telefonzelle in Dillingen aufgestellt.
Am 1. Oktober 2005 wurde das Postamt Diefflen geschlossen.
Die Deutsche Post unterhält im Dillinger Stadtgebiet mehrere Filialen, Paketshops und sogenannte Verkaufspunkte.

### Ortsansässige Unternehmen

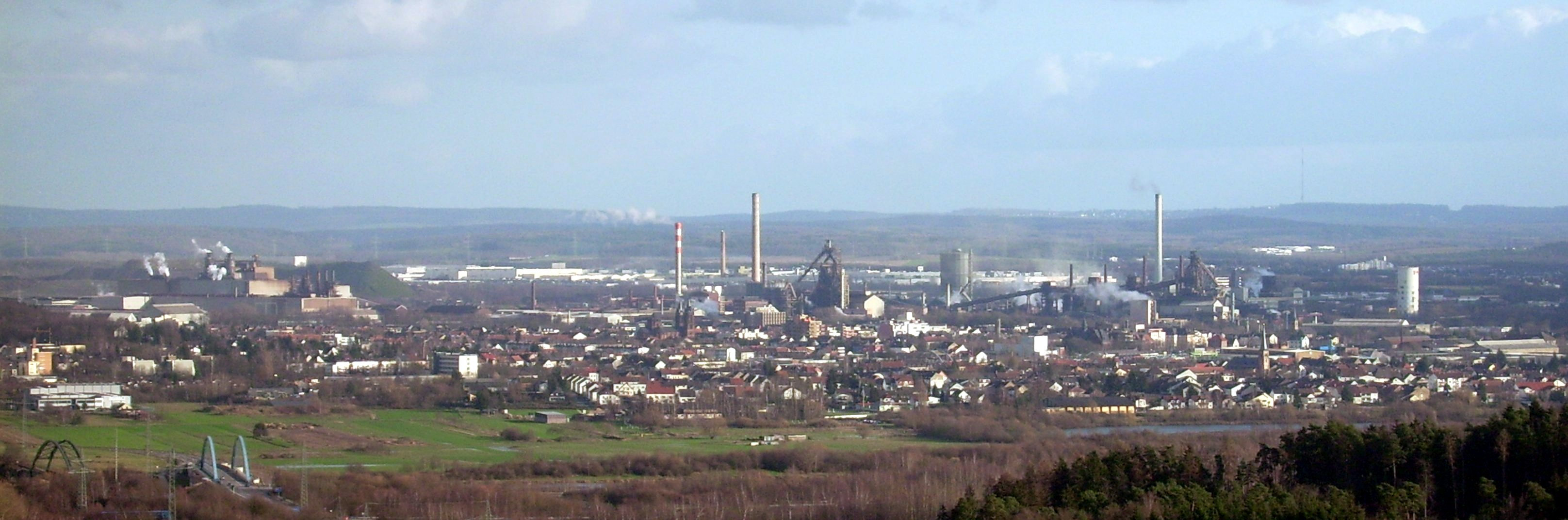
Industriestadt Dillingen/Saar von der Siersburg aus gesehen

Als Industrie- und Gewerbestadt ist Dillingen historisch geprägt von der Stahlindustrie und metallverarbeitenden Betrieben. Beispiele dafür sind die Dillinger Hütte, die Bartz-Werke, die Dillinger Fabrik gelochter Bleche und die Aluminiumgießerei Nemak.
Die Erwerbslosenquote im Kreisgebiet betrug im November 2017 4,8 %. Im Mai 2018 lag die Arbeitslosenquote im Kreisgebiet bei 4,6 %.

### Märkte
In Dillingen finden auf dem Platz vor dem Saardom wöchentlich zwei Ganztagsmärkte statt. Markttage sind Mittwoch und Samstag. Darüber hinaus gibt es mehrere Saisonmärkte.

### Medizinische Versorgung

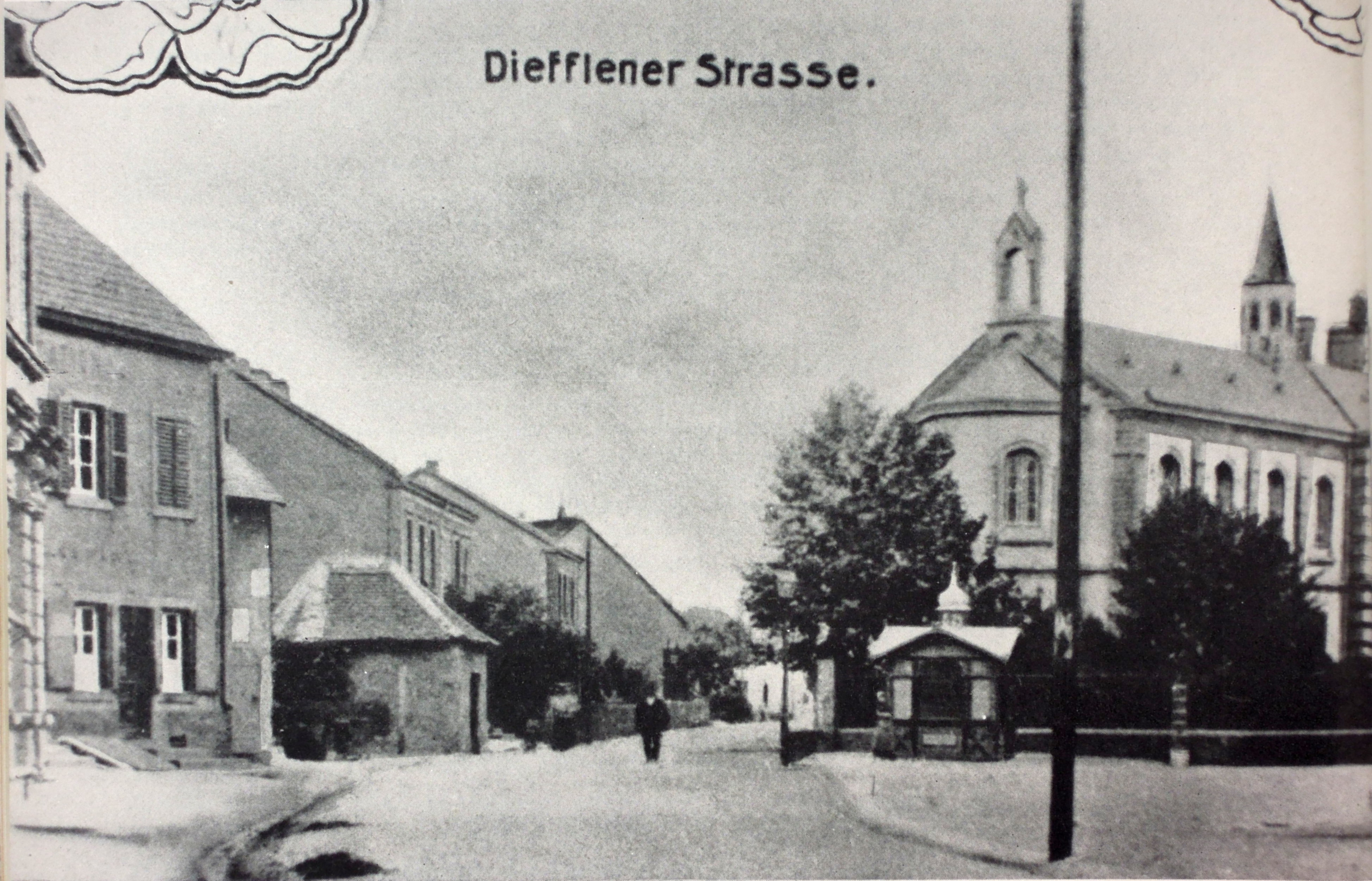
Kapelle des alten Krankenhauses (rechts), alte Odilienkapelle (links)

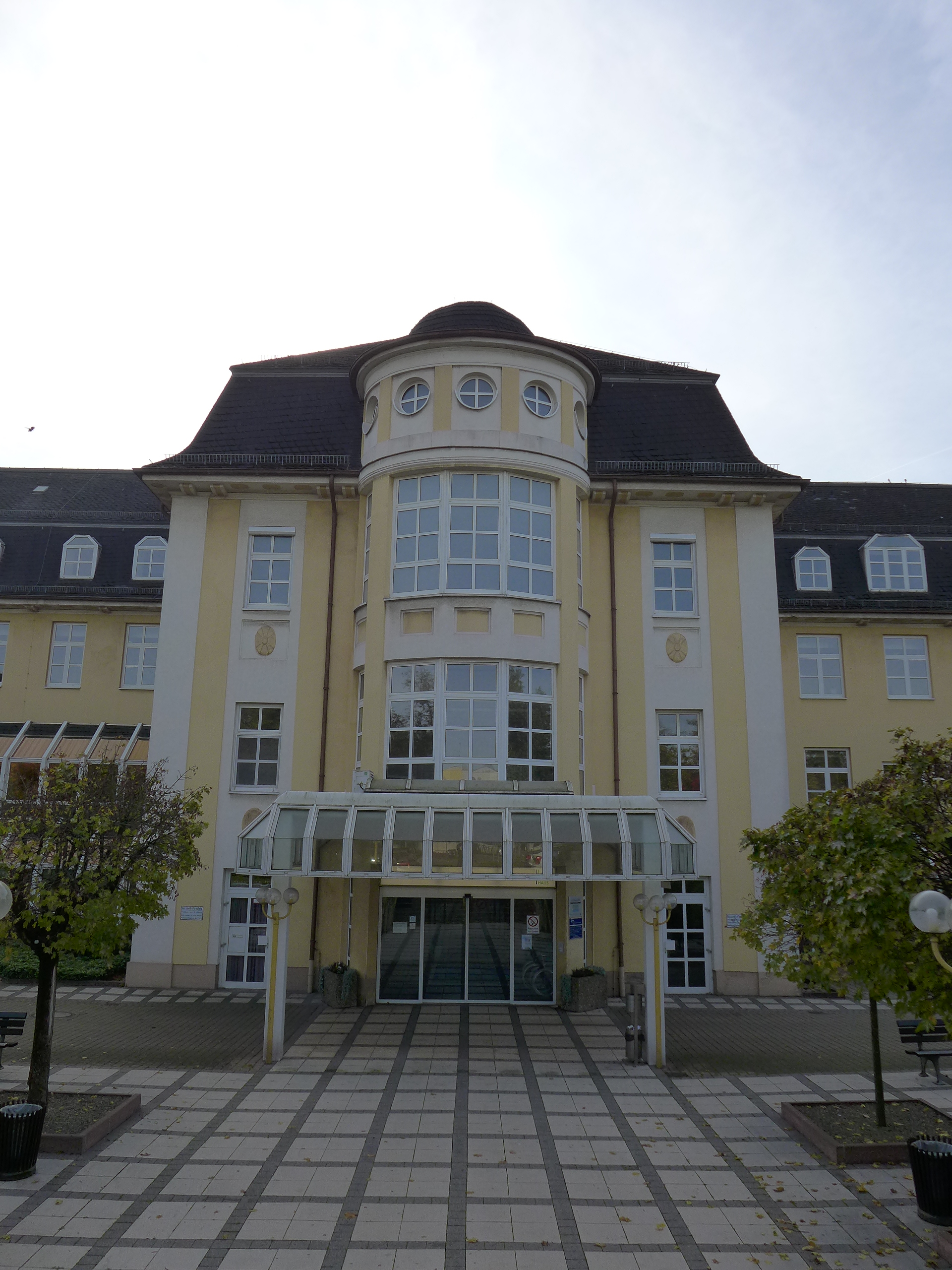
Krankenhaus

Auf Initiative der Dillinger Hütte ließ sich im Jahr 1828 ein erster Wundarzt in Dillingen nieder.
1855 richtete die Dillinger Hütte eine erste Krankenstube ein, die dazu diente, bei Betriebsunfällen verletzte Arbeiter behandeln zu können.
1888 baute die Dillinger Hütte auf dem heutigen Dr.-Deilmann-Platz ein Krankenhaus mit 21 Betten, das sie dem 1862 gegründeten „Knappschaftsverein der Dillinger Hütte“ übergab. Seit dem Jahr 1889 wurde die Pflege im Krankenhaus von den Barmherzigen Schwestern vom Orden des heiligen Karl Borromäus geführt. Der Orden war 1652 im lothringischen Nancy als „Schwestern der Liebe vom hl. Karl Borromäus“ als Reaktion auf den Dreißigjährigen Krieg gegründet worden. Aufgrund von Personalmangel wurden die Borromäerinnen im Jahr 1953 durch Schönstätter Marienschwestern abgelöst.
Im Jahr 1898 wurde die Kapazität des Krankenhauses auf 33 Betten erhöht, doch auch diese Maßnahme konnte den Bedarf an medizinischer Versorgung nicht mehr decken. So begann man 1907 mit den Planungen für ein neues Krankenhaus mit 114 Betten, das im Jahr 1911 in der Gemarkung „Im Präkert“ bezogen werden konnte. Der neobarocke Neubau war mit dem alten Krankenhaus durch einen unterirdischen Gang verbunden. Im alten Krankenhaus verblieben die Isolierstation, die Nähstube und die Klausur der Ordensschwestern, während die Chirurgische und die Innere Abteilung ins neue Gebäude wechselten.
Im Ersten Weltkrieg wurde das Mansardengeschoss des Neubaus zu einer Frauen- und Kinderstation ausgebaut.
Mit der Evakuierung Dillingens zu Beginn des Zweiten Weltkrieges wurde das Dillinger Krankenhaus nach Gießen und dessen näherer Umgebung evakuiert. Erst im Juli 1940 wurde das Krankenhaus wieder geöffnet.
Bei Fliegerangriffen im Zweiten Weltkrieg wurde das alte Krankenhaus im Winter 1944/1945 von Brandbomben getroffen und brannte vollständig aus. Es wurde daraufhin abgetragen und nicht wieder aufgebaut. Die zweite Evakuierung des Krankenhauses begann am 29. November 1944. Die Schwerkranken wurden ins Gebiet des heutigen Baden-Württemberg verteilt.
Das neue Gebäude des Dillinger Krankenhauses war durch Artilleriebeschuss schwer beschädigt worden, konnte aber ab April 1945 seinen Betrieb wieder aufnehmen.
Im Jahr 1957 wurde ein neues Personalhaus westlich des neobarocken Krankenhauses in modernen Formen der 1950er Jahre errichtet. In den 1990er Jahren wurde es im Rahmen des Baues einer Entlastungsstraße zur Hüttenwerkstraße abgetragen und durch einen Neubau in Formen der Postmoderne ersetzt. Ab 1967 wurde dem Krankenhaus ein modernes Bettenhaus hinzugefügt.
In den 1980er Jahren war der Altbau des Krankenhauses komplett renoviert worden.
Am 1. Juni 2013 fusionierten die Krankenhäuser St. Elisabeth-Klinik Saarlouis und das Caritas-Krankenhaus Dillingen zum Marienhaus Klinikum Saarlouis-Dillingen. Das Krankenhaus Dillingen hat sich auf die Fachabteilungen Innere Medizin und Neurologie mit zertifizierter Stroke Unit spezialisiert. Im August 2017 kündigte die Marienhaus-Unternehmensgruppen an, das Dillinger Krankenhaus zum Beginn des Jahres 2019 zu schließen. Bis Juni 2019 waren im Dillinger Krankenhaus nur noch zwei Abteilungen mit gut 80 Betten untergebracht. Die Innere Medizin und die Neurologie zogen beide bis Mitte Juni in das Marienhaus Klinikum Saarlouis um. Danach wird das Bettenhaus abgerissen. Der neobarocke Altbau der Dillinger Klinik soll weiter genutzt werden. Schon jetzt befinden sich dort unter anderem Arztpraxen und Büroflächen.
In Diefflen wurde im Jahr 1925 erstmals eine „Freiwillige Sanitätskolonne“ eingerichtet, nachdem auf der Dieffler Kirmes eine Dampfmaschine explodiert war und zahlreiche Besucher verletzt hatte. Ein erster Arzt ließ sich im Jahr 1927 in Diefflen nieder. 1960 wurde in Diefflen eine erste Apotheke eingerichtet.
Dillingen erhielt seine erste Apotheke im Jahr 1897. Bis dahin hatte es im Landkreis Saarlouis, der damals über 40.000 Einwohner zählte, nur vier Apotheken gegeben: Zwei in Saarlouis, eine in Fraulautern und eine in Lebach.
Es haben zahlreiche Ärzte, Therapeuten, Apotheken, Deutsches Rotes Kreuz, mehrere Alten- und Pflegeheime zusätzlich zum Krankenhaus ihre Niederlassung in Dillingen.

### Sozial-karitative Stiftungen
- Lucie-Bolte-Stiftung

- Alois-Lauer-Stiftung[63]

### Wasserversorgung

#### Historische Situation
Bis zum Jahr 1878 gab es im heutigen Dillinger Stadtgebiet nur Grundwasser-Ziehbrunnen (mundartlich: „Pütz“) und einen Quellbrunnen (mundartlich: „Burren“) in Pachten. Einfachere Wassergewinnungsvorrichtungen waren die sogenannten „Burkeschen“ bzw. „Borrenkeschden“, die in ca. 3–4 m Bodentiefe Rieselwasser sammelten, das allerdings oft stark sedimenthaltig war. Zum Waschen wurde deshalb zumeist Regenwasser oder Flusswasser benutzt. In Diefflen geschah dies an der Prims, was der alte Flurname „Bei der Weschen“ noch anzeigt.
Dungstätten und Abortgruben befanden sich oft in der unmittelbaren Nähe und verseuchten das Grundwasser. Folge waren immer wieder ausbrechende Seuchen besonders im Jahr 1589 und in der Zeit des Dreißigjährigen Krieges von 1618 bis 1648 sowie in den Jahren 1813–1814. Nicht nur in der einfachen Bevölkerung, sondern auch in der medizinischen Wissenschaft herrschte lange Zeit Unkenntnis über den Zusammenhang von fäkalverseuchtem Trinkwasser und schweren Erkrankungen. Erst Filippo Pacini und John Snow erkannten 1854, dass die herrschende Cholera nicht wie bisher angenommen, durch Dünste (Miasmen) verbreitet wurde. Doch auch noch Jahrzehnte danach wurde in der Wissenschaft mit großer Vehemenz ein Handlungsbedarf hinsichtlich sauberen Wassers bestritten.

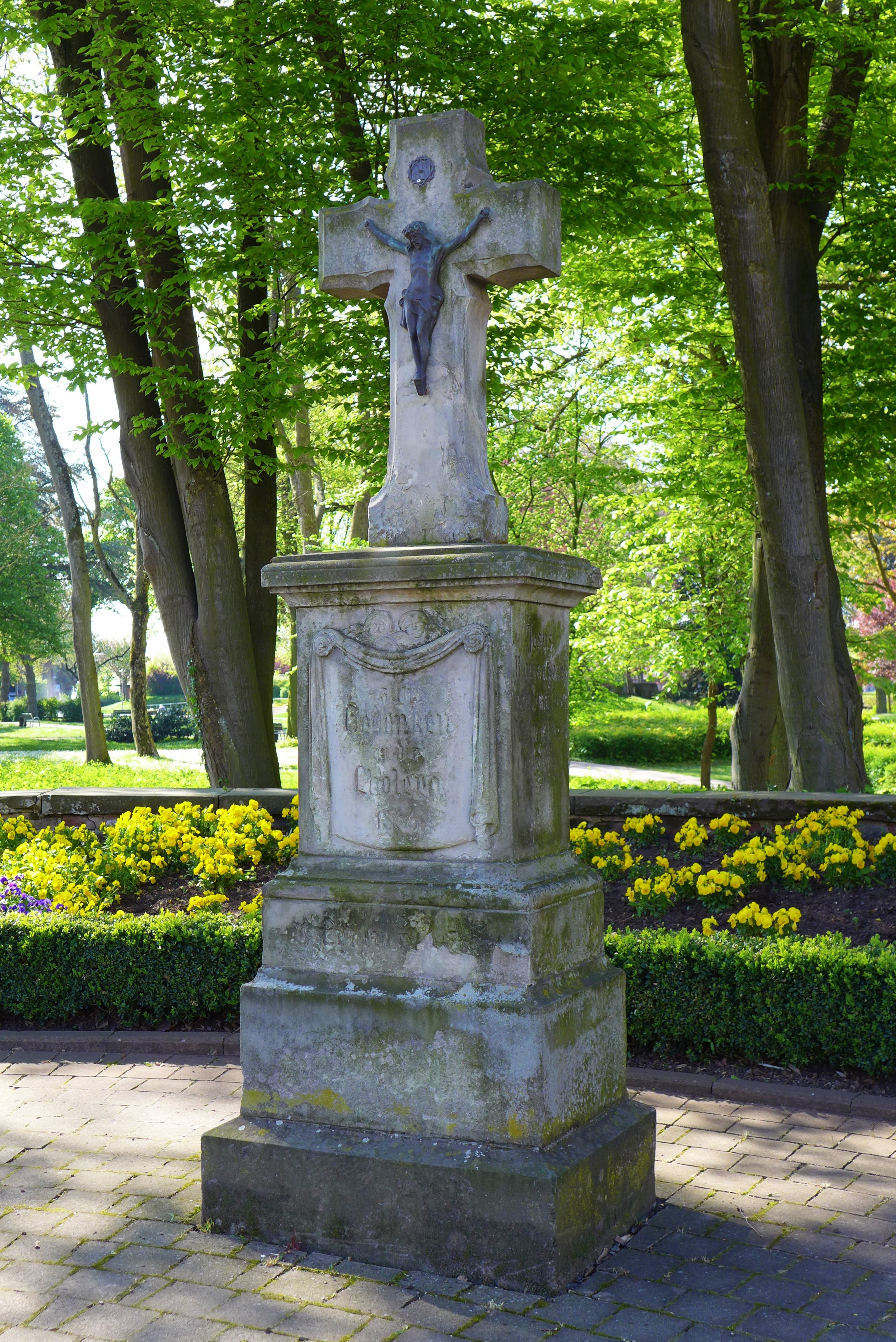
Cholerakreuz von 1866 am Stadtpark

Nach einer verheerenden Cholera-Epidemie durch fäkalienverunreinigtes Trinkwasser im Jahre 1866 und häufigem Auftreten von Typhus wurden in den Jahren 1878/79 auf öffentlichen Plätzen durch die Gemeinde Dillingen erste Schwengelpumpen installiert. Diese Pumpen arbeiteten als Kolbenpumpe mit einem Kolben und einer Ledermanschette. Sie saugten Wasser aus einer Tiefe von bis zu 8 Metern an. Die Leistung lag, je nach Tiefe, Kraft und Ausdauer des Bedieners, bei 10 bis 40 Litern pro Minute.
An die schwere Choleraepidemie des Jahres 1866 erinnert noch das Dillinger Cholera-Kreuz im Norden des Dillinger Stadtparks (Ecke Merziger Straße/Pachtener Straße). Hier befand sich die Quarantänegrenze zwischen Dillingen und Pachten. Der untere Kreuzbalken enthält die lateinische Inschrift „Crux Ave Spes Unica“ (dt. Übersetzung: „Sei gegrüßt, oh Kreuz, Du einzige Hoffnung“). Die vorhangverbrämte und von zwei kleinen Putten gehaltene Sockeltafel zeigt die Inschrift „Zum Gedenken an die Cholera 1866“. Die Inschrift der rechten Seitenfläche des Sockels lautet: „Jesus, Maria und Josef wollen uns vor Pest und Übeln bewahren.“ Die Inschrift der linken Seitenfläche lautet: „Errichtet durch milde Gaben der Gemeinde Dillingen“. Das Kreuz wurde während der Evakuierung Dillingens zu Beginn des Zweiten Weltkrieges, bei der Explosion eines Munitionszuges im Dillinger Bahnhof und im Artilleriebeschuss des Kriegswinters 1944/1945 so schwer beschädigt, dass man im Jahr 1953 eine Kopie anfertigen musste und diese an gleicher Stelle wiedererrichtete, woran die Inschrift „Erneuert 1953“ erinnert.

#### Zentrale Wasserversorgung
Eine zentrale Wasserversorgung für Dillingen wurde erst 1902 bzw. 1904 eingeführt.
Im Jahr 1894 wurden durch die Dillinger Hütte Bohrversuche nach Wasser auf dem Dieffler Bann unternommen. Um sich den natürlichen Wasserdruck zu Nutze zu machen, fanden die Bohrungen in der Nähe des Litermontes statt. Die Bohrungen waren wenig erfolgreich. Erst im Jahr 1895 fand man ein lohnendes Wasservorkommen am Dieffler Babelsberg. Das gefundene Wasser wurde von den Hüttenwerken genutzt, aber auch für die Bevölkerung wurde ein Anschluss verlegt und die Gemeinde Diefflen erhielt im Jahr 1899 als Gegenleistung für die Nutzung des Gemeindewassers durch die Hütte vier öffentliche gusseiserne Ventilbrunnen („Drücker“) in der Ortsmitte, am Kirchenweg (Nalbacher Straße), an der Scheif und auf der Schnurr. Später auch einen „Drücker“ an der alten Schule in der Wiesenstraße. Hausleitungen wurden ab dem Jahr 1923 verlegt. Dabei kaufte die Gemeinde Diefflen die von der Dillinger Hütte ab dem Jahr 1895 verlegten Rohrleitungen.
Pachten erhielt im Jahr 1926 eine Wasserleitung. Eine Kanalisation wurde in Pachten im Jahr 1937 gelegt.
Die Stadt Dillingen hat drei Wasserwerke:

#### Wasserwerk Nord

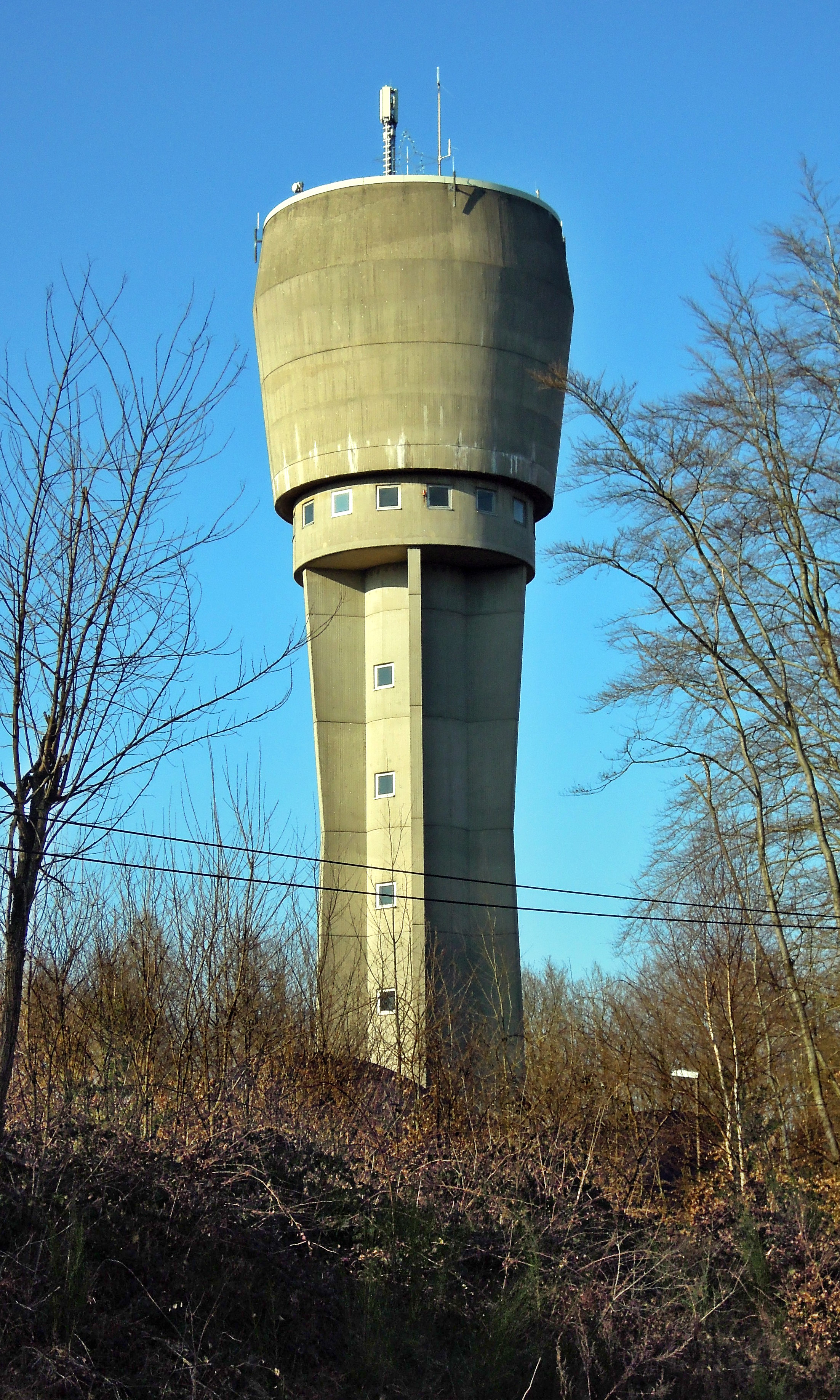
Wasserturm

Das Wasserwerk im Wald oberhalb der Pachtener Heide verfügt über zwei Reinwasserkammern mit einem Fassungsvermögen von jeweils 1500 m³ Wasser. Hiermit wird die Innenstadt Dillingens versorgt. Die Einspeiseleitung verläuft durch natürlichen Druck vom Wasserwerk Nord in Richtung Merziger Straße. Zur Versorgung des hochgelegenen Gebietes der Pachtener Heide gibt es beim Wasserwerk Nord den Wasserturm Dillingen mit ebenfalls zwei Kammern. Diese Kammern fassen je 300 m³ Wasser. Die Turmhöhe beträgt ca. 50 m (Oberkante Wasserspiegel ca. 43–44 m). Die Abgabe der Reinwassermenge des Wasserwerkes Nord beträgt insgesamt pro Tag zwischen 1000 und 1400 m³.
Die Planungen zum Wasserwerk Nord begannen im Jahr 1969, die Inbetriebnahme erfolgte im Sommer 1975. In den Jahren 1993/94 und 2010/11 wurden umfangreiche Renovierungs- und Sanierungsarbeiten vorgenommen.

#### Wasserwerk Heiligenberg
Im Erdbehälter des Wasserwerkes Heiligenberg gibt es zwei voneinander getrennte Reinwasserkammern. Jede dieser Kammern fasst 1000 m³ Trinkwasser. Im Wasserwerk Heiligenberg wird das Rohwasser (Grundwasser) nur entsäuert. Das Wasserwerk Heiligenberg versorgt durch natürliches Gefälle die Innenstadt sowie die Stadtteile Überm Berg und Pachten. Hier kommt es zu einer teilweisen Mischung der Trinkwässer von Wasserwerk Nord und Wasserwerk Heiligenberg. Die Abgabemenge beträgt etwa 1400–2000 m³ / Tag.

#### Wasserwerk Diefflen
Der Stadtteil Diefflen wird über einen Hochbehälter mit natürlichem Gefälle versorgt. Der Hochbehälter am Babelsberg hat zwei getrennte Kammern mit einem Fassungsvermögen von je 750 m³ Trinkwasser. Die Abgabemenge beträgt hier etwa 500–600 m³/Tag.
Das Trinkwasser für die Stadt Dillingen wird in den Gebieten Haienbachtal, Diefflen und Kondeler-Bachtal gewonnen und in das Stadtnetz eingespeist.

### Energieversorgung
Im Jahr 1923 wurde Diefflen an das Stromnetz der im Jahr 1912 als Electricitäts- und Gas-Vertriebsgesellschaft Saarbrücken (SVG) gegründeten „Saarland-Lothringen-Elektrizitäts-AG“ (SLE), die VSE AG (Vereinigte Saarländische Elektrizitätswerke), angeschlossen. In Dillingen war bereits im Jahr 1902 mit dem Aufbau eines elektrischen Versorgungsnetzes begonnen worden. Pachten erhielt elektrische Beleuchtung im Jahr 1912.
Die „Stadtwerke Dillingen/Saar GmbH“ versorgt das Gemeindegebiet mit Energie. Das Unternehmen ist ein lokales Energieversorgungsunternehmen für Strom und Erdgas sowie Wasserversorger mit etwa 70 Mitarbeitern. Ein kaufmännischer und ein technischer Geschäftsführer vertreten die Gesellschaft. Der Aufsichtsrat besteht aus 14 Mitgliedern. Vorsitzender des Aufsichtsrates ist der Bürgermeister der Stadt Dillingen/Saar.
Beteiligt an der Stadtwerke Dillingen/Saar GmbH sind die Verkehrs- und Energiebeteiligungsgesellschaft der Stadt Dillingen/Saar mbH mit 46 Prozent, die Stadt Dillingen/Saar mit 5 Prozent und die energis GmbH mit 49 Prozent. Die Umwandlung vom Eigenbetrieb der Stadt Dillingen/Saar zur GmbH erfolgte am 1. Januar 1971.
Im Jahr 2010 wurde die Stadtwerke Dillingen/Saar Netzgesellschaft mbH gegründet.
Vorgelagerter Hochspannungsnetzbetreiber ist die VSE Verteilnetz GmbH. An der Übergabestation „Schlachthof“ werden 35 kV, an der Übergabestation „Pachten“ 110 kV übernommen. Von dort aus wird der Strom über 114 Netzstationen in das 10-kV- bzw. 0,4-kV-Netz geleitet.
Vorgelagerter Gasnetzbetreiber ist die Creos Deutschland GmbH. Die Gasversorgung erfolgt über vier Gasübergabestationen in das rd. 115 km lange Niederdrucknetz. Seit Dezember 1977 wird das gesamte Versorgungsgebiet mit Erdgas in H-Qualität beliefert.

### Abfallentsorgung
Die Abfallentsorgung im Stadtgebiet Dillingens geschieht durch den Entsorgungsverband Saar (EVS).

### Feuerwehr
Die Freiwillige Feuerwehr Dillingen unterhält in der Innenstadt und in Diefflen Feuerwehrhäuser.

#### Geschichte
Bereits im 18. Jahrhundert hatte Dillingen bereits einen organisierten Feuerschutz, der unter der Aufsicht der Dillinger Herrschaft im Alten Schloss stand.

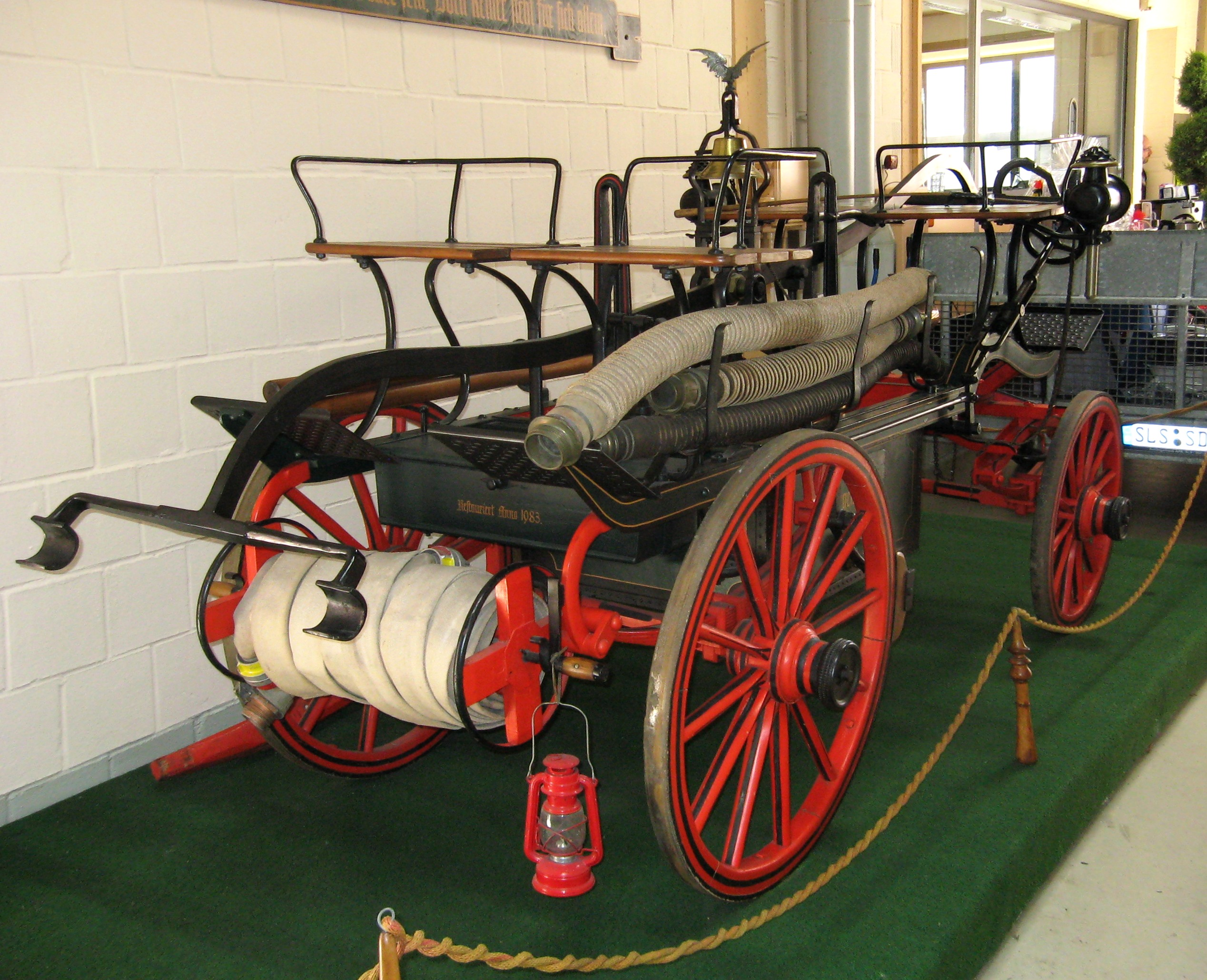
Historischer Spritzenwagen

Nachdem im Jahre 1811 die 1. Feuerlösch-Kompanie in Saarlouis gegründet worden war, wurde in Dillingen im Jahre 1818 die 2. Feuerlösch-Kompanie aufgestellt. Im Jahre 1848 wurde durch den Dillinger Gemeinderat der Bau eines Lagergebäudes für die Unterbringung der Feuerlöschgeräte beschlossen. Die heutige Freiwillige Feuerwehr Dillingen wurde im Jahr 1864 gegründet. Die Kompanie hatte im Jahr 1870 etwa 50 Mitglieder. Ab dem Jahr 1870 waren die Löschgeräte und bis zum Jahre 1901, auf dem Gelände der Dillinger Hütte untergebracht. Die Dillinger Hütte trug auch die Unterhaltungskosten für die Löschgeräte, da die Freiwillige Feuerwehr bis 1901 zugleich Werkfeuerwehr der Dillinger Hüttenwerke war. 

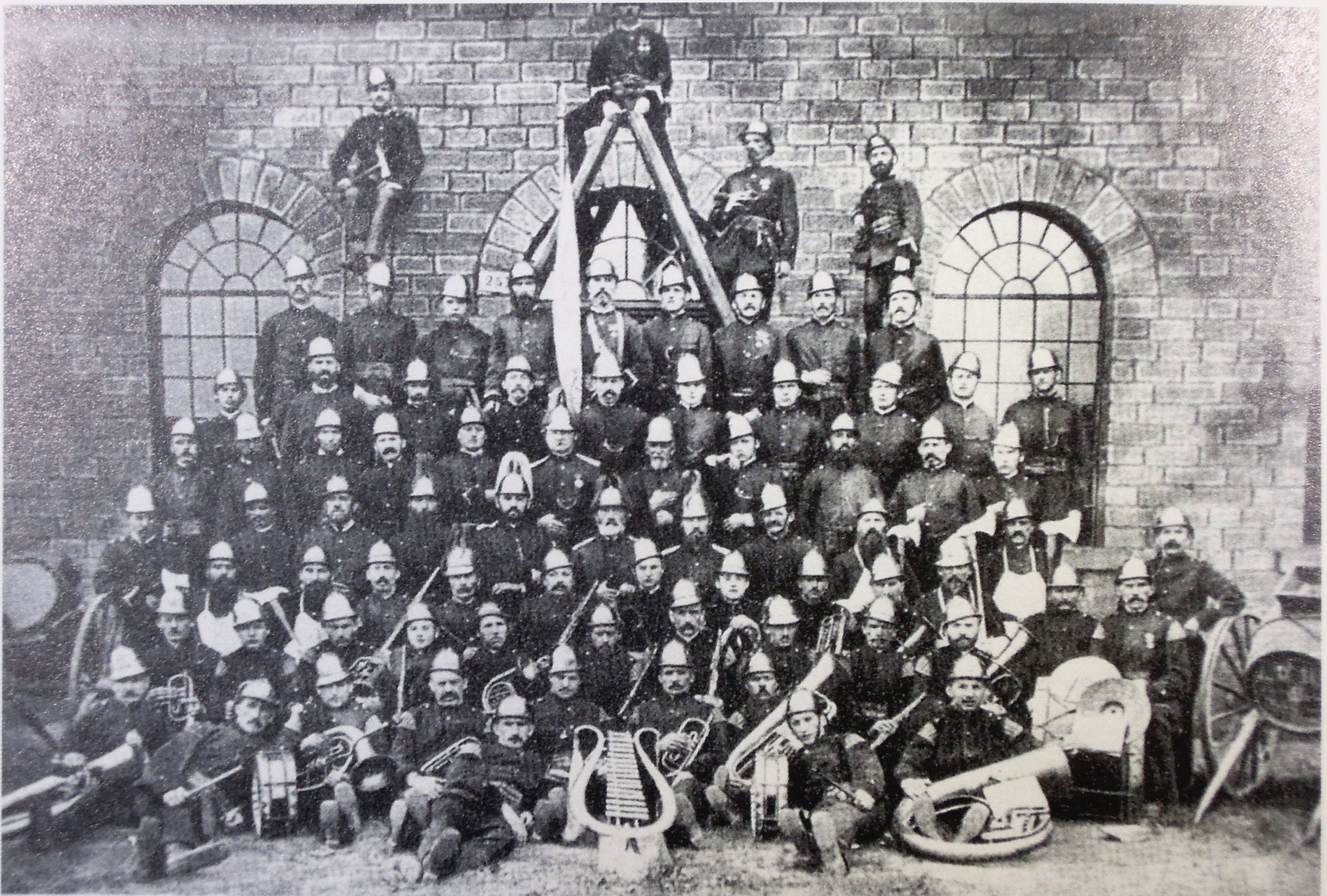
Dillinger Hütte, Werkfeuerwehr, um 1880

Eventuelle Löscharbeiten waren vor der Jahrhundertwende kompliziert, da es in Dillingen zu dieser Zeit keine zentrale Wasserversorgung gab. Mit dem Bau von vier Brunnen (Marktplatz, Hintergasse, Trierer Weg, Paulinenstraße) konnten mögliche Feuerlöschungen erleichtert werden. Die Einrichtung einer zentralen Wasserversorgung in Dillingen erfolgte im Jahre 1902. Dabei wurden für Löschzwecke 36 Hydranten installiert.
In Diefflen organisierte sich in der Zeit nach dem großen Dorfbrand von 1876 die Freiwillige Feuerwehr. Bevor in den Jahren 1907/08 ein Feuerwehrhaus unterhalb der Kirche errichtet werden konnte, war das Gerät bis zu einem Brand in der alten Schule in der Wiesenstraße eingelagert. Das Gebäude wurde bei der Vergrößerung des Platzes vor der Kirche abgetragen und ein neues Feuerwehrhaus mit Turm an der Stelle der alten Schule in der Wiesenstraße errichtet.
Nach der Rückgliederung des Saargebietes an das Deutsche Reich wurden die Dillinger und Pachtener Feuerwehr sowie die Werkfeuerwehr der Dillinger Hütte zwangsvereinigt. Durch die Einberufungen zur Wehrmacht im Zweiten Weltkrieg ging der Mannschaftsbestand der Feuerwehr Dillingen stark zurück. Es kam zu Dienstverpflichtungen von älteren und nicht mehr voll einsatzfähigen Männern. Im Jahre 1942 wurde deshalb eine männliche Jugendgruppe für die Feuerwehr gebildet. Im Jahr 1944 wurde ergänzend eine weibliche Jugendgruppe eingerichtet, um die Löschtätigkeit noch aufrechterhalten zu können. Bei den großen Bombenangriffen auf die Städte Saarbrücken, Kaiserslautern, Ludwigshafen am Rhein, Mannheim und Frankenthal (Pfalz) wurde auch die Dillinger Feuerwehr zur Brandbekämpfung eingesetzt. Doch bald musste die Dillinger Feuerwehr auch im eigenen Ort angriffsbedingte Brände löschen: Bei dem Fliegerangriff auf Dillingen in der Nacht vom 1. auf den 2. September 1942, bei dem Brand- und Sprengbomben abgeworfen wurden, entstanden mehrere Großbrände. Den schwersten Löscheinsatz brachte das Jahr 1944: Bei einem Fliegerangriff am 27. August 1944 auf Dillingen wurden zahlreiche Fahrzeuge der Dillinger Feuerwehr zerstört. Hierdurch war der Löscheinsatz auf dem Bahnhof Dillingen, wo durch Bombenabwurf auf einen Munitionszug eine furchtbare Explosion entstanden war, nur eingeschränkt möglich.
Am Ende des Zweiten Weltkrieges war das Feuerwehrhaus in der Saarstraße völlig zerstört. Einsatzfähige Geräte und Ausrüstungsgegenstände waren nicht mehr vorhanden. Im Jahr 1952 konnte das neu erbaute Feuerwehrhaus in der Saarstraße bezogen werden. Es war an der gleichen Stelle errichtet worden, an der das frühere Gebäude gestanden hatte. Im Jahre 1976 wurde der organisatorische Zusammenschluss der Löschbezirke Innenstadt und Pachten vollzogen. In den Jahren 1979–1981 wurde ein neues Feuerwehrhaus auf dem Gelände der Sporthalle Merziger Straße errichtet.

## Schulen und Bildung

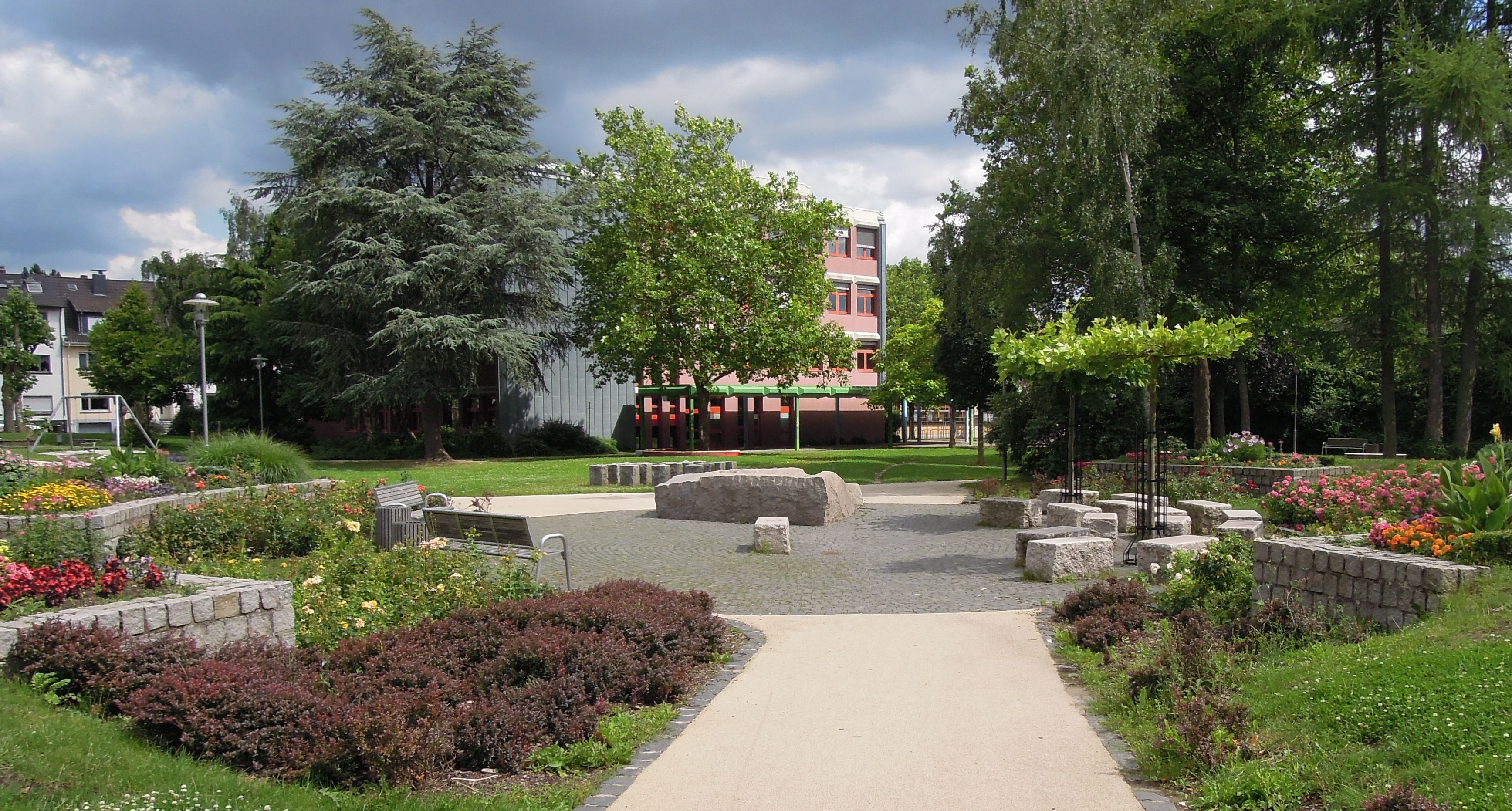
Albert-Schweitzer-Gymnasium Dillingen, Gebäude II, Karcherstraße, Ansicht vom Rosengarten aus

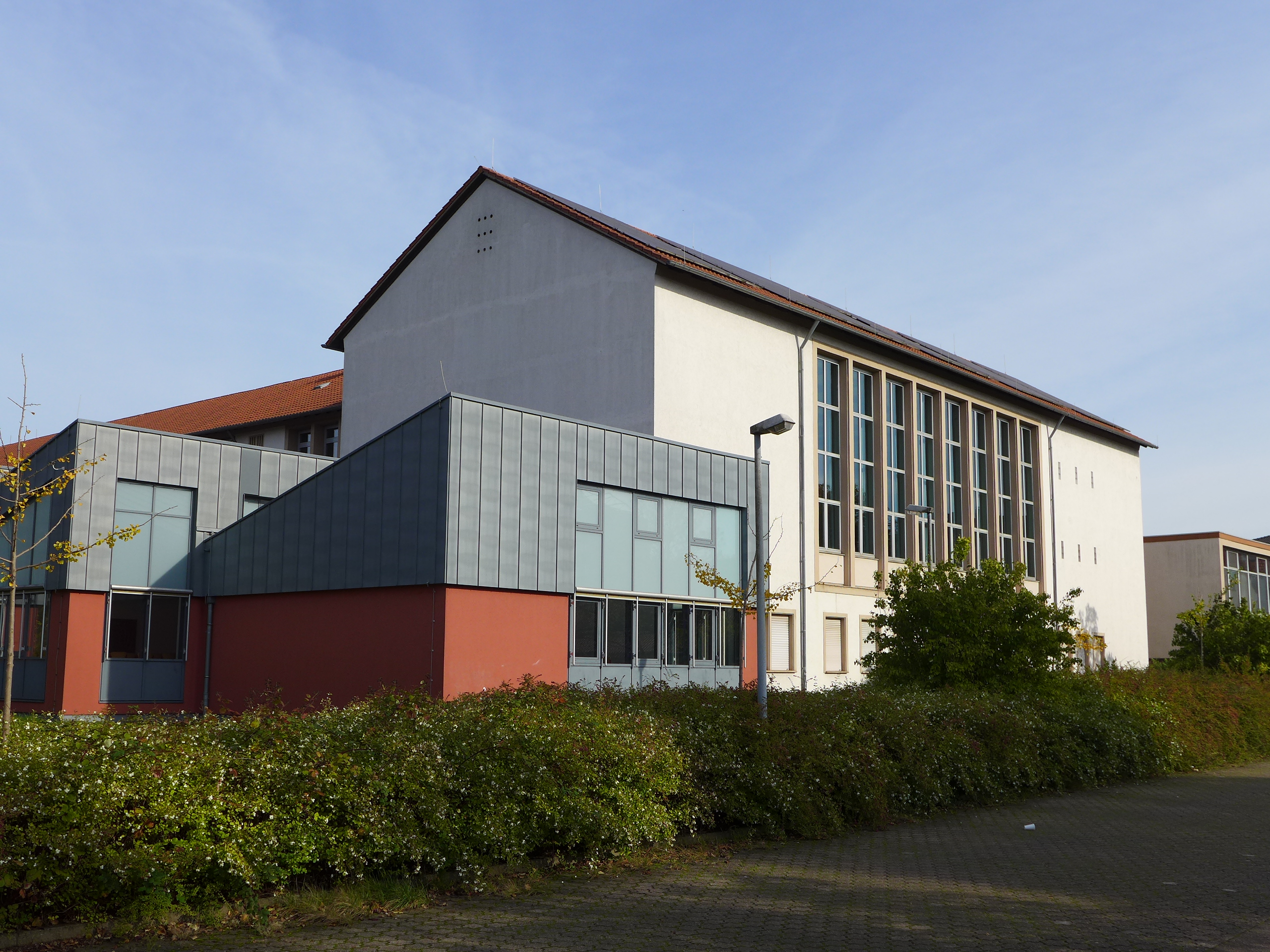
Albert-Schweitzer-Gymnasium, Gebäude I, Dr. Prior-Straße, Aulatrakt

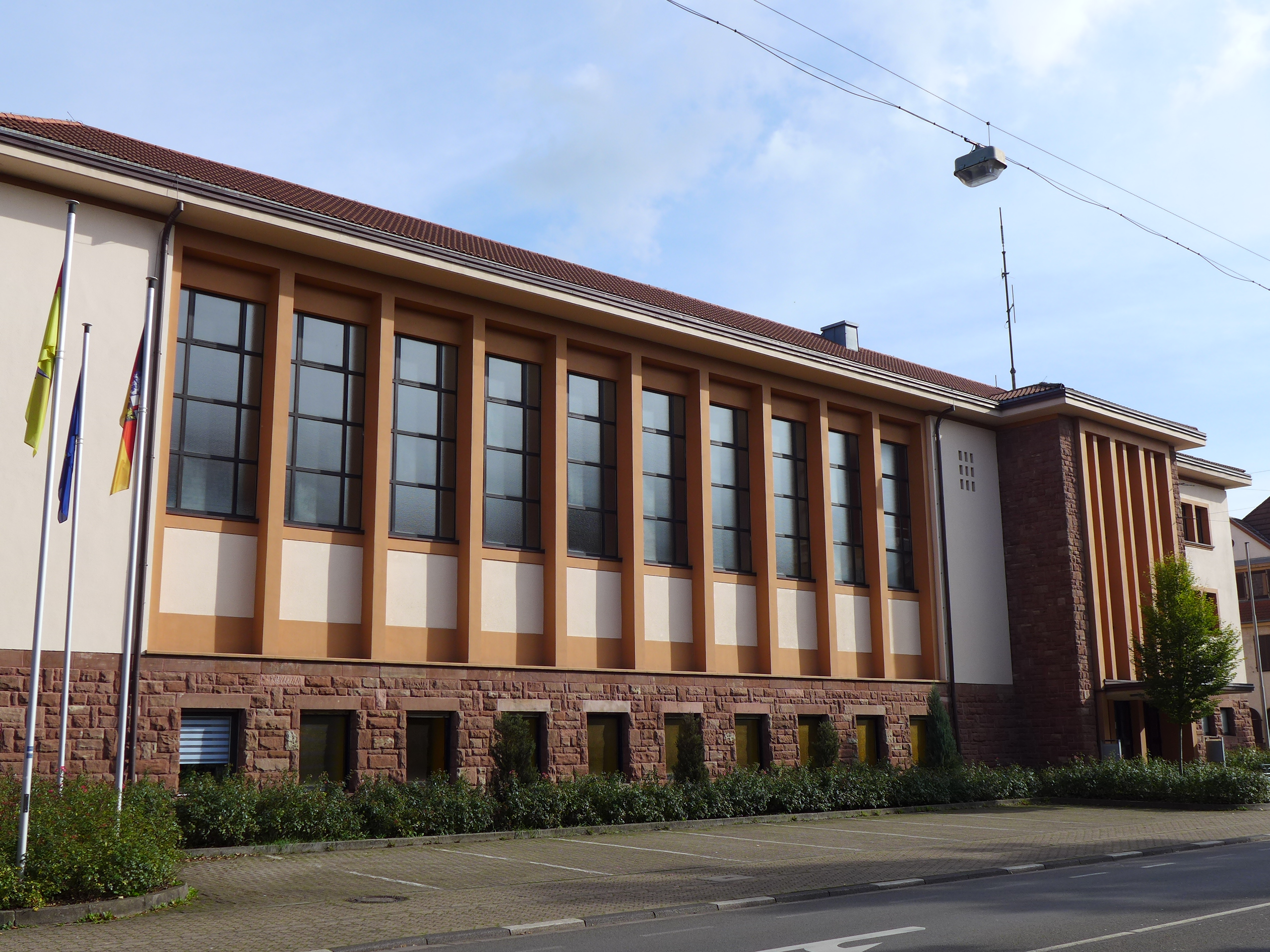
Gebäude des alten Dillinger Gymnasiums, nach Kriegsbeschädigung zur Turnhalle in der Merziger Straße umgebaut

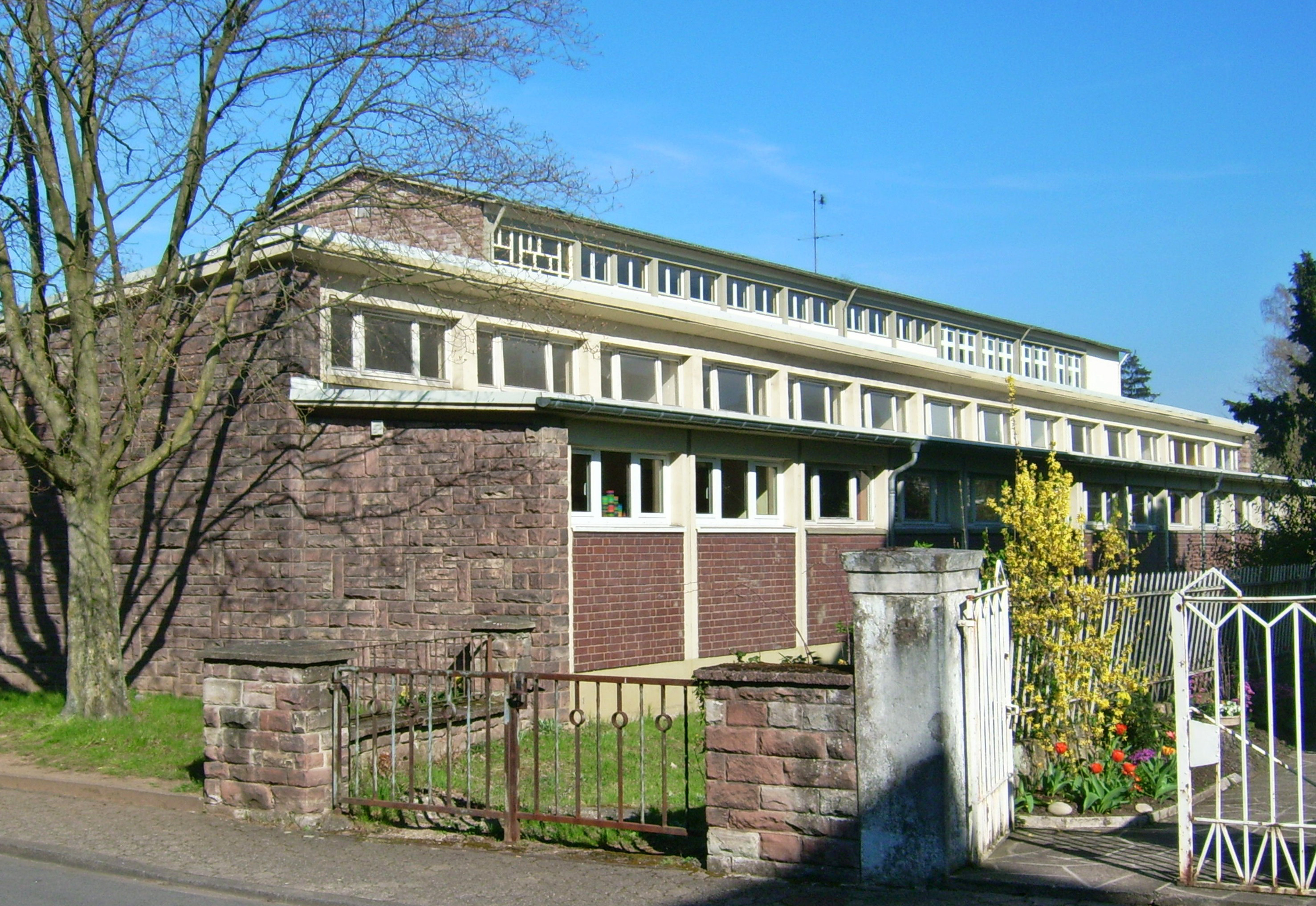
Odilienschule Dillingen

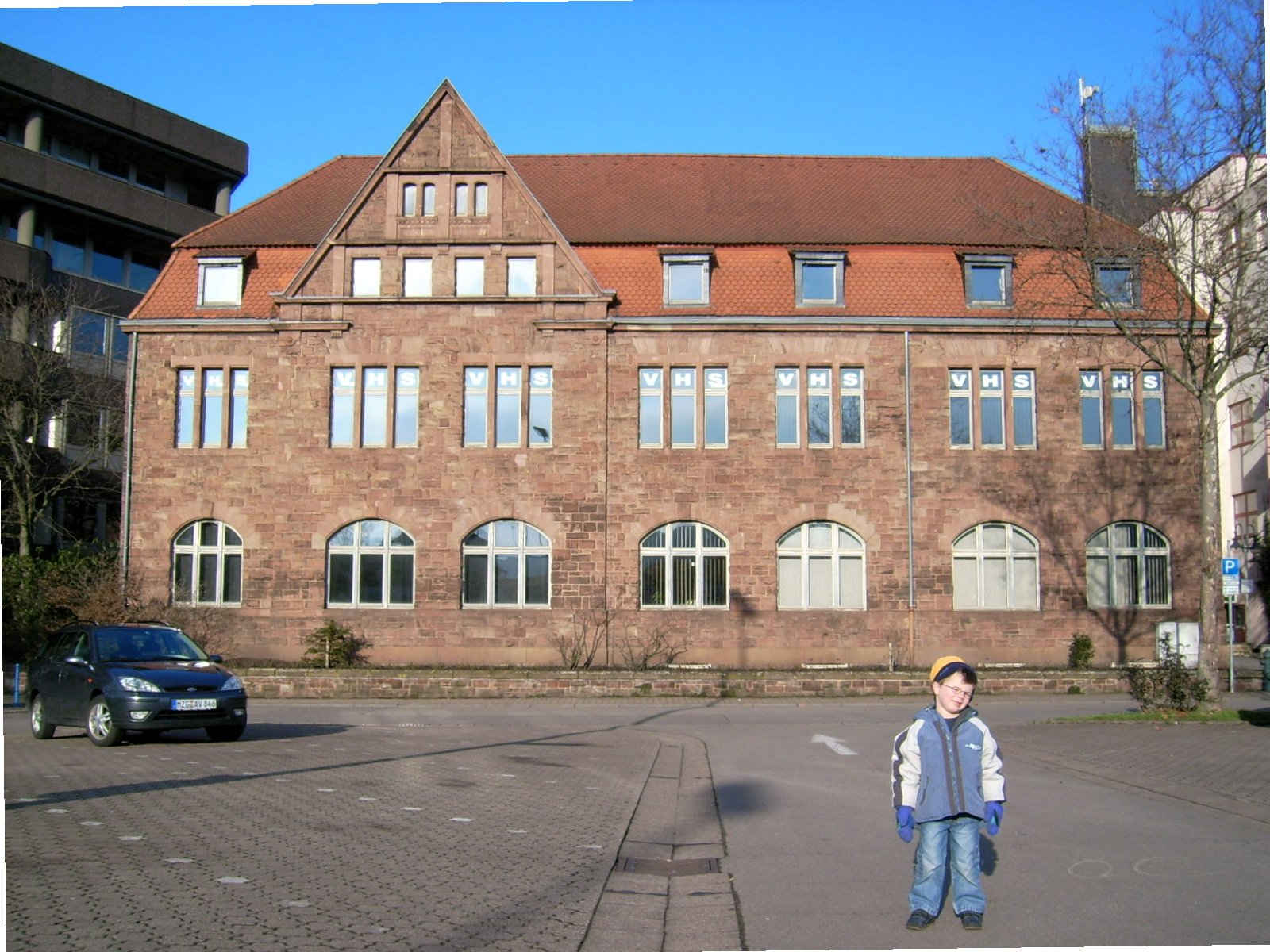
Ehemalige französische Domanialschule von 1921, 1935 bis 1978 Finanzamt, nunmehr Volkshochschule

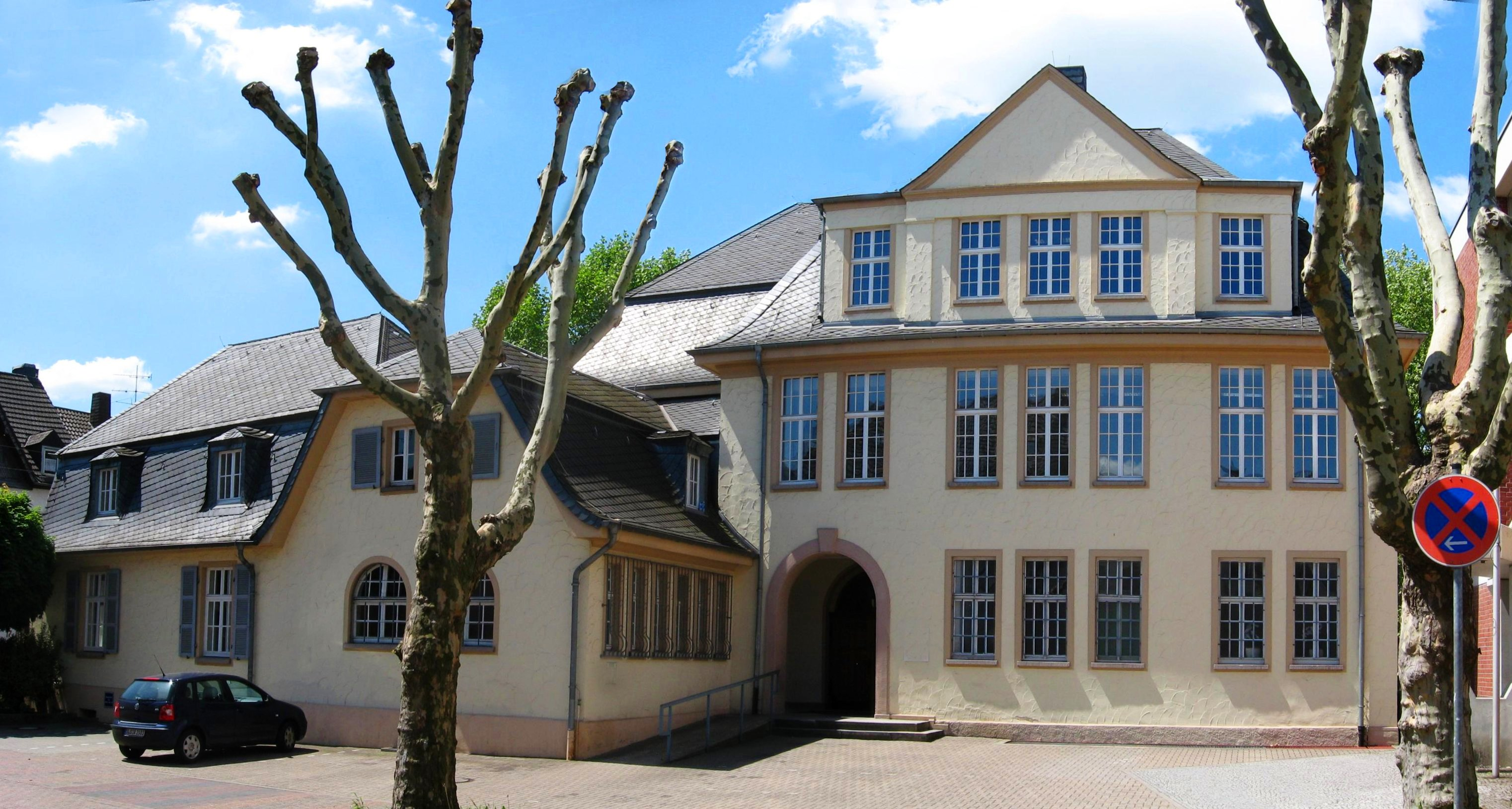
Ehemalige ev. Volksschule, nunmehr Bildungshaus der Kath. Erwachsenenbildung

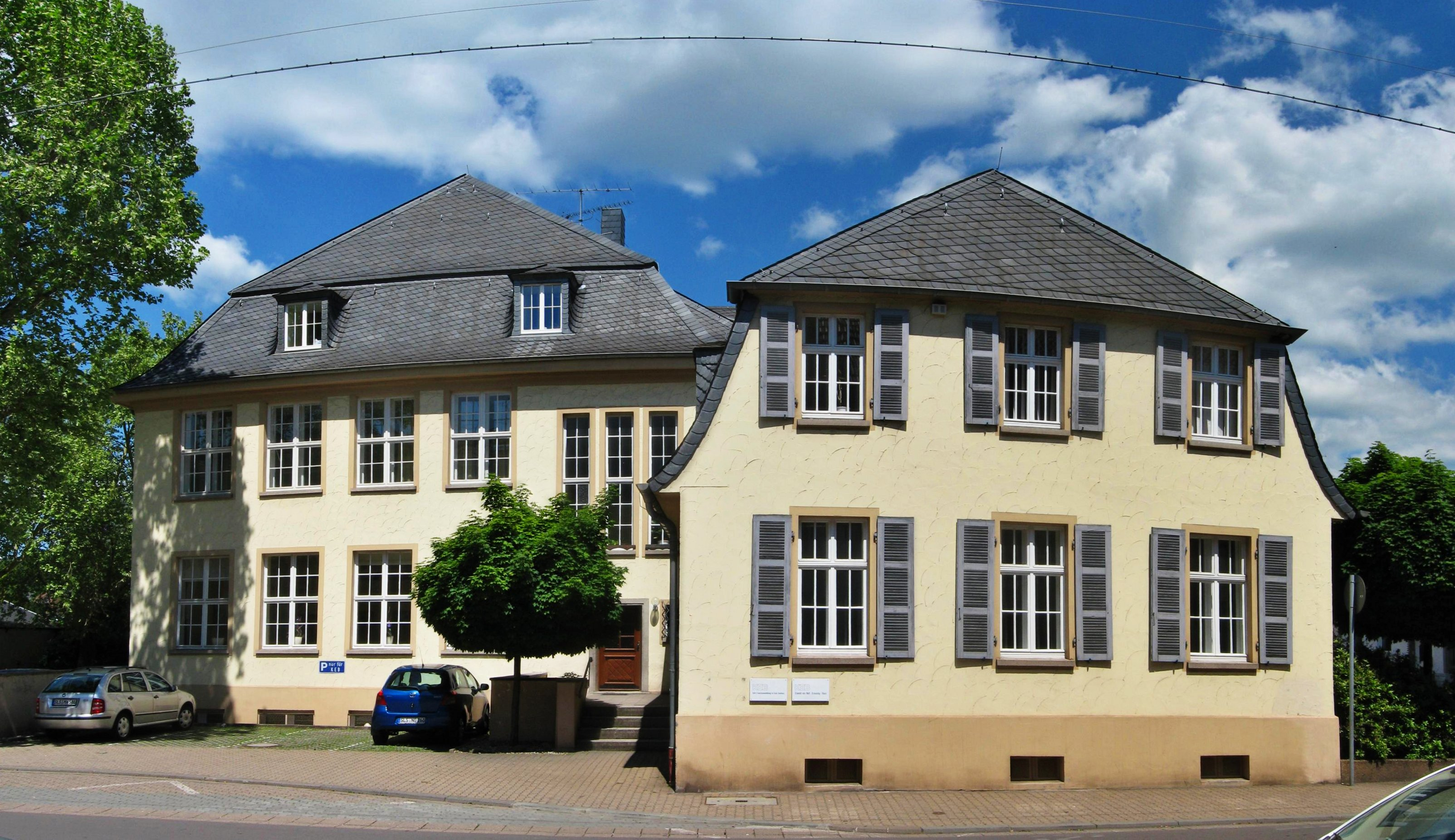
Ev. Volksschule von 1908

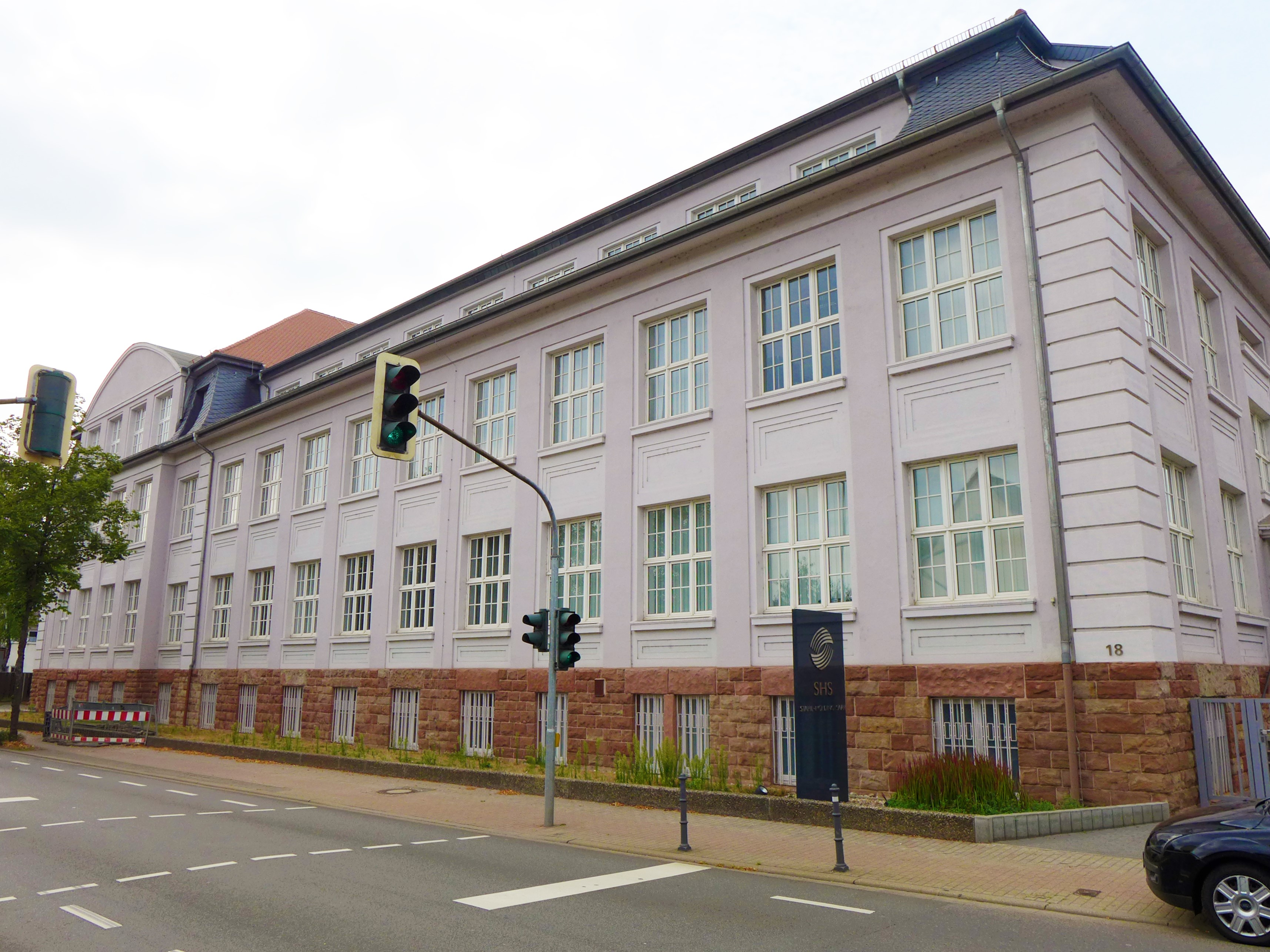
Ehemalige Meguin-Schule

### Schulen
Den frühesten schriftlichen Beleg für ein öffentlich organisiertes Schulwesen in Dillingen datierte der Dillinger Pfarrer Philipp Schmitt auf das Jahr 1615. Ein erstes bescheidenes Schulhaus wurde in der Trägerschaft der Pfarrei im Jahr 1742 im alten Pfarrgarten der Pfarrei St. Johann errichtet.
Unter dem Einfluss der französischen Revolutionsregierung wurde aus der Pfarrschule ab 1790 eine Gemeindeschule.
In der Umgebung Dillingens hatte das protestantische Herzogtum Pfalz-Zweibrücken unter dem Einfluss des hervorragenden Schulwesens der Reichsstadt Straßburg im Elsass bereits 1592 als erstes Territorium der Welt (und damit auch Deutschlands) die allgemeine Schulpflicht für Mädchen und Knaben eingeführt.
In den katholisch gebliebenen Landesteilen Deutschlands verlief die seit der Zeit der Aufklärung von Bildungsbefürwortern immer vehementer geforderte Durchsetzung der Schulpflicht äußerst zäh. Mit der Angliederung Dillingens an das Königreich Preußen durch die Bestimmungen des Wiener Kongresses wurde die Schulpflicht auch hier eingeführt und der Unterricht, der bisher nur im Winter stattgefunden hatte, auf den Sommer ausgedehnt. Im Königreich Preußen war die Schulpflicht bereits durch die Principia regulativa König Friedrich Wilhelms I. vom 28. September 1717 festgesetzt und für ganz Preußen durch das Generallandschulreglement Friedrichs des Großen von 1763 bestätigt worden.
Die Dillinger Lehrer mussten seit 1817 das Lehrerseminar in der 1802 säkularisierten Benediktinerabtei St. Matthias in Trier besuchen, das der Trierer Domkapitular, Dompfarrer und Stadtdechant Viktor Josef Devora im Jahre 1810 eingerichtet hatte.
Im Jahre 1826 wurde eine neue, größere Schule in der Hinterstraße gebaut, 1860 ein Schulgebäude in der heutigen Merziger Straße, 1864 eines neben der Kirche St. Johann. 1899 wurde ein Schulhaus in der Stummstraße errichtet.
In der Zeit der Völkerbundsverwaltung Dillingens wurde im Jahre 1921 die französische Domanialschule in der De-Lénoncourtstraße (heutiges vhs-Gebäude) errichtet. Sie bestand bis zur Saarabstimmung 1935 und wurde dann Sitz des Dillinger Finanzamtes. 1930 wurde das ehemalige Méguin-Bürogebäude „Überm Berg“ von der Gemeinde Dillingen zum Schulhaus umgebaut.
In den Jahren 1959–1961 wurde in der Innenstadt die Odilienschule mit Turnhalle und Lehrschwimmbecken errichtet.
In Pachten hatte man 1858 das erste eigentliche Schulhaus gebaut. Vorher hatte man in einem Haus in der Mittelstraße unterrichtet. Die heutige Pachtener Römerschule wurde von 1951 bis 1959 gebaut, nachdem das 1910 errichtete Vorgängergebäude im Zweiten Weltkrieg zerstört worden war.
Für die evangelischen Schüler wurde im Jahr 1908 eine eigene Schule gegründet und im Jahr 1913 in der Karcherstraße ein eigenes Gebäude errichtet. Im Jahr 1965 wurde neben der evangelischen Schule ein großer Klassentrakt errichtet und anstelle des alten Gebäudes sollte in einem zweiten Bauabschnitt eine Turnhalle gebaut werden, doch das Vorhaben wurde eingestellt. Das alte Gebäude ist Sitz der Katholischen Erwachsenenbildung (KEB), während der Klassentrakt der 1960er Jahre dem Ende der 1970er bis Anfang der 1980er Jahre errichteten Neubau einer Zweigstelle des Gymnasiums in der Karcherstraße zugeschlagen wurde.
In Diefflen wurde der Schulunterricht bis zum Bau eines neuen Schulhauses in der Wiesenstraße (Standort des Feuerwehrhauses Diefflen) im Jahr 1863/63 in der alten Wendelinus-Kapelle im Kirchenweg (Nalbacher Straße) erteilt. Die Schule war bis zum Jahr 1858 einklassig und zählte damals 176 Schülerinnen und Schüler. 1899 wurden im Schulhaus in der Wiesenstraße mehr als 300 Schülerinnen und Schüler aufgenommen, sodass sogar Unterricht in umgebauten Ställen erteilt werden musste.
Im Jahr 1902 wurde deshalb mit dem Bau eines Schulhauses am Babelsberg begonnen. Es wurde im Jahr 1912 nochmals um sechs Klassen erweitert.
In den Jahren 1962/63 wurde ein großes neues Schulgebäude mit zwei Klassenzimmertrakten, Verwaltungsbau, Turnhalle mit Außensportanlagen und einem kleinen Arboretum in der Richard-Wagner-Straße errichtet. Der Schule wurde der Name „Primsschule“ gegeben. Bis 1983 wurde das Gebäude um eine zweite, größere Sporthalle ergänzt.
Im Jahr 1902 kam es zur Einrichtung eines Realgymnasiums. Bisher hatten die Dillinger Gymnasiasten in Saarlouis das Gymnasium besuchen müssen. Ab 1904 durfte das Gymnasium auch von Mädchen besucht werden. 1907 wurde ein eigenes Mädchengymnasium gegründet. Ein neues Schulgebäude im Jugendstil wurde im Jahr 1908 in der Merziger Straße bezogen. Nach der Kriegszerstörung des Gebäudes durch die Explosion eines Munitionszuges im Dillinger Bahnhof am 27. August 1944 entstand von 1951 bis 1955 hinter dem Saardom ein neues Gymnasium mit großer Aula, die bis zum Bau der Stadthalle Dillingen auch als städtische Veranstaltungshalle diente. In den Jahren 1956 bis 1958 wurde das Gebäude um einen Trakt für Gymnasiastinnen erweitert. Im Jahr 1965 wurde ein Staatliches Abendgymnasium eingerichtet, das 1997 geschlossen wurde. Ursprünglich in der Trägerschaft der Gemeinde bzw. Stadt Dillingen, ging das Gymnasium nach dem Zweiten Weltkrieg in die Trägerschaft des Saarlandes über und wechselte 1992 schließlich zum Landkreis Saarlouis. Nach der großen „Bildungsexplosion“ der 1960er Jahre erreichte das Dillinger Gymnasium im Jahre 1973 mit 2400 Schülern seine maximale Größe. Es war damals eines der größten Gymnasien Deutschlands. Im Jahr 1996 gab sich das Gymnasium den Namen des elsässischen Theologen, Musikers, Arztes und Friedensnobelpreisträgers Albert Schweitzer. Bedeutendere Schüler des Gymnasiums waren die Historikerin Edith Ennen, der Schriftsteller und Journalist Gustav Regler sowie der US-amerikanische Literaturwissenschaftler an der Central Connecticut State University, Lothar Kahn (1922–1990).
Die Mittelschule Dillingen (seit 1965 Kreisrealschule) wurde 1958 gegründet. Ab den 1920er Jahren wurden berufsbildende und kaufmännische Schulen sowie ab 1954 die Kreissonderschule für Lernbehinderte eingerichtet.
Die Grundschule der Arbeiterwohlfahrt, bei der es sich um eine freiwillige Ganztagsschule handelte, wurde in den 1990er Jahren aufgelöst. Das Gebäude wird ausschließlich von der AWO-Förderschule geistige Entwicklung genutzt.
Während die Kreisrealschule in den 1990er Jahren reformbedingt zur Erweiterten Realschule umgestellt wurde und es ermöglicht wurde an dieser entweder den Hauptschulabschluss oder die Mittlere Reife zu erlangen, verblieb die Hauptschule Odilienschule zunächst in ihrer Form und wurde Anfang der 2000er Jahre auslaufen gelassen. Das Gebäude wird nun für die Grundschule Odilienschule genutzt.
7000 Schüler besuchen wochentäglich Dillinger Schulen. 4500 davon sind Einpendler aus dem direkten Einzugsgebiet, aber auch darüber hinaus. Nutzer der Erwachsenenbildung und der Fort- und Weiterbildung und die Auszubildenden in Dillinger Betrieben und Institutionen sind in diese Zahl dabei nicht eingerechnet. Nahezu 400 Lehrer sind an Dillinger Schulen beschäftigt.
Die Ausgaben der Stadt für die sich in städtischer Trägerschaft befindlichen Grundschulen und die Jugendverkehrsschule betragen im Haushaltsplan des Jahres 2007 annähernd zwei Mio. Euro für Investitionen, Unterhaltung und Bewirtschaftung. Zahlreiche Schulen haben eigene Fördervereine, die sich insbesondere im sozialen Bereich engagieren. Die Schulen unterhalten Kontakte zu Partnerschulen europaweit.
Die Volkshochschule Dillingen wurde im Jahr 1964 gegründet. Erste Leiterin war Brunhilde Peter. Das Katholische Bildungswerk (Katholische Erwachsenenbildung (KEB)) besteht seit dem Jahr 1959. Gründer waren der Dillinger Pfarrer Arthur Nikolas und der Dillinger Lehrer Bruno Jost.
1. Grundschule I Römerschule
2. Grundschule II „Philipp-Schmitt“
3. Schulkindergarten „Philipp-Schmitt-Schule“
4. Grundschule III Odilienschule
5. Grundschule IV Primsschule Diefflen
6. Erweiterte Realschule
7. Abendrealschule
8. Albert-Schweitzer-Gymnasium
9. Sophie-Scholl-Gemeinschaftsschule
10. Technisch-Wissenschaftliches Gymnasium Dillingen
11. Technisch-Gewerbliches Berufsbildungszentrum Dillingen
12. Kaufmännisches Berufsbildungszentrum
13. Schule für Geistigbehinderte
14. Volkshochschule Dillingen
15. Stadtbibliothek Dillingen
16. Katholische Erwachsenenbildung (KEB)
17. Kreismusikschule Dillingen

### Kindertagesstätten
- „Kinderinsel Diefflen“ (Kindergarten, Tagesstätte und Krippe)
- „Die kleinen Hüttenbären“ (Tagesstätte und Krippe)
- Evangelische Kindertagesstätte (Kindergarten, Tagesstätte und Hort)
- Waldorfkindergarten „Feengarten“ (Kindergarten, Tagesstätte und Krippe)
- Lern- und Krabbelwiese „Regenbogen“ (Kinderkrippe)
- Katholischer Kindergarten St. Maximin (Kindergarten, Tagesstätte und Krippe)
- Katholischer Kindergarten St. Josef (Kindergarten und Tagesstätte)
- Katholischer Kindergarten Maria Trost (Kindergarten mit erweiterten Öffnungszeiten und Tagesstätte)
- Katholischer Kindergarten Heilig Sakrament (Kindergarten, Tagesstätte und Krippe)
- Katholischer Kindergarten St. Johann (Kindergarten mit erweiterten Öffnungszeiten)

### Medien
Der Metzer Baron Charles François Dieudonné de Tailfumyr, Seigneur de Cussigny erhielt 1755 von König Stanislaus von Polen und Herzog von Lothringen die Erlaubnis zum Bau einer Papiermühle in Dillingen.
Im Jahr 1757 richtete Tailfumyr die Papiermühle ein. Die in der Gründungsphase von 1757 bis 1759 aus drei Bütten bestehende Mühle erweiterte er um eine Druckerei. Der Absatz erfolgte bis zum entfernten Königsberg und nach Krakau. Erfolgreiche Ausstellungen und Medaillen verschafften der Mühle Anerkennung.
Die Kriegsjahre nach 1790 beeinträchtigten den Mühlenbetrieb. Österreichische Truppen zerstörten im Jahr 1792 Teile der Mühle.

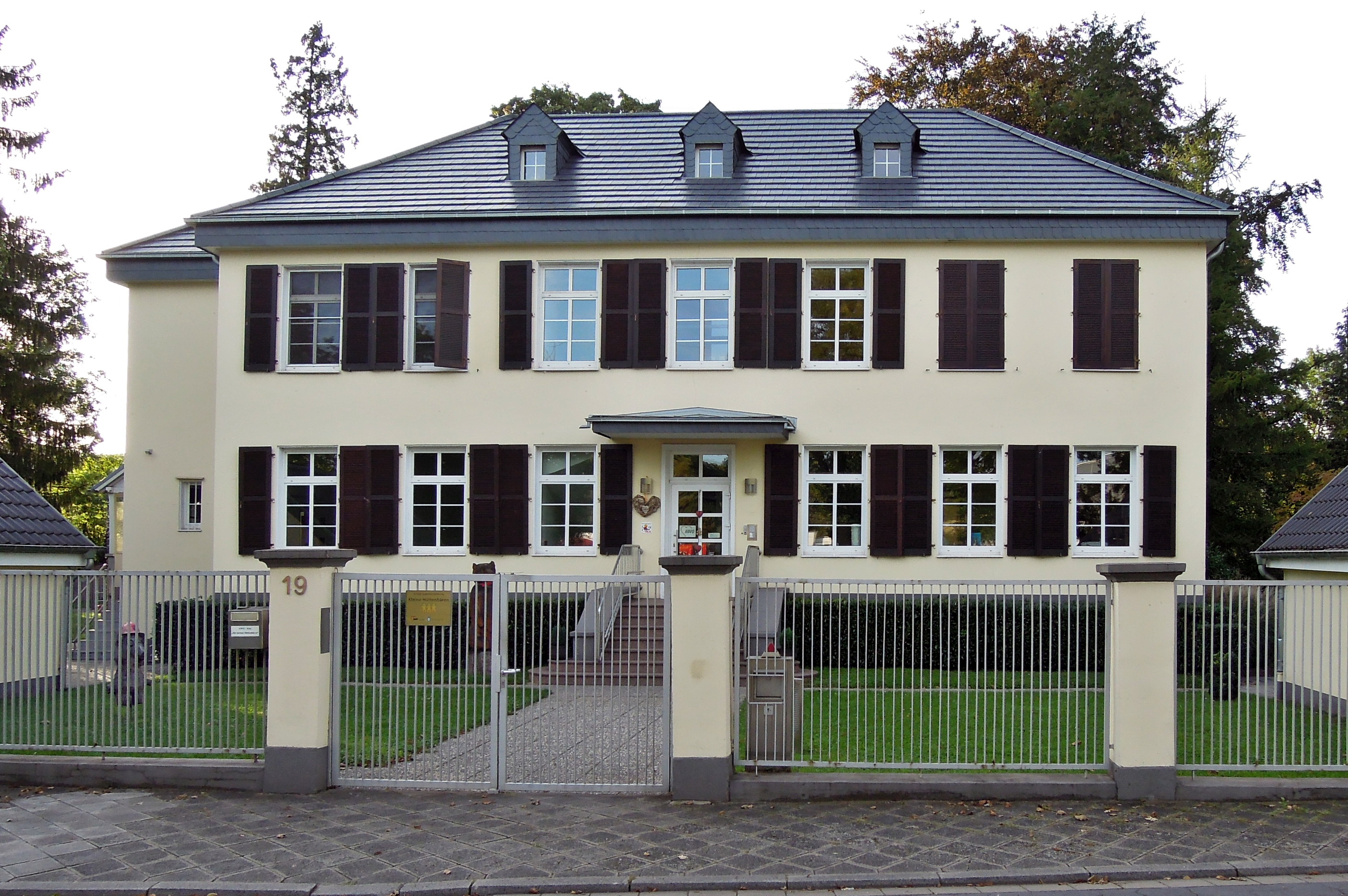
Direktorenwohnhaus der ehemaligen Papiermühle

Im 19. Jahrhundert erlebte die Mühle und die Druckerei eine Blüte unter Jean Louis Piette, der die Mühle im Jahr 1811 übernommen hatte, und seinen Söhnen Louis Piette und Prosper Joseph Maria Piette. Man produzierte Pack-, Druck- und Schreibpapier sowie Pappe. Prosper entwickelte die Produktionsverfahren weiter, indem er etwa die teuren Lumpen durch andere Rohstoffe ersetzte. In einer eigenen Versuchsabteilung wurden 160 verschiedene Arten Strohpapier entwickelt.
1837 wurde ein Patent für eine Maschine zur Herstellung von Pappe erteilt. Mit drei eigenen Schiffen erfolgte der Absatz nach Köln. Die 1838 vom Verein zur Förderung des Gewerbefleißes in Preußen erhaltene Gedenkmünze und 1842 auf der Mainzer Gewerbeausstellung überreichte goldene Medaille sowie der vom König von Preußen erteilte Adlerorden IV. Klasse dokumentierten den Erfolg der Dillinger Papiermühle.
Nach mehrmaliger Vergrößerung des Betriebs erfolgte um 1838 der Übergang zur maschinellen Fabrikation. Es folgten der Kauf von zwei Maschinen zur Herstellung von „Papier ohne Ende“ und die Umwandlung zur Aktiengesellschaft mit 27 Aktionären und 85 Kapitalanteilen. Das Kapital bestand aus 170.000 Reichstalern. Die Dampfkraft hielt mit einer Maschine von 106 PS Einzug. Es wurden 300 Arbeiter und zehn Beamte beschäftigt. Vom Ministerium für Handel, Gewerbe und öffentliche Arbeiten wurde 1848 ein Patent für eine Knotenreinigungsmaschine erteilt. Mitte des 19. Jahrhunderts begann ein Niedergang, der zum Verkauf der Mühle an J. Weidner & Co. führte. Die Piettes wanderten ab.
Das Wasser der Prims, das sowohl von der Dillinger Hütte als auch von der Papiermühle benötigt wurde, war 1860 Anlass zu einem Streit der beiden Unternehmen um die Wasserrechte. Die Mühlenbesitzer beschuldigten die Hütte, das für eine Papiermühle essentielle Wasser zu verderben. 1864 kaufte die Hütte die in der Liquidation befindliche Mühle auf und beendete den Betrieb.
Die Dillinger Drucktradition wird seit 1937 weitergeführt von der Firma Krüger Druck+Verlag GmbH & Co. KG. Mit annähernd 100 Mitarbeiterinnen und Mitarbeitern hat sich das Familienunternehmen zu einem der großen Druckdienstleister in Südwestdeutschland entwickelt. Das Unternehmen betreibt eine Niederlassung in Merzig.

### Stadtbücherei
Die Stadtbücherei entstand seit dem Jahr 1925 aus den Beständen der Werkbücherei der Méguin AG und der Werkbücherei der Dillinger Hütte im ehemaligen Bürgermeisteramt am alten Marktplatz (heutiger „Roter Platz“ zwischen Johannesstraße und Hüttenwerkstraße). Eröffnet wurde die Bibliothek am 22. September 1927. Am 11. Februar 1930 erhielt die Einrichtung Räume in einem gemeindeeigenen Gebäude in der Johannesstraße (damals Kaiser-Wilhelm-Straße). Aufgrund eines Erlasses vom 11. Februar 1935 mussten auf Anordnung der neuen NS-Machthaber im Saarland alle Bücher „undeutschen Geistes“ aussortiert und vernichtet werden. Beim Ausbruch des Zweiten Weltkrieges verschenkte die Stadt nahezu den gesamten Bücherbestand der Wehrmacht. Die Restbestände wurden Opfer der Kampfhandlungen in Dillingen. Nach dem Krieg wurde am 20. November 1948 im alten Bürgermeisteramt wieder eine bescheidene Bibliothek mit 1500 Bänden eingerichtet. Mit dem Abriss des alten Bürgermeisteramtes am Marktplatz im Jahr 1957 kamen die Buchbestände in das Rathaus (heutiges Altes Rathaus). 1958–1960 wurde neben der Sporthalle in der Merziger Straße (Gebäude des kriegszerstörten Gymnasiums) eine neue Stadtbibliothek errichtet.
Die Stadtbibliothek Dillingen ist seit dem Bau des Neuen Rathauses im Erdgeschoss des Rathauses als eine öffentliche, der Allgemeinheit dienende Kultureinrichtung, untergebracht. Der Bestand umfasst 22.000 Medien.

### Zeitungswesen
Die erste in Dillingen verbreitete Regionalzeitung war das seit dem 2. September 1816 vom Landkreis Saarlouis herausgegebene „Intelligenzblatt des Kreises Saarlouis“ (seit 1844: „Wochenblatt für die Kreise Saarlouis, Merzig und Saarburg“; seit 1848: „Anzeiger für die Kreise Saarlouis, Merzig, Saarburg und für Deutschlothringen“, seit 1850: „Saarlouiser Journal“; im Ersten Weltkrieg musste sich das Blatt umbenennen in „Saarlouiser Tageblatt“). Es erschien wöchentlich „bey Franz Stein und Schwester, zur goldenen Bibel“ in Saarlouis. Mitarbeiter war der Dillinger Pfarrer Philipp Schmitt, der Lisdorfer Pfarrer und linke Politiker in der Revolution von 1848 sowie Regionalhistoriker Johann Anton Joseph Hansen sowie der Niedaltdorfer Bürgermeister Johannes Guittienne (1809–1889, Mitglied der Preußischen Nationalversammlung im Jahr 1848). Da sich die Zeitung vor der Saarabstimmung von 1935 für den „Status quo“ und gegen den Anschluss an Hitlerdeutschland eingesetzt hatte, wurde sie vom NS-Regime zwangsliquidiert.
Ab dem Jahr 1872 erschien die „Saar-Zeitung“ als Organ der Zentrumspartei in Saarlouis. Im Zweiten Weltkrieg war ihr Erscheinen immer wieder unterbrochen worden. Sie erschien erst im Jahr 1956 wieder. Ab dem Jahr 1904 wurde in Völklingen die „Prims- und Niedtal-Zeitung, Dillinger Zeitung“ gedruckt. Sie war mit Unterstützung des Dillinger Pfarrers Johann Peter Hillen ins Leben gerufen worden. Im Jahr 1943 wurden beide Zeitungen vereinigt. Im Zweiten Weltkrieg ging die Zeitung unter.
Mit Unterstützung der Dillinger Hütte unter ihrem Direktor Otto Friedrich Weinlig wurde ab dem Jahr 1905 von der Dillinger Druckerei Emmerich in der Stummstraße der „Dillinger Anzeiger“ herausgebracht. Noch im selben Jahr wurde das reine Inseraten- und Mitteilungsblatt zur zweimal wöchentlich erscheinenden „Dillinger Tageszeitung, Amtliches Organ der Bürgermeisterei Dillingen“ mit redaktionellem Teil umgewandelt. Nikolaus Fox (1899–1946), der bekannte saarländischer Volkskundler, arbeitete hier seit den 1920er Jahren als Redakteur. Seit 1924 erschien die Zeitung täglich. Lokalzeitungen wurden in Lebach, Bous (Saar) und Busendorf in Lothringen herausgebracht.
Nach der Saarabstimmung von 1935 wurde die Zeitung in „Saar-Grenzwacht“ umbenannt. Im Zweiten Weltkrieg wurde der Druck eingestellt. Das Blatt wurde nach dem Krieg im Jahr 1956 der „Saar-Zeitung“ in Saarlouis mit dem Untertitel „Dillinger Anzeiger“ angegliedert.
Seit 1923 erschien das Zentrumsblatt „Saarländische Tageszeitung – Dillinger Tageblatt“. Die Zeitung wurde im Jahr 1924 mit der „Saar-Zeitung“ aus Saarlouis vereinigt und erschien bis 1944 mit einem eigenen Dillinger Lokalteil.
Von 1946 bis 1958 brachte die Christliche Volkspartei des Saarlandes unter Johannes Hoffmann die „Saarländische Volkszeitung – Kreiszeitung Saarlouis“ heraus. Seit 1958 wurde die Zeitung unter dem Titel „Saarbrücker Landeszeitung – Ausgabe Saarlouis“ weitergeführt.
Die im Jahr 1761 gegründete Saarbrücker Zeitung brachte seit 1948 eine Kreisausgabe unter dem Titel „Anzeiger für Saarlouis und Dillingen“ heraus. Die Saarbrücker Zeitung betreibt eine eigene Dillinger Lokalausgabe.

## Kultur, Baudenkmäler

### Museen
- Museum Pachten
- Westwallbunker (Pachten)

## Religion

### Christentum
Das Stadtgebiet Dillingens gehört zum katholischen Bistum Trier bzw. zur Evangelischen Kirche im Rheinland.

#### Anfänge
Anhand des beim Abbruch der alten Pachtener Kirche im Jahr 1891 gefundenen Ursussteines mit einem Christusmonogramm ☧ lässt sich belegen, dass bereits im 3. bzw. 4. Jahrhundert n. Chr. Menschen christlichen Glaubens im heutigen Stadtgebiet gelebt haben.

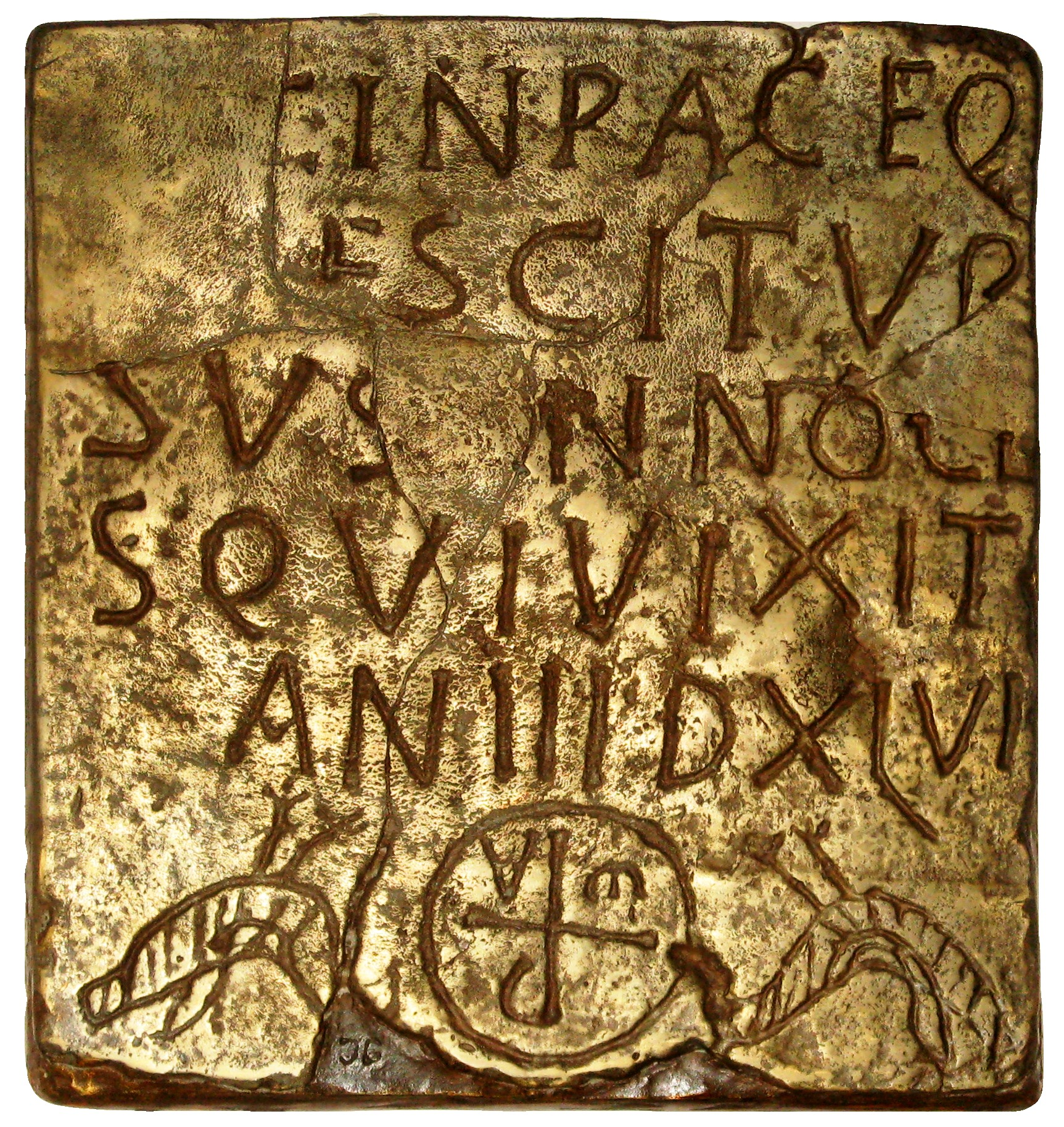
Contiomagus-Pachten, Kopie des christlichen Grabsteines des Kindes Ursus, gefunden beim Abbruch der alten Pachtener Kirche im Jahr 1891, lateinischer Text: IN PACE QUIESCIT URSUS INNOCENS QUI VIXIT AN III D XLVI, Übersetzung: In Frieden ruht hier der unschuldige Ursus, der drei Jahre und 46 Tage gelebt hat. Der originale Grabstein ging im Zweiten Weltkrieg verloren.

Von einem funktionierenden Pfarreiwesen in Dillingen kann man allerdings wohl erst im Frühmittelalter sprechen. Als erster schriftlich bekannter Pfarrer in Dillingen wird von Philipp Schmitt ein im Jahr 1317 verstorbener Geistlicher mit Namen Gerardus erwähnt. Unter den Patronats- und Zehntherren in Dillingen erscheinen zuerst die Herren von Siersberg. Ritter Arnold von Siersberg schenkte am 21. Juli 1262 seine Rechte der Abtei Mettlach, die noch im Jahr 1389 einen Pfarrer für Dillingen präsentierte. Im Jahr 1427 war der Abt der Abtei Wadgassen in Dillingen Kollator und besetzte die Pfarrei Dillingen vermutlich mit Wadgasser Mönchen als Seelsorger. Als aber nach 1554 die Freiherren von Braubach den Herren von Siersberg in der Herrschaft von Dillingen gefolgt waren, brachten diese das Kollationsrecht der Abtei Wadgassen im Jahr 1595 in ihren Besitz. Ab diesem Zeitpunkt waren es die jeweiligen Herren von Dillingen, die die Pfarrer einsetzten.

#### Katholisches Dekanat Dillingen
Das heutige katholische Dekanat Dillingen betreut ca. 60.000 Katholiken in insgesamt 21 Ortschaften. Es erstreckt sich von Dillingen nach Lebach (ca. 30 km lang) und von Landsweiler nach Schmelz (ca. 15 km breit). Das Dekanat umfasst 19 Pfarrkirchen und 12 Kapellen. Seit 2011 sind die 19 Pfarrgemeinden in vier Pfarreiengemeinschaften zusammengefasst: Dillingen, Nalbach, Schmelz und Lebach. Das Dekanat Dillingen wurde im Jahr 1923 geschaffen. Erster Dekan (von 1923 bis 1957) war der Itzbacher Pfarrer Michael Held.

#### Römisch-Katholische Kirchen in Dillingen
- Hl. Sakrament (Saardom): Der neoromanische Kirchenbau wurde in den Jahren 1910–1913 durch den Trierer Architekten Peter Marx errichtet.[110]

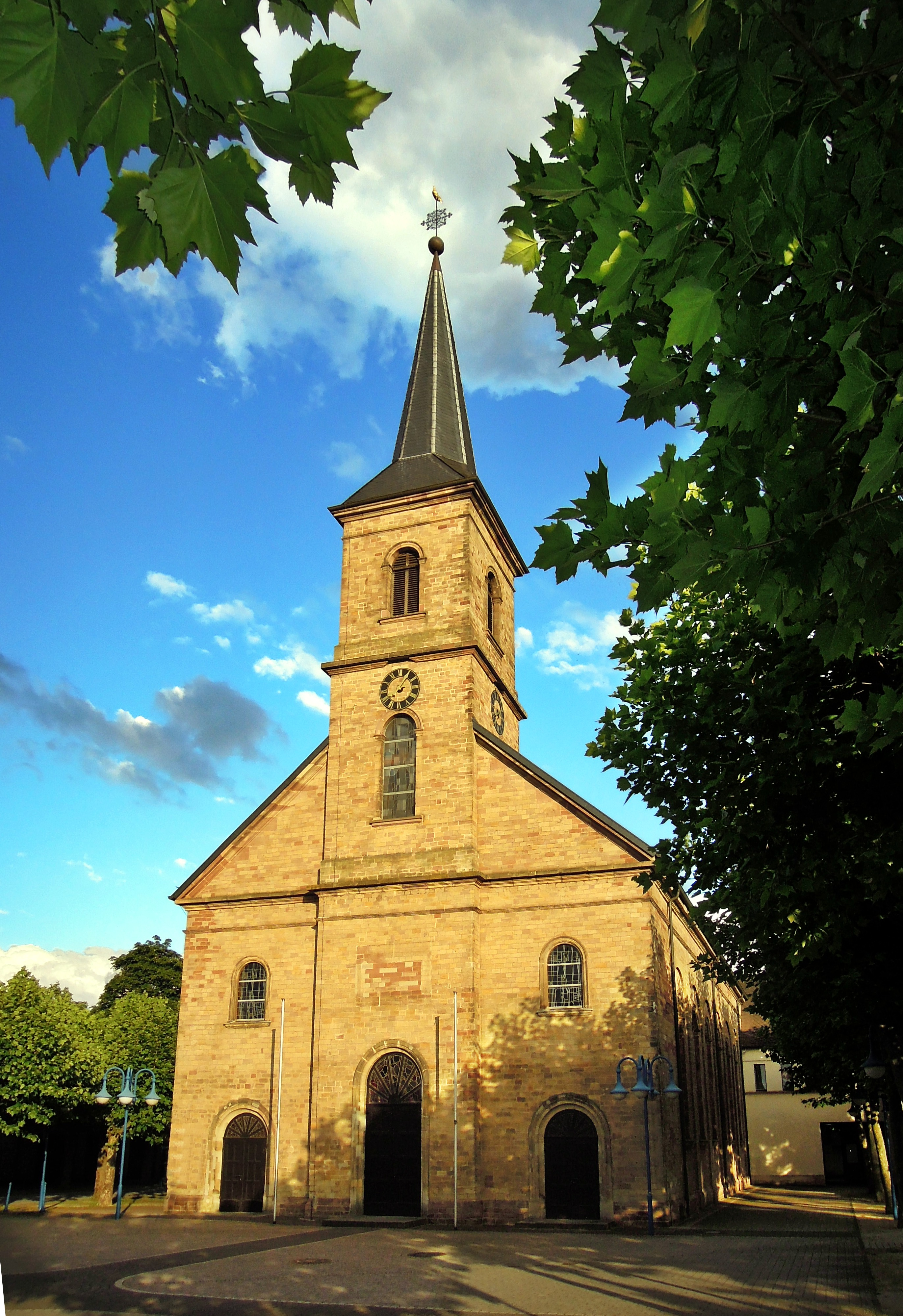
St. Johann (Baptist)

- St. Johann (Baptist): Der heutige Bau der Jahre 1843–1845 steht etwa an der Stelle mittelalterlicher Vorgänger.[111]

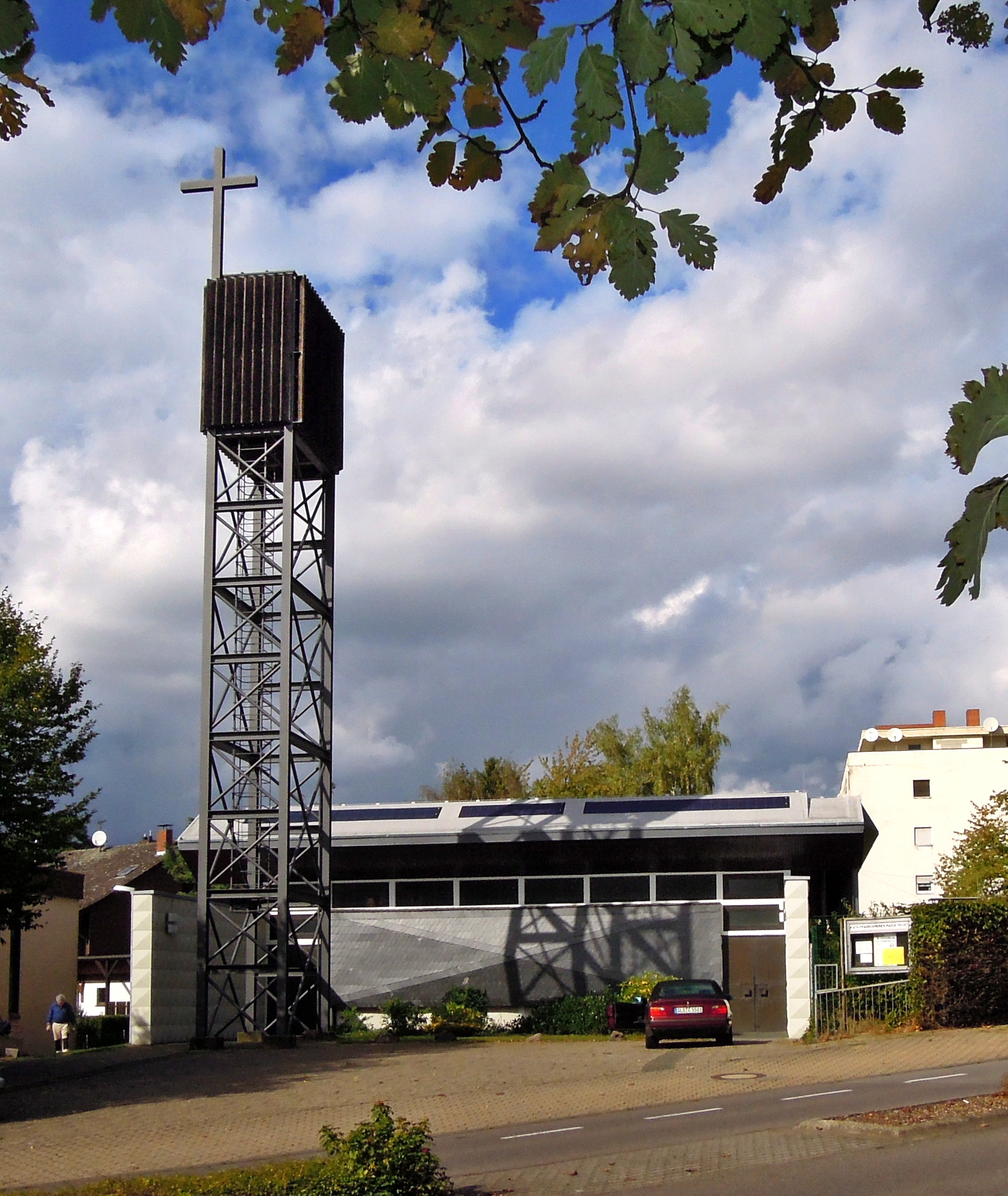
Maria Trost (Pachtener Heide)

- Maria Trost: Die Kirche des Dillinger Architekten Konny Schmitz entstand in den Jahren 1960–1961.[112][113]

#### Römisch-Katholische Kirchen in Pachten

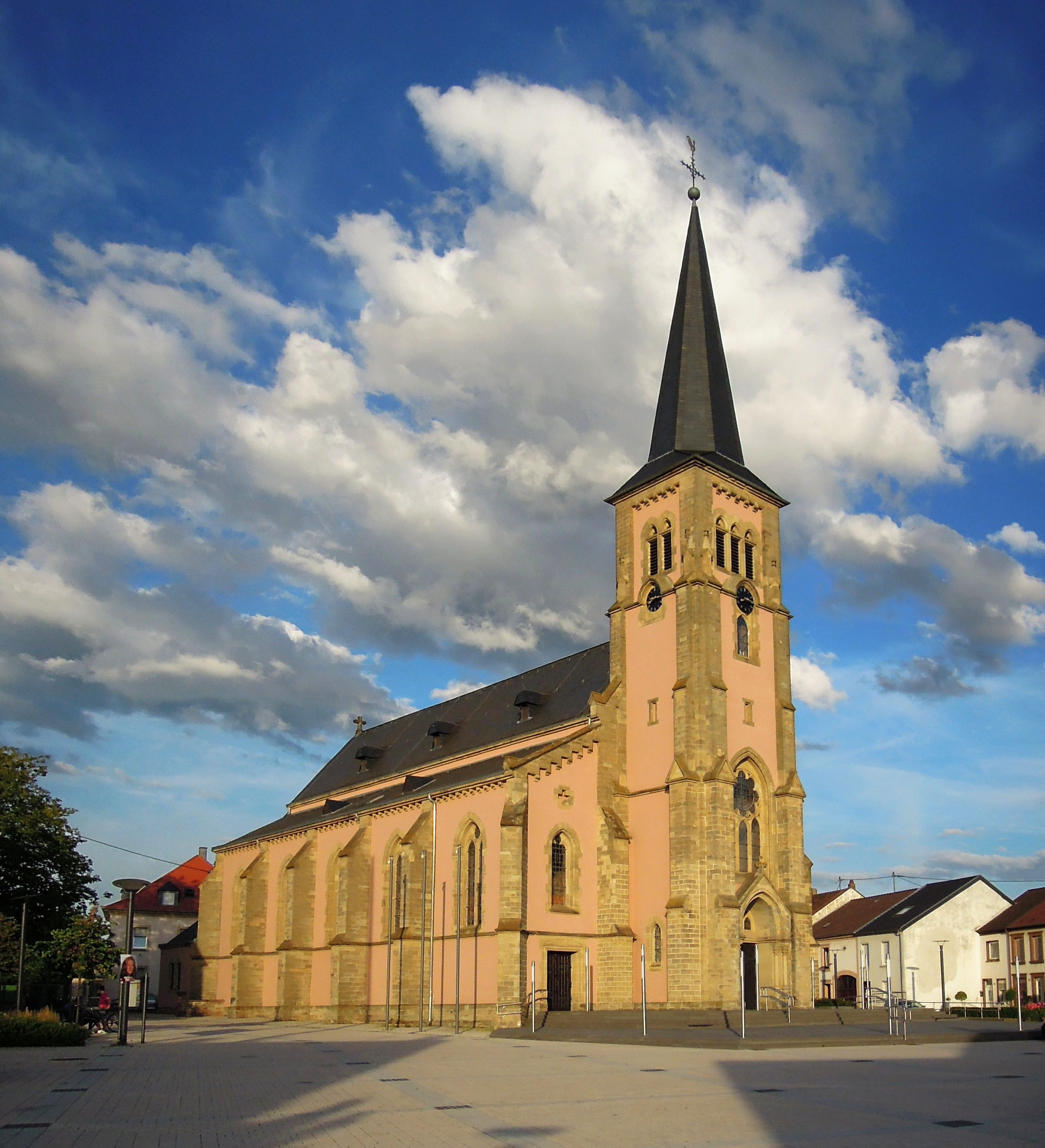
Kirche St. Maximin und die 14 Nothelfer in Pachten

- St. Maximin und die 14 Nothelfer: Anstelle eines romanischen Kirchenbaus entstand in den Jahren 1891–1894 ein neogotischer Neubau des Rodener Architekten Wilhelm Hector.[114]

#### Römisch-Katholische Kirche in Diefflen

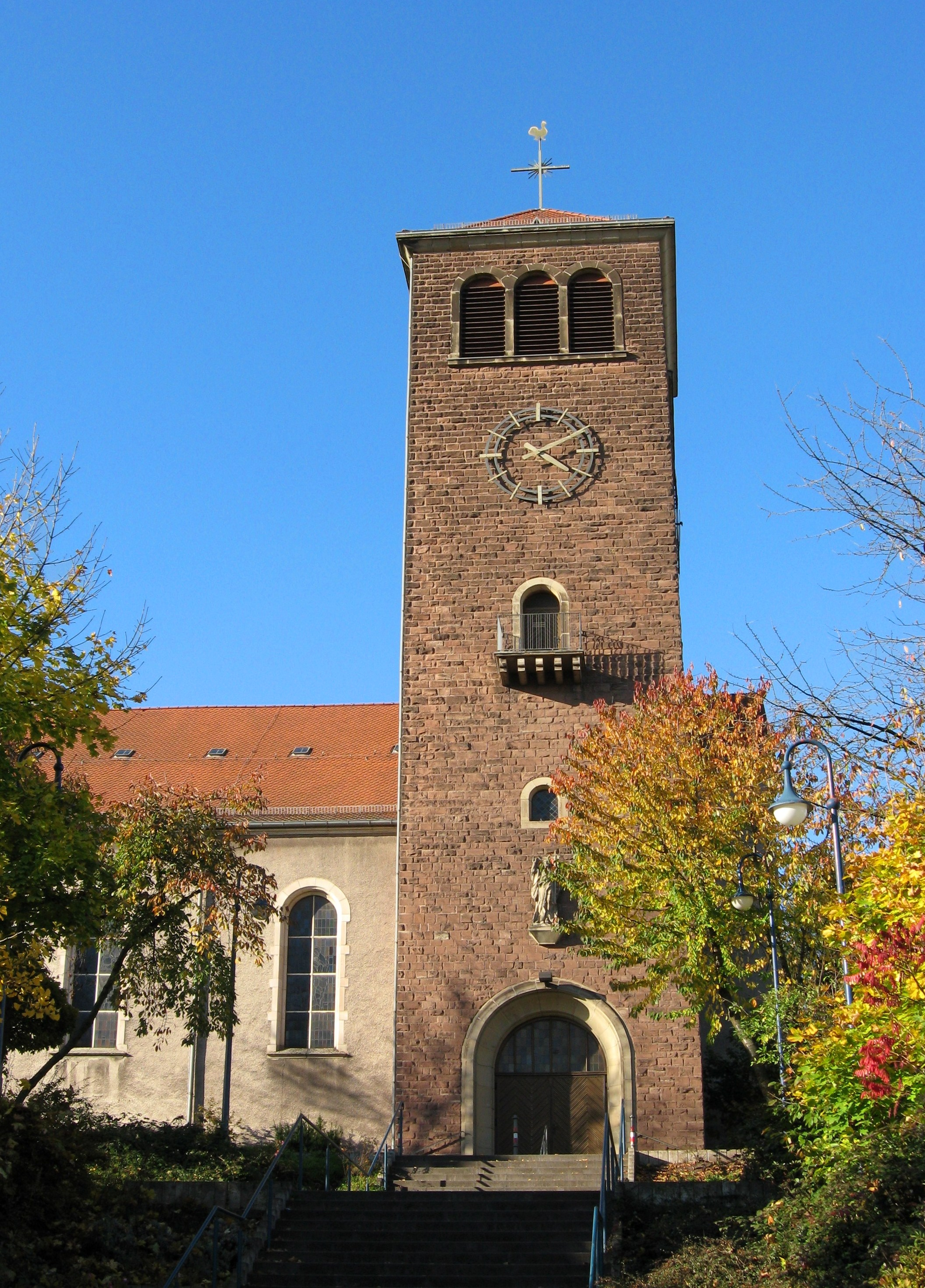
Kirche St. Josef und St. Wendelin in Diefflen

- St. Josef und St. Wendelin: Der zunächst neogotische Kirchenbau des Rodener Architekten Wilhelm Hector wurde in den Jahren 1899–1900 errichtet. Nach starken Kriegszerstörungen wurde der Bau in den Jahren 1948–1950 nach den Plänen des Saarlouiser Architekten Hawner und des Saarbrücker Architekten Güthler umfangreich erweitert und in traditionellen, aus der Romanik entlehnten Formen umgestaltet.[115]

#### Evangelische Kirche in Dillingen

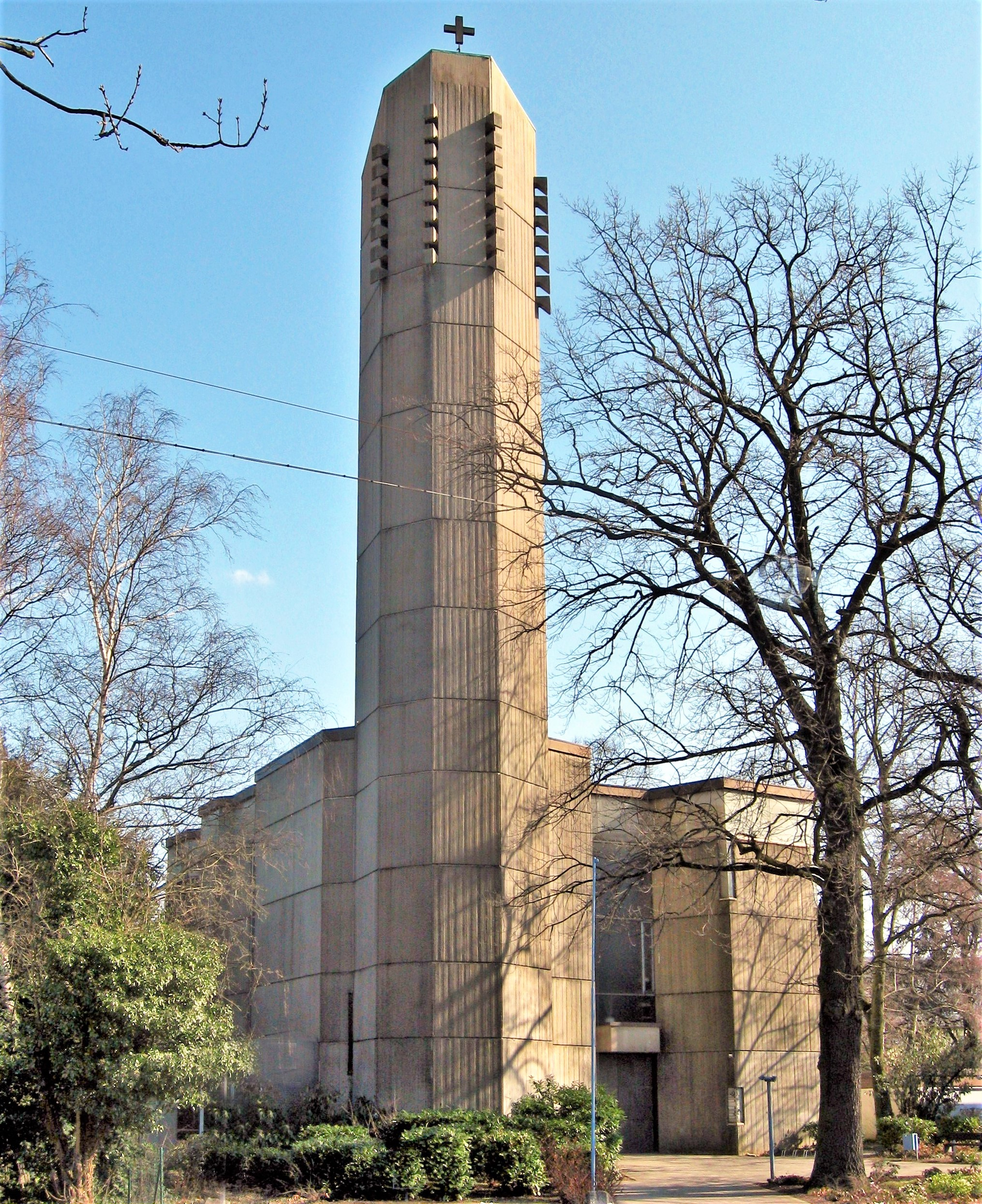
Evangelische Kirche von Wandel, Hoefer und Lorch

- Evangelische Kirche (Dillingen/Saar): Die ab dem Jahr 1902 errichtete neoromanische Hallenkirche mit gangartigen Seitenschiffen und übereck gestelltem Turm mit hohem Spitzhelm des Baden-Badener Architekten Karl Heinrich Brugger (1858–1931) wurde im Zweiten Weltkrieg beschädigt und bis 1948 wieder aufgebaut. Dieser historistische Kirchenbau wurde im Jahr 1967 abgerissen und in den Jahren 1968–1969 durch einen Neubau des Saarbrücker Architektenbüros Wandel, Hoefer und Lorch in Sichtbeton ersetzt.[116][117][118][119][120][121] Die vor dem Kirchengebäude stehenden „Luthereichen“ stammen aus Eicheln der Wittenberger Luthereiche.[122][123][124][125]

#### Andere christliche Gemeinschaften
- Pfingstgemeinde: Die Gemeinde Gottes Dillingen ist eine evangelische Freikirche, die zur Gemeinde Gottes Deutschland gehört.[126]
- Neuapostolische Kirche: Die Gemeinde wurde im Jahr 1928 gegründet. Das Gotteshaus wurde im Jahr 1963 in der Friedrich-Ebert-Straße errichtet. Die Gemeinde gehört zum Kirchenbezirk Saar-Pfalz der Gebietskirche Hessen/Rheinland-Pfalz/Saarland.[127]

### Judentum

#### Geschichte der jüdischen Gemeinde in Dillingen und Pachten
In Dillingen bestand eine offizielle jüdische Glaubensgemeinde in den Jahren zwischen 1903 und 1935. Ihre Entstehung geht in die Zeit des 19. Jahrhunderts zurück. Im Jahr 1721 erhielt zunächst nur eine jüdische Familie Wohnrecht, später wurde es eine zweite Familie. Seit dem Anfang des 19. Jahrhunderts und der Judenemanzipation im Königreich Preußen, zu dem Dillingen ab dem Jahr 1815 gehörte, zogen weitere jüdische Personen zu. Im Preußischen Judenedikt von 1812 vom 11. März 1812 waren die in Preußen lebenden Juden Inländer und preußische Staatsbürger geworden. Dieses Edikt gilt als erste rechtliche Gleichstellung der Juden in Preußen. Damit wurden die in Preußen lebenden Juden nicht mehr als Fremde angesehen und unterschieden sich staatsrechtlich nicht mehr von den übrigen Untertanen.
Das Edikt enthielt aber empfindliche Einschränkungen und war nicht in allen Teilen Preußens gültig, so dass kein gleiches und einheitliches Recht entstand. Im Jahr 1824 waren es insgesamt 17 Personen, die zunächst zur jüdischen Gemeinde in Nalbach gehörten.
Im Jahr 1895 wurden 37, im Jahr 1900 wurden 46 jüdische Einwohner in Dillingen gezählt. Durch den starken wirtschaftlichen Aufschwung Dillingens am Anfang des 20. Jahrhunderts nahm auch die Zahl der jüdischen Einwohner zu: Im Jahr 1925 war die Zahl der jüdischen Bürger Dillingens auf 140 Personen angewachsen. Das entsprach 1,5 % der damals insgesamt etwa 9.500 Einwohner zählenden Stadtbevölkerung.
Im Ersten Weltkrieg fielen aus der jüdischen Gemeinde Adolf Maier (geb. 9. März 1894 in Müllheim, vor 1914 in Dillingen wohnhaft, gef. 22. September 1915) und Eugen Samuel (geb. 5. Juni 1893 in Brotdorf, vor 1914 in Dillingen wohnhaft, gef. 16. Oktober 1916).
Um 1925 bildeten Cerf Alkan, Adolf Hoffmann und Gottfried Levy den Vorstand der jüdischen Gemeinde. Die Gemeinde gehörte zum Rabbinatsbezirk in Trier. Die Toten der jüdischen Gemeinde wurden auf dem Judenfriedhof an der Banngrenze zu Diefflen beigesetzt. Die im Jahr 1925 12 schulpflichtigen jüdischen Kinder erhielten Religionsunterricht durch den Religionslehrer Josef Heß in Saarwellingen. An jüdischen Wohltätigkeitsvereinen bestanden eine „Chewra Gemilut Chessed“ (Jüdischer Hilfsfonds), eine „Chewra der Frauen“ (Frauenverein) und eine „Chewra Zdoko“.
Auch die in Pachten lebenden jüdischen Einwohner gehörten zur jüdischen Gemeinde in Dillingen. Im Jahr 1932 waren die Vorsteher der Gemeinde Adolf Hoffmann, Rudolf Richard und Nathan Posamentier. Die Repräsentanz hatte neun Mitglieder unter den Vorstehern Moritz Mühlstein, Eugen Levy und Adolf Lipper. Als Lehrer und Kantor wirkte Israel Brandler. Brandler erteilte im Schuljahr 1932/33 27 jüdische Kinder Religionsunterricht. Neben den in Pachten lebenden jüdischen Einwohnern gehörten nun auch diejenigen der früheren Muttergemeinde Nalbach zur Dillinger Gemeinde (Im Jahr 1932 lebten in Pachten 3 jüdische Bürger und in Nalbach 11 jüdische Personen.)
Im März 1935 lebten 113 jüdische Personen in Dillingen. Nach der Annektierung des Saargebietes durch das nationalsozialistische Deutsche Reich 1935 ging die Zahl sehr schnell durch erzwungene Aus- und Abwanderungen zurück. Zu barbarischen Aktionen kam es durch fanatische Nationalsozialisten in der Pogromnacht am 9./10. November 1938 in Dillingen, obwohl damals nur noch 14 Juden in der Stadt lebten. So drangen während der Nacht NSDAP-Mitglieder in die Wohnung der Familie Alexander ein, rissen die Frau aus dem Bett und misshandelten sie im Beisein ihrer Kinder. Danach wurden die Kinder nackt aus der Wohnung gejagt. Ein jüdischer Greis, dem man Rizinusöl eingeflößt hatte, wurde johlend durch die Stummstraße getrieben. Aus dem Altenheim in Pachten wurde eine Jüdin, die sich dort versteckt hatte, herausgeholt und weggeschleppt. Ihr Schicksal blieb bisher unaufgeklärt. Der Judenfriedhof in Diefflen wurde geschändet.
An prominenterer Stelle ist der Dillinger Musiker und Komponist Siegfried Alkan zu erwähnen. Er war weitläufig mit Felix Mendelssohn Bartholdy, Fanny Hensel und Giacomo Meyerbeer verwandt. In der Nacht zum 10. November wurde Alkan in seinem Haus in Dillingen überfallen und misshandelt. Sein Klavier wurde aus dem Fenster auf die Straße geworfen und ebenso wie die sonstigen Instrumente seines Musikaliengeschäfts mutwillig zerstört. Siegfried Alkan starb am 24. Dezember 1941 verfolgt und vereinsamt in Mainz.

#### In der NS-Zeit getötete Dillinger Mitbürger jüdischen Glaubens
Von den in Dillingen geborenen und bzw. oder längere Zeit am Ort wohnhaften jüdischen Personen sind in der NS-Zeit gewaltsam bzw. verfolgungsbedingt umgekommen:
Emanuel Albert (1889), Adolf Alkan (1877), Siegfried Alkan (1858–1941), Kurt Baldauf (1911), Mathilde Birnbaum (1916), Max(imilian) Birnbaum (1916), Moritz Birnbaum (1908), Alice Cahn geb. Gans (1909), Paul Cahn (1897), Albert Emanuel (1889), Gertrude Hanau (1921), Irma Hanau (1906), Josef Hanau (1883), Laura Hanau (1925), Leo Hanau (1907), Marga Hanau (1926), Martin Hanau (1878), Hildegard Hoffmann geb. Löw (1879), Ludwig Hoffmann (1903), Siegmund Kahn (1894), Auguste Levy geb. Alkan (1878), Auguste Levy geb. Samuel (1881), Belly Levy geb. Samuel (1881), Benjamin Levy (1871), Elfriede Levy (1921), Flora Levy geb. Levy (1912), Helga Levy (1924), Isaak Levy (1867), Lion Levy (1865), Max Levy (1888), Samuel Levy (1866), Simon Levy (1877), Friedel Maurer geb. Levy (1897), Cäcilia Mühlstein geb. Berl (1876), Moses Mühlstein (1877), Liselotte Posamentier (1914), Gerda Salomon geb. Koblenzer (1887), Carla Samson geb. Hoffmann (1906), Jacob Werner (1923).

#### Gebetsstätten und Synagoge
Bis zum Jahr 1854 besuchten die in Dillingen lebenden Juden den Betsaal im Haus des Herz Kahn im benachbarten Diefflen. Danach richtete eine der jüdischen Familien in Dillingen in ihrem Wohnhaus einen privaten Betsaal ein. 1904 bat die Dillinger jüdische Gemeinde bei den Behörden um Erlaubnis, eine Sammlung zugunsten eines Synagogenbaus durchzuführen. Nach Plänen der Architekten Sommer und Schleich konnte man schließlich in den Jahren 1923/24 eine Synagoge durch den Umbau eines bereits bestehenden älteren Wohnhauses in der Schlossstraße 5 einrichten. Die Finanzierung war für die Gemeinde durch die Inflation und ihre Folgen ein schwieriges Problem. Die Festpredigt bei der Einweihungsfeier der Synagoge im April 1924 hielt Rabbiner Dr. Alexander, der später Rabbiner in Berlin-Gesundbrunnen wurde.
Im Jahr 1931 wurde ein benachbartes Grundstück erworben. Damals dachte man an eine Erweiterung der Synagoge in absehbarer Zeit. Nach der Angliederung Dillingens an Hitler-Deutschland im Jahr 1935 musste die Synagoge nach dem zwangsweisen Wegzug eines großen Teiles der Gemeindeglieder geschlossen und verkauft werden. Dennoch wurde sie durch einen Einsatztrupp von Partei-, SA- und SS-Formationen unter dem NSDAP-Ortsgruppenführer Alois Lauer (Alois Lauer wurde im Jahr 1976 die Dillinger Ehrenbürgerschaft verliehen.) beim Novemberpogrom am 9./10. November 1938 geplündert und in Brand gesetzt. Zunächst war eine Sprengung beabsichtigt, von der man wegen der Gefährdung der Nachbarhäuser wieder absah. Die Feuerwehr wurde erst alarmiert, als von der Synagoge bereits nichts mehr zu retten war.
Ein Gedenkstein für die zerstörte Synagoge wurde am 9. November 2003 auf Initiative des Seniorenbeirates der Stadt Dillingen aufgestellt.
Seit der Zerstörung der Dillinger Synagoge in der Zeit des Nationalsozialismus werden jüdische Mitbürger durch die ab 1948 errichtete Synagoge Saarbrücken seelsorglich betreut.

#### Zur Geschichte der jüdischen Gemeinde in Diefflen
In Nalbach, zu dem Diefflen historisch gehörte, bestand eine kleine jüdische Gemeinde bis in den Zeitraum 1937/40. Ihre Entstehung geht in die Zeit des 16./18. Jahrhunderts zurück, als die ersten jüdischen Familien im Nalbacher Tal (das heißt vor allem auch in Diefflen) lebten. Bereits 1591 wird ein „Jud Meyer“ in Nalbach genannt.
Im Jahr 1723 wird ein Jude aus Diefflen genannt, der damals wegen eines Verstoßes gegen die kurtrierische Judenordnung aus dem Haus eines Christen ausziehen musste. Zehn Jahre später, im Jahr 1733, lebten insgesamt zwölf jüdische Familien im Nalbacher Tal. Zu Beginn des 19. Jahrhunderts, im Jahr 1808, wurden 16 jüdische Einwohner in Nalbach und 32 in Diefflen gezählt. Bis zum Jahr 1858 nahm ihre Zahl auf 68 in Nalbach zu, um danach durch Aus- und Abwanderung wieder zurückzugehen. Nach dem Bau der Synagoge in Nalbach im Jahr 1854 kamen die jüdischen Einwohner aus Diefflen zum Gebet und zum Gottesdienst nach Nalbach. Auch die in Dillingen im Laufe des 19. Jahrhunderts zuziehenden jüdischen Familien zählten zur jüdischen Gemeinde in Nalbach. In einem Zeitungsbericht von 1891 zum Brand der Nalbacher Synagoge ist im Blick auf die Gemeindeglieder von „15 wenig begüterten Familien der Ortschaften Nalbach, Diefflen und Dillingen“ die Rede. Am Ende des 19. Jahrhunderts bildeten Daniel Lazar, Daniel Levy I. und Moses Bonnem den Vorstand.
Im Jahr 1895 wurden 33 jüdische Einwohner in Nalbach, 20 in Diefflen und 37 in Dillingen gezählt.
Um 1925 war Moses Bonn Gemeindevorsteher der Gemeinde Diefflen-Nalbach. In den 1930er Jahren versah dieses Amt der in Diefflen lebende Moses Weiler.
Im Juni 1933 lebten noch 24 jüdische Personen in Nalbach (bei insgesamt 2735 Einwohnern) und zehn in Diefflen. Von diesen konnte in den folgenden Jahren ein größerer Teil den Ort verlassen, teilweise in andere Orte Deutschlands, teilweise ins Ausland. Beim Novemberpogrom 1938 wurden die noch verbliebenen jüdischen Familien überfallen und misshandelt. Eine Augenzeugin berichtet: „(…)Leute aus unserer Nachbarschaft haben die Häuser der Juden, die in der Hauptstraße standen, geplündert(…). Auf dem Weg dorthin sah ich, wie sie die Juden auf der Straße zusammentrieben und geschlagen haben(…). Sie haben die Juden mit Koppelschlössern geschlagen; die haben wie wahnsinnig auf die Juden draufgeschlagen“. Die letzten jüdischen Einwohner wurden im Oktober 1940 ins Internierungslager nach Gurs deportiert.
Von den in Nalbach und Diefflen geborenen und bzw. oder längere Zeit am Ort wohnhaften jüdischen Personen sind in der NS-Zeit umgekommen: Fanni Baum (1857), Rosa Bonn (1887), Charlotte Hanau geb. Wolff (1877), Simon Hanau (1878), Meta Hirsch (1906), Hermann Kahn (1864), Karoline Kahn geb. aum (1864), Therese Metzler geb. Levy (1908), Max (Marcus) Rakhovsky (1893), Adolf Salomon (1890), Louis Salomon (1900), Josephine Weiler (1889), Julia Weiler (1887), Martha Weiler (1899), Samuel Weiler (1855), Theresia Weiler geb. Levy (1857), Eugen Wolff (1897), Ferdinand Wolff (1882 oder 1886?), Friedrich (Fréderique) Wolff (1873), Hedwig(e) Wolff (1880), Wilhelmine Wolfskehl geb. Wolff (1879).

#### Die Synagoge der Dieffler Juden
Die in Nalbach und Diefflen lebenden jüdischen Familien benützten zeitweise gemeinsame Einrichtungen, vor allem nach dem Bau der Synagoge in Nalbach. Um das Jahr 1850 war in Diefflen ein Betraum in einem jüdischen Privathaus eingerichtet worden. In Nalbach diente ein baufälliges Gebäude als Synagoge. Da die wenig begüterten jüdischen Familien Diefflens und Nalbachs alleine keine Synagoge hätten bauen können, erhielten sie finanzielle Unterstützung von jüdischen Familien aus Saarwellingen. Diese gaben der Nalbacher Gemeinde die für den Bau noch nötigen Gelder zinslos auf fünf Jahre. So konnte die Synagoge vermutlich im Zeitraum 1853/54 in der Mittelstraße 17 erbaut und am 20./21. Oktober 1854 (Schabbat Bereschit) eingeweiht werden.
Am 27. November 1891 brannte die Synagoge ab. Auf Grund von eigenen Mitteln einschließlich des Betrages der Feuerversicherung und vermutlich auf Grund eines Darlehens sowie der aus anderen Gemeinden eingegangenen Spendengeldern konnte die Synagoge noch im Zeitraum 1891 bis 1892 umfassend renoviert werden. Bei der Synagoge handelte es sich um einen Längssaal mit Satteldach. Der Bau hatte die relativ kleinen Maße von ca. 6,30 m Breite und ca. 10,70 m Tiefe. Durch die enge Bebauung und das fehlende Licht an beiden Längsseiten war es nötig, den Eingangsgiebel und vermutlich auch die Giebel im Bereich des Toraschreines mit großen Fenstern zu versehen. Die Eingangsfassade war nach Motiven der niederdeutschen Renaissancearchitektur gestaltet.
Im Jahr 1922 wurde das Gotteshaus einer Renovierung unterzogen.
Auf Grund der in der NS-Zeit zurückgegangenen Zahl der jüdischen Gemeindeglieder wurde die Synagoge im Jahr 1937 verkauft. Die wichtigsten Ritualgegenstände wurden entfernt. Beim Novemberpogrom im Jahr 1938 wurde die verbliebene Ausstattung der Synagoge demoliert. Das Gebäude blieb jedoch insgesamt erhalten, wurde im Zweiten Weltkrieg 1944/45 durch Artilleriebeschuss beschädigt, konnte aber noch bis zum Abbruch in den Jahren 1950/51 als Lagerraum für landwirtschaftliche Vorräte verwendet werden.

### Islam
Für Muslime besteht das Haci-Bayram-Gebetshaus in der Gathmannstraße. Es ist dem spätmittelalterlichen osmanischen Mystiker Hacı Bayram-i Veli gewidmet. Die Dillinger islamische Gemeinde untersteht der „Türkisch-Islamischen Union der Anstalt für Religion e. V.“ (türkisch Diyanet İşleri Türk İslam Birliği, abgekürzt „DİTİB“), einem bundesweiten Dachverband für die Koordinierung der religiösen, sozialen und kulturellen Tätigkeiten der angeschlossenen türkisch-islamischen Moscheegemeinden in Deutschland.

## Bauwerke

### Bauwerke des Historismus

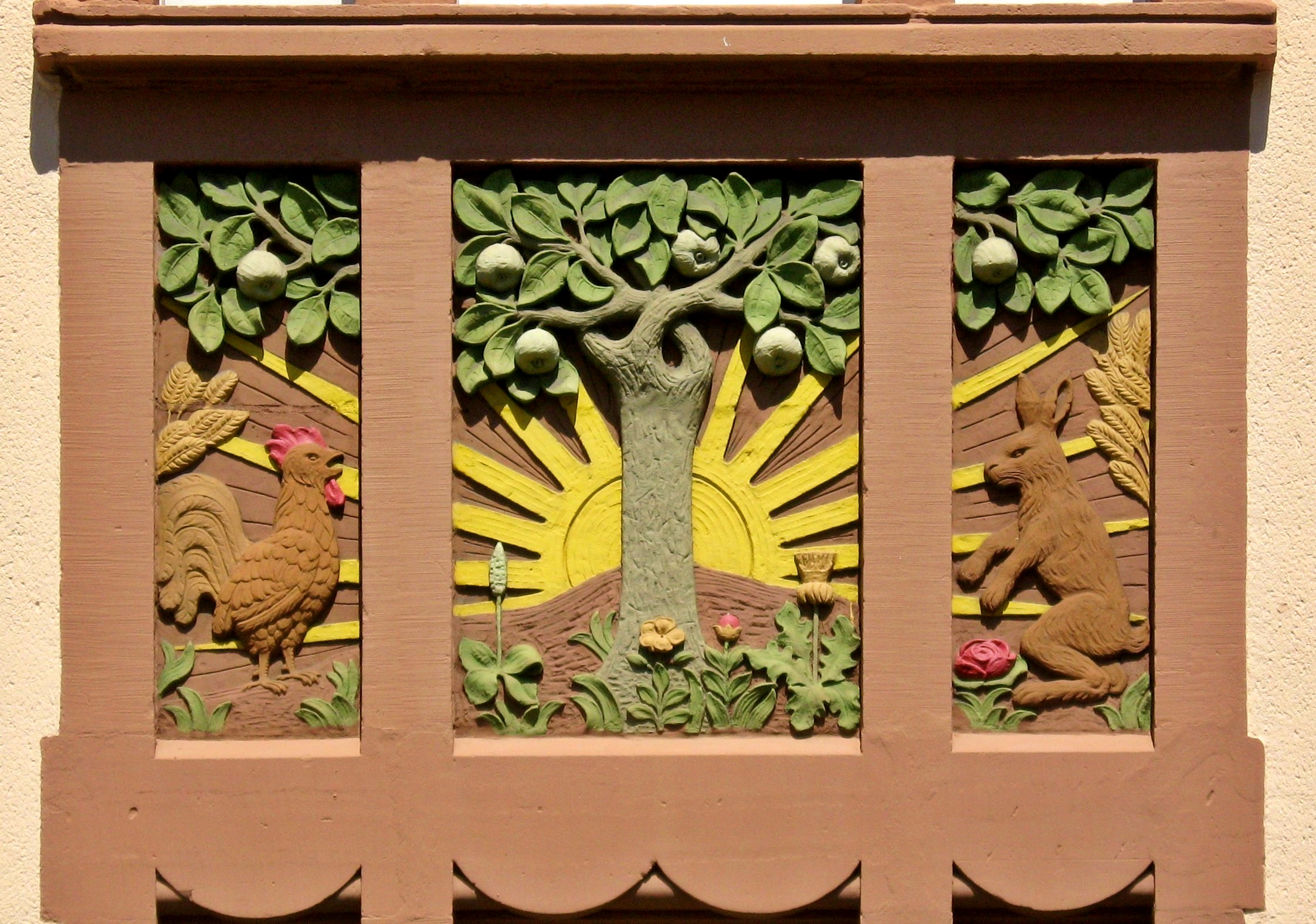
Späthistoristisches Architekturdetail, Göbenstraße, Triptychonrelief „Der Morgen“

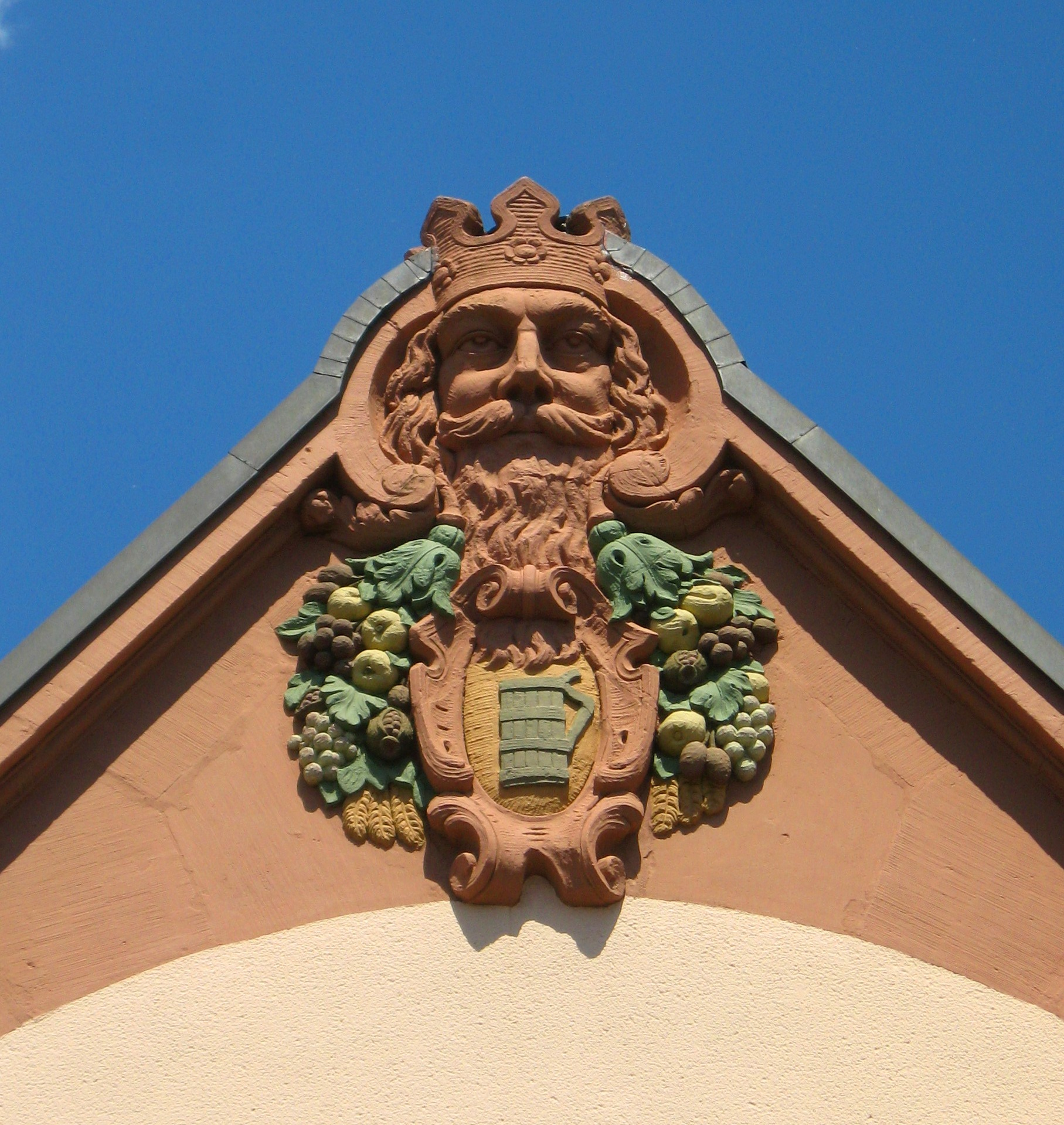
Späthistoristisches Architekturdetail, Göbenstraße, Relief König Gambrinus

Trotz starker Zerstörungen im Zweiten Weltkrieg (wie zum Beispiel das alte Gymnasium im Jugendstil oder das ehemalige Kaiserliche Postamt im Stil der deutschen Neorenaissance) weist Dillingen noch eine erstaunliche Dichte späthistoristischer Architektur (oft mit Jugendstilelementen) auf, von denen manche unter Denkmalschutz gestellt wurden.

#### Altes Rathaus
Als eindrucksvolles Gebäude dieser Zeitepoche kann (neben den Dillinger Kirchen des Historismus wie St. Johann und dem „Saardom“ in Dillingen, St. Josef in Diefflen, St. Maximin in Pachten) das alte Dillinger Rathaus gelten, das zwischen 1906 und 1908 errichtet wurde. Das aus rotem Sandstein erbaute, schiefergedeckte Rathaus ist stilistisch eine Mischung aus Neorenaissance und Jugendstilelementen. Es entstand nach Entwürfen des Architekten Wilhelm Franz, der als Professor an der Technischen Hochschule (Berlin-)Charlottenburg lehrte, davor jedoch von 1895 bis 1901 als kommunaler Baubeamter der Stadt St. Johann (Saar) gearbeitet hatte. In der rechten geknickten Volute des Hauptgiebels werden als Architekten W[ilhelm] Franz und nach ihm noch der Saarbrücker C[urt] Witzschel genannt.
Die Hauptfassade in Bossenwerk ist zweigeschossig und breitgelagert. Der repräsentative Hauptrisalit mit Eingangstreppe, Balkon mit vorgewölbter Balkonkonsole, Ratssaalfenster und Zwerchhausgiebel mit Eckerker ist nach rechts verschoben. Ihm entspricht auf der linken Fassadenseite ein kleinerer Risalit mit Zwerchhausgiebel und polygonalem Standerker. Die Seitenfronten sind ebenfalls giebelbekrönt. In der Mitte der Fassade erhebt sich auf dem hohen, gaubengeschmückten Dachaufbau ein Dachreiter mit Turmuhr, Rundbogengalerie und Schweifhaube mit Wetterfahne.
Auf dem Hauptgiebel prangt in Goldmosaik der Adler des Königreichs Preußen, darüber die Inschrift „Gott mit uns“. Darüber erheben sich vor Mosaikgoldgrund vier lebensgroße Figuren.
Im Innern führen zwei großformatige Wandgemälde des Sitzungssaals Aspekte der Geschichte Dillingens vor Augen. Themen der Wandgemälde sind: „Die Rückkehr der Herren von Siersberg und Dillingen von der Belehungsfeier in Trier im Jahr 1334“ und „Das alte Schloss und die Dillinger Hütte im Jahre 1909“. Schöpfer der beiden Gemälde war der Berliner Landschafts- und Architekturmaler Otto Günther-Naumburg. Nach Beschädigungen im Zweiten Weltkrieg wurden die beiden Gemälde vom Dillinger Maler Heinrich Faißt restauriert, der auch in der Dieffler Pfarrkirche St. Josef zwei Großgemälde geschaffen hatte.
Städtebaulich bildete das Dillinger Rathaus bis zu den Zerstörungen des Zweiten Weltkriegs ein urbanes Zentrum mit Bahnhof, Gymnasium, Finanzamt, Kirche, Stadtpark und verschiedenen Wohnbauten.
Im Jahr 1976 zog die Stadtverwaltung in das benachbarte größere Neue Rathaus um. Das Alte Rathaus beherbergt die Polizeiinspektion Dillingen.

#### Jugendstilhaus an der Stummstraße
Ein Beispiel für die Hinwendung des Historismus zum Jugendstil stellt die Sandsteinfassade des Wohn- und Geschäftshauses Stummstraße 19 dar. Das Haus wurde im Jahre 1905 durch den Bauunternehmer Witsch, der eigene Steinbrüche besaß, errichtet. Die Fassade ist symmetrisch gegliedert. Die Mittelachse ist mit einem Giebel bekrönt und ist durch einen Erker in der Beletage bereichert. Im Erdgeschoss befindet sich in der Mitte das Schaufenster eines Ladenlokals, rechts davon der Geschäftseingang, links eine Durchfahrt, von der aus das durch Arkaden getrennte Treppenhaus den Zugang zu den Wohnungen ermöglicht. Der Fliesensockel der Durchfahrt ist mit Friesen und Einzelornamenten in weißen, weinroten und olivgrünen Farbtönen verkleidet.
Die Sandsteinfront wird von vier Lisenen gegliedert, die durch reich verzierte Pfosten, die sich mit dem Kranzgesims verkröpfen und über die Dachkante hinausragen, bekrönt werden. Sie tragen gehörnte Afrikanermasken mit Federschmuck, die von Rollwerk gerahmt werden. Aus ihren geöffneten Mündern hängen blattartige Bänder, die mit Stäben belegte Lisenen umfangen. Bei den inneren Afrikanermasken hängen runde Medaillons an einer Halskette, bei den äußeren Afrikanermasken hängen Kugelgewichte an Kettenbändern. Am Fuß der Lisenen steigt palmenartiges Gefieder nach oben. Über den Afrikanerköpfen erheben sich außen Kugeln und innen kugelartige Urnen mit je vier Halterungsringen. Die ursprünglich farbig bleiverglasten Fenster fielen dem Zweiten Weltkrieg zum Opfer. An der Fassade sind noch zahlreiche Einschusslöcher aus dem Zweiten Weltkrieg zu sehen.

#### Jugendstilhaus Bismarckstraße 22

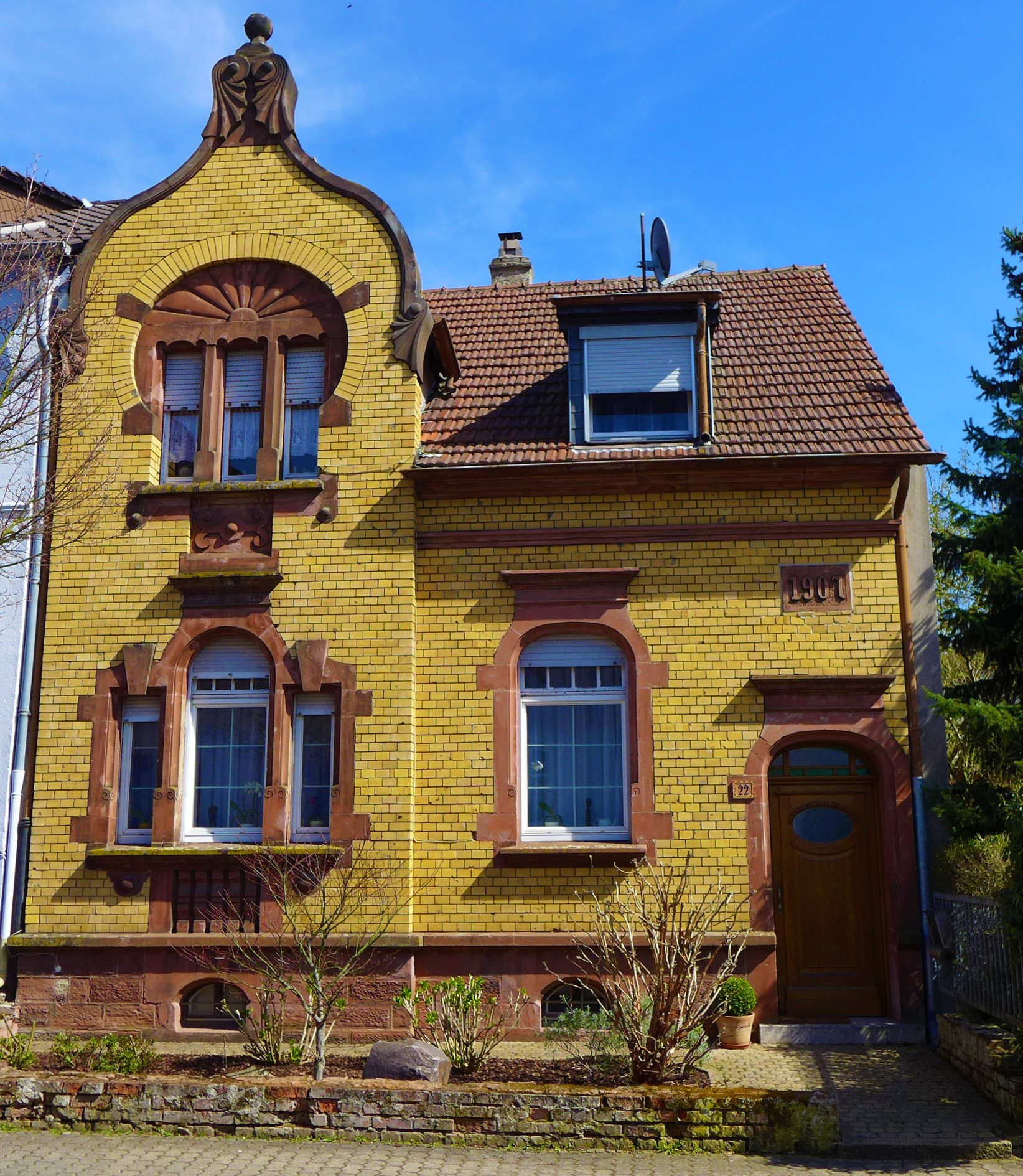
Jugendstilhaus an der Bismarckstraße

Auch außerhalb der Innenstadt weist Dillingen in der Wohnbebauung Jugendstil-Einflüsse auf. Als Beispiel kann ein kleineres Wohnhaus an der Bismarckstraße angeführt werden.
Das Wohnhaus weist eine Fassade aus Buntsandstein in Kombination mit gelben Ziegeln auf. Die nach links verschobene Hauptachse ist risalitartig vorgezogen. In ihr sind die beiden übereinanderliegenden Fenster mit ihren Brüstungen, Pfosten, Rahmungen und Verdachungen zu einem zusammenhängenden, sich aufwärts bewegenden Ornament verwachsen. Diese Aufwärtsbewegung wird von der geschwungenen Giebelkontur nachvollzogen und vollendet.
Während im unteren Fenster noch historisierende Neorenaissance-Elemente in einem vereinfachten Palladio-Motiv mit Halbbalustern in der Brüstung sowie flächige Ohrenfaschen und Keilsteine verarbeitet sind, leitet ein renaissancehaftes Beschlagornament in rechteckiger Rahmung zum oberen runden Fenster über. Die obere Hälfte dieses Fensters bildet einen hufeisenbogigen Giebel mit einem großformatigen Sonnenrelief. Das Sonnenrelief aus Sandstein wird in seiner Form von einem Saum aus radial angeordneten gelben Klinkern betont. Ansatz und Spitze des knaufgeschmückten Giebels sind durch flügelartige Fächer besonders hervorgehoben.

### Altes Schloss
Das Alte Schloss Dillingen geht auf eine mittelalterliche Gründung zurück. Reste von Fundamenten und aufgehenden Mauerwerks legen nahe, dass es sich um eine polygonale Anlage handelt, die von Wasserläufen umgeben war. Um 1600 erfolgt unter Wilhelm Marzloff von Braubach eine Umgestaltung zu einem Renaissanceschloss, das im Laufe des Dreißigjährigen Krieges bereits teilweise zerstört wird. Ab 1789 baut der nassau-saarbrückische Baumeister Balthasar Wilhelm Stengel die Anlage zu einer Residenz für das neu entstandene Herzogtum Dillingen um. Im Alten Schloss Dillingen finden jährlich der Kunsthandwerkermarkt sowie zahlreiche Konzerte statt. Des Weiteren ist es möglich, im Alten Schloss zu heiraten.

### Ehrenmal

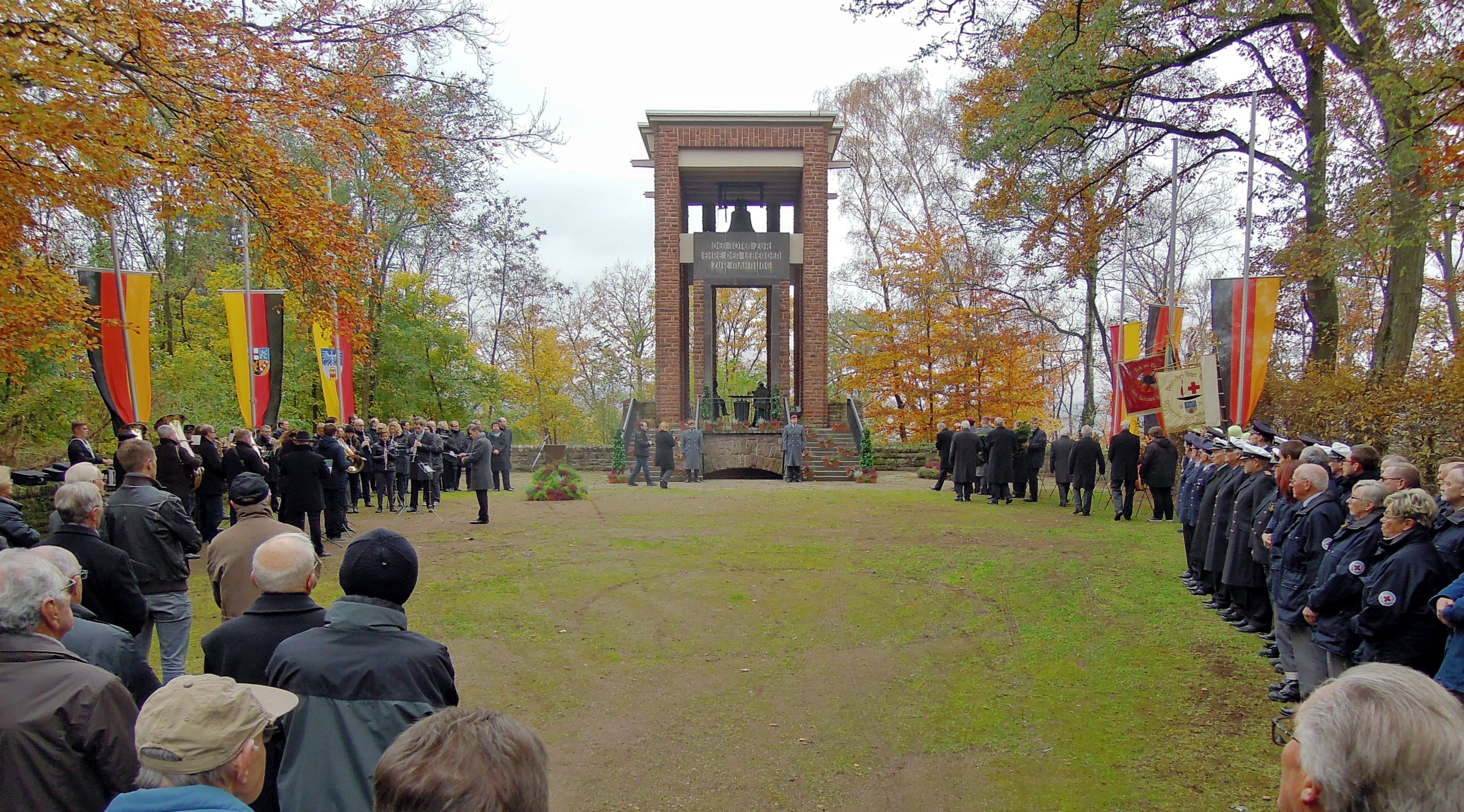
Dillingen Ehrenmal, 2013

Durch die Gründung eines Kriegervereines in Dillingen im Jahr 1868 kam der Plan auf, für die Dillinger getöteten Soldaten der preußischen Feldzüge in der Revolution von 1848/49, im Schleswig-Holsteinischen Krieg (1848–1851), im Deutsch-Dänischen Krieg 1864 und im Deutsch-Deutschen Krieg 1866 ein Denkmal zu errichten.
Durch den Ausbruch des Deutsch-Französischen Krieges 1870 und Unstimmigkeiten zwischen der Gemeinde Dillingen und dem Kriegerverein kam es nicht zur Ausführung des Denkmalbaues. Kurz vor dem Ersten Weltkrieg hatte der Dillinger Gemeinderat aus Anlass des 25-jährigen Regierungsjubiläums Kaiser Wilhelms II. einen Fond von 10.000 Mark zur Errichtung eines Kriegerdenkmals gestiftet, doch Kriegswirren und anschließende Inflation und die Weltwirtschaftskrise ab 1928 machten die Pläne ein zweites Mal zunichte.
Erst in der Zeit der Völkerbundsverwaltung des Saargebietes konnte im Jahr 1933 ein Ehrenmal-Bauverein ins Leben gerufen werden. Der Saarbrücker Architekt Ludwig Nobis, der einige Jahre zuvor das große Hauptpostamt an der Trierer Straße in Saarbrücken (Alte Post (Saarbrücken)) entworfen hatte, konnte für das Projekt gewonnen werden. Finanziert wurde der Bau durch die Gemeinde Dillingen sowie Spenden und freiwillige Arbeitsleistungen Dillinger Bürger. Die Grundsteinlegung erfolgte am 18. März 1934 auf dem Dillinger Heiligenberg. Die Dillinger Hütte hatte den Bauplatz gestiftet.
In der Krypta waren an den Seitenwänden die Namen von 300 getöteten Soldaten des Ersten Weltkrieges aus Dillinger verzeichnet. Der Krypta-Sarkophag trug die Inschrift „Er war getreu bis in den Tod“. Ein Relief Richtung Osten marschierender Soldaten war an der Stirnwand angebracht. Darunter stand die Inschrift: „SIE STARBEN FÜR DEUTSCHLAND“. Über einem monumentalen Kruzifix war als Inschrift auf einem steinernen Unterzug zu lesen: „IHR OPFER WAR NICHT UMSONST – DENN AUS IHM ERWUCHS DER GEIST ADOLF HITLERS“. Die Turmglocke trug die Inschrift „Meine Stimme soll euch mahnen, würdig zeigt euch euren Ahnen“. Das Denkmal wurde am 24. November 1935 eingeweiht und dabei von den neuen nationalsozialistischen Ortsvertretern, NS-Ortsgruppenleiter Collet und NS-Kreisleiter Schaub in ihre Propaganda eingebunden. Im Kriegswinter 1944/45 wurde das Denkmal durch Beschuss zerstört.
Nach der Angliederung des Saarlandes an die Bundesrepublik Deutschland wurde am 27. Mai 1957 mit dem Wiederaufbau begonnen und das neue Ehrenmal am „Tag der Deutschen Einheit“, am 17. Juni 1958, durch Pastor Matthias Weiland eingeweiht. In der anschließenden Festrede sprachen der saarländische Kultusminister Franz-Josef Röder und der rechtsextremistischen Oberst a. D. der Wehrmacht Hans-Ulrich Rudel.
Die NS-Embleme an der Ruine des Vorgängerbaues hatte man entfernt. Der Saarbrücker Künstler Richard Eberle schuf stattdessen moderne Sgraffito-Arbeiten an den Innenwänden der Mahnmals. Dargestellt sind auf der vom Eingang aus gesehenen rechten Wand die Apokalyptischen Reiter Pest, Krieg, Hungersnot und Tod. Gegenüberliegend sieht man Christus mit Waage und Gesetzestafeln sowie eine niedergesunkene, klagende Frau vor Kriegstrümmern, die ein Engel tröstet.

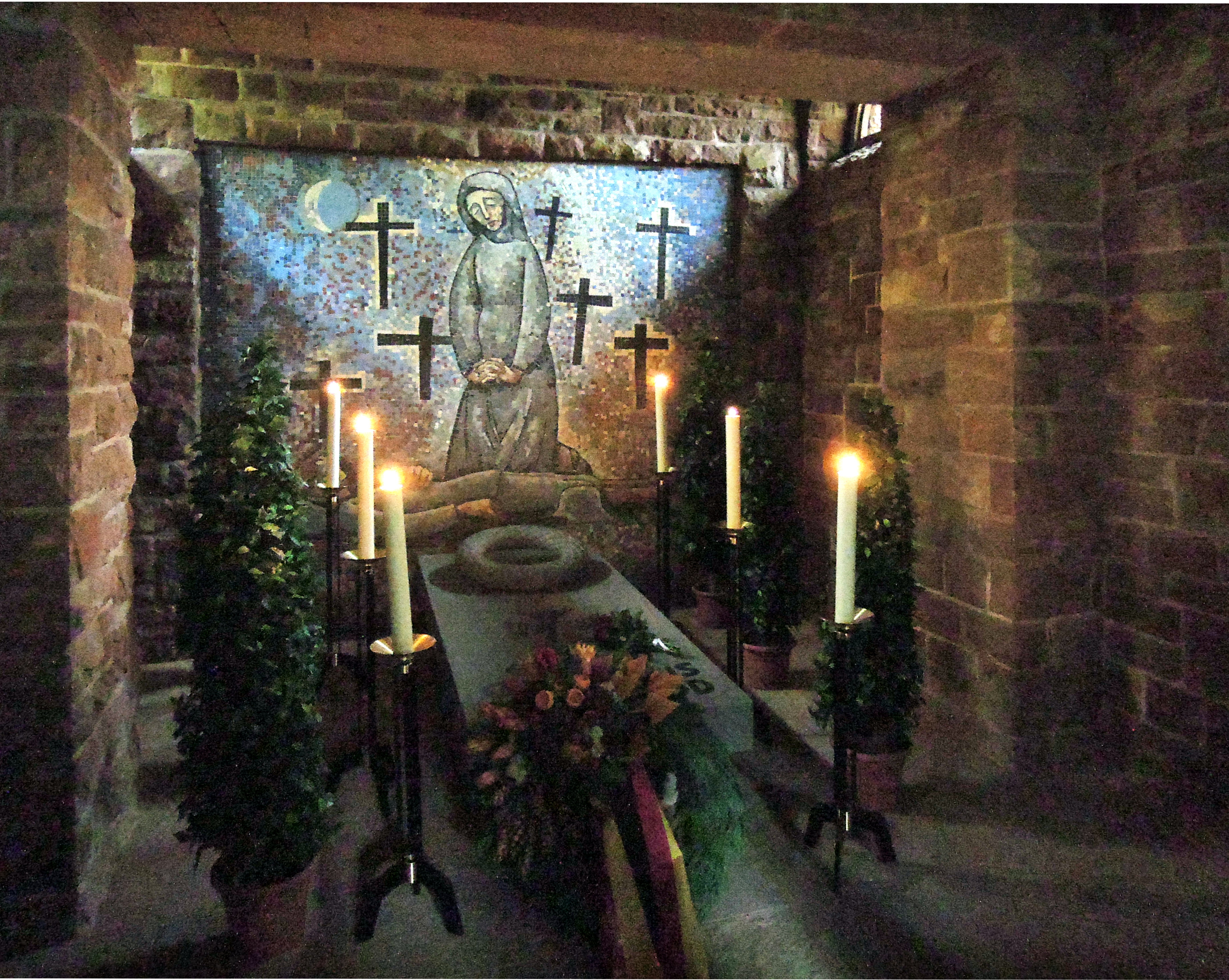
Dillingen Ehrenmal; Krypta-Mosaik

In der wiederhergestellten Krypta wurde die zentrale Wand mit dem Mosaik einer trauernden Mutter auf einem nächtlichen Kriegsgräberfeld, die hinter ihrem toten Soldatensohn in Schmerz niedergesunken ist, ausgestaltet. Die Seitenwände zeigen u. a. schematisch dargestellte Reliefs zerstörter Kulturdenkmäler Westeuropas, Ägyptens, Griechenlands und der Sowjetunion.
Über dem Eingang zur Glockenhalle, die Glocke und Feuerschale aufnimmt, ist die nachkriegszeitliche Inschrift „Den Toten zur Ehre, den Lebenden zur Mahnung“ eingemeißelt. Die Inschrift auf dem steinernen Unterzug in der Krypta „UNSEREN TOTEN HELDEN“ aus der NS-Zeit blieb im Nachkriegsbau unverändert; ebenso die Inschrift auf dem Sarkophag („Er war getreu bis in den Tod“). Sie ist eine Abwandlung aus den sieben Sendschreiben der biblischen Apokalypse des Johannes. Der Gemeinde im kleinasiatischen Smyrna wird hier im letzten neutestamentlichen Buch in der Situation der Christenverfolgung durch die römischen Kaiser die Ermahnung gegeben: „Sei getreu bis in den Tod, so will ich dir die Krone des Lebens geben.“ (Apk, 2, 10) Mit der Adaption des biblischen Zitats wird das Schicksal der im Krieg getöteten Dillinger Soldaten mit dem gewaltlosen Opfer der ersten Christen in eine Reihe gestellt. Die Sgraffito-Arbeiten mit den apokalyptischen Reitern des Saarbrücker Künstlers Richard Eberle an den Innenwänden der Mahnmals greifen das Thema visuell wieder auf.

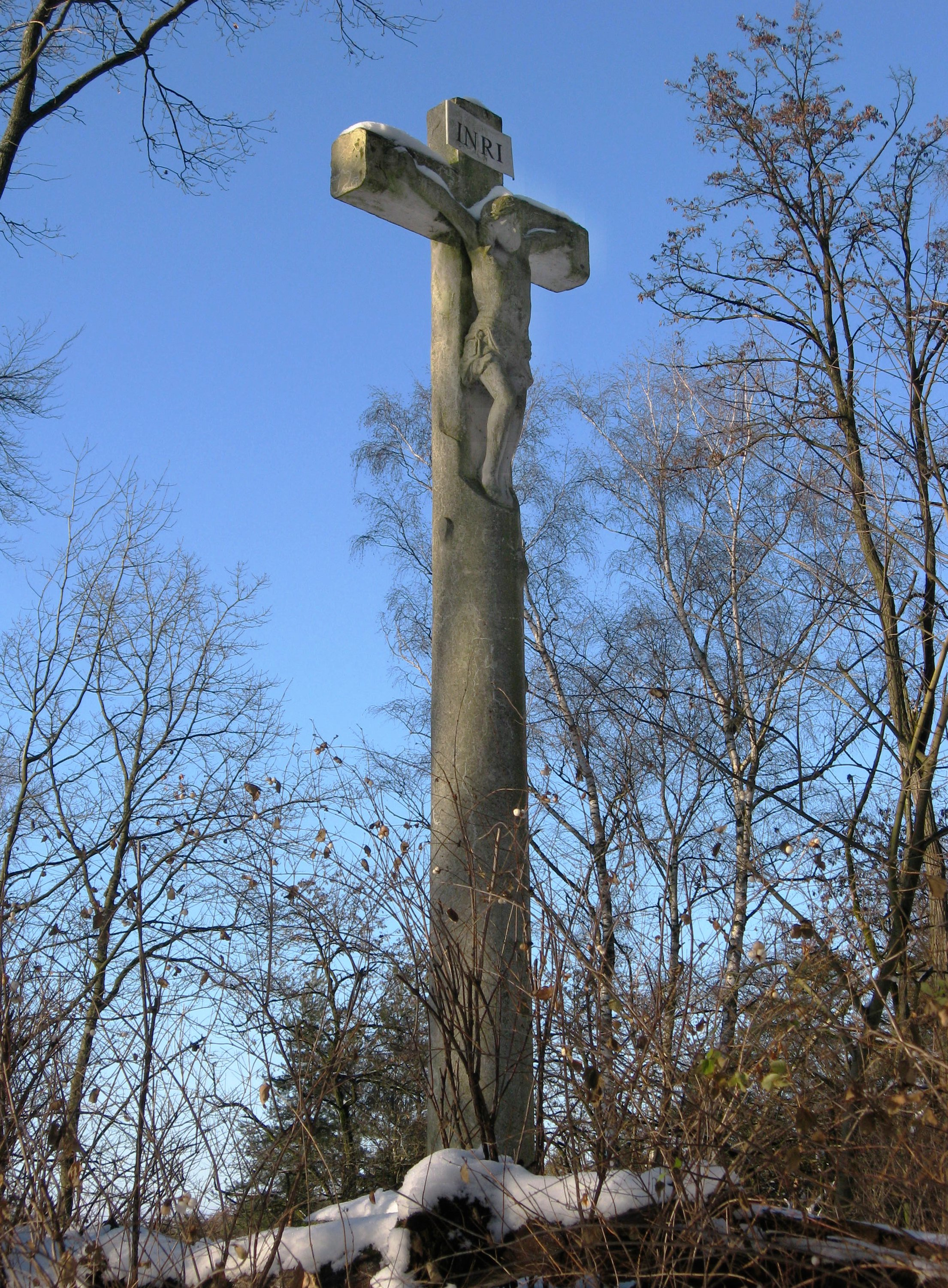
Dillingen Kreuz am Ehrenmal

Der Ort des Ehrenmals hatte jahrhundertelang als Hinrichtungsort der Dillinger Herrschaft fungiert. Hier stand der Dillinger Galgen. Das Gelände hieß demnach Galgenberg. Die Hingerichteten blieben oft lange Zeit am öffentlich zugänglichen Galgenberg sichtbar baumeln und wurden der Verwesung, der Witterung oder Tieren überlassen. Der letzte Dillinger Galgen war ein Gerüst aus acht Pfosten mit Querbalkenverbindungen gewesen. Im Auftrag des Herzogs von Dillingen und Fürsten von Nassau-Saarbrücken überwachten im Oktober 1789 der herzogliche Amtmann Charles Kaspar Tenier und der herzogliche Amtsanwalt Jean Baptist Veller die Aufstellung.
Darüber hinaus existiert eine alte Sage, wonach sich hier ein untergegangenes Nonnenkloster befunden haben soll. Der Dillinger Pfarrer Philipp Schmitt hatte an der Stelle der früheren Hinrichtungen im Jahr 1837 ein Hochkreuz als Endpunkt eines Kreuzweges errichtet und so aus dem früheren Galgenberg einen Kalvarienberg gemacht. Beim Bau des Ehrenmales wurde das Hochkreuz um etwa 60 m versetzt.
Am Sockel des Kreuzes befindet sich eine Nische mit einem steinernen Totenschädel. Hier soll man der alten Sage nach die Nonnen des legendären Frauenklosters Heiligenberg singen hören. Über der Totenschädel-Nische ist die Inschrift „Es ist vollbracht“ in den Stein gehauen. Dies entspricht dem sechsten der sogenannten „Sieben Letzten Worte Jesu“ (Joh 19,30 ) Nach allgemeiner theologischer Auffassung meint Jesus hier nicht (oder nicht ausschließlich), dass sein Leben nun zu Ende geht, sondern dass sein Werk als Erlösung der Menschen, für deren Sünden er als Sühneopfer sein Leben hingibt, nun vollendet sei.
Der Schädel soll den Schädel Adams symbolisieren. Der Legende nach war Adam auf Golgota in Jerusalem begraben worden. Durch das Erdbeben beim Kreuzestod Christi sei sein Schädel sichtbar geworden. Diese Symbolik bezieht sich auch auf Paulus (Röm 5,14 ).

### Wasserturm
Der Wasserturm Dillingen im Bereich des Wasserwerks Nord an der Berliner Straße wurde von 1975 bis 1976 errichtet. Er hat zwei Kammern mit einem Fassungsvermögen von je 300 m³. Die Turmhöhe beträgt ca. 50 m (Oberkante Wasserspiegel ca. 43–44 m).

### Westwall
Bedingt durch die geographische Lage der Stadt haben alle Phasen des Westwallbaus in Dillingen und Umgebung ihre Spuren hinterlassen.

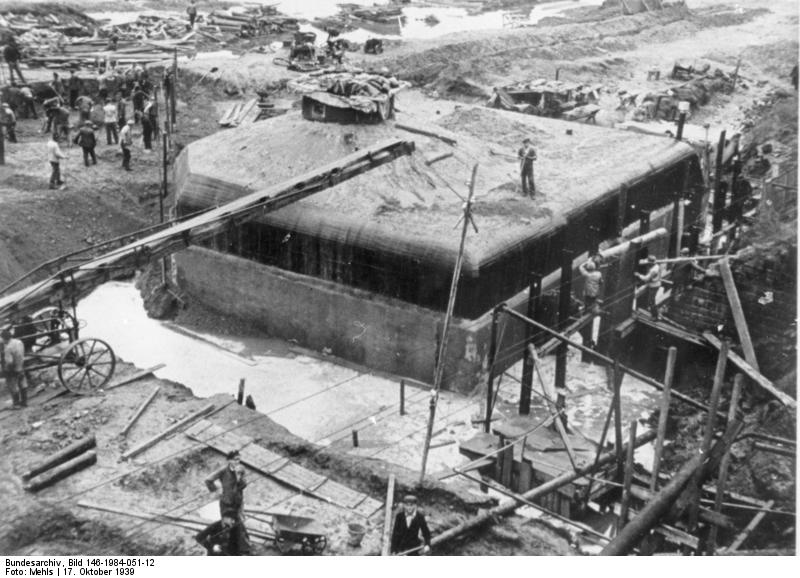
Westwall, Dillingen, Bild vom 17. Oktober 1939,
Bau eines 3-Schartenstandes an der Nordseite der Bahnlinie Dillingen-Niedaltdorf

Die Bauarbeiten zum Westwall begannen in der Region in kleinem Umfang bereits 1936, in großem Stil aber erst ab Anfang Juni 1938. Der Westwall erstreckte sich hier in einem weiten Bogen zunächst von Oberwürzbach über St. Ingbert nach Lebach und weiter bis zur Saar bei Dillingen. 

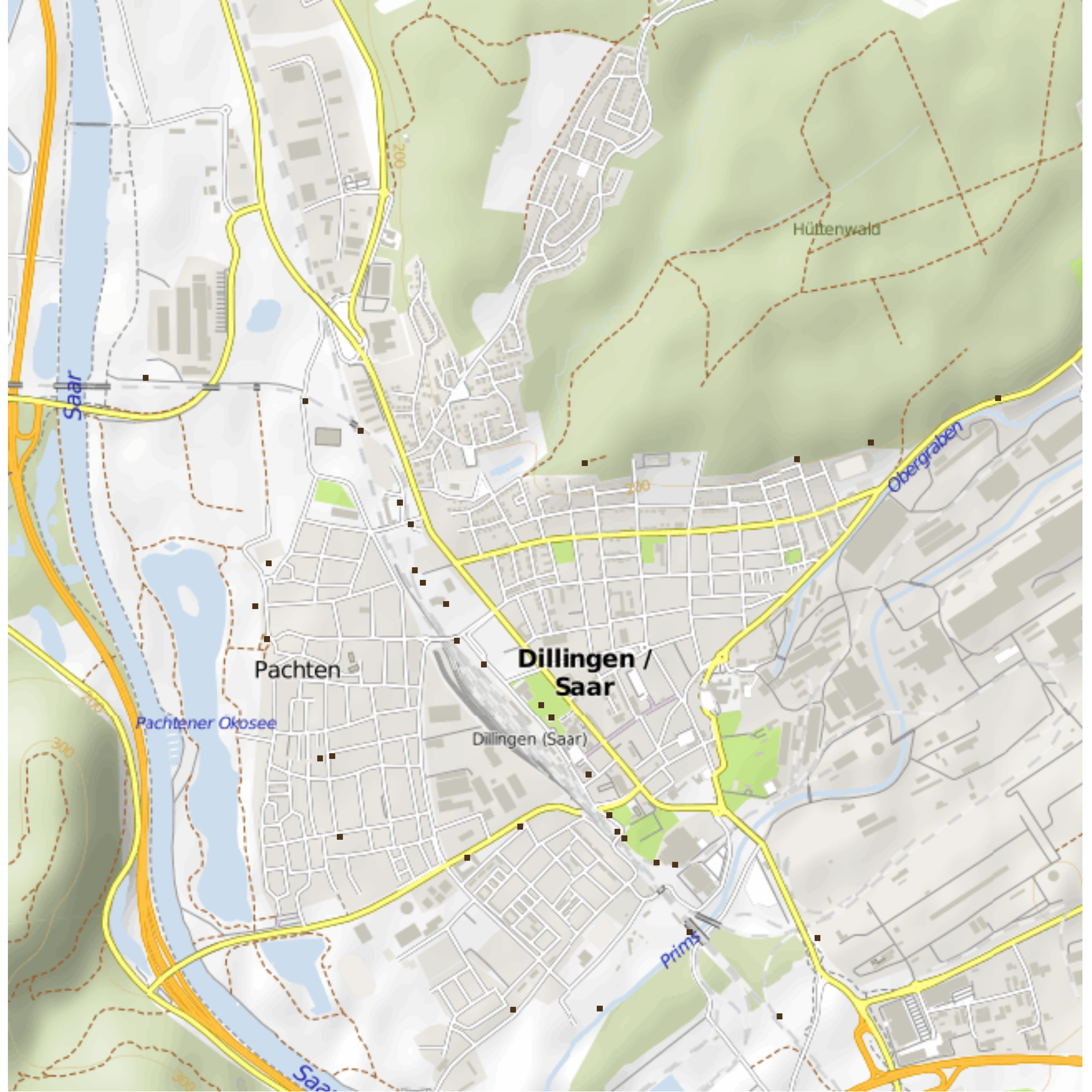
Lage von Westwallbunkern in Dillingen und Pachten. Eine detaillierte Darstellung findet sich in den Geschichtskarten.

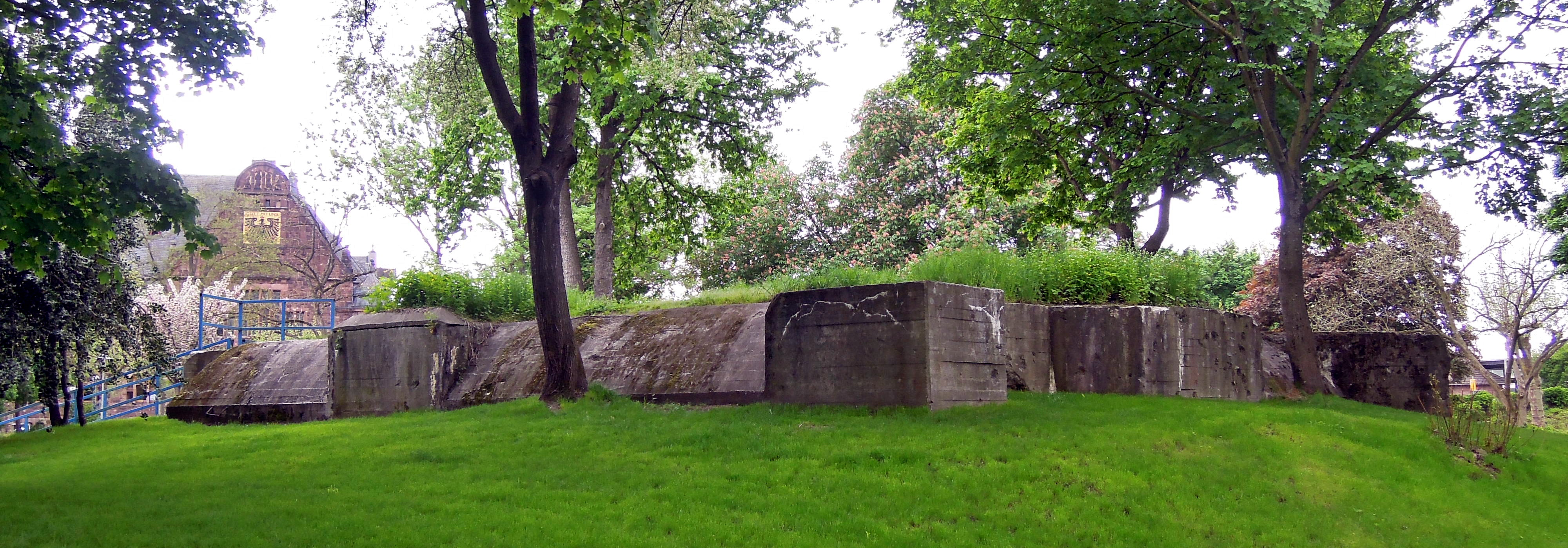
Bunker im Dillingen Stadtpark vor dem Alten Rathaus

Am 9. Oktober 1938 verkündete Adolf Hitler anlässlich einer Westwallinspektion in Saarbrücken seinen Entschluss, die beiden Städte Saarbrücken (und Aachen), die bis dahin im Vorfeld der Befestigungsanlage gelegen hatten, in den Westwall mit einzubeziehen.
Während im steilen Felstal der unteren Saar kaum Befestigungen benötigt wurden, war das Primstal vom Saarufer in Dillingen über Diefflen bis nach Lebach dicht mit Bunkern und Höckerlinien besetzt und bildete damit den am tiefsten gestaffelten Teil des gesamten Westwalles.
Während einer großen Westwallinspektion Adolf Hitlers (14.–19. Mai 1939) wurden ihm im Hindenburgturm bei Berus die Pläne zur Evakuierung der saarländischen Zivilbevölkerung im Kriegsfall vorgelegt sowie die Breite der Roten und Grünen Zone festgeschrieben (Dillingen, Pachten und Diefflen wurden dabei der Roten Zone zugeordnet).
Am 27.–28. Juli 1939 inspizierte Hitler den saarländischen Westwallabschnitt zum letzten Mal vor dem Kriegsbeginn. Bei einer dieser Inspektionsreisen besuchte Adolf Hitler auch Dillingen.

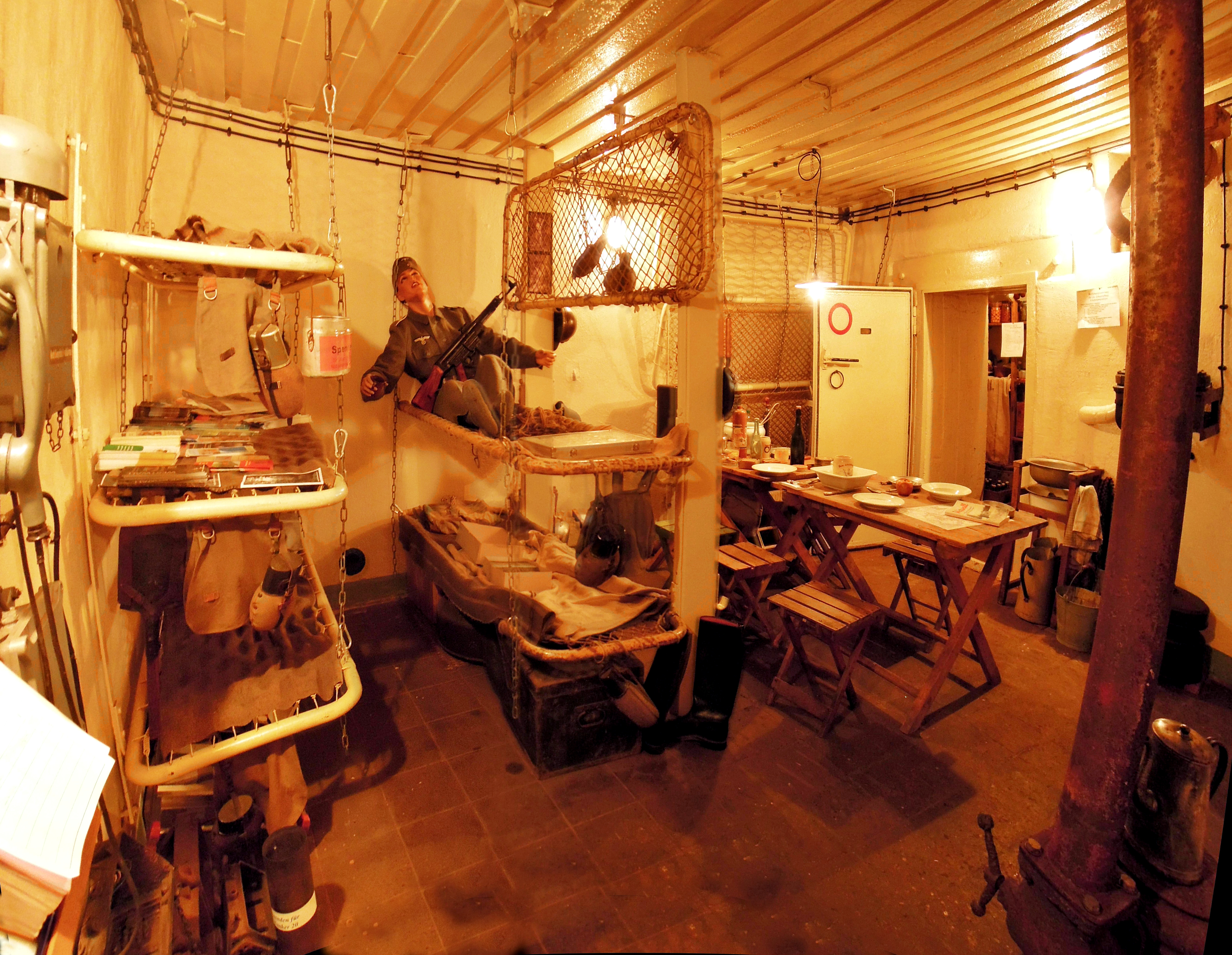
Bunker in Pachten, Regelbau vom Typ 114 b, WH-Nr. 20, Mannschaftsraum

Laut Stellungskarte der Wehrmacht befanden sich im Raum Dillingen, in einem Areal von 5,5 km Breite und einer Tiefe von 7,5 km insgesamt 165 Westwall-Anlagen. Dabei handelte es sich nicht nur um Kampfanlagen im engeren Sinne, sondern dazu zählen auch Nebenanlagen. Im Einzelnen setzte sich die Gesamtzahl wie folgt zusammen:
• 90 MG-Schartenstände und -Kasematten mit angehängtem Kampfraum in Ausbaustärke B1 und stärker,
• 11 MG-Schartenstände mit angehängtem Kampfraum in Ausbaustärke C oder schwächer,
• 7 Kampstände bzw. Bunker ohne Kampfraum,
• 21 Schartenstände mit Turm (mit 3 bzw. 6 Scharten),
• 3 Pak-Stände für eine 4,7 cm-Festungspak tschechischer Herkunft und tschechisches Zwillings-MG,
• 2 Batteriestellungen mit betonierten Kanonenständen und den 4 zugehörigen Unterständen für die Bedienmannschaft,
• 1 einzelner betonierter Kanonenstand,
• 11 Beobachtungsstellen mit betoniertem Unterstand,
• 19 Artillerie-Beobachtungsstände.
Hinzu kommen noch einige Kilometer Lauf- und Panzergräben, Straßensperren und erst kurz vor oder während der Kämpfe Ende 1944 angelegte Geschütz- bzw. Werferstellungen und Kampfstände.
Von den genannten Westwall-Anlagen sind noch viele erhalten, die größtenteils auch (zumindest von außen) besichtigt werden können.

## Kunst

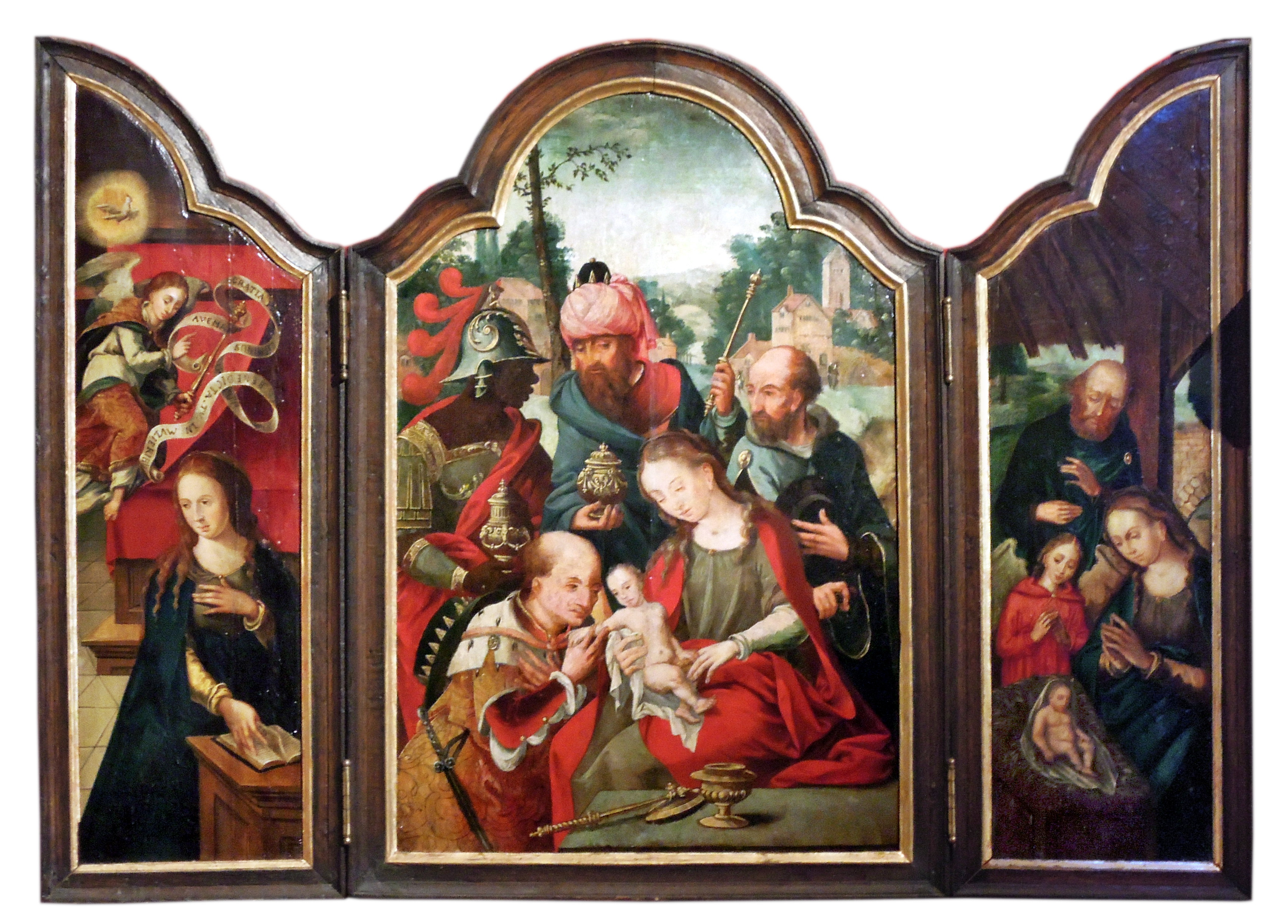
Saardom, Triptychon

### Dillinger Triptychon
Das aus der ehemaligen Ausstattung der Kapelle im Dillinger Schloss stammende Triptychon aus dem frühen 16. Jahrhundert wird einem bisher unbekannten niederländischen Meister zugeschrieben. In der kunsthistorischen Diskussion wurde der Name Lucas van Leyden öfters vermutet, aber auch angezweifelt. Stilistische Vergleiche lassen auch eine Herkunft aus der Werkstatt des Pieter Coecke van Aelst plausibel erscheinen. Das Thema des mittleren Altarbildes ist die Anbetung der heiligen drei Könige. Der linke Flügel stellt die Verkündigung an Maria durch den Erzengel Gabriel dar, der rechte Flügel die Geburt Jesu in Bethlehem. Das Werk wurde Anfang der 1960er Jahre restauriert. Zur Weihnachtszeit wird es öffentlich im Saardom ausgestellt.

### Stahlskulpturen (Internationales Stahlsymposium Dillingen)
Anlässlich der 2000-Jahr-Feier des Dillinger Stadtteils Pachten fand im Jahr 1990 ein internationales Stahlsymposium statt, das zeitgenössische Stahlplastiken hervorbrachte, die zwischen Dillingen und der Saar frei zugänglich zu besichtigen sind.
In ortsansässigen Betrieben wurden fünf Werke von fünf Künstlern gefertigt, die entlang der Saar und auf einer in die Innenstadt führenden Achse aufgestellt wurden.
1. Alf Lechner: „Dillingen/Pachten“; Standort: Landzunge Primseinmündung in die Saar, Wallerfanger Brücke, 1990,
Stahl gewalzt, geborgen, geschnitten, je: 5,80 × 2,44 × 11,60 m
„Paarung ist die Voraussetzung für Leben.“ Mit diesem lakonischen Kommentar sowie dem Titel der Doppelplastik, ihrem Standort am Zusammenfluss von Prims und Saar und schließlich mit dem Kunstobjekt selbst nimmt Alf Lechner Bezug auf die Geschichte der Stadt und die Topografie des Ortes. Die 2000-Jahr-Feier der Stadt Dillingen und ihres ältesten Stadtteils Pachten war der Anlass für ein „Internationales Stahlsymposion“, in dessen Rahmen der Künstler die Doppelarbeit als Symbol der beiden Stadtteile schuf. Das eine Pendant besteht aus einer brückenartig gebogenen, rechteckigen Stahlplatte, an deren Seite ein angesetzter, gleich langer, gerader Vierkantstab schräg nach oben führt. Das andere Pendant besteht aus einer flach liegenden, rechteckigen Stahlplatte, an deren Seite ein angesetzter, gleich langer, gebogener Vierkantstab schräg nach oben führt. Ähnliches wird hier paarig zu einer Einheit zusammengefügt.
2. Hans-Jürgen Breuste: „Sanctuarie“; Standort: Dillingen-Pachten, Saaraue, Anlegestelle für Personenschiffe, südlich der Konrad-Adenauer-Brücke, 1990, Stahl, Maße je Element: 3,00 × 3,20 × 6,00 m
Aus insgesamt 15 gleichartigen großen „Rechen“ aus Stahlschienen sind drei ähnliche Elemente zusammengefügt, aus denen die drei Meter langen Schienen wie Stacheln herausragen. In die Natur der Saaraue auf ansteigender Böschung als Bodenplastiken gesetzt, wirken diese Elemente wie Gitter oder Sperren. Der Titel der Stahlplastik leitet sich aus dem lateinischen „Sanctuarium“ (geweihte Stätte, Heiligtum) ab. Für Hans-Jürgen Breuste „ist ‚Sanctuarie‘ ein Assoziationsobjekt zum KZ Bergen-Belsen und der Ort, an dem sie aufgestellt wurde, eine für dieses Konzentrationslager geweihte Erinnerungsstätte...“. Ein Zitat aus dem „Tagebuch der Anne Frank“ erinnert an Anne Frank, die 1945 in Bergen-Belsen sechzehnjährig gestorben ist. Mit „Sanctuarie“ setzt der Künstler frühere Arbeiten fort, die den Terror und das Morden der nationalsozialistischen Diktatur thematisieren.
3. Friedrich Gräsel: „Dillinger Kubenvariation“; Standort: Dillingen-Pachten, Saaraue, Böschung zwischen Saar und Ökosee, Nähe Konrad-Adenauer-Brücke, 1990, Stahl, Maße: 3,00 × 5,70 × 8,50 m
Die „Dillinger Kubenvariation“ (gelegentlich fälschlich als „Tubenvariation“ angesprochen) ist eine Röhrenplastik. Für die Bodenplastik in der Saaraue setzte der Künstler acht einzelne Röhrenelemente zu einem massigen Objekt zusammen, das sich raupenartig durch die Natur zu bewegen scheint. Ein weiteres Spiel besteht darin, dass die Röhre dergestalt geknickt ist, dass ein Kubus zu entstehen scheint, der wiederum – ähnlich wie ein zusammengeklappter Zollstock – auseinandergezogen und in unterschiedliche Richtungen geführt wird. Als Hinweis auf die Sinnestäuschung und als Schlüssel zu ihrer Auflösung hat der Künstler daneben ein neuntes Element aufgestellt: einen Zylinder in Form einer Stahltonne.
4. Sir Eduardo Luigi Paolozzi: „Akropolis“; Standort: Dillingen, Saaraue, Fischweiher am Stadteingang, Konrad-Adenauer-Allee, 1990/1993, Stahl, Maße: ca. 1,70 × 3,10 × 7,00 m
Im Jahr 1993 wurde die letzte der Stahlplastiken, die im Rahmen des 1990 durchgeführten „Internationalen Stahlsymposions“ entworfen und gearbeitet wurden, aufgestellt: die ursprünglich für eine Ausführung in Guss vorgesehene, dann aber aus geschnittenen und verschweißten Stahlplatten ausgeführte, begehbare Bodenplastik „Akropolis“ von Sir Eduardo Luigi Paolozzi. Der Titel „Akropolis“ (ἀκρόπολις, griech. für „Oberstadt“) spielt auf den ältesten Stadtteil Dillingens an, das in der Antike gegründete Pachten (Contiomagus). Zusätzlich inspiriert von der durch Eisenhütten geprägten Industrielandschaft des Saarlandes, entschloss sich der Künstler, Sir Eduardo Luigi Paolozzi, „eine ‚Akropolis‘ zu entwerfen, deren Architektur ins Industriezeitalter übersetzt ist. So mischen sich Symbole der Antike mit mechanischen und elektronischen Fragmenten. Mein weiteres Anliegen ist, eine soziale Skulptur zu schaffen, die Kinder und Erwachsene besteigen können, die in Harmonie mit der Natur existiert, wo Regenwasser und Erde sich in Ritzen und Mulden sammeln, Gräser und Pflanzen zu wachsen beginnen und Vögel und andere Tiere angezogen werden.“
5. Lothar Meßner: „Arcus triplex“; Standort: am Zugang zur Fußgängerunterführung „Überm Berg“, Franz-Méguin-Straße, 1990, Stahl, Maße: 3,20 × 2,55 × 6,50 m
Zwei Halbbögen aus gefalzten Stahlträgern schwingen dynamisch, kraftvoll und leicht zugleich aufeinander zu und bilden einen asymmetrischen Bogen – Sinnbild für die Beziehung zwischen der Stadt Dillingen und ihrem ältesten Stadtteil. Pachtens 2000-Jahr-Feier bot den Anlass zur Ausrichtung eines „Internationalen Stahlsymposions“, zu dessen Teilnahme Lothar Meßner als einziger aus dem Saarland stammender Künstler eingeladen war. Zwei kleinere Bögen ergänzen den großen Bogen, sie schwingen sich um seine aus dem Boden herauswachsenden Ansätze. Die drei Stadtteile Dillingens (Diefflen, Pachten, Dillingen) scheinen sich symbolisch gegenseitig unterzuhaken. In Anspielung an den römischen Ursprung Pachtens wählte der Künstler einen lateinischen Namen für die Stahlplastik des dreifachen Bogens: „Arcus triplex“.

Stahlsymposium
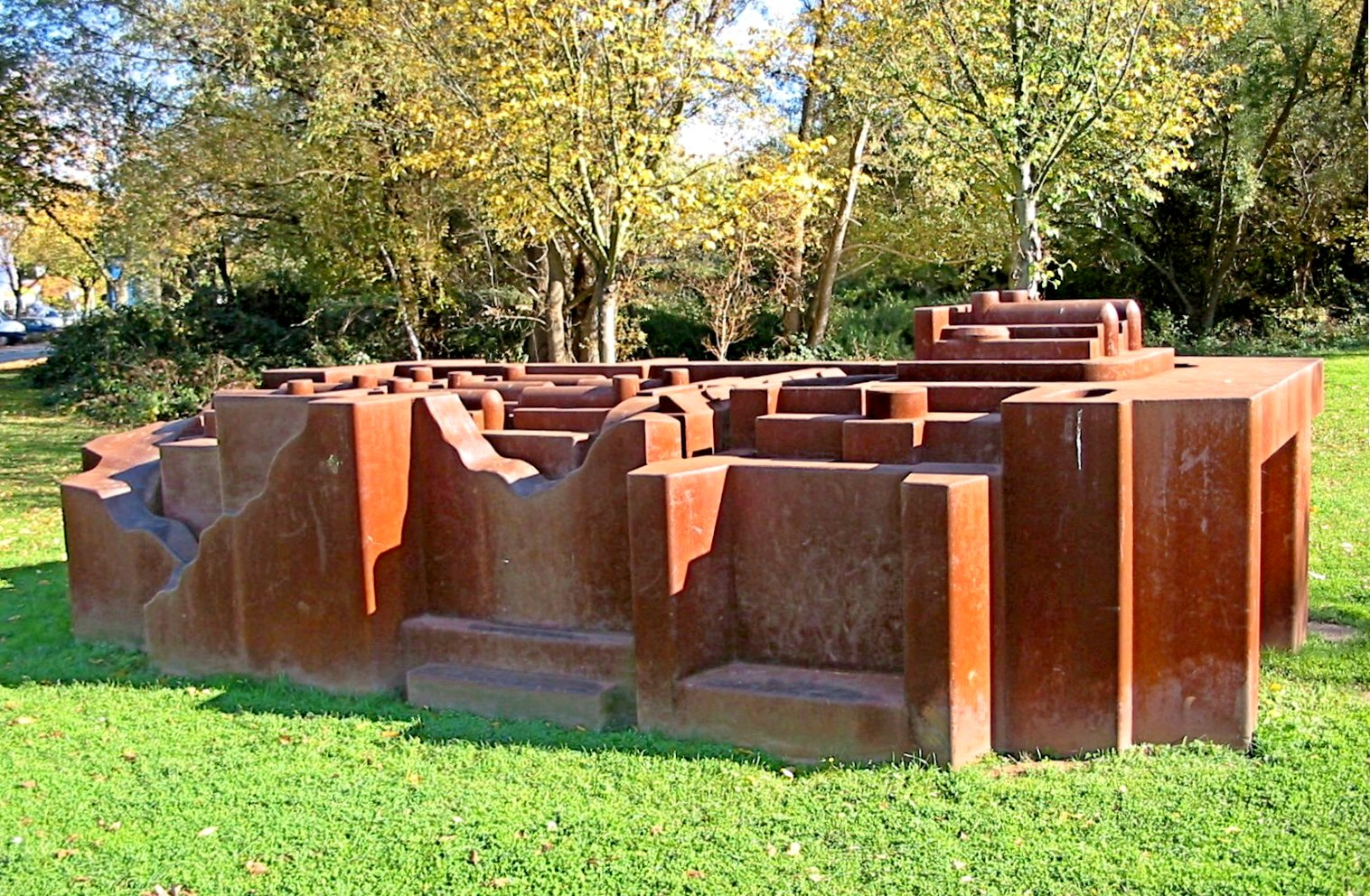
„Akropolis“ (Sir Eduardo Luigi Paolozzi)
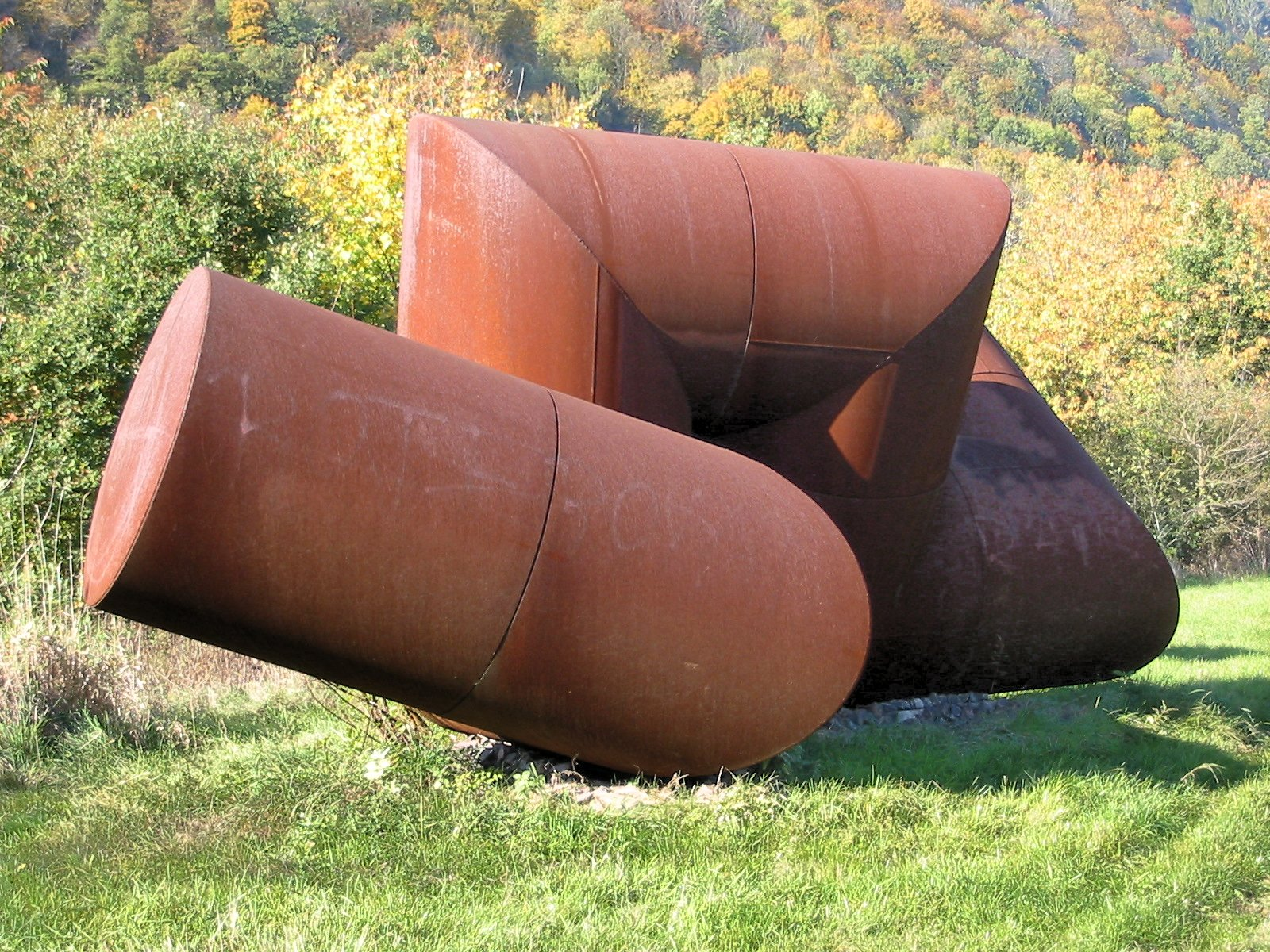
„Dillinger Kubenvariation“ (Friedrich Gräsel)
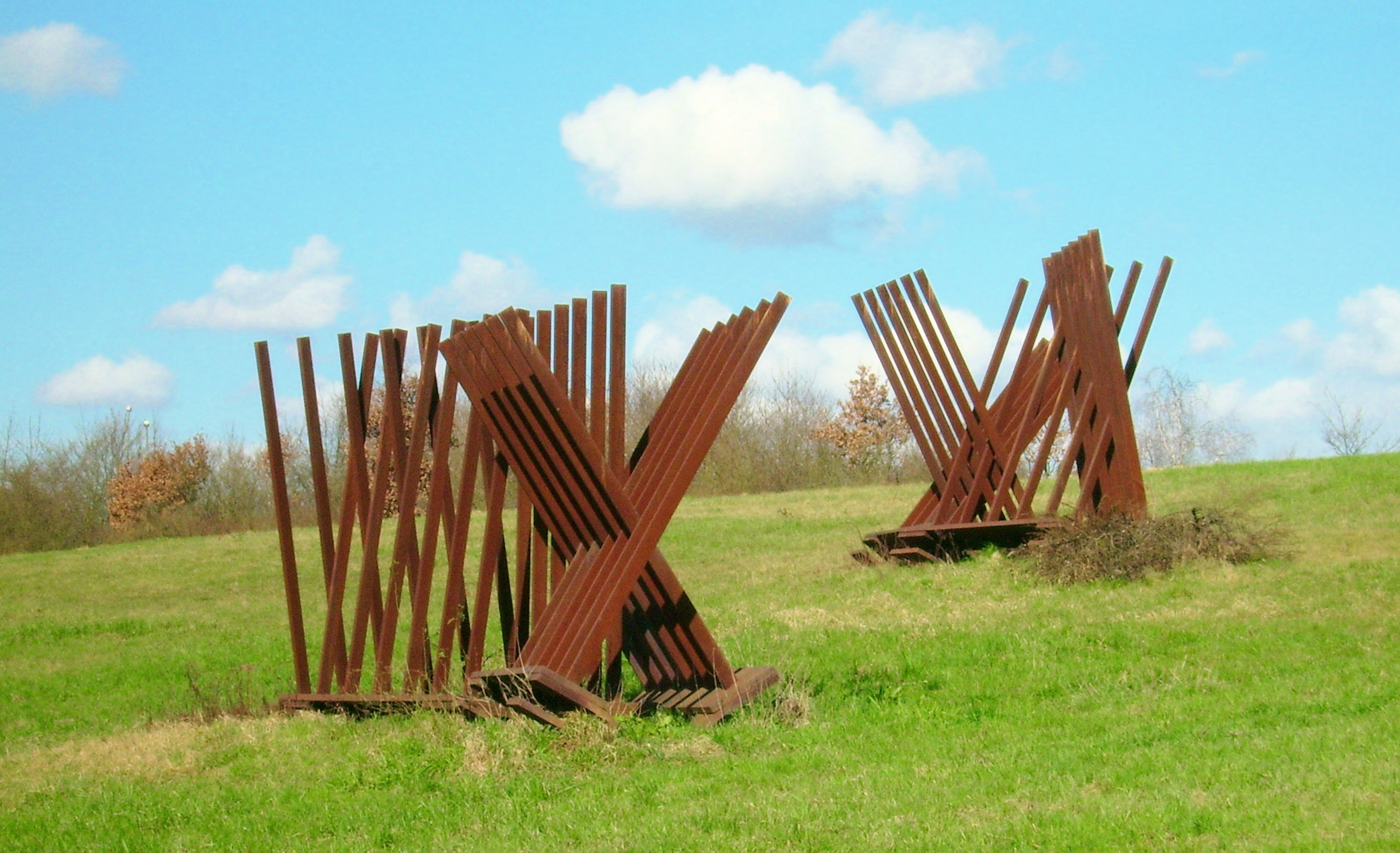
„Sanctuarie“ (Hans-Jürgen Breuste)
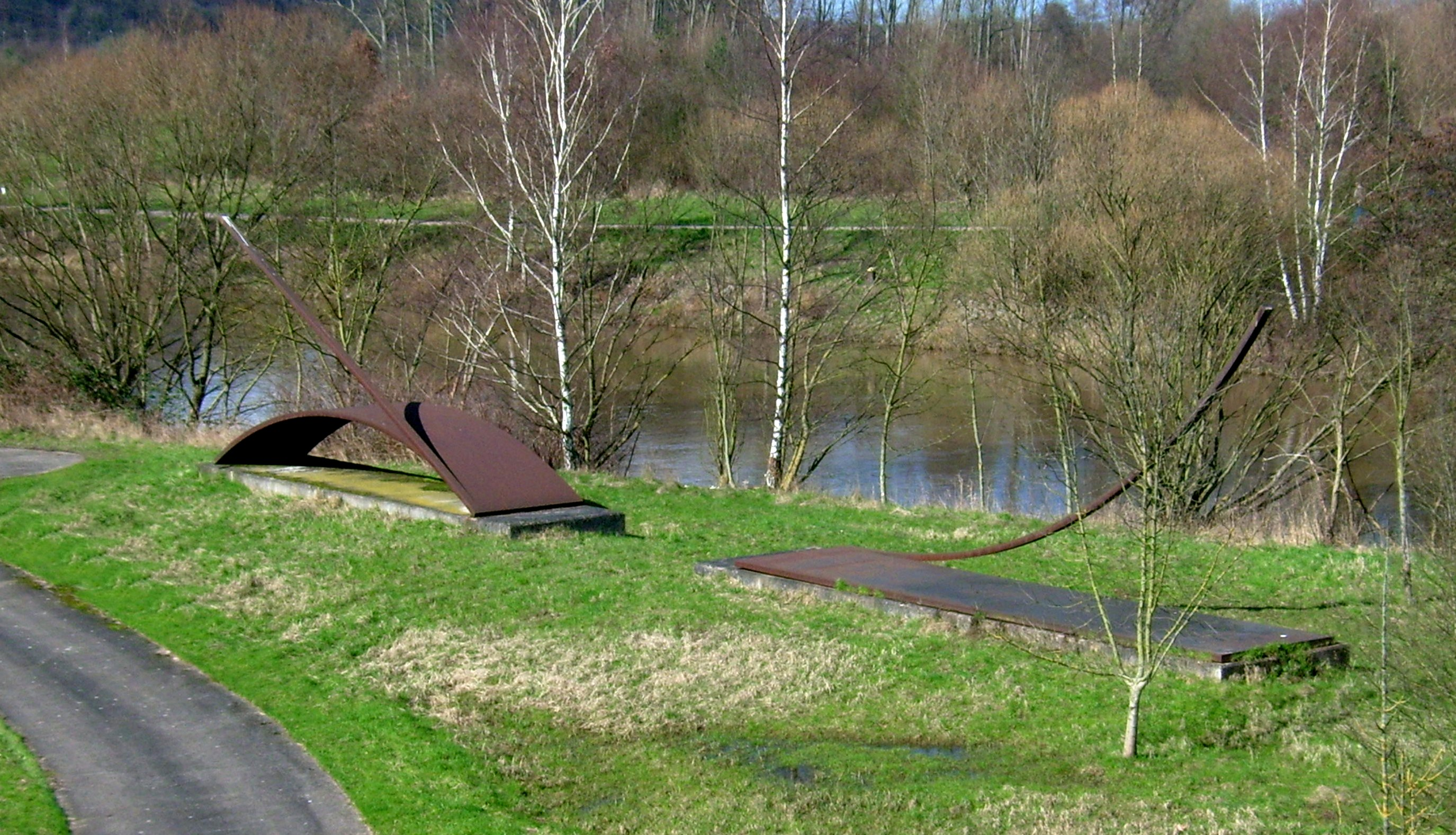
„Dillingen/Pachten“ (Alf Lechner)
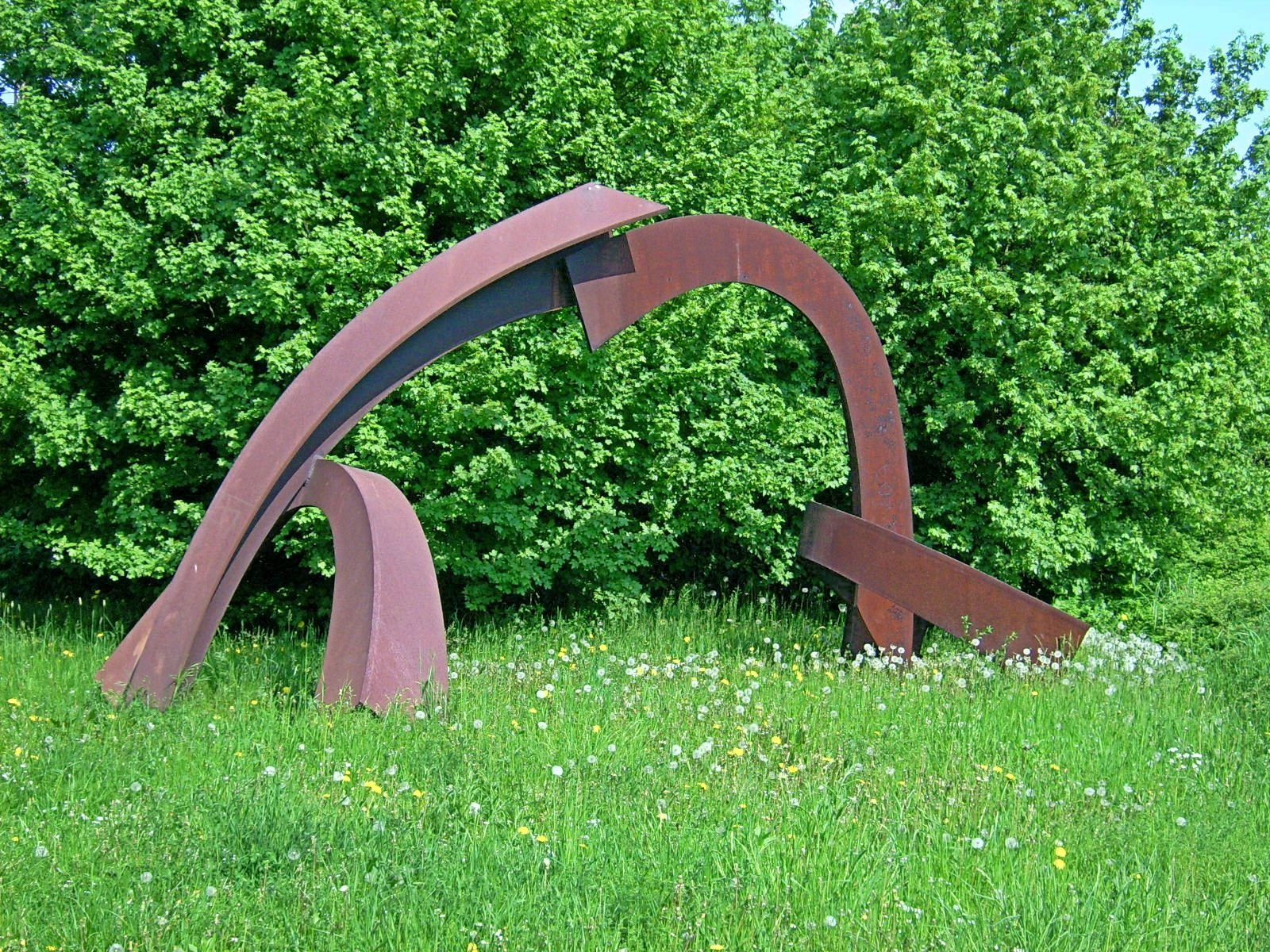
„Arcus triplex“ (Lothar Meßner)

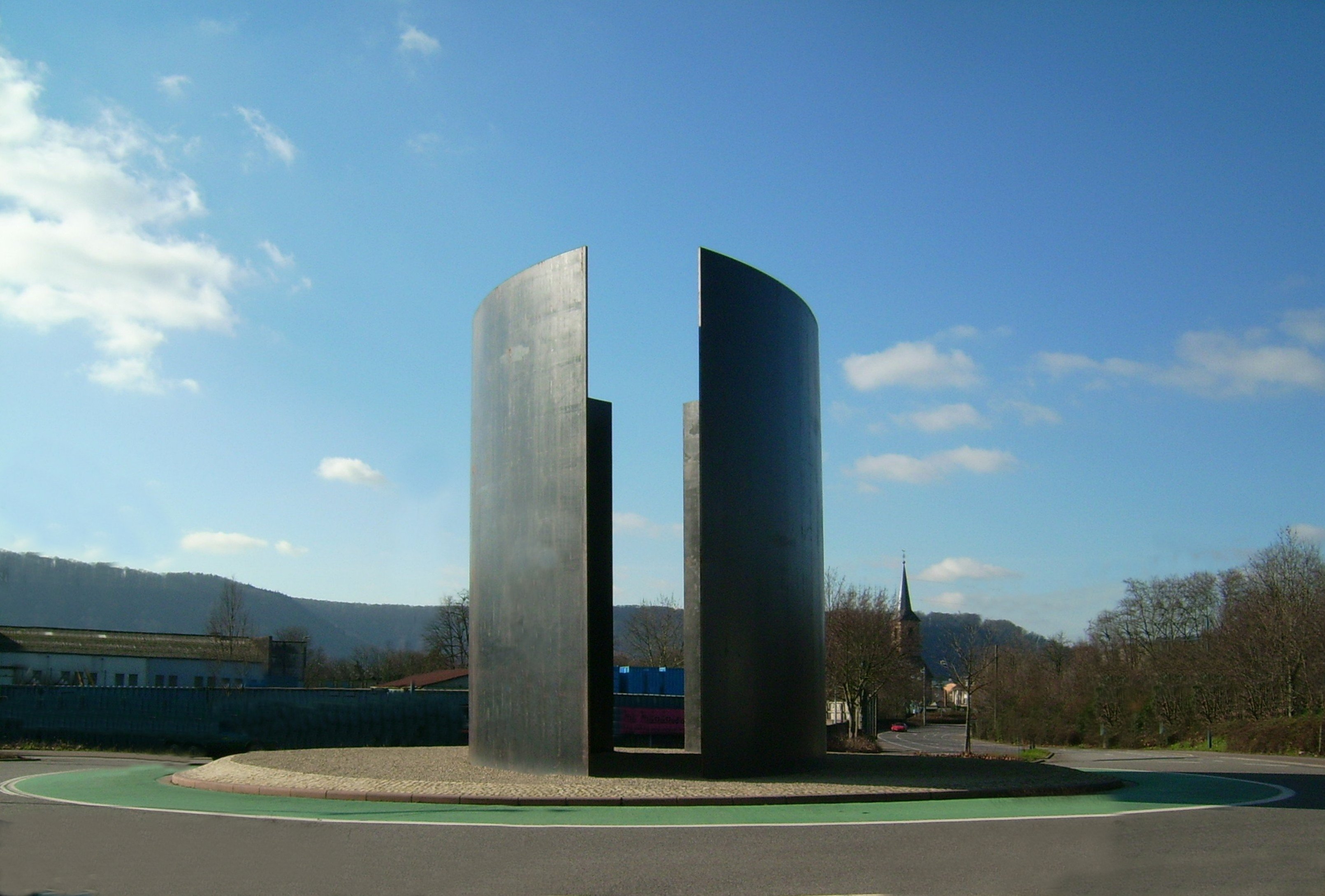
Viewpoint

### Skulptur „Viewpoint“ (Richard Serra)

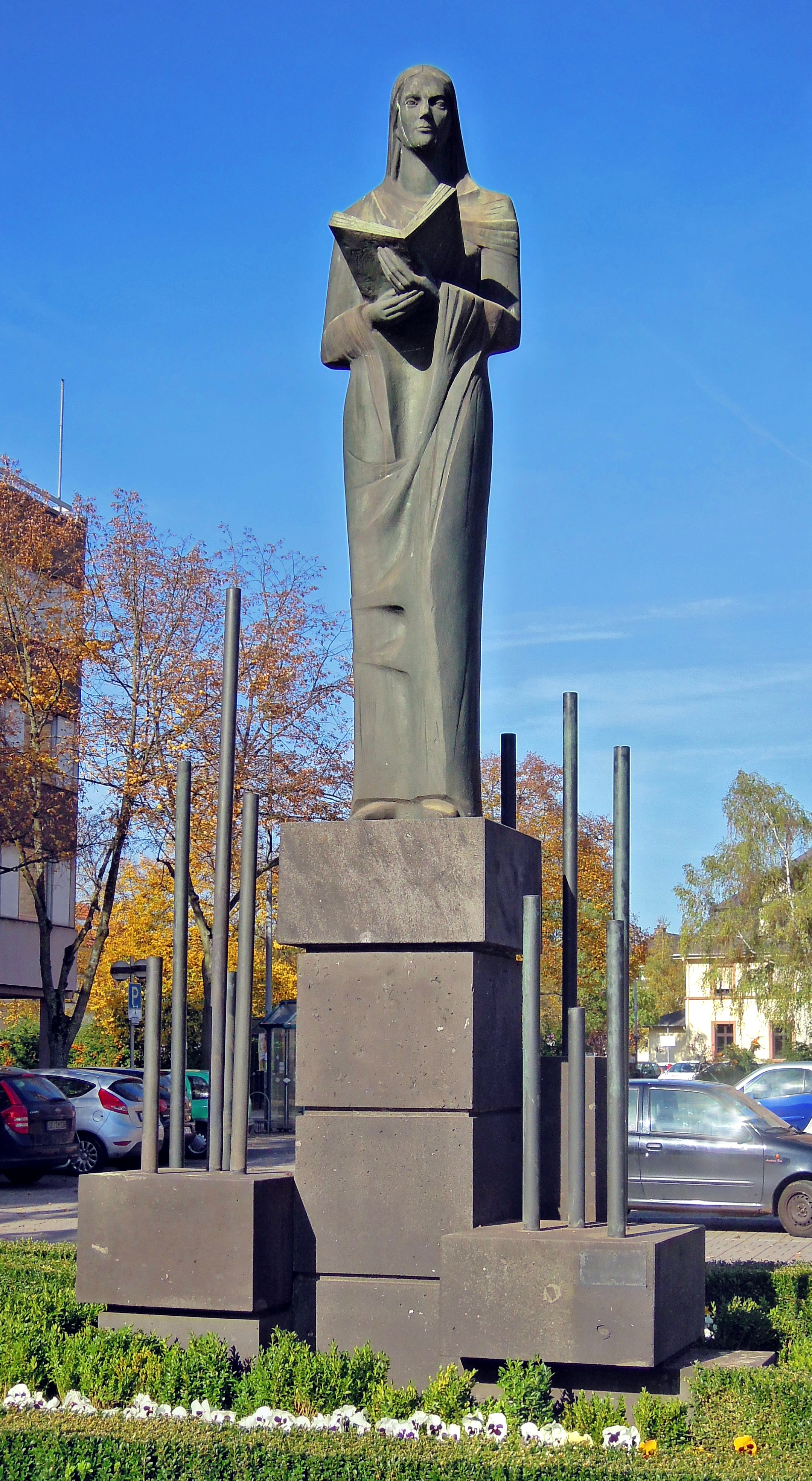
Odiliensäule

Seit 1986 verwendete Serra für seine Stahlskulpturen überwiegend Grobbleche der AG der Dillinger Hüttenwerke, die teilweise auch in Dillingen zu Skulpturen geformt werden. Viewpoint, eine Stahlskulptur von 13 Metern Breite, 9 Metern Höhe und 104 Tonnen Gesamtgewicht, wurde am 25. März 2006 der Öffentlichkeit übergeben. Als Standort wählte man den Verkehrskreisel am Torhaus der Dillinger Hütte in Richtung Saarlouis, wodurch die Verbundenheit von Stadt und Hütte symbolisiert werden soll. Die Skulptur besteht aus sechs gebogenen Stahlplatten, wovon jeweils drei Platten aneinandergefügt wurden. Von oben betrachtet bilden die Stahlplatten zwei sich mit etwas Abstand gegenüberstehende Kreisbögen mit begehbarem Innenraum.

### „Odiliensäule“ (Lothar Meßner)
1981,Basalt und Bronze, Statue: 2,65 m, Standort: Vor dem Saardom, Odilienplatz
Die „Odiliensäule“ ging aus einem im Jahr 1980 von der Stadt Dillingen ausgelobten beschränkten Wettbewerb der Künstler Oswald Hiery, Eberhard Koch und Lothar Meßner hervor. Lothar Meßner gewann den Wettbewerb. Abgestimmt auf die Fassade der katholischen Kirche Hl. Sakrament, des sogenannten Saardoms, entwarf Lothar Meßner ein Agglomerat aus Basaltquadern und -würfeln als Sockel für eine Bronzestatue der Hl. Odilia. Diese steht auf dem höchsten, als Postament ausgearbeiteten Sockelteil, während aus den anderen Teilen senkrechte Metallstangen wie stilisierte Votivkerzen herausragen. Die schlanke, ruhig und gelassen wirkende Figur trägt den stilisiert-körperbetonenden Habit einer Nonne und hält eine aufgeschlagene Bibel in ihren Händen, Symbol dafür, dass die Heilige von hoher Frömmigkeit und Bildung war.
Odilia war die Gründerin und Vorsteherin des ersten Frauenklosters im Elsass – Hohenburg (Odilienberg). Dillingen gehörte wahrscheinlich bereits im 11. Jahrhundert diesem Frauenkloster. Bis ins 18. Jahrhundert hinein war die Hl. Odilia die Patronin der ältesten Dillinger Kirche. Eine Odilien-Figur gehört zum Inventar des Saardoms.
Die Figur im Saardom ist eine neu angefertigte Kopie des Originals aus dem 18. Jahrhundert, das seit 1961 im Foyer der Odilienschule steht.

### „Odilienbrunnen“ (Peter Gergen)

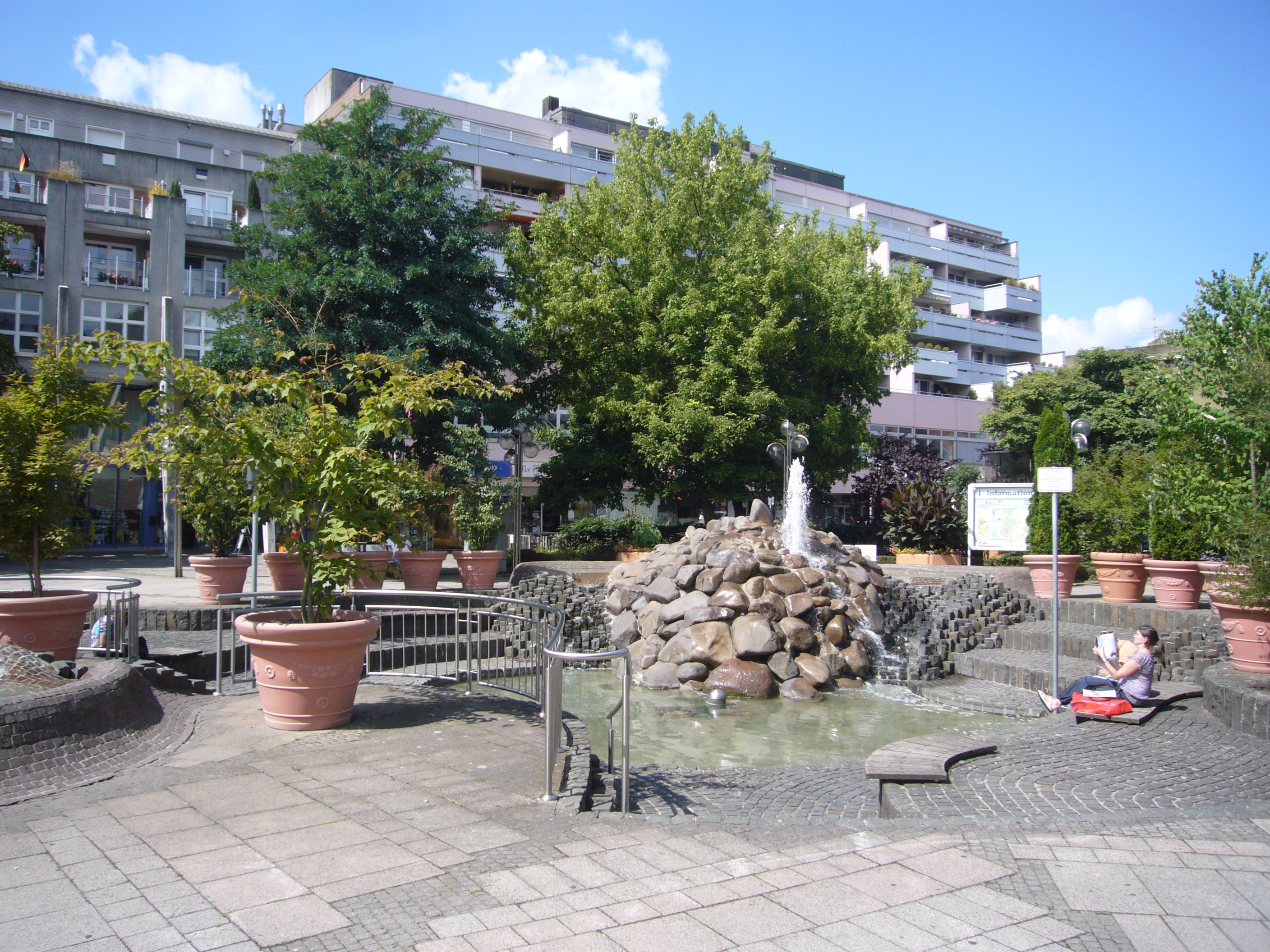
Odilienbrunnen Dillingen/Saar

Findlinge, Basalt- und Granitsteine, Radius 9,25–12,50 m, Fußgängerzone Odilienplatz, Stummstraße, um 1975
Zur Belebung der Fußgängerzone komponierte der Architekt Peter Gergen eine vielgestaltige Brunnenlandschaft. Sie liegt teils höher als das Straßenniveau, teils mehrschichtig tiefer. Aus Pflastersteinen in fließenden Formen gemauerte Becken, in denen Fontänen sprudeln, ergießen ihr Wasser über unregelmäßige Felder aus angehäuften Basaltstelen in das zentrale Becken. Neben diesem erhebt sich ein Hügel aus aufgetürmten Findlingen. Auch aus diesem sprudelt Wasser hervor. Ähnlich wie bei einem Amphitheater führen breite Treppen mit gerundeten Stufen in das Innere der Anlage und laden zum Sitzen und Verweilen ein.

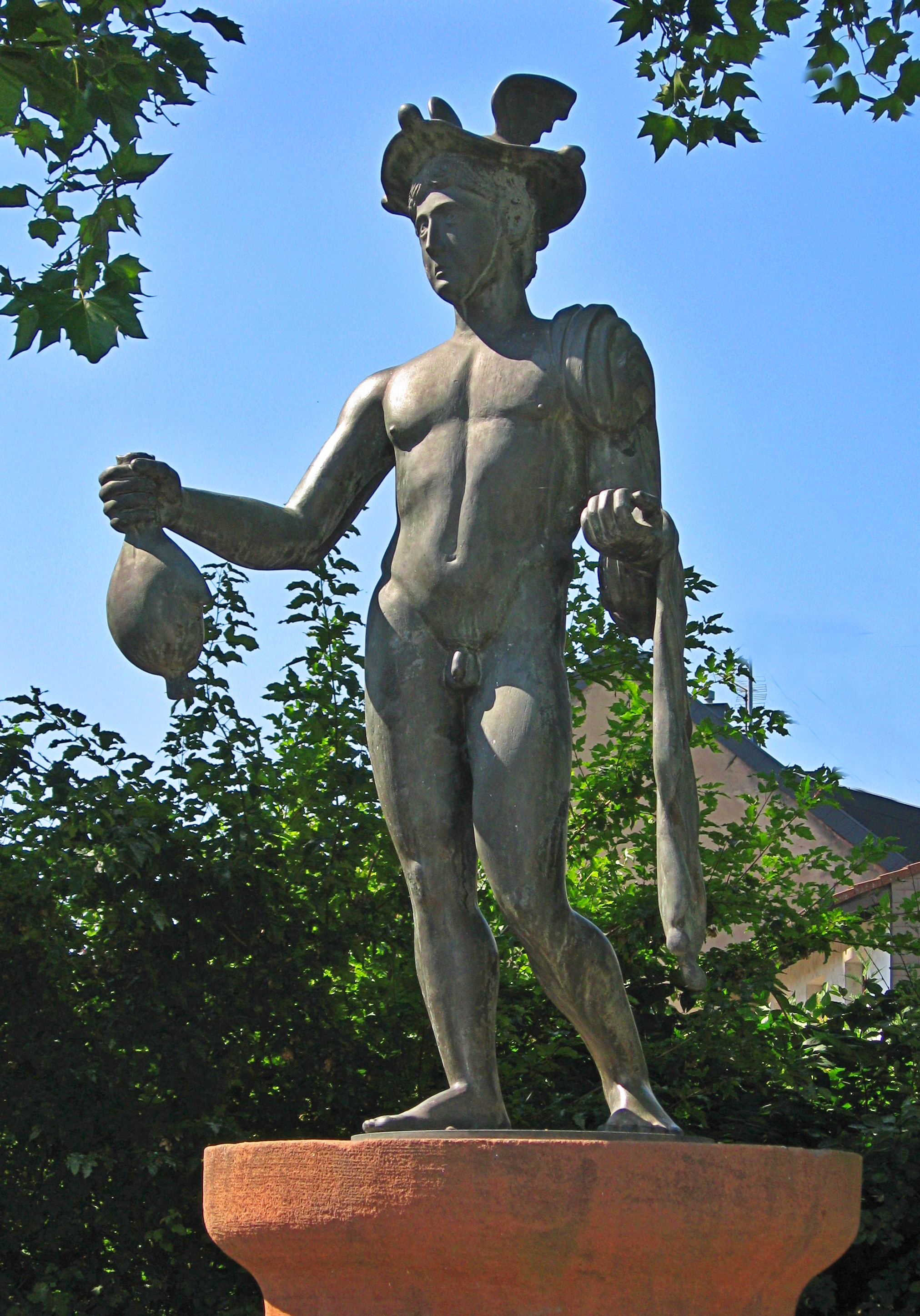
Merkurbrunnen

### „Merkur-Brunnen“ (Josef Groß)
Gesamt: 3,45 × 3,20 m, Statue: 1,50 × 0,80 × 0,70 m
Dillingen-Pachten, Friedrichstraße, 1985
In der Mitte des runden Brunnenbeckens erhebt sich die gedrungen wirkende Brunnensäule. Ungefähr in ein Drittel Höhe speien aufgesetzte Löwenköpfe das Wasser als dünnen Strahl ins Becken. Das Kapitell der Säule dient zugleich als Standsockel für die Statue des Gottes Merkur – eine mehrfache Vergrößerung einer antiken Bronzestatuette (Höhe 13,8 cm), die in Pachten, dem römischen Contiomagus, gefunden wurde und in das 2./3. Jahrhundert nach Christus datiert wird. In göttlicher Nacktheit, mit ausgeprägtem Standbein und Spielbein, das Gewand über seine linke Schulter und den Arm drapiert, hält der römische Gott des Handels und der Diebe in seiner Rechten einen gefüllten Beutel und trägt auf dem Haupt als weiteres Attribut den geflügelten Hut.

### Pachtener Marktplatz-Brunnen

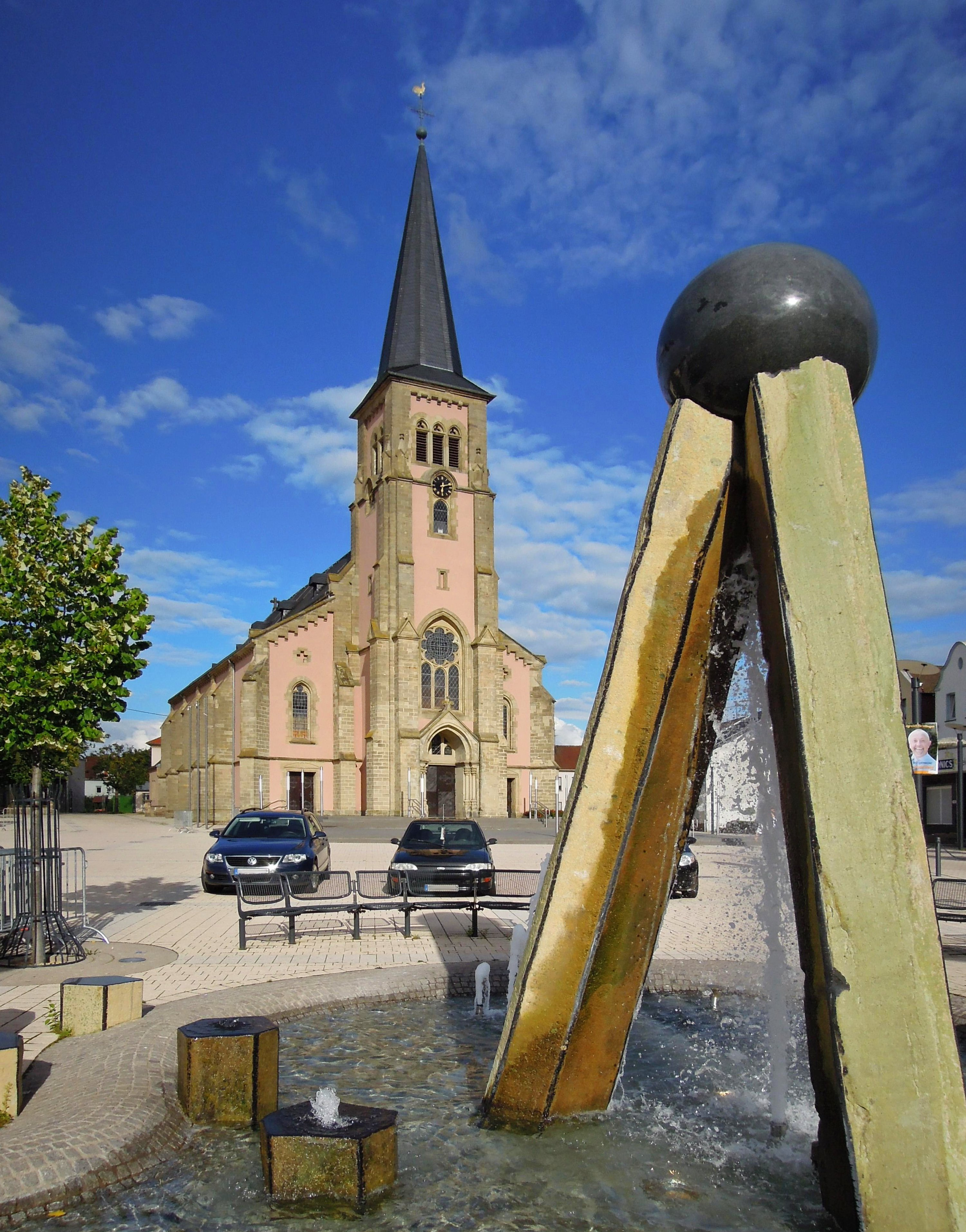
Marktplatz-Brunnen vor St. Maximin

Brunnen mit einer ca. 6 Tonnen schweren Granitkugel auf 8 m hohen Säulen, die von mehreren Wasserfontänen umspielt werden, 2007–2008

### Dieffler Brunnen (Heinz Oliberius)
Roter bretonischer Granit, 8,00 × 3,00 m, Dillingen-Diefflen, Marktplatz, 1987
Mit seinem Entwurf konnte Heinz Oliberius die Jury bei einem 1986 im Zuge der Neugestaltung des „Ortskern Diefflen“ ausgeschriebenen Wettbewerb überzeugen. Der Brunnen reagiert in Flächen- und Höhenausdehnung auf die (damalige) Platzsituation. In geradezu barock zu nennender kraftvoller Differenziert-, Beschwingt- und Ausgewogenheit aus dem Stein gehauen, behauptet sich die Brunnensäule auch in der trockenen Wintersaison als eigenständige Skulptur. Während der warmen Jahreszeit tritt das Wasser an vielen Stellen aus und ergießt sich in mannigfacher Weise als Rinnsal, Sprudel, Strahl oder Vorhang in das runde Becken. Von den Auslobern war gefordert, in der Brunnenanlage die historische Verbundenheit des Stadtteils Diefflen und seiner arbeitenden Bevölkerung mit der eisen- und stahlproduzierenden Dillinger Hütte zum Ausdruck zu bringen. Die Rundformen der Brunnenskulptur erfüllen diese Forderung, indem sie auf Walzen und Rohre als typische Produkte und einen Schmelzofen als klassischen Arbeitsplatz in dem Hüttenwerk anspielen.

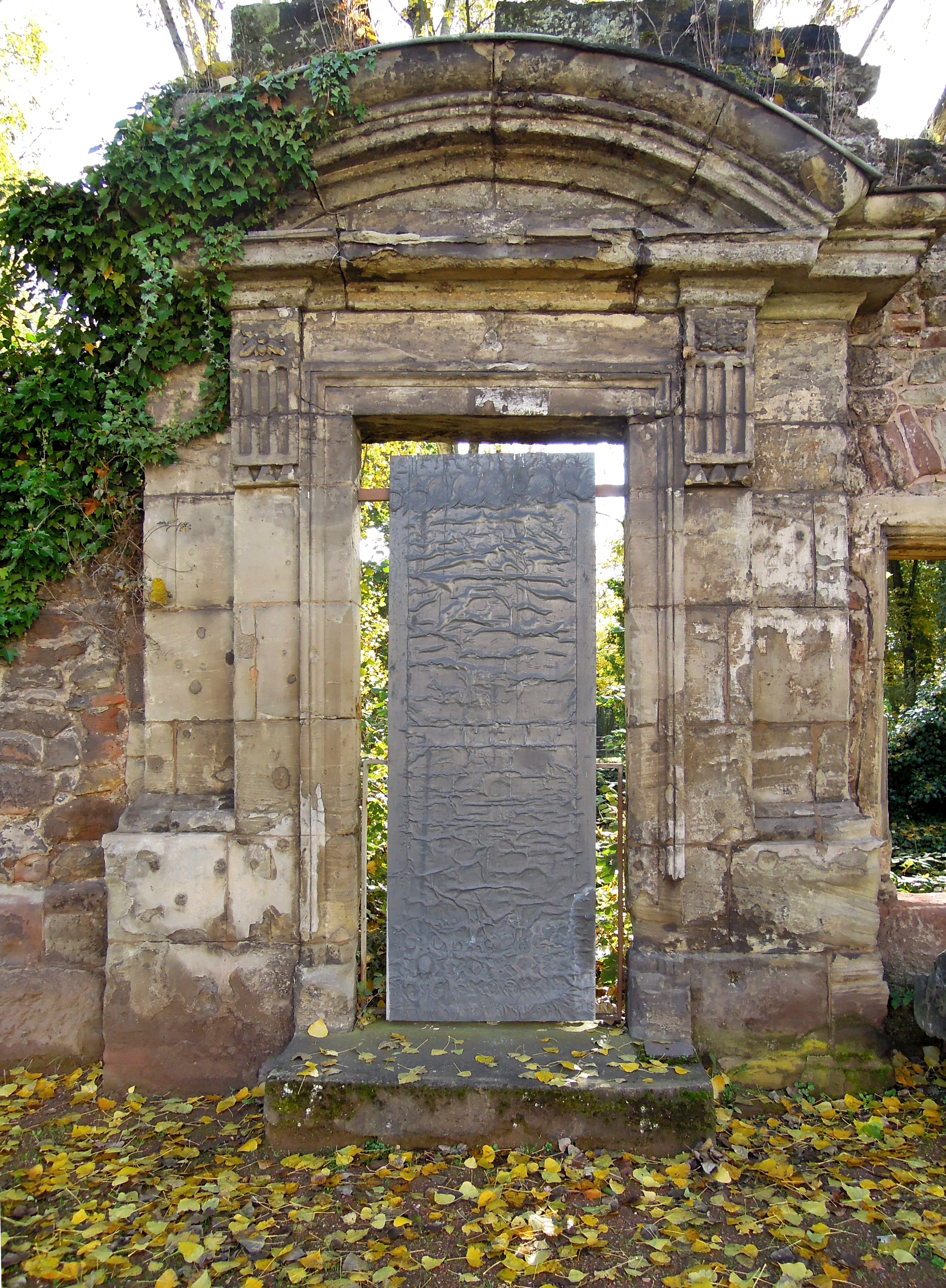
„Vorhang“

### „Vorhang“ (Magdalena Grandmontagne)
Blei und Oxydationspigmente, 1,00 × 2,60 × 0,05 m
Dillingen, Altes Schloss, Schlossstraße, 1999
Die Bleiplastik entstand im Rahmen des deutsch-französischen Kunstprojektes „Stadt – Menschen – Spuren. Double regard sur la cité“ aus Anlass des 50-jährigen Stadtjubiläums 1999. Sie nimmt sowohl Bezug auf die traditionelle Metallverarbeitung der benachbarten Dillinger Hütte als auch auf den Ort, an dem sie installiert wurde: die Ruine des Alten Schlosses, das nach der Zerstörung im Zweiten Weltkrieg nur in Teilen wieder aufgebaut wurde. Auf dem „Vorhang“, einer beweglich in das steinerne Portal der Ruine des Südostflügels eingehängten Tafel aus Blei, finden sich Abdrücke historischer Bauteile. So verschließt der bleierne Vorhang den Blick in das Innere der Ruine, gewährt indessen durch die Spuren der historischen Fragmente einen anmutenden Blick in die Vergangenheit. In den Worten der Künstlerin: „Das künstlerische Mittel, etwas zu verhüllen, um es in veränderter Form neu sichtbar zu machen, wird hier wirksam.“

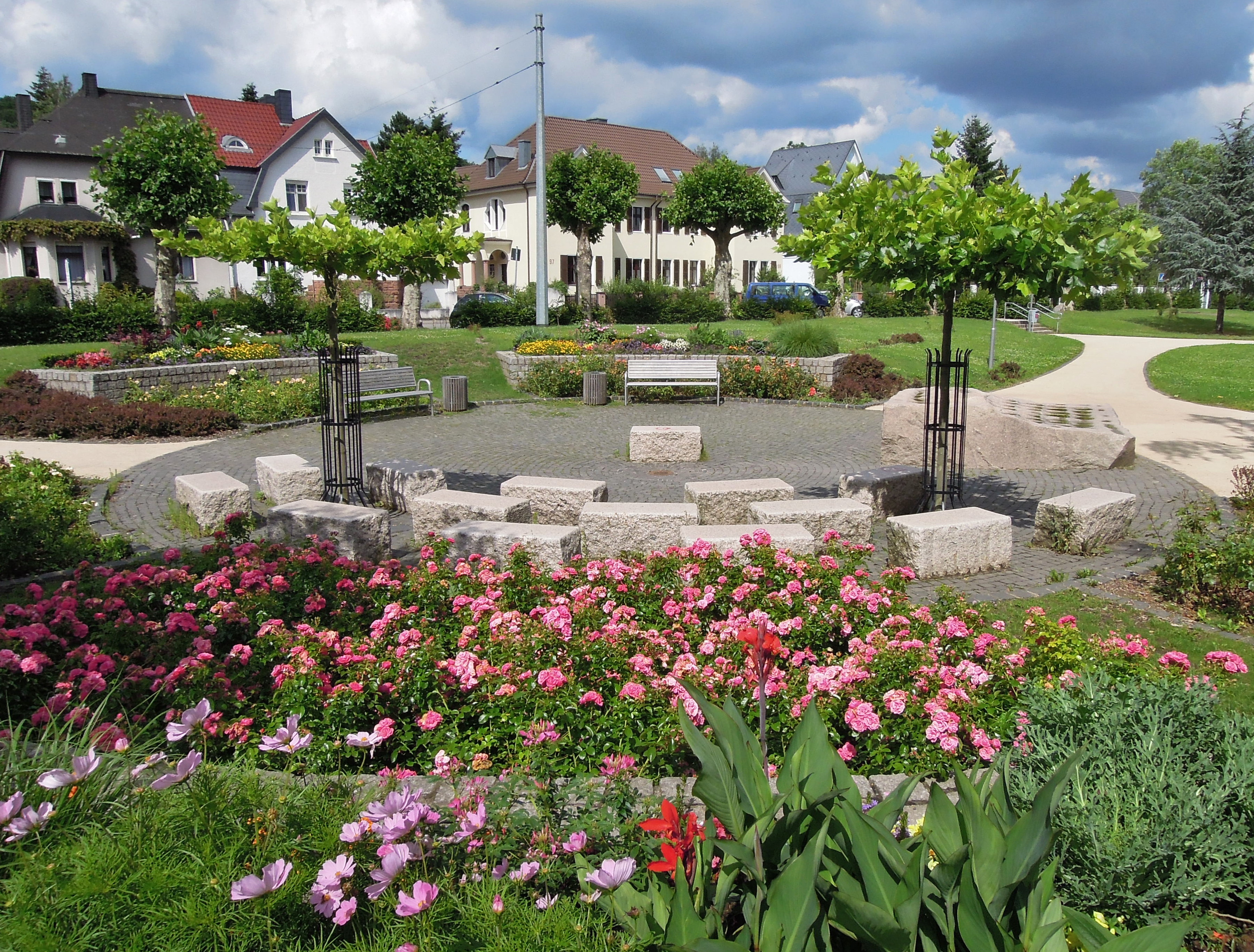
Quellsteinbrunnen

### Quellstein-Brunnen (Paul Schneider)
Quellstein mit 7 × 7 Mulden sowie Skulpturenfeld mit 4 × 4 Steinen, Granit; Brunnenstein: 1,30 × 3,20 × 3,20 m; 16 Steine, je: 0,60 × 0,40 × 0,40 m, Dillingen Rosengarten, Nähe Albert-Schweitzer-Gymnasium, Karcherstraße, 1982
Eine große, über drei mal drei Meter messende Granitplatte aus dem Schwarzwald, von beträchtlicher Dicke und in einer Schräge sich senkend, ist als Quellstein gestaltet und mit sieben mal sieben Mulden eingetieft. Oben entspringt das Wasser und läuft nach vorne und hinten herab. Das Wasser fließt von einer Schüssel zur anderen, „.. und jede nimmt und gibt zugleich und strömt und ruht“, wie beim „Römischen Brunnen“ Conrad Ferdinand Meyers. Ein Pendant zum Quellstein bildet ein Quadrat aus vier mal vier granitenen Sitzsteinskulpturen. Jedem dieser Steinkuben ist, bei ähnlicher Grundform, eine unverwechselbare Individualität eigen – auch durch die Spuren und Zeichen, die Schneider selbst, sein Sohn Christoph und sein Schwiegersohn Thomas Wojciechowicz in sie gegraben haben, zusammen mit den Initialen der Kinder, die sich bei der Arbeit um die Künstler versammelten.

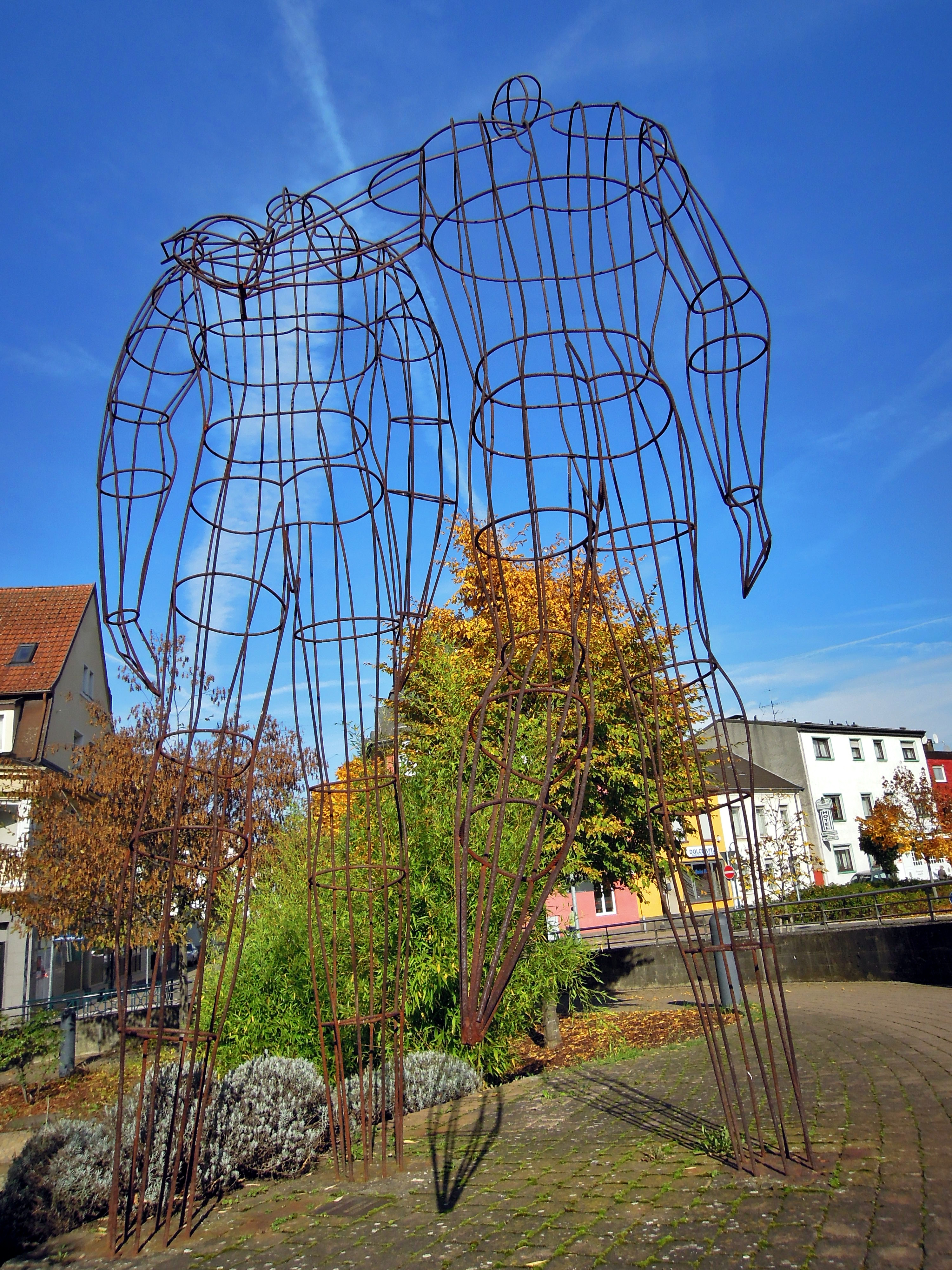
„Nach der Schicht – Les deux camerades“

### „Nach der Schicht – Les deux camerades“ (François Davin)
Stahldraht, je 4,70 × 3,10 × 2,00 m, Caritas Krankenhaus, Einfahrt Bypass, vor dem Verwaltungsgebäude, Werk 4, 2000
Angeregt durch den großen Anklang, den seine überlebensgroßen, aus Weidenästen geflochtenen Figuren im Jahr 1999 während des Kunstprojekts „Stadt – Menschen – Spuren. Double regard sur la cité“ gefunden hatten, beauftragte die Stadt Dillingen den französischen Landart-Künstler François Davin, eine ähnliche Figurengruppe zu schaffen, dieses Mal jedoch aus einem dauerhaften Material. Aus gebogenen und verschweißten Armierungseisen entstanden die monumentalen, dabei luftig-durchsichtigen Figuren zweier Arbeiter mit überlängten Beinen und untergroßen Köpfen. In aufmunternder Geste ist die eine, dynamische Figur der anderen Figur zugetan, deren schwere Müdigkeit durch die Körperhaltung deutlich zum Ausdruck kommt.

### Fassadeninstallation „Landwirtschaft und Industrie“ an der Odilienschule
Unbekannter Künstler, zwei Fassadenbilder, 1961, Mosaik, farbige Keramik, Metall, ca. 3,50 × 1,20 m, Dillingen, Odilienschule, Grundschule III, Fassaden links und rechts des Eingangs, Friedrich-Ebert-Straße 69
Zwei große Fassadenbilder flankieren den Eingang zur Schule, die in den Jahren 1959–1961 unter Schulleiter Josef Spurk (vormals Bürgermeister von Diefflen) als katholische Volksschule errichtet wurde und zu Ehren der Dillinger Stadtheiligen Odilienschule benannt wurde. Jedes Wandbild setzt sich zusammen aus einem flächigen, unregelmäßig begrenzten Hintergrund, der aus Bruchstücken farbiger Fliesen mosaiziert ist, und aus darauf applizierten plastischen Figuren, die aus Metalldraht und -blechen geformt sind. Vor einem eher kantig-eckig konturierten und mit ähnlich begrenzten Teilflächen gefüllten Hintergrund in vorwiegend Blau, Rot und Schwarz zeigt das Bild „Industrie“ einen Stahlarbeiter und einen Knaben. Als Gegenstück zeigt das Bild mit dem Titel „Landwirtschaft“ vor einem eher geschlossen wirkenden Hintergrund, der aus vorwiegend gelben und blauen Bruchstücken zusammengesetzt ist und einen stilisierten Baum mit Früchten einschließt, eine Frau, die einen Krug auf dem Kopf trägt und ein Mädchen an der Schulter berührt. Auf der Hand des Mädchens hat ein kleiner Vogel Platz genommen. Über der Gruppe erhebt sich eine stilisierte Sonnenscheibe. Die beiden Wandbilder nehmen Bezug auf die von Landwirtschaft und Industrie geprägte Geschichte Dillingens.

### Ortssagen und Erzählungen
Pionier und wesentlicher Sammler saarländischer Sagen war in der ersten Hälfte des 20. Jahrhunderts der Saarbrücker Kunsthistoriker und Volkskundler Karl Lohmeyer, der 1924 eine erste thematische Arbeit über saarländische Sagen veröffentlichte. 1935 folgte eine erste Überblicksdarstellung, die auf Lohmeyers eigener Feldforschung beruhte. 1954/55 erschien dann seine umfangreiche zweibändige Gesamtdarstellung des saarländischen Sagenschatzes, die die umfangreichste Quellensammlung und damit das Standardwerk zum Thema darstellt. Darüber hinaus hat sich der Dillinger Heimatforscher Aloys Lehnert (1888 in Diefflen – 1976 in Dillingen) intensiv mit dem Erzählgut der Dillinger Umgebung auseinandergesetzt.

#### Das versunkene Kloster auf dem Heiligenberg in Dillingen
Am Sockel des Hochkreuzes auf dem Heiligenberg befindet sich eine Nische mit einem steinernen Totenschädel, dem Schädel Adams. Hier wird auf eine mittelalterliche Legende angespielt, nach der das Kreuz Christi auf dem Grab Adams errichtet worden ist.
Am Heiligenbergkreuz soll man der alten Sage nach, wenn man sein Ohr an die Nische legt und aufmerksam horcht, noch die frommen Gesänge der Nonnen des legendären Frauenklosters Heiligenberg singen hören, die mitsamt dem alten Kloster tief im Berg versunken sein sollen. Ein armer Dillinger Hirte habe hier einmal sein Herde weiden lassen. Plötzlich habe sich ein Fels am Berg aufgetan und eine geheimnisvolle weißgekleidete Nonne habe dem Hirten im Bergesinneren reiche Schätze gezeigt und ihn davon für seine sieben hungernden Kinder reichlich nehmen lassen. Die Nonne habe ihm gesagt, er dürfe wiederkommen, wenn es ihm abermals elend gehe und seine Kinder bittere Not litten, nur müsse er über das wundersam Erlebte strenges Stillschweigen bewahren. So habe sich dem Hirten mehrmals auf sein inbrünstiges und frommes Gebet hin der Berg geöffnet. Als die neugierige Frau des Hirten ihm aber einmal heimlich auf seinem Gang zum Bergeseingang folgte und das von der Nonne verordnete Schweigen brach, war der ganze wundersame Zauber zu Ende und zur Strafe kehrte die Not wieder in das kleine Dillinger Hirtenhaus ein.

#### Die eingemauerte Frau im Dillinger Schloss
Die Sage erzählt, dass man früher des Nachts im Dillinger Schloss oft gellende Klagelaute und bitteres Weinen gehört habe. Dabei sei über den Schlosshof eine helle Gestalt einer weißen Frau geschwebt und in einem der Schlosstürme verschwunden. Diese weiße Frau sei der Geist der schönen, aber treulosen Frau des Dillinger Ritters gewesen. Sie habe den Ritter in seiner Abwesenheit öfters ehebrüchig betrogen. Als der wiederholte Ehebruch ans Tageslicht gekommen sei, habe der zornige Dillinger Ritter seine treulose Frau lebendig in einem der dicken Schlosstürme einmauern lassen, wo sie anschließend in ihrem feuchten und dunklen Verlies elend verschmachtete.

#### Der Fischer und der Nieser am „Roten Meer“
Das sogenannte „Rote Meer“, ein stehendes, früher sehr fischreiches Gewässer links des Weges von Dillingen nach Niederlimberg, war ein beliebter Angel- und Fischplatz. Der Sage nach soll an einem heiligen Karfreitag ein leidenschaftlicher Fischer unter Missachtung der angeordneten Feiertagsruhe hier seiner Leidenschaft gefrönt haben. Doch der Feiertagsschänder blieb nicht ohne Strafe. Den ganzen Karfreitagmorgen fing er nichts, aber just um die Todesstunde Jesu merkte er etwas in seinem Hebegarn. Als er dieses mit Mühe in die Höhe gebracht hatte, erblickte er zu seinem Entsetzen einen aus dem Wasser auftauchenden unheilvollen Mann, der kurz darauf wieder verschwand. Doch unter Missachtung der göttlichen Warnung habe der Fischer wiederum sein Netz ausgeworfen. Auch diesmal saß die unheimliche Geisterscheinung wieder im Netz. Daraufhin habe der Fischer angsterfüllt das „Rote Meer“ verlassen. Zuhause angekommen musste er sich unverzüglich ins Bett legen und starb noch am gleichen Tage als Strafe für seine Freveltat.
In der Nähe des „Roten Meeres“ soll auch ein sündhafter Mann gebannt gewesen sein, der zur Strafe stets laut und deutlich niesen muss, wenn ein Wanderer vorbeikam. Die vorbeikommenden Leute pflegten daraufhin in Verachtung des gebannten Sünders zu sagen: „Gott schenn deisch!“ (Gott schinde dich!). Einmal aber sei ein kleines unschuldiges Mädchen vorbeigekommen, das von alledem nichts wusste. Als sie den unseligen Geist laut niesen hörte, habe sie heiter und in freundlicher Gewohnheit gerufen: „Gott seen Deisch!“ (Gott segne dich!). Durch diesen frommen Segenswunsch sei der gebannte Geist unverzüglich erlöst worden und habe sich niemals wieder hören lassen.

## Stolpersteine
Am 16. März 2013 wurden in drei Stadtteilen zehn Stolpersteine verlegt. Sie befinden sich in der Düppenweilerstraße 35 in Diefflen, der Heiligenbergstraße 21 und Hüttenwerkstraße 21 in Dillingen und in Pachten in der Straße In der Lach 5. Am 17. März fand eine Gedenkfeier für die ermordeten Dillinger Juden statt. Bislang sind Schicksale von 50 der ca. 150 Dillinger Juden bekannt.

## Friedhöfe

### Antike und Frühmittelalter

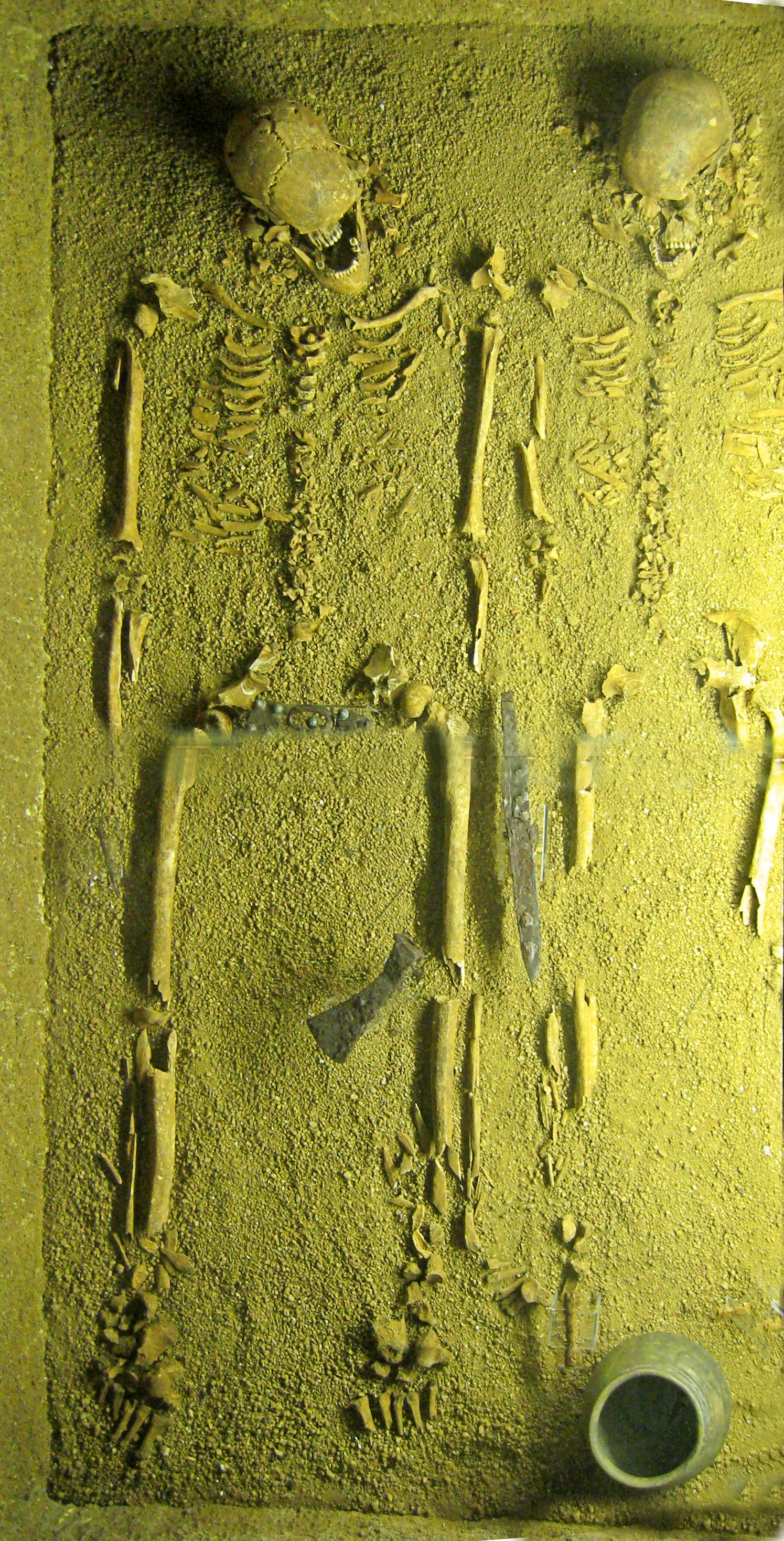
Pachten, Fränkische Körperbestattung

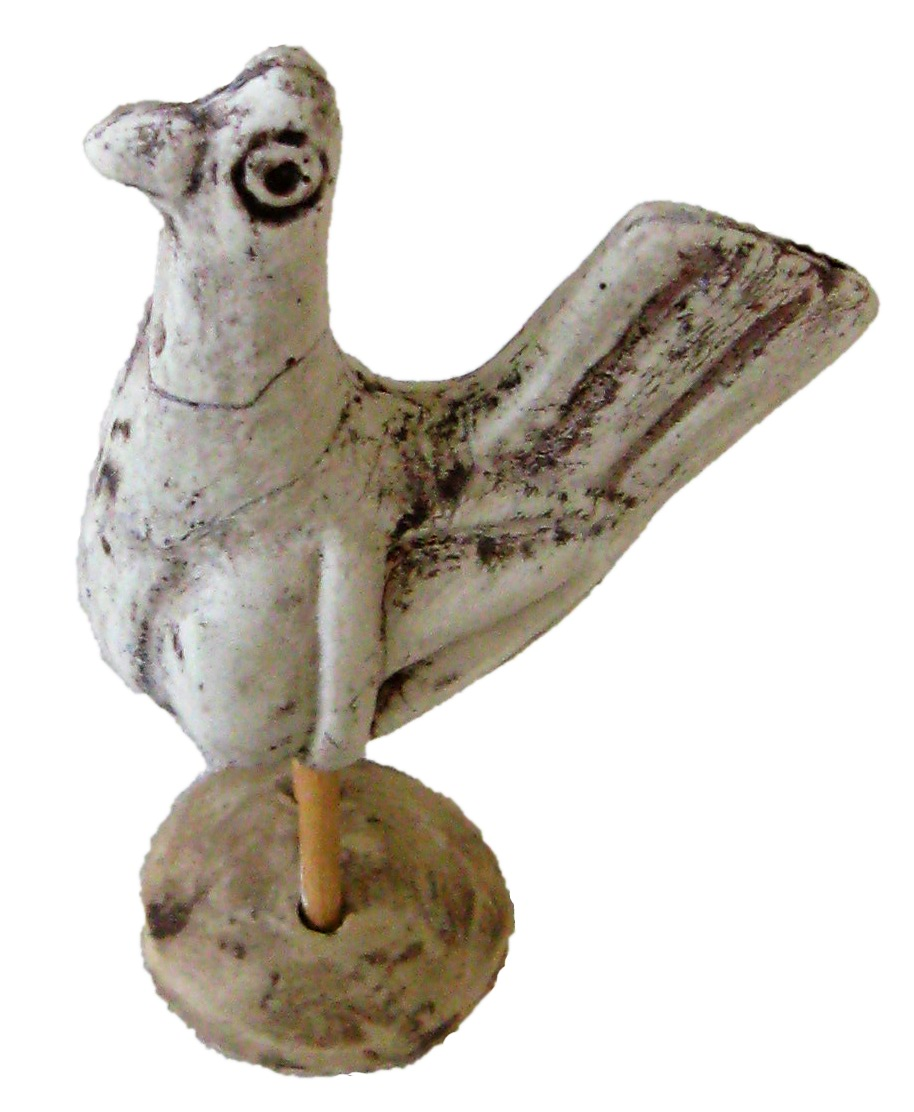
Pachten, Spielzeugvogel als römische Grabbeigabe eines Kindergrabes

In den Jahren 1891 und 1935 fanden systematische archäologische Grabungen des Provinzialmuseums der preußischen Rheinprovinz unter der Oberleitung von Felix Hettner, Hans Lehner, Hans Graeven sowie Emil Krüger in Pachten statt. Dabei hatte man eine ausgedehnte römische Zivilsiedlung zwischen den heutigen Bahnanlagen im Osten und im Bereich der Wilhelmstraße entdeckt. Ebenso wurde ein fränkischer Gräberbezirk in der Nähe der mittelalterlichen Dorfkirche St. Maximin gefunden, der wohl in der Nähe eines spätrömischen Bestattungsplatzes angelegt worden war.
Das römische Gräberfeld in der Margarethenstraße wurde im Jahr 1950 zufällig entdeckt und durch das Konservatoramt des Saarlandes bis in die 1960er Jahre ergraben. Dabei entdeckte man über 500 Gräber mit jeweils drei bis 14 Grabbeigaben. Von besonderer Bedeutung sind Terrakottafiguren, die vermutlich alle aus Kindergräbern stammen und als Spielzeug gedeutet werden.

### Friedhöfe heute
In Dillingen existieren folgende Friedhöfe:
- Friedhof Dillingen, St. Johann

Der Friedhof St. Johann ist der älteste noch bestehende Friedhof im Dillinger Gemeindegebiet. Er hat seinen Ursprung in der Anlage der mittelalterlichen ersten Dillinger Pfarrkirche St. Odilia und des sie umgebenden Kirchhofes um das Jahr 1000. Der Friedhof, der die Kirche unmittelbar umgab, wurde im Jahr 1878 hinter der heutigen Johanneskirche neu angelegt. Die alten Gräber, die um die Kirche herum angelegt worden waren, wurden ab 1922 eingeebnet. Eine Kreuzigungsgruppe, die sich in der alten Friedhofskapelle befand, wurde im Jahr 1927 anlässlich des „Eucharistischen Kongresses“ in den Saardom überführt, wo sie sich seither in der nördlichen Turmkapelle befindet. Die alte Friedhofskapelle, das sogenannte „Kerperheisjen“, wurde im Kriegswinter 1944/45 zerstört. Der Friedhof ist erst seit 1935 interkonfessionell. Vorher wurden Leichen evangelischer Konfession gesondert auf dem Friedhof bestattet.
Die Soldaten, die hier nach dem Zweiten Weltkrieg in einem, „Ehrenfriedhof“ genannten, Teilbereich des Friedhofes von St. Johann bestattet worden waren, wurden später auf den Waldfriedhof auf der Pachtener Heide umgebettet.
Das sogenannte Hillenkreuz auf dem Friedhof wurde im Jahr 1872 errichtet. Zu seinen Füßen wurde der Dillinger Pfarrer und Dechant Johann Peter Hillen (1832–1911) bestattet. Johann Peter Hillen ist der Bauherr der Pfarrkirche St. Maximin in Pachten und Initiator des Baues des Saardomes.
Die Leichenhalle von 1872 wurde in den Jahren 1961/62 durch einen modernen Neubau ersetzt. Seit dem Jahr 1967 müssen alle Leichen des zugehörigen Stadtbezirks hier aufgebahrt werden, während sie vorher in den jeweiligen Wohnstätten bis zur Beerdigung aufbewahrt worden waren.
- Friedhof Dillingen, Waldfriedhof

Für die Kriegsgräber, die vom Friedhof St. Johann in den neuen Waldfriedhof verlegt wurden, entwarf der für die Gesamtkonzeption verantwortliche Trierer Landschaftsarchitekt Helmut Ernst ein Ehrengrabfeld mit einer Kreuzgruppe (Maße: 5,50 × 2,10 × 2,10 m). Der Waldfriedhof wurde 1985 eingeweiht, die Ausbauarbeiten waren indessen Ende 1978 bereits weitgehend abgeschlossen. Für die ca. 200 Kriegsgräber entstand die neue Anlage auf einer Waldlichtung. Um einen abgesenkten, gepflasterten, ovalen Platz gruppiert sich das Ehrengrabfeld mit radial angeordneten, einheitlich gestalteten, schlichten Grabkreuzen. Das Grabfeld wird von vier Wegen durchschnitten, die sich in der Mitte des Ovals kreuzen. Im Schnittpunkt erhebt sich eine hohe, schmale Gruppe aus vier lateinischen Kreuzen, die auf die Wege ausgerichtet sind und sich im Zentrum der Anlage an den Querbalken berühren. Ausgeführt wurde die Stahlplastik von der Dillinger Hütte unter Verwendung von Cortenstahl, der damals noch wenig bekannt war und erst in den Jahren danach vermehrt Einzug in der Bildenden Kunst und Landschaftsarchitektur fand.
- Friedhof Diefflen

Der Friedhof wurde 1904 auf dem Bawelsberg als konfessionell-katholischer Friedhof der Pfarrgemeinde St. Josef und St. Wendelin durch Pfarrer Richard Brenner angelegt und am 4. Oktober 1905 eingeweiht. Der Friedhof hatte ursprünglich einen Sonderplatz für Nichtkatholiken, Ungetaufte und Selbstmörder. Vom 14. Jahrhundert bis zum Jahr 1905 waren alle Toten der Gemeinde Diefflen auf dem Nalbacher Friedhof bestattet worden, der seit dem 11. Jahrhundert um die dortige Pfarrkirche St. Peter und Paul herum angelegt worden war. Die heutige denkmalgeschützte Friedhofshalle wurde ab dem Jahr 1965 durch den Architekten Konrad Schmitz, der sich in den Jahren 1961–1963 mit dem Entwurf zur denkmalgeschützten Kirche Maria Trost auf der Pachtener Heide einen Namen gemacht hatte, errichtet und am 24. Juni 1967 eingeweiht. Bis dahin hatte man die Toten im jeweiligen Trauerhaus aufgebahrt.
Die Dieffler Friedhofshalle orientiert sich in ihren architektonischen Außenformen am Barcelona-Pavillon des deutschen Architekten Ludwig Mies van der Rohe aus dem Jahr 1929. Die Friedhofshalle wird auf ihrer Hangseite von einem umlaufenden überdachten Balkongang umgeben. Die Wände sind als Diamantquader aus Beton gestaltet, wobei sich verglaste und massive Diamantquader schachbrettartig abwechseln. Während sich im flachgedeckten Teil die Aufbahrungskammern befinden, erhebt sich über der Aussegnungshalle eine vierseitige Kuppel aus Kathedralglasbändern im Wechsel mit tragenden Metallelementen. Im zur Hangseite ebenerdig zugänglichen Kellergeschoss befinden sich Aufbewahrungs- und Technikräume. Die Halle wurde im Jahr 2012 für 135.000 Euro aufwändig saniert.
- Jüdischer Friedhof in Diefflen

Der Friedhof, der größte jüdische Friedhof des Saarlandes, liegt am Rande des Hüttenwaldes, an der Dillinger Straße. Es sind ungefähr 470 Grabsteine erhalten. Im Jahr 1746 hatte der herzoglich-lothringische Beamte Charles Francois Dieudonné de Tailfumyr, Seigneur de Cussigny et Président à mortier, die Herrschaft Dillingen gekauft. Er war getaufter Jude und zeigte seine judenfreundliche Politik durch die 1755 gewährte Erlaubnis, am Rande des Dillinger Waldes an der Dieffler Banngrenze auf einem Gebiet von ca. 90 ar einen jüdischen Friedhof anzulegen. Die Initiative war von den Saarlouiser Juden Hayem, Zerf von Worms sowie Elias Reutlinger ausgegangen, die dafür einen jährlichen Zins von 25 lothringischen Franken zahlen mussten. Noch im selben Jahr 1755 wurden die ersten Verstorbenen bestattet.
1852 wurde der Friedhof vergrößert. In der NS-Zeit wurde er 1938 zerstört. Eine Wiederherstellung erfolgte im Jahr 1946.
Im Jahr 1964 wurde im hinteren Teil des Friedhofes eine Begräbnisstätte für über 50 polnische und russische sowie einen kroatischen Zwangsarbeiter der NS-Zeit geschaffen. Der Gedenkstein trägt die Inschrift „Heimatlos und verlassen fanden sie in fremder Erde letzte Ruhestatt.“
- Ehrenfriedhof Diefflen

Während des Zweiten Weltkrieges wurde am Ortsausgang von Diefflen in Richtung Nalbach am Beienberg ein provisorischer Soldatenfriedhof durch den Ortskommandanten eingerichtet, auf dem ein Teil der im Raum Dillingen gefallenen deutschen Soldaten seine letzte Ruhestätte fand. Viele der während der schweren Kämpfe um die Westwallanlagen in diesem Abschnitt zwischen Dezember 1944 und März 1945 Gefallenen wurden aufgrund des anhaltenden amerikanischen Granatfeuers zunächst an Ort und Stelle (d. h. neben Bunkern, in Gärten u. ä.) ohne Särge in Feldgräbern beigesetzt, bevor sie später auf den noch provisorischen Soldatenfriedhof Diefflen umgebettet wurden. Bei Kriegsende waren hier 211 Soldaten bestattet worden. Unter den Bestatteten befanden sich auch 25 aufgrund von schweren Verstümmelungen bisher nicht identifizierbare Wehrmachtssoldaten. Auf den gemeindlichen Friedhöfen lagen ebenfalls Soldaten, deren Bestattung in Beschusspausen gelungen war: in Diefflen 2, in Nalbach 21, in Piesbach 21, in Bilsdorf 3 und in Körprich 59 Soldaten. An amerikanischen Soldaten waren 40 Soldaten bestattet worden. Sie wurden im Februar 1946 auf Befehl der US-Besatzungsmacht exhumiert und in Holzkisten auf Soldatenfriedhöfe in Luxemburg und Frankreich wieder bestattet, da man nicht wollte, dass sie in feindlicher Erde ihre letzte Ruhestätte hätten.
Im Jahr 1953 wurde der bisher provisorische Friedhof als 1700 m² großes Ehrengräberfeld angelegt und in einer Feierstunde durch den saarländischen Innenminister Edgar Hector und den Ortsbürgermeister Josef Spurk eingeweiht. Wie auf dem Soldatenfriedhofsbereich des Friedhofs Pachten gestaltete die aus Dillingen stammende Bildhauerin Yvonne Weiand die Bildhauerarbeiten der Grabanlage.
- Friedhof Pachten

Der alte Friedhof rund um die alte romanische Kirche in Pachten wurde 1855 und 1905 erweitert und im Jahr 1887 bodenerhöht, da die Gräber die nun gesetzlich vorgeschriebene Tiefe nicht erreichten. Der Friedhof wurde im Jahr 1938 eingeebnet. Bereits im Jahr 1922 hatte man am Nordausgang von Pachten einen neuen großen Friedhof angelegt. Eine moderne Leichenhalle bekam der Friedhof im Jahr 1955. Der Dillinger Architekt Konrad Schmitz, der auch in Diefflen die denkmalgeschützte Leichenhalle und auf der Pachtener Heide die Kirche Maria Trost entworfen hatte, fertigte den Plan. Im Jahr 1967 wurde die Halle vom Dillinger Stadtbauamt erweitert.
Nach dem Zweiten Weltkrieg wurde auf dem Friedhof Pachten ein Ehrengräberfeld angelegt, auf dem ein Teil der in Dillingen und Pachten gefallenen deutschen Soldaten beigesetzt wurde. Die aus Dillingen stammende Bildhauerin Yvonne Weiand übernahm die Gestaltung der Grabkreuze.

Bilder
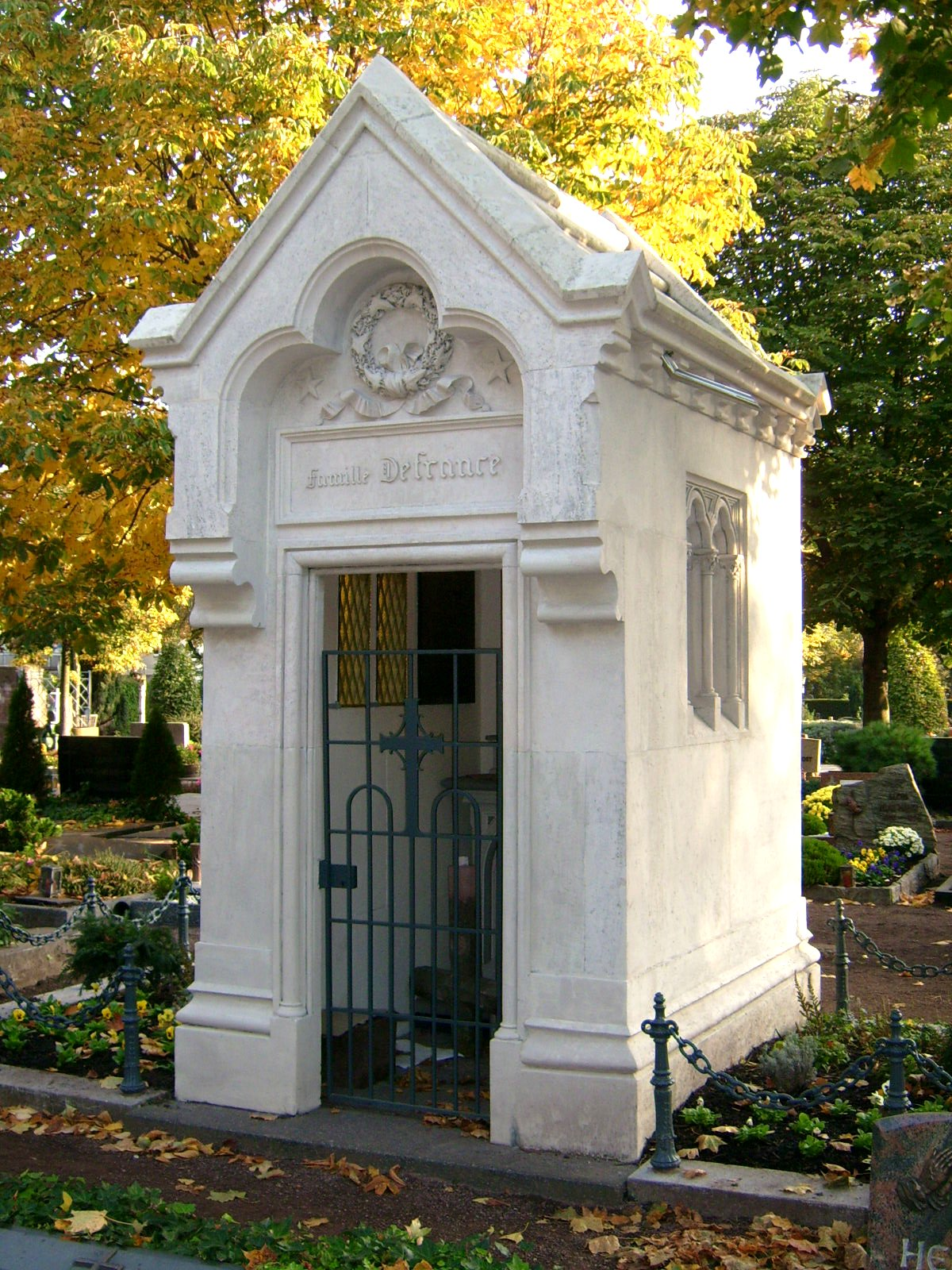
Friedhof St. Johann, Grabkapelle der Dillinger Unternehmerfamilien Defrance, Piette und Peaucellier
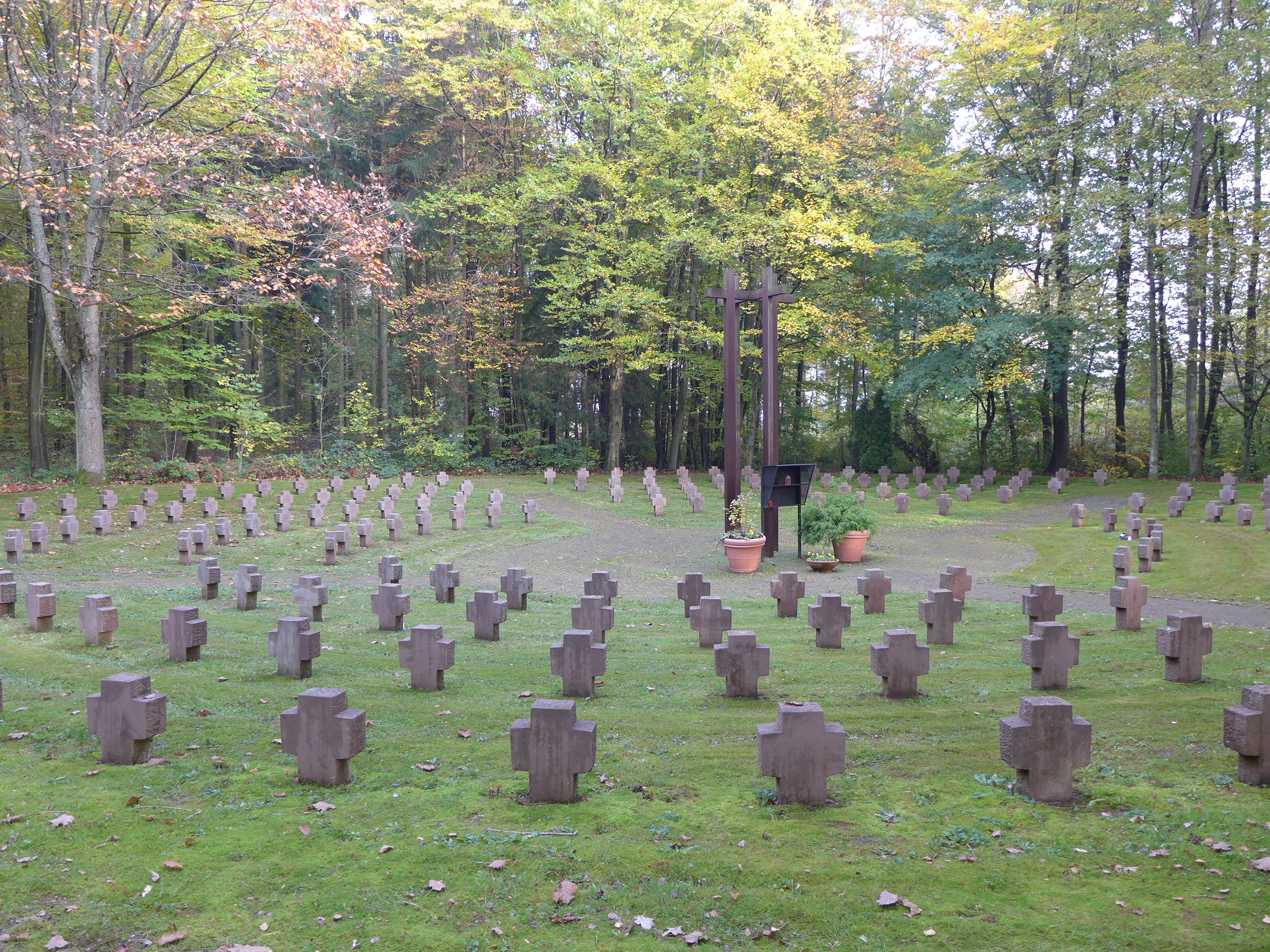
Dillingen/Saar, Ehrenfriedhof für im Zweiten Weltkrieg getötete Soldaten auf dem Waldfriedhof auf der Pachtener Heide
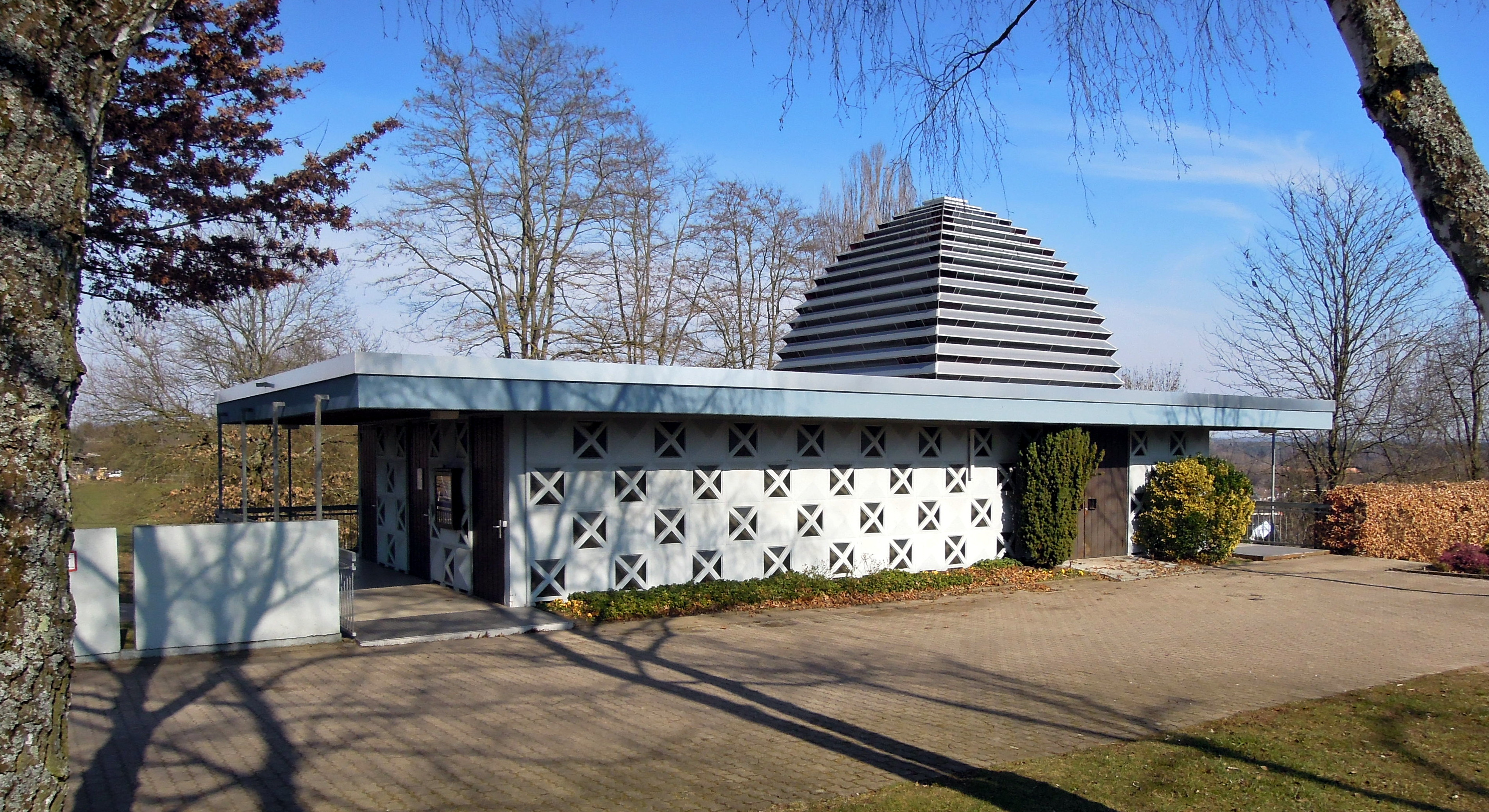
Diefflen, denkmalgeschützte Friedhofshalle
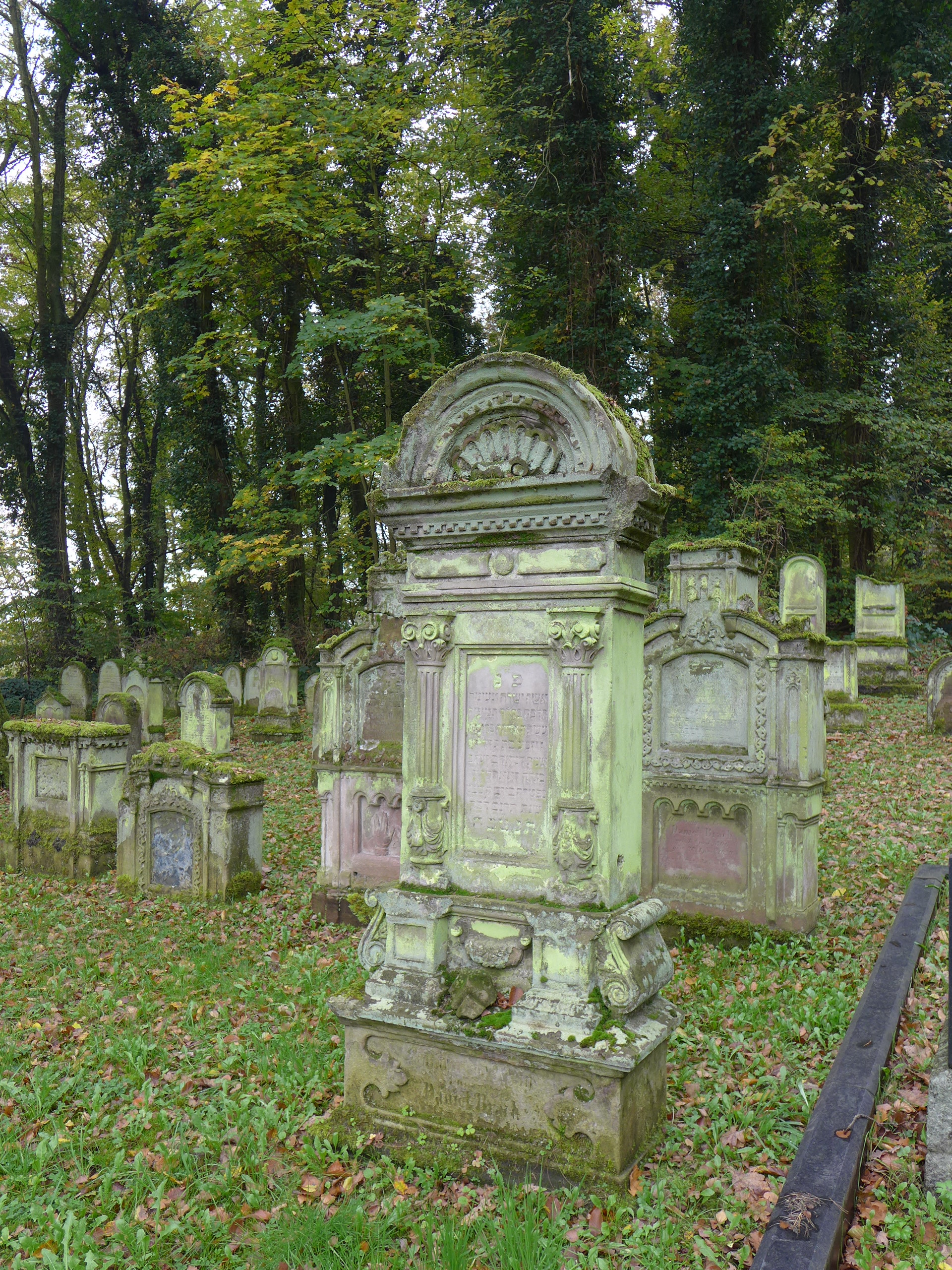
Diefflen, Jüdischer Friedhof
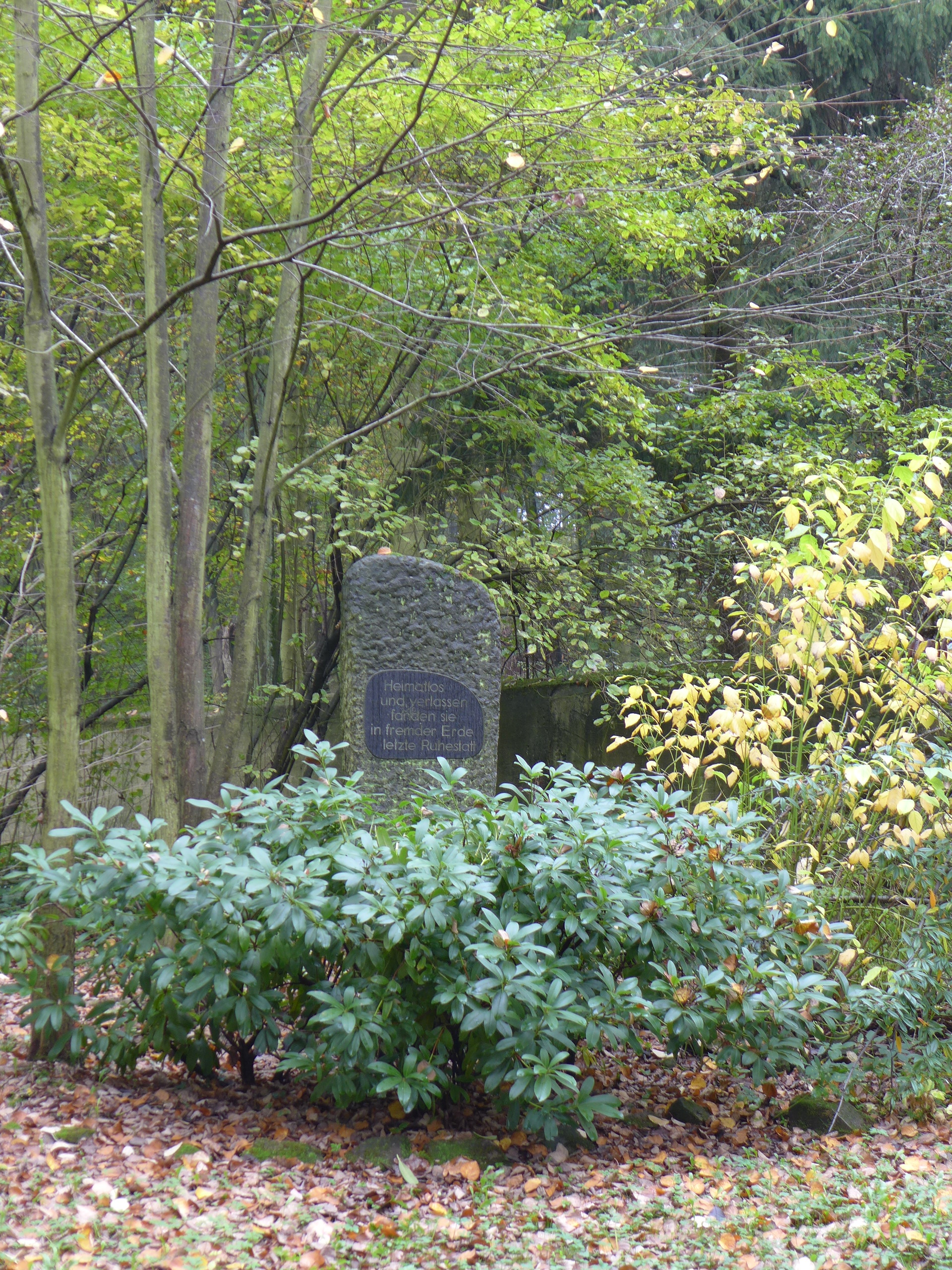
Diefflen, NS-Zwangsarbeiter-Friedhof, Gedächtnisstele
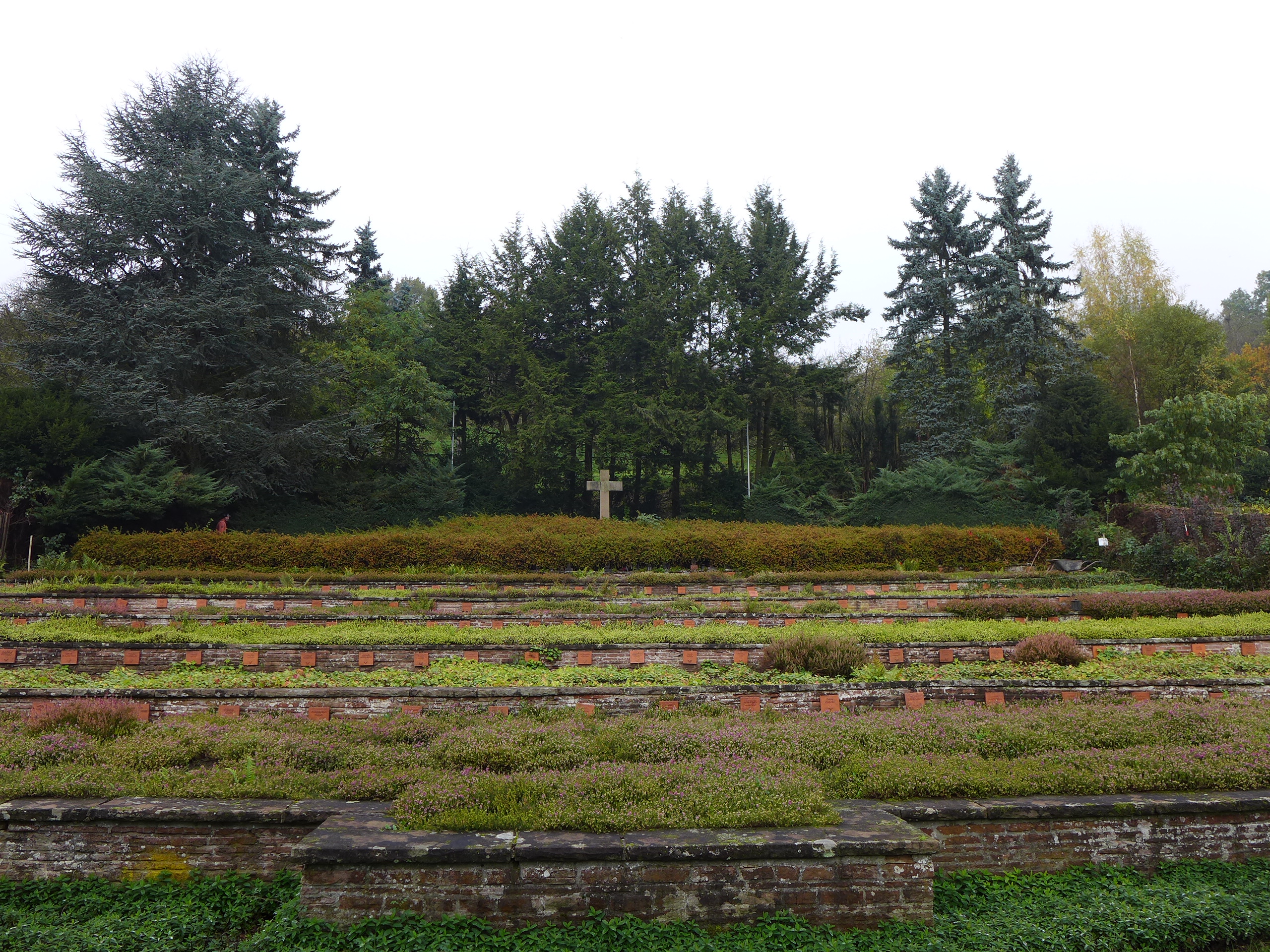
Diefflen, Ehrenfriedhof für die in den Kämpfen um Dillingen im Zweiten Weltkrieg getöteten Soldaten
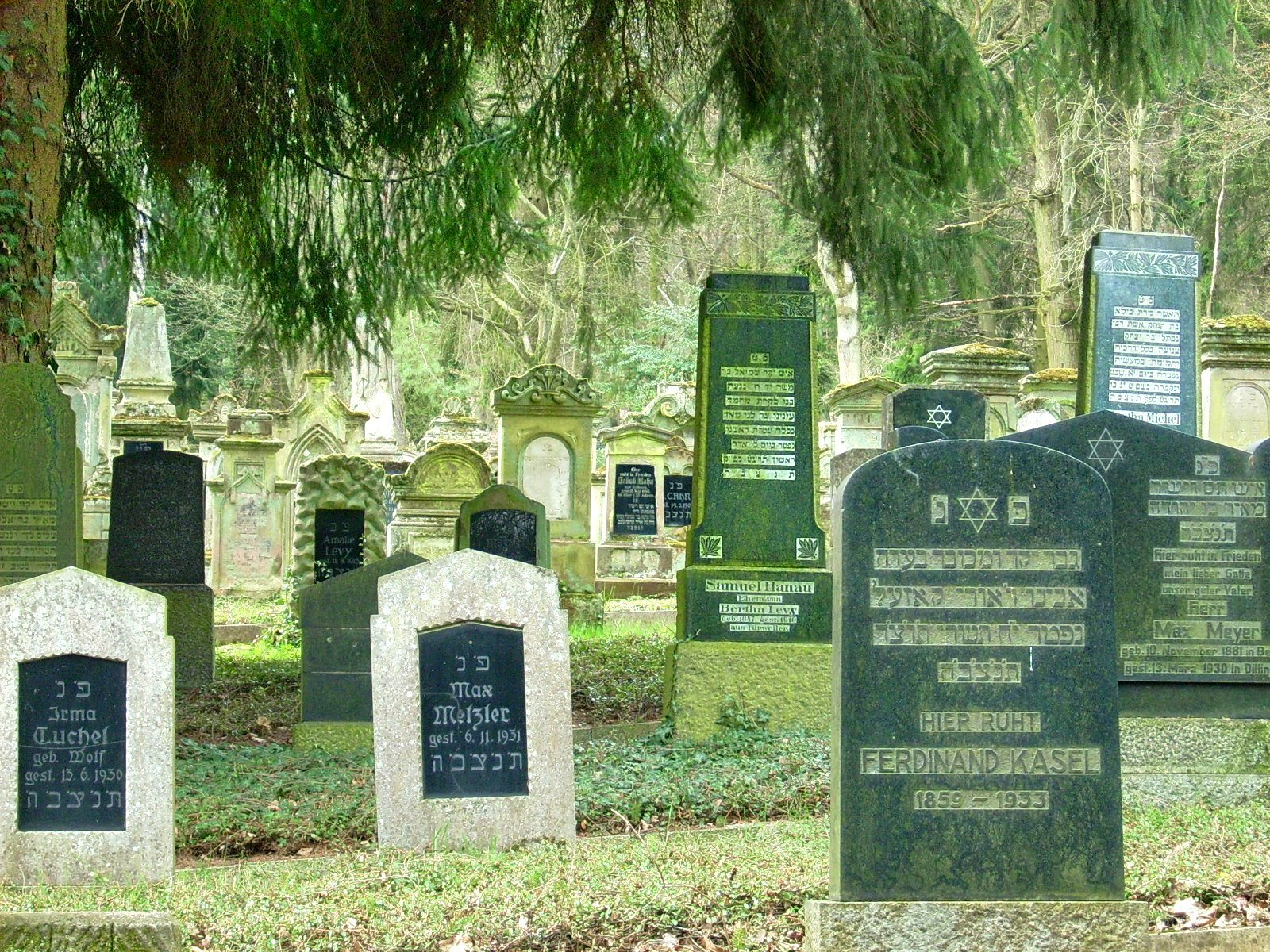
Jüdischer Friedhof in Diefflen

## Freizeit

### Parks
Die größte Anlage, der Stadtpark, ist auch Veranstaltungsraum. In ihm liegt die Stadthalle und in der Parkanlage selbst steht eine Konzertmuschel, die Musik- und Theaterveranstaltungen aufnehmen kann.
In einem Wohngebiet und direkt an das Albert-Schweitzer-Gymnasium angrenzend liegt der Rosengarten mit einem Kunstwerk von Paul Schneider.
Am südlichen Stadteingang befindet sich die Parkanlage „Kröppen“. Auch der „Platz der weißen Väter“ (Pferdewiese), eine große, von Hecken umgebene Wiesenfläche an der Werderstraße kann zur Erholung genutzt werden. Der Waldfriedhof ist parkähnlich angelegt und befindet sich im Dillinger Norden. Die Kleingartenanlage „Überm Berg“ und die Liegewiesen im Freibad bieten sich ebenfalls als erholsame Orte in der Natur an.

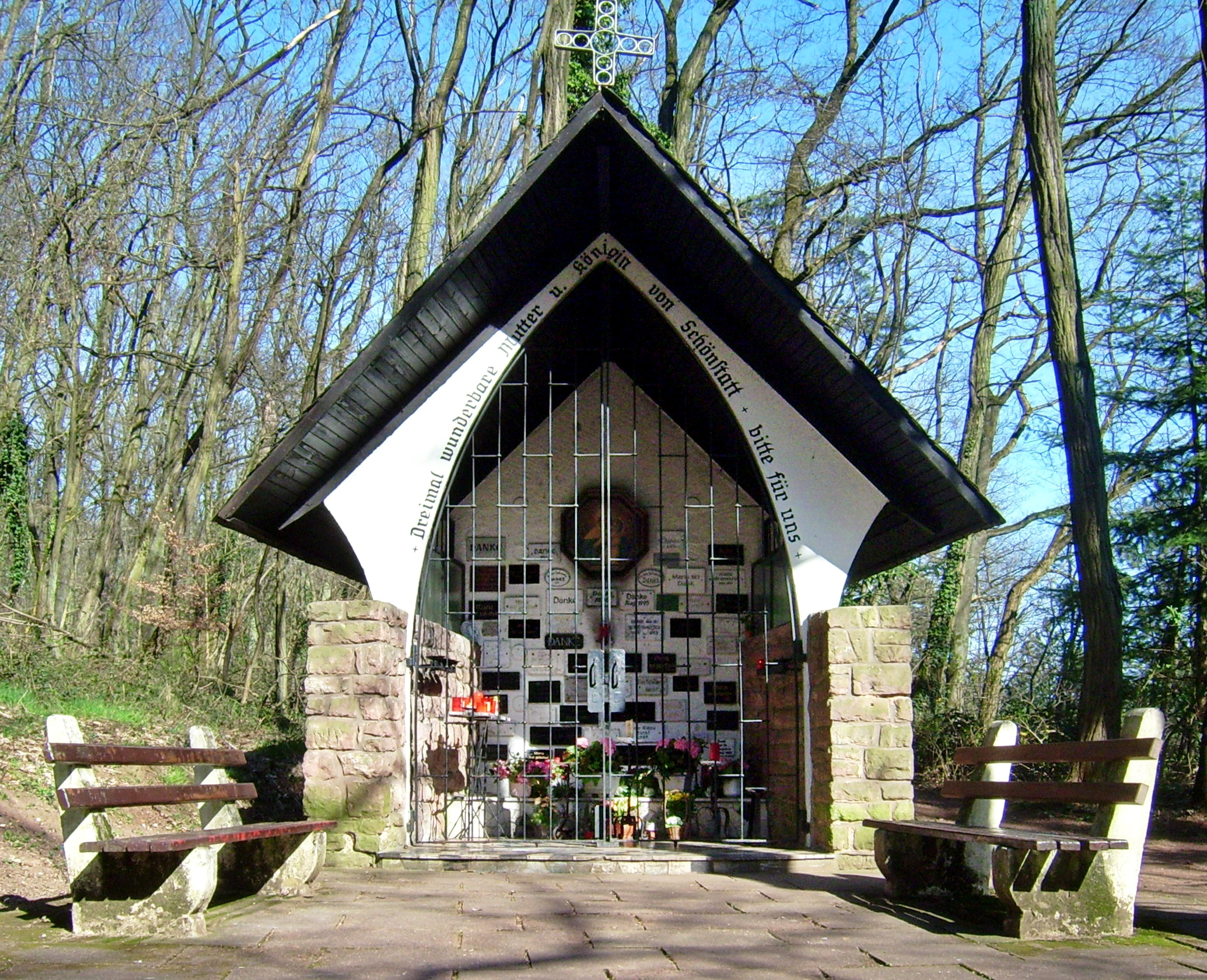
Schönstatt-Marienkapelle

Der Dillinger Hüttenwald ist ein etwa 300 Hektar großes Mischwaldgebiet im Nordosten des Dillinger Stadtzentrums. Er verdankt seinen Namen der Dillinger Hütte und befindet sich in deren Besitz. Ursprünglich gehörte er der Adelsherrschaft Dillingen mit Sitz im Alten Schloss. Außer dem Dillinger Ehrenmal und dem Jüdischen Friedhof befindet sich im Hüttenwald auch eine Marienkapelle der Schönstattbewegung aus der Zeit nach dem Zweiten Weltkrieg. In der Kapelle befindet sich – umgeben von zahlreichen Votivtafeln – eine Kopie des Gnadenbildes der Mater Ter Admirabilis, dessen Original (Refugium Peccatorum Madonna) der italienische Maler Luigi Crosio (1835–1915) im Jahr 1898 angefertigt hatte.
Im Wald befinden sich zahlreiche Bunkeranlagen des Westwalls.

### Bäder

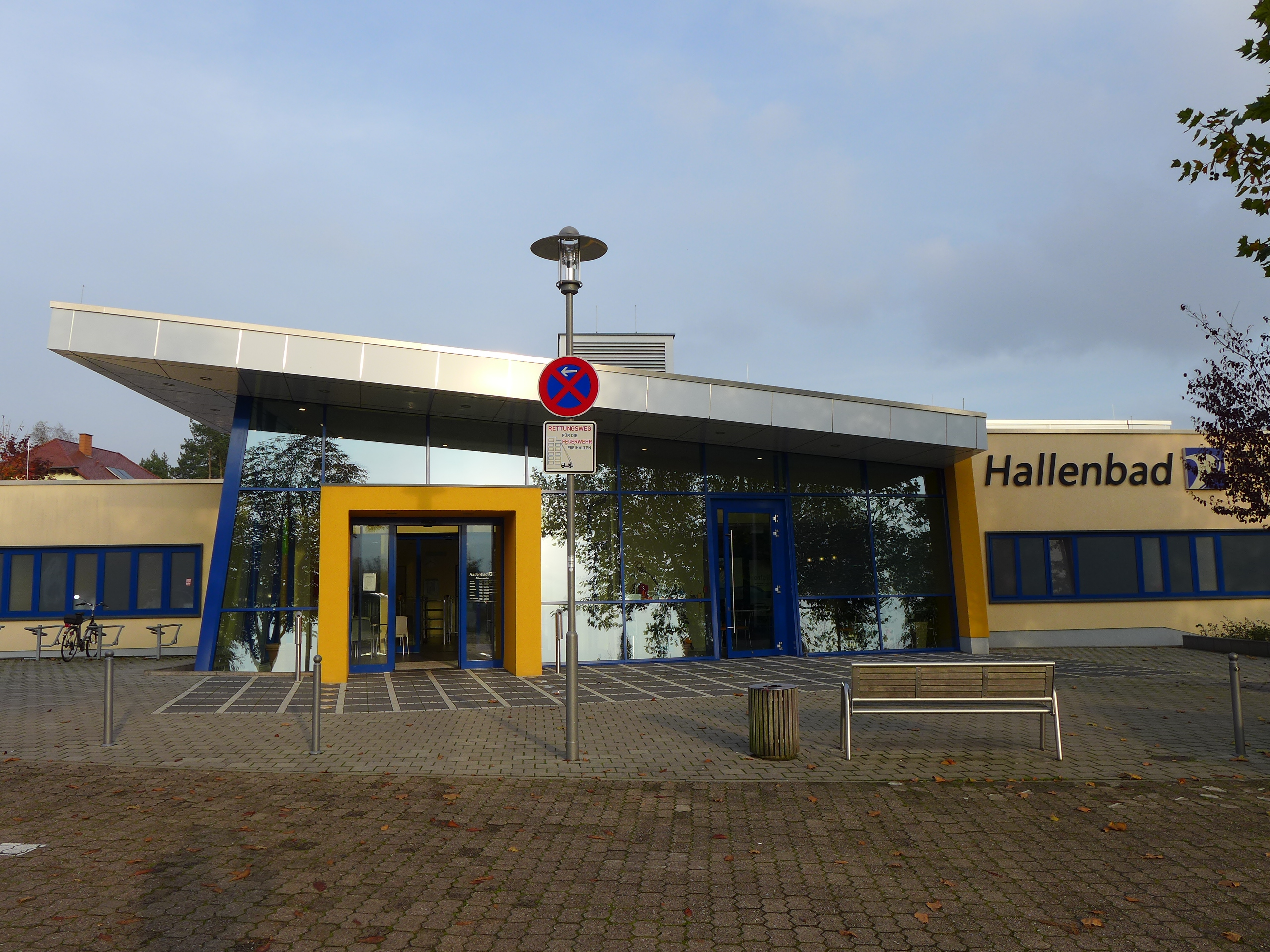
Dillingen/Saar, Hallenbad

#### Hallenbad
Das Schwimmerbecken des Hallenbades ist 25,00 m × 12,50 m groß bei 1,80 m bis 3,80 m Tiefe und hat eine Wassertemperatur von 29 °C. Der Sprungturm hat Sprungbretter bis 5 Meter. Das Nichtschwimmerbecken hat bei einer Größe von 11,50 m × 12,50 m und Tiefen von 0,85 bis 1,25 Meter eine Wassertemperatur von 31 °C. Im Nichtschwimmerbecken gibt es eine Kleinkinderrutsche, Wasserspeier und Massagedüsen.
Das Bad ist behindertengerecht gestaltet durch barrierefreien Zutritt, Behindertenumkleide, Behindertentoilette und einen Beckenlift. Ein Wickelraum wurde eingerichtet. Das Hallenbad verfügt über eine Gastronomie im Eingangsbereich.

#### Freibad

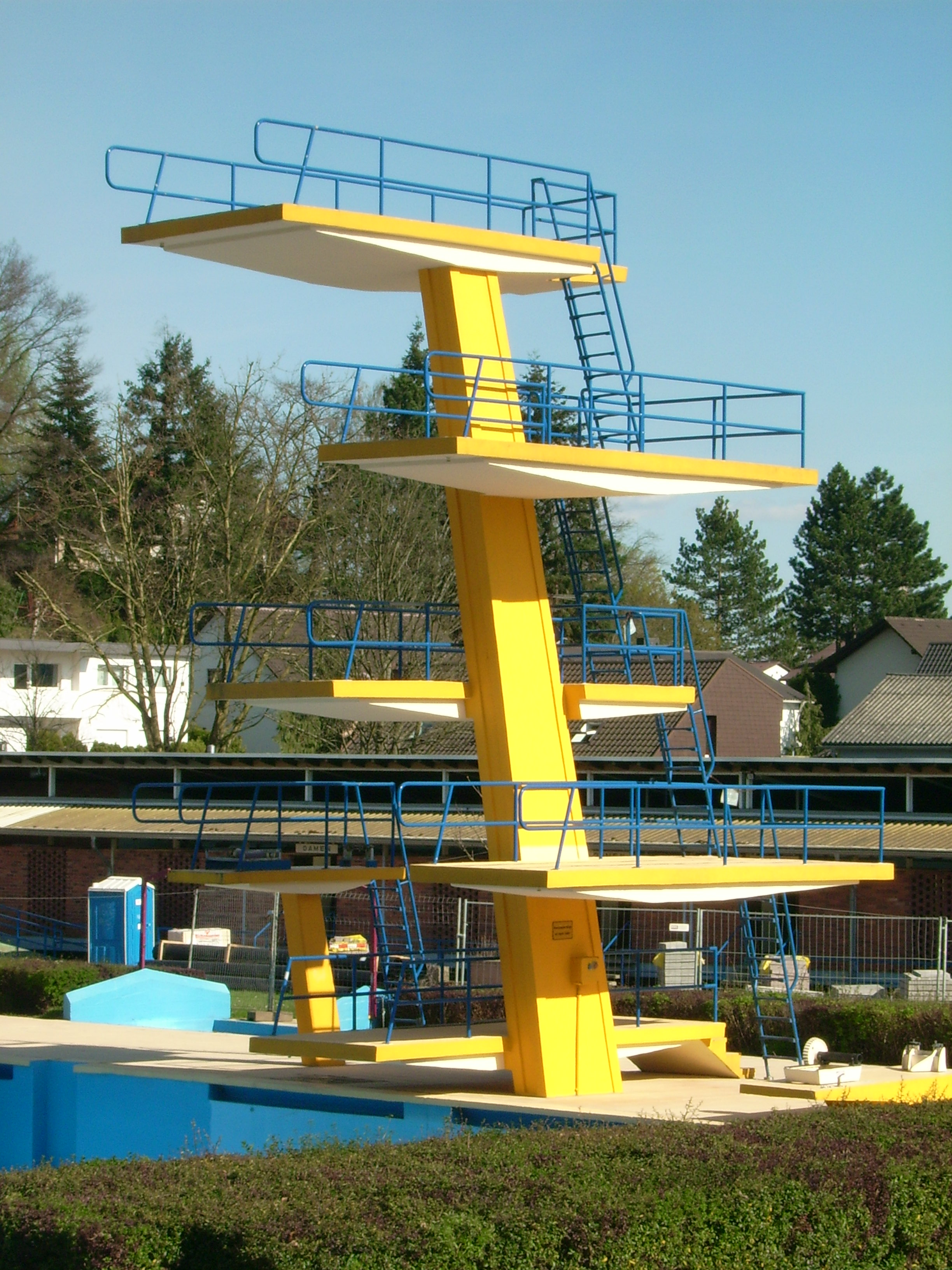
Sprungturm im Freibad

Das Freibad Dillingen liegt im Haienbachtal am Waldrand und verfügt über große Liegeflächen. Es hat vier Wasserbecken, die solar beheizt sind. Das Schwimmerbecken hat die olympische Länge von 50 m und eine Breite von 21 m bei einer Beckentiefe zwischen 1,80 und 2,40 m. Es bietet acht Bahnen und eine behindertengerechte Edelstahl-Einstiegtreppe.
Das Nichtschwimmerbecken besteht aus einer Edelstahlwanne auf 1050 m² Fläche mit Wassertiefen zwischen 0,60 und 1,35 m und zwei Rutschen. Die Großrutsche hat eine Länge von ca. 45 m und beginnt mit 4,50 m Höhe. Eine weitere Rutsche ist 2 m breit.
Das Sprungbecken hat eine Größe von 18 Meter × 16 Meter bei einer Tiefe von 4,50 Metern, mit zwei Sprungbrettern von je 1 Meter und 3 Meter. Es hatte einen Sprungturm mit Sprungplattformen von 1 Meter, 3 Meter, 5 Meter, 7,5 Meter sowie die einzige 10-Meter-Sprungplattform im Saarland, war jedoch seit 2016 außer Betrieb. Am 24. März 2023 wurde der Turm demontiert.
Das Planschbecken hat eine Größe von 360 m² bei einer Tiefe von 10 bis 30 cm.

### Sportanlagen
- mehrere Angelweiher
- Beachvolleyballfeld am Parkstadion
- Bouleplätze im Stadion Babelsberg und im Weiß-Kreuz-Stadion
- Gymnastikhalle Odilienschule
- Hunde-Dressur-Platz
- Kanustrecke auf der Saar
- Kegelbahnen im Gemeindehaus Diefflen und in der Stadthalle
- Kreissporthalle des Landkreises Saarlouis in Dillingen/Saar (Leistungszentrum des Saarländischen Turnerbundes Gerätturnen)
- Pool-Billard-Anlage im Weiß-Kreuz-Stadion
- Reitanlage (Freianlage und Hallen) im Flachsfeld Pachten
- Römerhalle (Mehrzweckhalle) in Pachten
- Schießanlage in der Sporthalle Diefflen
- Schützenhaus Überm Berg
- Schützenhaus im Sportzentrum Pachten
- Schiffsmodellbauweiher „In den Steinen“
- Sporthalle West
- Sporthalle Diefflen
- Sporthalle Merziger Straße
- Stadion Papiermühle
- Parkstadion (Rasenplatz)
- Stadion Babelsberg
- Stadion Flachsfeld
- Weißkreuzstadion
- Tennisanlage Dillingen „Am Schwimmbad“
- Tennisanlage Diefflen
- Tennisanlage Pachten
- Turnhalle Primsschule
- Turnhalle Philipp-Schmitt-Schule
- Turnhalle Römerschule
- Turnhalle Odilienschule
- Turnhallen des Albert-Schweitzer-Gymnasiums

### Weitere Freizeiteinrichtungen

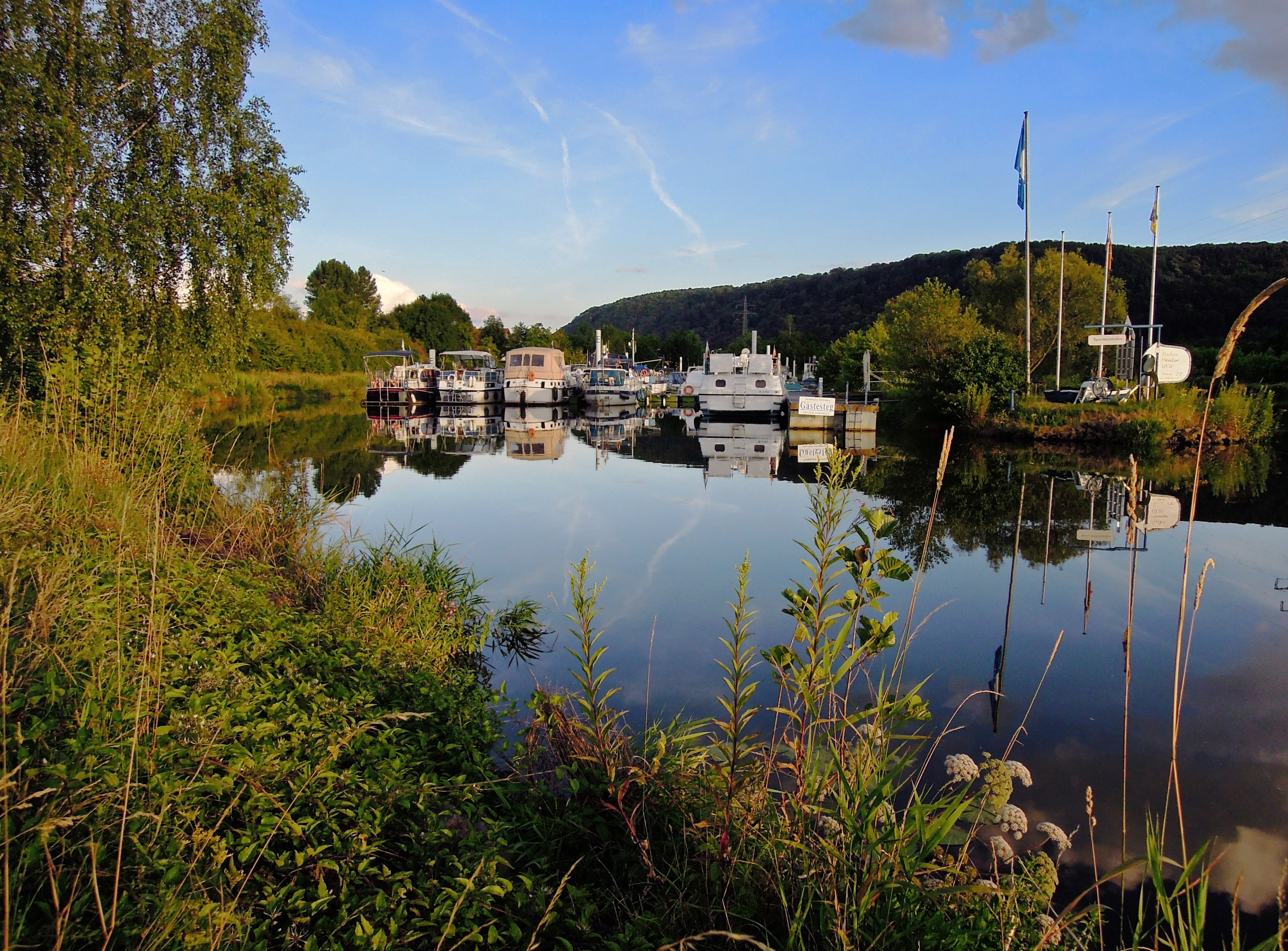
Dillingen Sporthafen

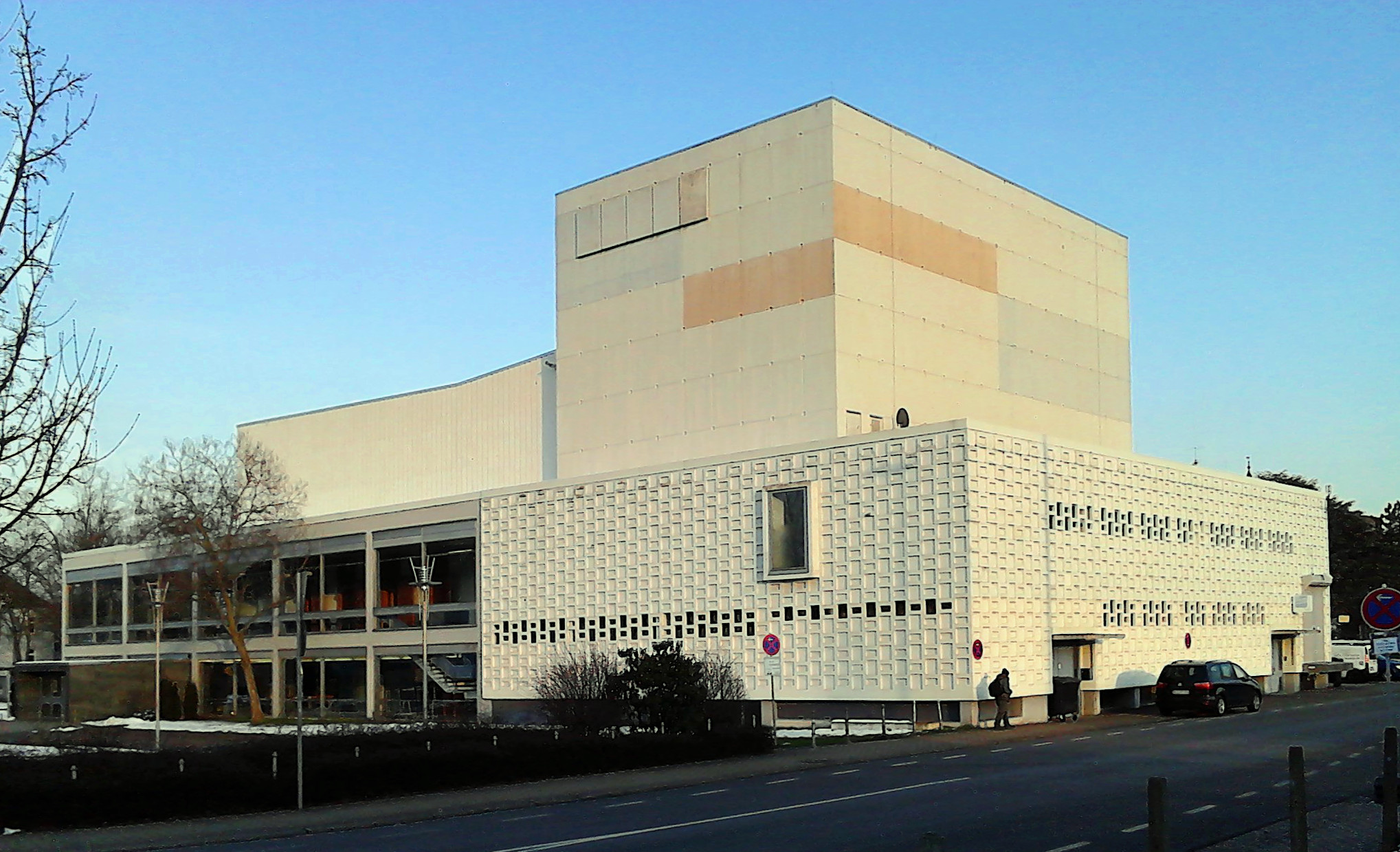
Stadthalle Dillingen

In Dillingen gibt es einen Segelflugplatz und einen Sporthafen. Der nördlich angrenzende Hüttenwald dient als Naherholungsgebiet.

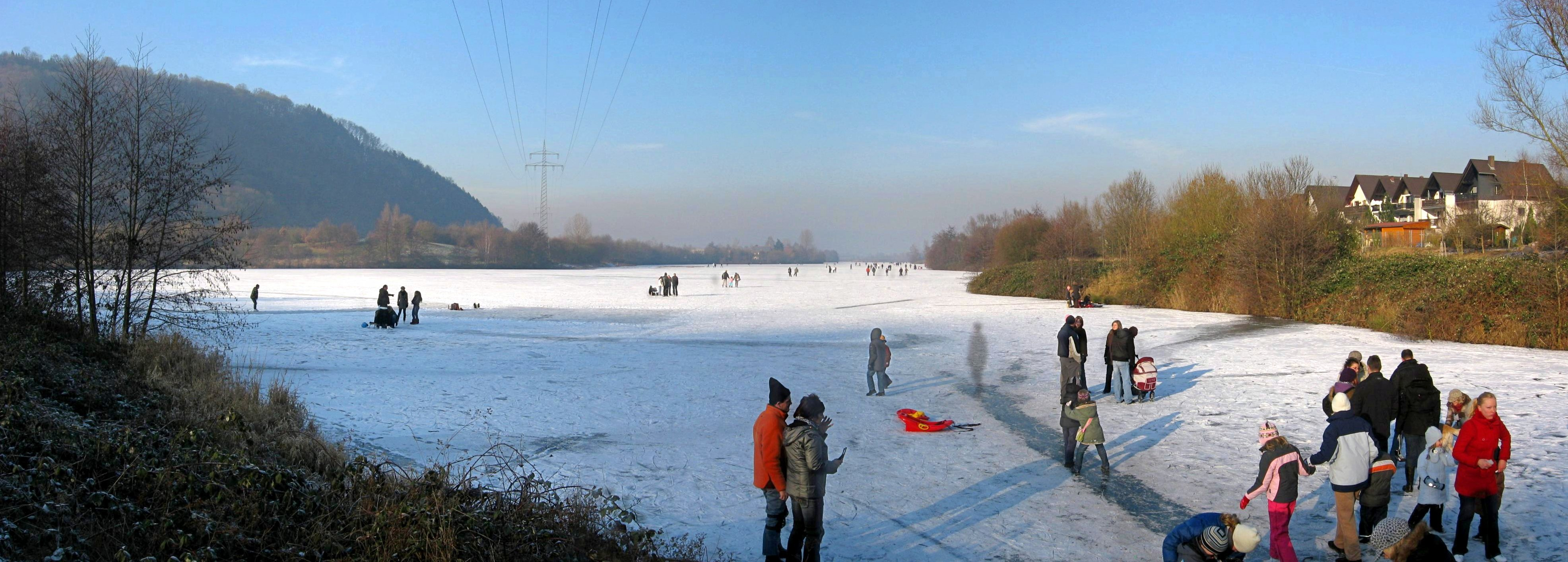
Zugefrorener Ökosee

Ebenfalls in der Funktion eines Naherholungsgebietes entstand in den 1980er Jahren als ökologische Ausgleichsfläche zum Saarausbau der Dillinger Ökosee. Der See selbst darf aus ökologischen Gründen nicht direkt genutzt werden, aber um den See herum führt ein 3,6 km langer Rundwanderweg. Seit 2004 ist der See EU-Vogelschutzgebiet nach der Fauna-Flora-Habitat-Richtlinie. Zwischen 2006 und 2014 gestaltete der NABU Saarlouis/Dillingen die Uferzonen und die Insel des Sees zur Optimierung der Biotop-Funktion neu. Dabei wurden mehrere hundert Meter steil abfallender Uferzonen verflacht und die Insel teilweise unter Wasserniveau abgeschoben, neu modelliert und Flachwasserzonen und Tiefstellen geschaffen. Am Ostufer entstand für Besucher ein Beobachtungshügel.

### Theater und Kongresse
Für Theateraufführungen und Kongresse dient seit den 1960er Jahren die Dillinger Stadthalle mit ihrer Vollbühne.
Die Stadthalle in der Pachtener Straße wurde Anfang von 1958 bis 1962 im Stadtgarten erbaut.
Die Stadthalle wurde am 30. November/1. Dezember 1962 mit der musikalischen Komödie „Feuerwerk“ von Paul Burkhard und prominenten Protagonisten eröffnet. Regisseur dieser ersten Eröffnungsaufführung in Dillingen war Erik Ode, das Bühnenbild besorgte Jan Schlubach, Schauspieler waren: Blanche Aubry, Karl Schönböck, Christian Wolff, Hilde Sessak, Dorothea Wieck, Brigitte Mira und Benno Hoffmann. Die erste Opernaufführung erfolgte am 10. Januar 1963 mit Wolfgang Amadeus Mozarts Operndrama Il dissoluto punito ossia il Don Giovanni in der Inszenierung von Hermann Wedekind und unter der musikalischen Leitung von Philipp Wüst.
Neben einem Theatersaal bietet die Stadthalle eine Reihe von Nebenräumen, so dass sie auch für Kongresse, Messen und Ausstellungen geeignet ist. Der Große Saal umfasst 345 m², die Bühne 180 m². Bei einer Theaterbestuhlung stehen 754 Plätze (incl. Empore) zur Verfügung. Die beiden Foyers haben eine Fläche von 960 m² (unteres Foyer 690 m², oberes Foyer 270 m²). Im unteren Foyer kann ein Konferenzsaal abgetrennt werden. Der Gesellschaftsraum bietet bei Theaterveranstaltungen 180 Sitzplätze. In der Stadthalle gibt es ein Bistro mit Terrasse zum Stadtpark.
Das Gebäude wurde von der Architektengemeinschaft Kurt Baldauf aus Dillingen, Klaus Hoffmann aus Saarlouis und Erwin Klein aus Saarlouis entworfen. Die Innenausstattung besorgte die österreichische Innenarchitektin und Möbelentwerferin Herta-Maria Witzemann in Zusammenarbeit mit Wolfgang Stadelmaier und Karl Meier von der Staatlichen Akademie der Bildenden Künste Stuttgart. Witzemann entwarf etwa zeitgleich die Einrichtung des Kanzlerbungalows in Bonn sowie des Gästehauses der Bundesrepublik auf dem Petersberg in Bonn.
Die Wandgestaltung der Foyers entwarf der Münchner Künstler Blasius Spreng von der Akademie der Bildenden Künste München in Enkaustik-Technik. Spreng hatte sich unmittelbar zuvor mit der künstlerischen Gesamtgestaltung der Stuttgarter Liederhalle einen Namen gemacht. Der ehemalige Hoteltrakt wird zu Schulungszwecken der Volkshochschule benutzt.
Die Römerhalle in Pachten ist eine Mehrzweckhalle für Sport, Kultur und Gesellschaftsveranstaltungen. Bei einer Konzertbestuhlung bietet der Raum (Saal: 370 m², Bühne: 65 m²) 500 Plätze.

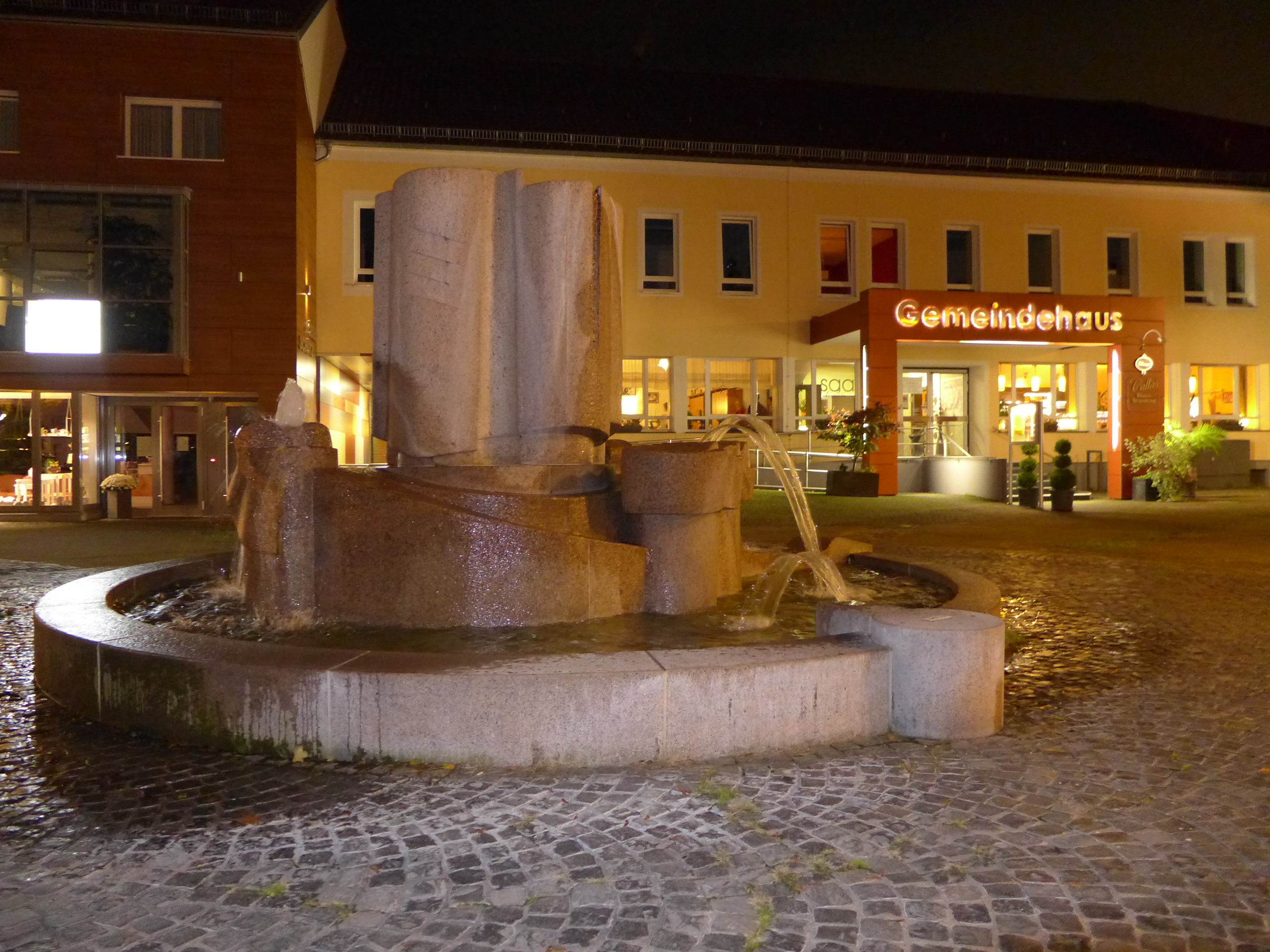
Gemeindehaus in Diefflen mit Oliberius-Brunnenanlage

Das Gemeindehaus Diefflen in der Dillinger Straße ist eine Halle für kulturelle und gesellschaftliche Veranstaltungen. Der Hauptsaal (Saal: 270 m², Bühne: 45 m²) bietet bei Konzertbestuhlung 288 Plätze. Im Gemeindehaus befinden sich im Obergeschoss die ehemaligen Bürgermeisterverwaltungsräume und der ehemalige Ratssaal der früher selbstständigen Gemeinde Diefflen. Im Erdgeschoss befindet sich ein Restaurant.

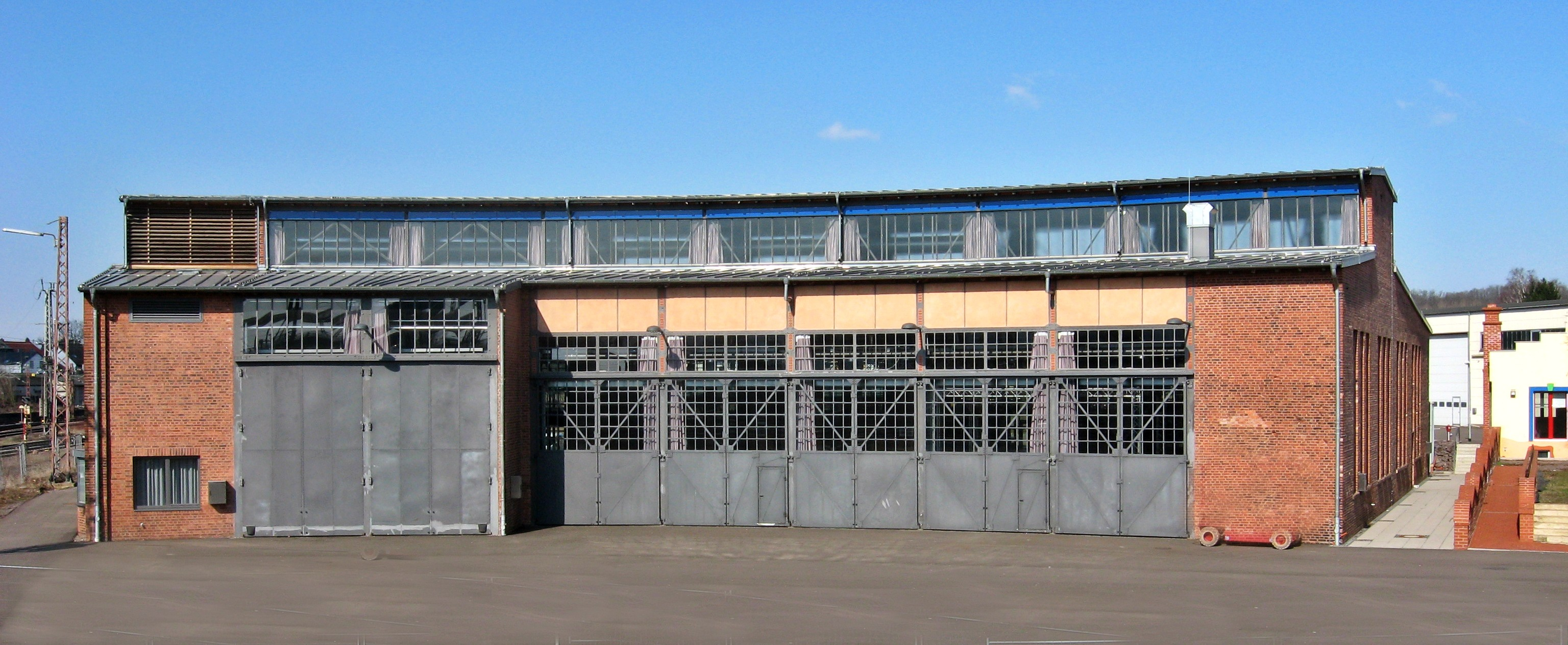
Lokschuppen

Seit dem Jahr 2008 verfügt die Stadt Dillingen über den im Jahr 1900 erbauten denkmalgeschützten Lokschuppen Dillingen als zusätzliche Veranstaltungshalle.
Quelle:

### Kino

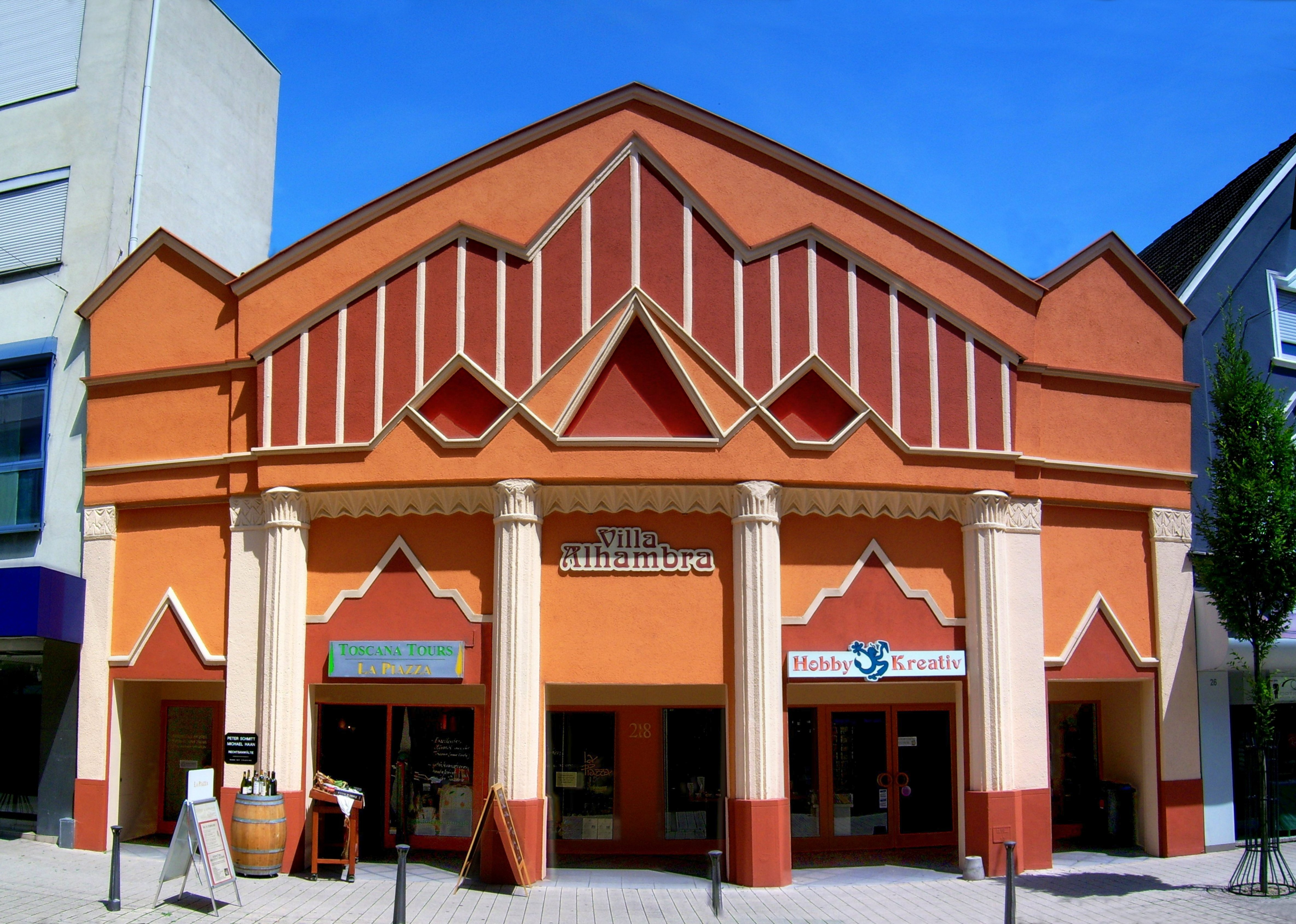
Ehemaliges Kino „Alhambra“ in der Hüttenwerkstraße im Stil des kristallinen Expressionismus

Peter Gill, der auf der Pariser Weltausstellung im Jahr 1900 Filmvorführungen der Brüder Auguste und Louis Lumière gesehen hatte, eröffnete am 8. Juli 1911 die Union-Lichtspiele in Dillingen.
In der Hüttenwerkstraße 26/28 wurde im Jahr 1917 das „Kinematographen-Theater Helios“ gegründet. Ab dem Jahr 1928 errichtete man dort das Kino „Alhambra“. Nach dem Zweiten Weltkrieg wurde es im Jahr 1949 wieder eröffnet. Sein Verwalter war zunächst Henry Marx, ab 1953 die „Vereinigte Filmtheater Hermann Märzen oHG“. Das „Alhambra“ verfügte anfangs über 420, später über 475 Plätze. Das Kino war bis Anfang der 1970er Jahre in Betrieb. Nach seiner Schließung stand das Gebäude lange Zeit leer und dient aktuell als Geschäftshaus.
Das Apollo-Theater in der Hüttenwerkstraße 15 bot bis zu 300 Zuschauern Platz. Im Jahr 1955 eröffnete der „Europa-Palast“. Das Kino mit zwei Sälen und bauzeitlicher Ausstattung der 1950er Jahre ist seit dem Jahr 2016 geschlossen. Die Scala-Lichtspiele in der Johannesstraße 46 eröffneten im Jahr 1960.

### Vereine
In der Stadt Dillingen sind fast 100 Vereine aktiv.

## Persönlichkeiten

### Ehrenbürger
- Otto Friedrich Weinlig (1867–1932), Generaldirektor der Dillinger Hütte und erster Beigeordneter der Gemeinde Dillingen, Ehrenbürgerschaft im Jahr 1918 verliehen[243]
- Josef Deilmann, Chefarzt des Dillinger Krankenhauses, Ehrenbürgerschaft im Jahr 1954 verliehen[243]
- Paul Desfossez, Hüttendirektor, Ehrenbürgerschaft im Jahr 1954 verliehen[243]
- Joseph Roederer, Hüttendirektor, Ehrenbürgerschaft im Jahr 1954 verliehen[243]
- Peter Lamar, Ehrenamtlicher Bürgermeister, Direktor der Kreisverkehrsbetriebe, Ehrenbürgerschaft im Jahr 1968 verliehen[243]
- Aloys Lehnert (1888–1976), Oberstudienrat am Dillinger Gymnasium, Förderer des kulturellen Lebens in Dillingen, Heimatforscher, Ehrenbürgerschaft im Jahr 1968 verliehen[243][244]
- Jean Mesqui, Hüttendirektor, Ehrenbürgerschaft im Jahr 1968 verliehen[243]
- Klara Kunz, Ehrwürdige Schwester Maria Richardis, geborene Klara Kunz, 50-jährige sozialkaritative Tätigkeit als Franziskanerin in der ambulanten Krankenpflege, Ehrenbürgerschaft im Jahr 1968 verliehen[4]
- Albert Kremer, Rektor der Römerschule, Stadtratsmitglied und Heimatforscher, Ehrenbürgerschaft im Jahr 1976 verliehen[245]
- Alois Lauer (1901–1984), Fabrikant, Mitbegründer und erster Vorsitzender der Dillinger Ortsgruppe der NSDAP (seit 30. Juni 1932), seit 23. November 1933 Führer der „Deutschen Front“ im Dillinger Gemeinderat[246][247] Alois Lauer ist Stifter der Alois-Lauer-Stiftung. Ehrenbürgerschaft im Jahr 1976 verliehen[63]
- Roland de Bonneville (1930–2007), von 1974 an Finanzvorstand, ab 1989 Vorstandsvorsitzender der Dillinger Hütte, Ehrenbürgerschaft im Jahr 2007 verliehen[248]

### Söhne und Töchter der Stadt (Auswahl)
- Joseph Peter Audebert (1848–1933), Naturforscher[249]
- Siegfried Alkan (1858–1941), Komponist
- Jacob Hector (1872–1954), Arzt und Politiker, Bürgermeister der Stadt Saarlouis und Mitglied der Regierungskommission des Saargebietes
- Rudolf Schmidt (1875–1943), brandenburgischer Journalist, Heimatforscher und Regionalhistoriker
- Albert Korn (1880–1965), Natur- und Heimatdichter[250]
- Carl Kammer (1881–1968), Domkapitular und Vorsitzender des Caritasverbandes der Diözese Trier
- Aloys Lehnert (1888–1976), Gymnasiallehrer und Landesgeschichtler
- Jakob Burger (1896–1944), Sozialdemokrat, Opfer des Nationalsozialismus
- Johann Jacob Kindt-Kiefer (1905–1978), Politiker, Publizist und Unternehmer, Berater Konrad Adenauers[251]
- Alfons Gärtner (1908–1938), Missionar und Märtyrer
- Edeltraut Klapproth (1909–2005), Malerin und Autorin
- Hannelore Baron (1926–1987), US-amerikanische Künstlerin
- Reinhold Kluthe (1928–2007), Internist, Nephrologe und Ernährungsmediziner
- Ursula Hansen (* 1935), Ärztin und Politikerin (CDU)
- Helmut Feld (1936–2020), Hochschullehrer, Theologe und Kirchenhistoriker[252]
- Maria Geroldine Dörpinghaus (1937–2020), katholische Ordensschwester und Malerin der Ars Sacra
- Margret Maria Baltes (1939–1999), Psychologin und Gerontologin
- Gerd Udo Feller (* 1943), Schauspieler, Sprecher und Theaterregisseur
- Max-Peter Ratzel (* 1949), Direktor der europäischen Polizeibehörde Europol
- Klaus Kessler (* 1951), Politiker (Bündnis 90/Die Grünen)
- Raimund Fellinger (1951–2020), Lektor und Herausgeber
- Karl-Heinz Schommer (* 1953), Architekt
- Klaus Wilhelm Maria Kell (* 1955), Klassischer und Provinzialrömischer Archäologe
- Matthias Kniesbeck (1955–2018), Schauspieler und Regisseur
- Andreas Rothkopf (* 1955), Organist, Pianist und Musikpädagoge
- Jan Spurk (* 1956), Soziologe, Autor, Universität Paris V[253]
- Wolfram G. Zoller (* 1956), Internist und Gastroenterologe
- Franz-Josef Berg (* 1957), Politiker (CDU) und Bürgermeister von Dillingen
- Herry Schmitt (* 1957), Pianist, Komponist, Arrangeur und Musikproduzent
- Peter Jost (* 1960), Musikwissenschaftler
- Vera Bourgeois (* 1961), Künstlerin
- Margit Fisch (* 1961), Ärztin, Wissenschaftlerin und Hochschullehrerin
- Thomas Kautenburger (* 1961), Schauspieler und Autor
- Günter Hermann Ewen (1962–1999), Straftäter und Amokläufer
- Petra Berg (* 1964), Rechtsanwältin und Politikerin (SPD)
- Wolfgang Hau (* 1968), Rechtswissenschaftler
- Petra Scherer (* 1970), Politikerin (SPD)
- Daniel Quinten (* 1974), Volkswirt und Manager
- Michael Müller-Kasztelan (* 1981), Opernsänger (Tenor)
- Luca Kerber (* 2002), Fußballspieler

### Persönlichkeiten, die in dieser Stadt gewirkt haben (Auswahl)
- Charles Henri Gaspard de Lenoncourt Marquis de Blainville († 1713), lothringischer Adeliger, Herr von Dillingen, Gründer der Dillinger Hütte 1685[254][255][256]
- Philipp Wilhelm Justus von Mandell (1741–1828), Hofmarschall in Saarbrücken, Maire von Saarbrücken, Herr von Dillingen[257][258][259]
- Ludwig (1745–1794), von 1768 bis zur Französischen Revolution letzter Fürst von Nassau-Saarbrücken, Herzog von Dillingen[260][261]
- Johann Adam Knipper d. Ä. (1746–1811), 1789–1790 Bauleiter bei den Umbaumaßnahmen am Schloss Dillingen[262][263][264]
- Balthasar Wilhelm Stengel (1748–1824), Architekt der Umbaumaßnahmen des Alten Schlosses in Dillingen (1789–1790)[265][266][267][268]
- Katharina Kest (1757–1829), Reichsgräfin von Ottweiler, Herzogin von Dillingen[260]
- Jean Louis Piette (1767–1833), Dillinger Papierfabrikant
- Heinrich Böcking (1785–1862), Bergrat, Bürgermeister in Saarbrücken[269][270]
- Carl Friedrich Stumm (1798–1848), Unternehmer[269][271]
- Louis Piette (1803–1862), Dillinger Papierfabrikant[272][273]
- Prosper Joseph Maria Piette (1806–1872), Dillinger Papierfabrikant
- Philipp Schmitt (1805–1856), Pfarrer von St. Johann und Altertumsforscher[274]
- Charles-Nicolas Peaucellier (1832–1919), Erfinder und französischer General, vor der Exhumierung 1929 bestattet in der Dillinger Defrance-Gruft
- Johann Peter Hillen (1832–1911), Pfarrer von Dillingen, Bauherr der Pfarrkirche St. Maximin in Pachten[275]
- Carl Ferdinand von Stumm-Halberg (1836–1901), Vorsitzender des Aufsichtsrates der Dillinger Hütte[276]
- Eduard Sigismund Böcking (1842–1916), Industrieller, Aufsichtsrat der Dillinger Hütte, Erbauer der Schlackenmühle[269]
- Julius Wilhelm Imandt (1846–1915), katholischer Theologe, Kaplan in Dillingen, Dillinger Kulturkampfpriester[277][278]
- Wilhelm Hector (1855–1918), Architekt, Erbauer der Kirchen St. Josef in Diefflen und St. Maximin in Pachten[279]
- Otto Günther-Naumburg (1856–1941), Charlottenburger Landschafts- und Architekturmaler und Hochschulprofessor[280]
- Wilhelm Franz (1864–1948), Erbauer des Dillinger Rathauses und Hochschulprofessor[281][282]
- August Rudolf de Haas (1864–1931), Pfarrer, Bau der ersten ev. Kirche und der ev. Schule in Dillingen[283]
- Otto Friedrich Weinlig (1867–1932), Industrieller, von 1899 bis 1907 Technischer Direktor der Dillinger Hütte[284]
- Mathias Joseph Prior (1870–1946), Pfarrer in Dillingen, Bauherr des Saardomes[285]
- Peter Marx (1871–1958), Architekt, Erbauer des Saardomes[286]
- Angelika Merkelbach-Pinck (1885–1972), Schwester von Louis Pinck, lothringische Volkskundlerin, Schulleiterin der Höheren Mädchenschule Dillingen[287][288][289]
- Gustav Regler (1898–1963), Schriftsteller[290]
- Nikolaus Fox (1899–1946), saarländischer Volkskundler und Studienrat[291]
- György Lehoczky (1901–1979), Architekt und Kirchenfenstermaler, Gestalter der Nachkriegsfenster im Saardom
- Gotthard Franz (1904–1991), Bauingenieur und Hochschullehrer, erbaute im Jahr 1954 die Saarbrücke Dillingen
- Franz-Josef Röder (1909–1979), Ministerpräsident des Saarlandes von 1959 bis 1979, Oberstudiendirektor am Dillinger Gymnasium[292][293][294]
- Edvard Frank (1909–1972), Maler[295][296][297]
- Blasius Spreng (1913–1987), Maler, Bildhauer, Glasmaler und Mosaizist, künstlerischer Gestalter der Innenräume der Stadthalle (Dillingen)
- Nikolaus Schreiner (1914–2007), Politiker (SPD), Arbeitsdirektor bei der Dillinger Hütte
- Willi Graf (1918–1943, Hinrichtung), späteres Mitglied der christlich motivierten Widerstandsgruppe Weiße Rose, absolvierte 1937 in Dillingen den Reichsarbeitsdienst im RAD-Lager „Irminsul“[298][299][300] Grafs ablehnende Haltung gegenüber dem Nationalsozialismus während des Dillinger Reichsarbeitsdienstes äußerte er in seinen Dillinger Briefen und Tagebuchaufzeichnungen.[301][302][303]
- Richard Eberle (1918–2001), Bildender Künstler und Kunstpädagoge[304]
- Herta-Maria Witzemann (1918–1999),  Innenarchitektin und Möbelentwerferin, Designerin der Innenausstattung der Dillinger Stadthalle[305]
- Manfred Schäfer (1921–1999), Volkswirt und saarländischer Finanzminister und Wirtschaftsminister[306]
- Brunhilde Peter (1925–2014), Politikerin (SPD), 1985–1991 saarländische Ministerin[307]
- Karl Hanus (1927–2013), Ingenieur und Architekt, Erbauer der denkmalgeschützten Wohnanlage Papst-Haasper am Fischerberg
- Hans Moretti (1928–2013), Dillinger Zauberkünstler
- Siegfried Pollack (1929–2018), Metall- und Grafikdesigner, Maler, 1967–1991 Kunsterzieher am Dillinger Gymnasium[308][309]
- Berthold Budell (1929–2010), Naturwissenschaftler, Pädagoge, saarländischer Umweltminister[310]
- Albert André (1930–2014), Monsignore, hatte seinen Dienstsitz als Regionaldekan der früheren Trierer Bistumsregion Saar-Hochwald in Dillingen.
- Roland de Bonneville (1930–2007), französischer Manager, ab 1954 für die Dillinger Hütte tätig
- Clemens Kremer (1930–2000), Komponist und Literat, saarländischer Musikakademiedozent[311][312][313]
- Werner Bauer (1934–2021), Licht- und Kinetikkünstler, künstlerischer Gestalter der Innenräume des neuen Dillinger Rathauses[314]
- Franz-Josef Reichert (1934–2012), Kunsthistoriker und Journalist, Programmdirektor Hörfunk des Saarländischen Rundfunks[315][316]
- Walter Gawletta (1935–2000), Fußballspieler beim VfB Dillingen
- Heinz Oliberius (1937–2001), Bildhauer, Gestalter des Dieffler Dorfbrunnens[317]
- Richard Serra (1938–2024), US-amerikanischen Bildhauer, Schöpfer der Dillinger Skulptur „Viewpoint“
- Francis Mer (1939–2023), Industrieller und französischer Wirtschaftsminister[318][319]
- Peter Latz (* 1939), Landschaftsarchitekt und Universitätsprofessor
- Erika Ternes (1941–2022), Dillinger Politikerin (SPD)
- Peter Hartz (* 1941), deutscher Manager, Namensgeber der Hartz-Reformen, Personalchef der Dillinger Hütte[320]
- Matthias Krings (* 1943), Fernsehmoderator, Sänger, Schauspieler und Produzent, wohnhaft in Dillingen und Luxemburg
- Oskar Lafontaine (* 1943), Politiker der Linkspartei, verbrachte seine Kindheit in Dillingen-Pachten
- Hans Walter Lorang (* 1945), moselfränkischer Mundartdichter und -sänger, Lehrer in Dillingen[321][322]
- Hans Bollinger (* 1949), Lehrer an der Gesamtschule Dillingen und Musiker (Musikgruppe „Espe“)
- Karlheinz Blessing (* 1957), Bundesgeschäftsführer der SPD, Vorstandsvorsitzender der Dillinger Hütte[318]
- Ottmar Dillenburg (* 1961), Generalpräses des internationalen Kolpingwerkes, Pfarrer in Dillingen von 1998 bis 2005
- Dagmar Heib (* 1963), Dillinger Politikerin (CDU)
- Jens Gerlach (* 1970), Fußballspieler beim VfB Dillingen
- Sergei Wladimirowitsch Charkow (* 1970), ehemaliger russischer Turner und dreifacher Olympiasieger, Sportlehrer in Dillingen
- Adam Matuschyk (* 1989), polnischer Fußballspieler, VfB Dillingen bis 2003

## Bilder

Dillinger Ansichten
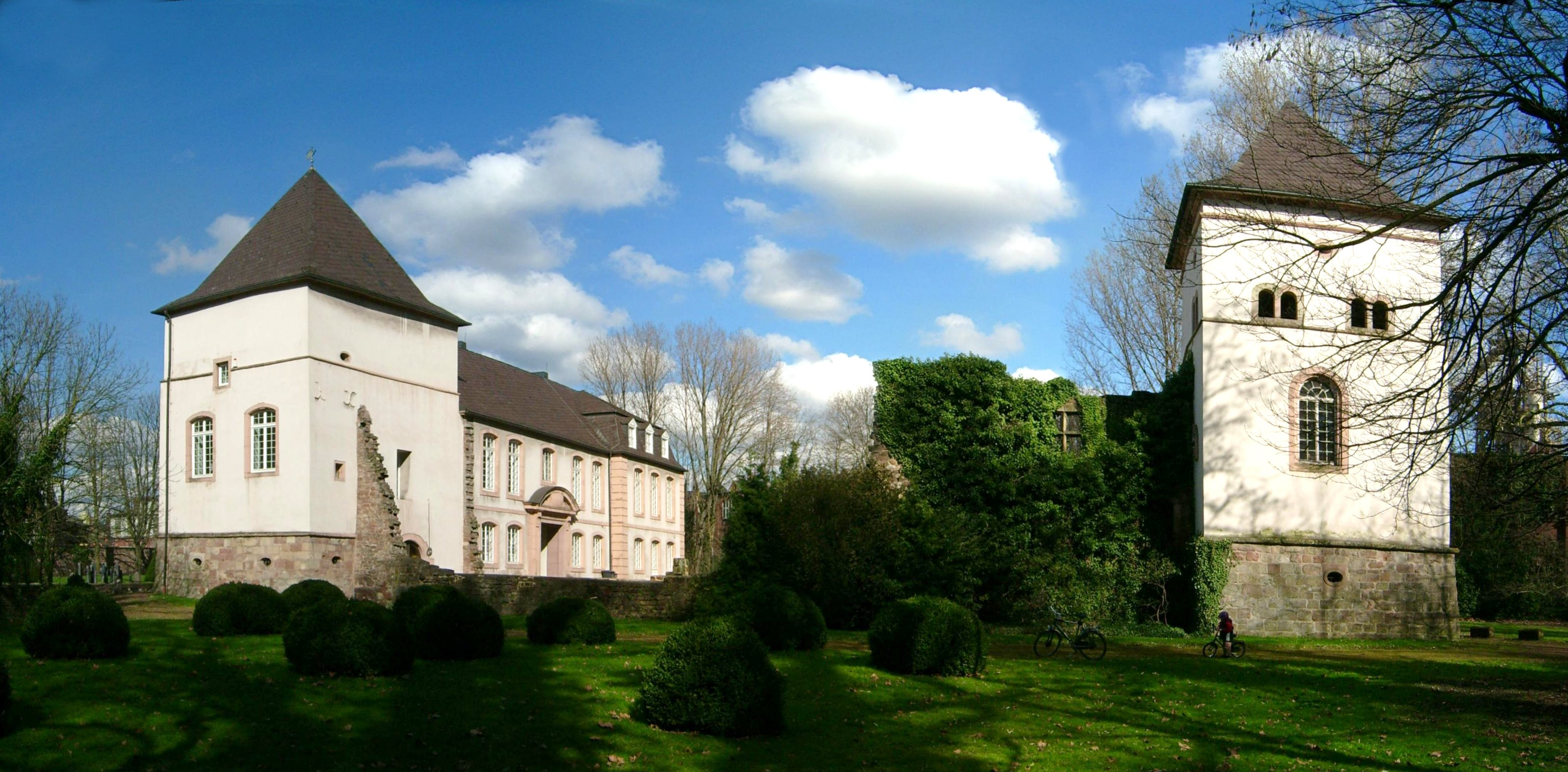
Altes Schloss
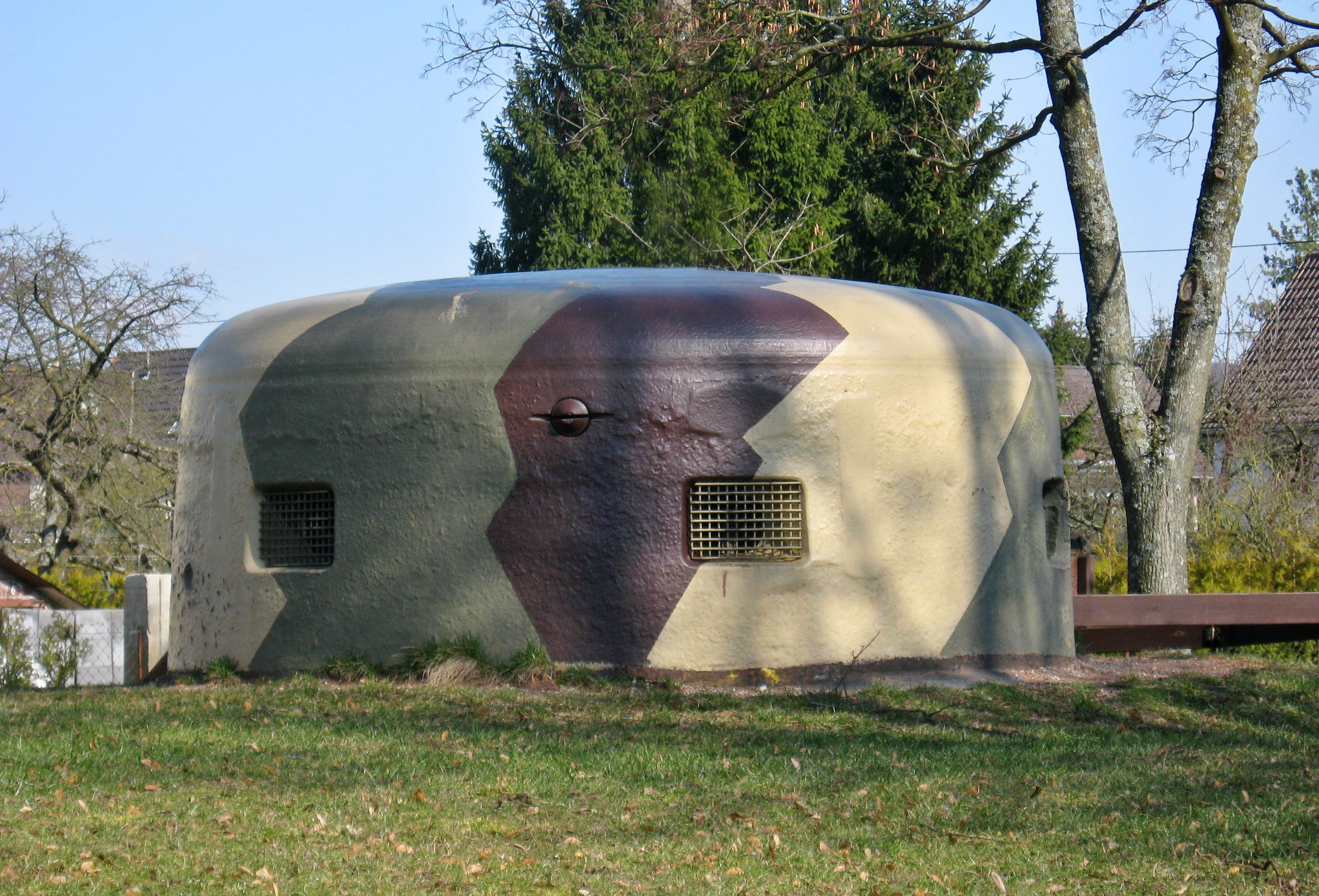
Westwallbunker (Pachten)
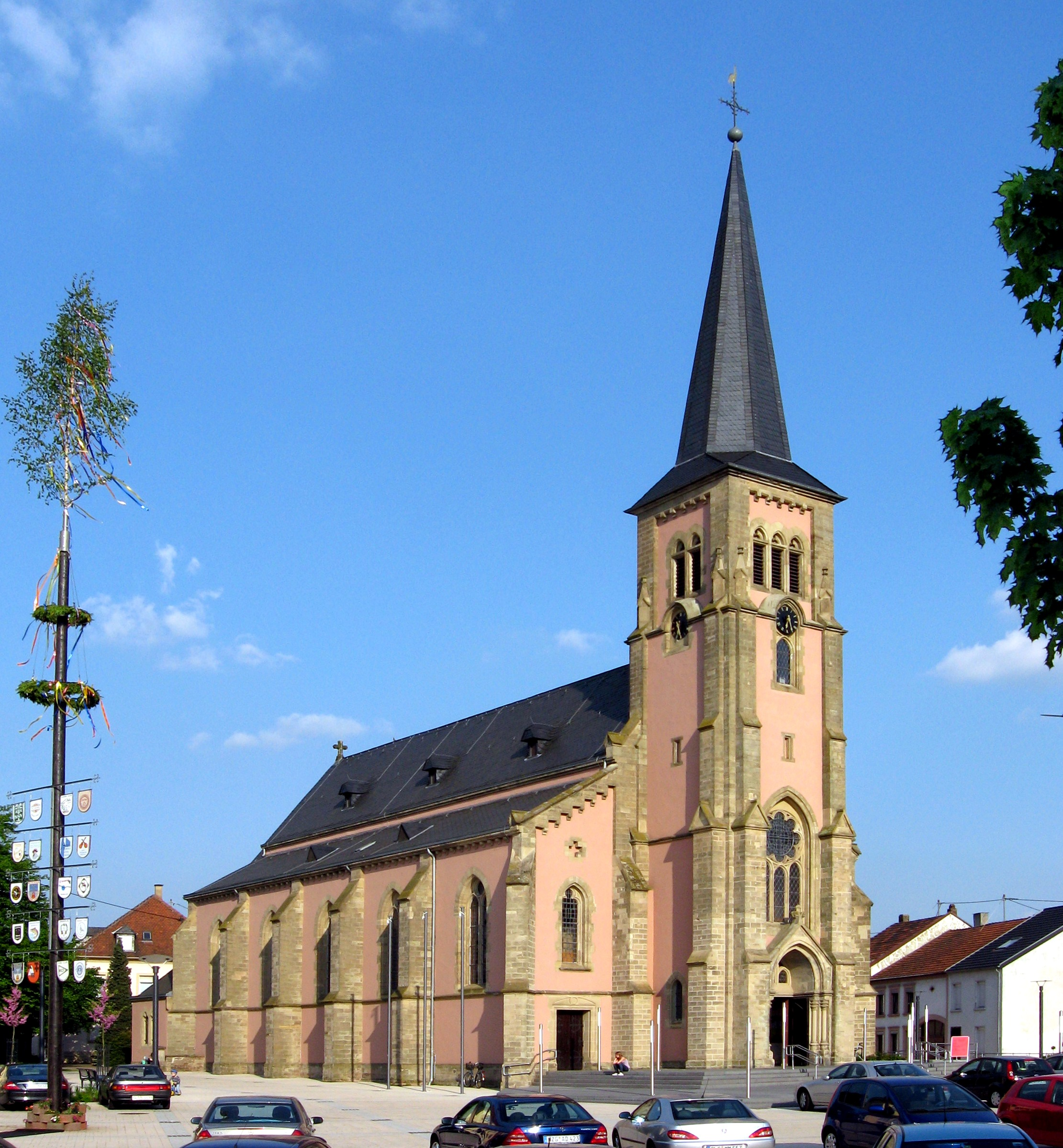
Pachten, Sankt Maximin
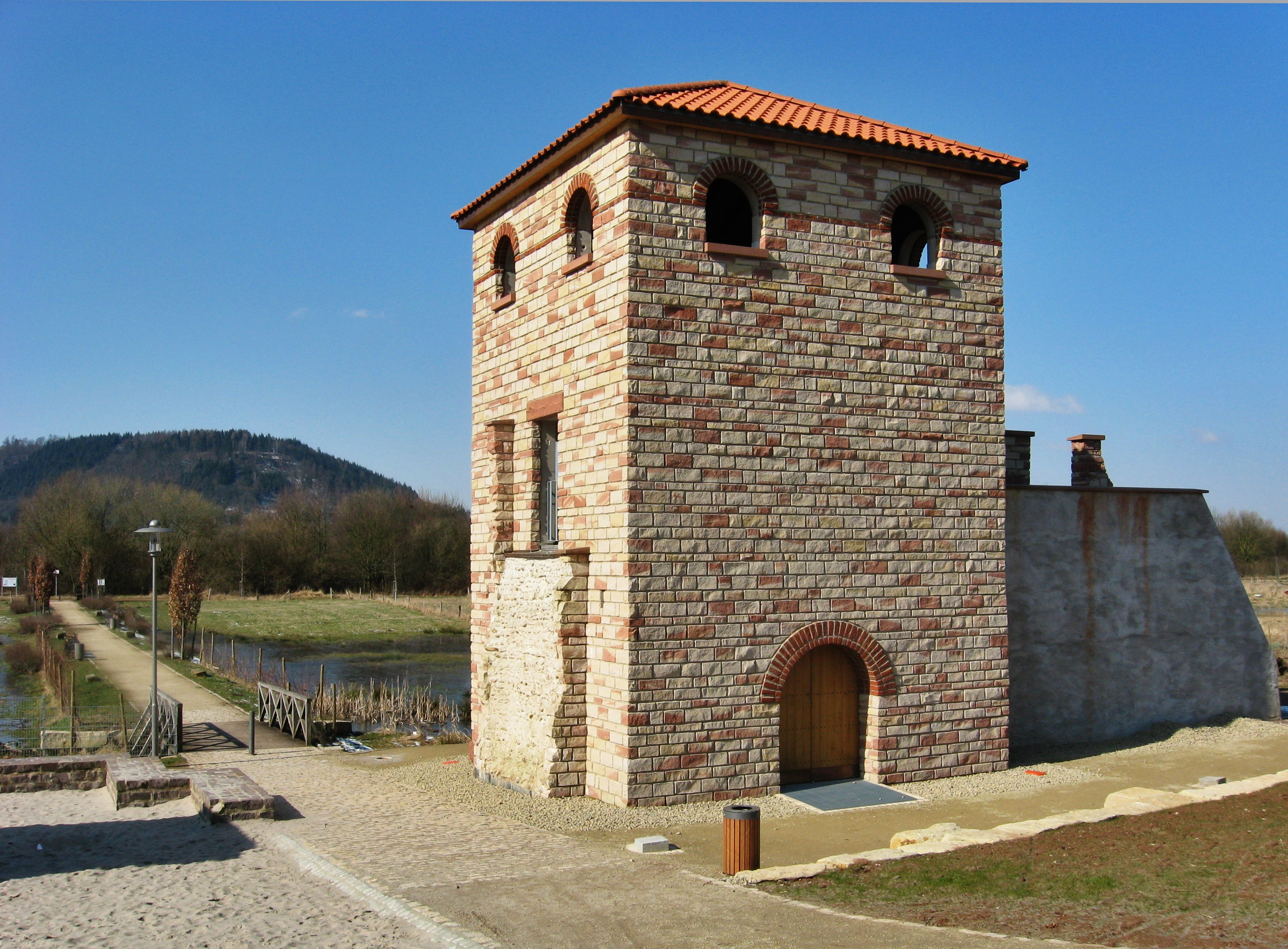
Contiomagus
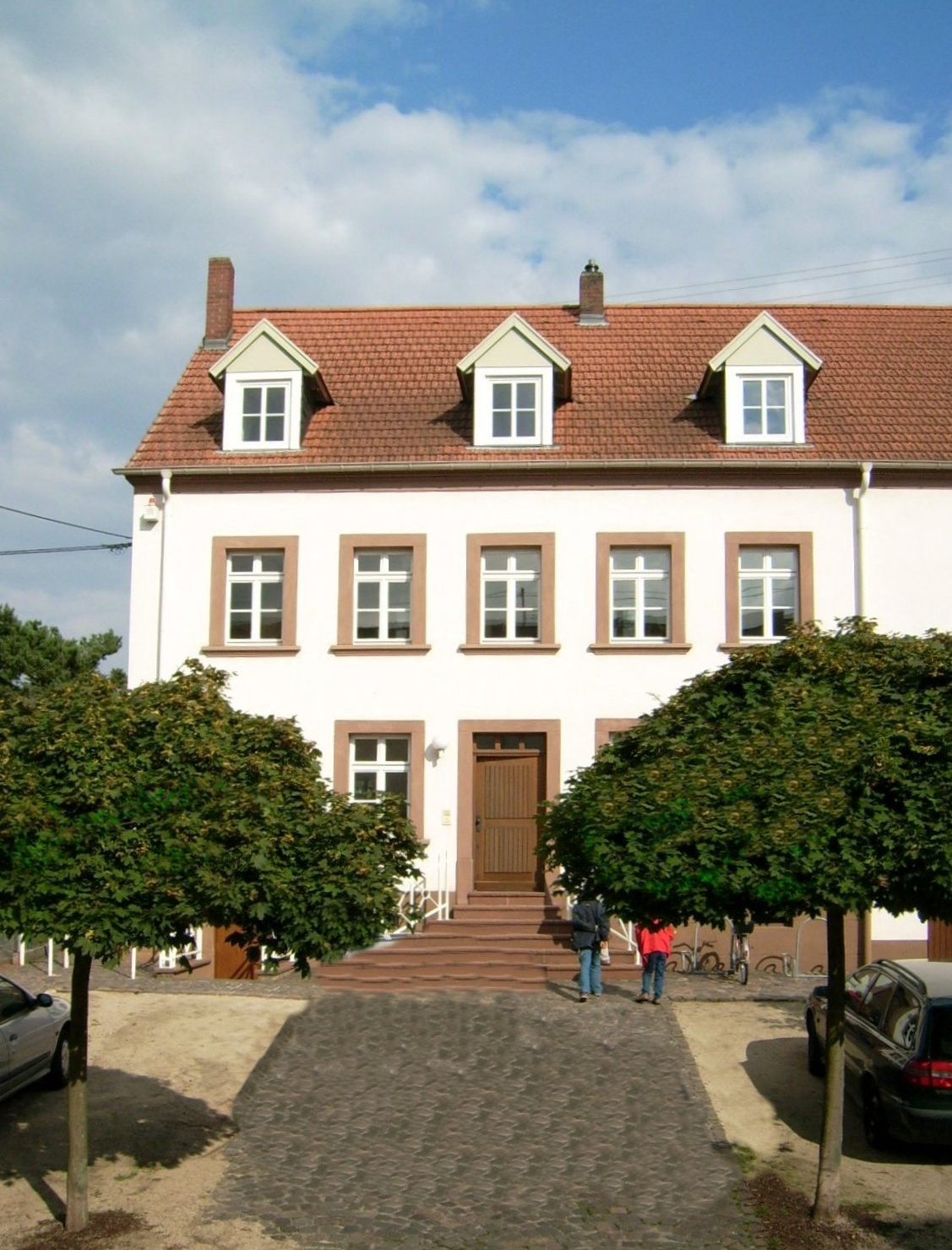
Museum Pachten
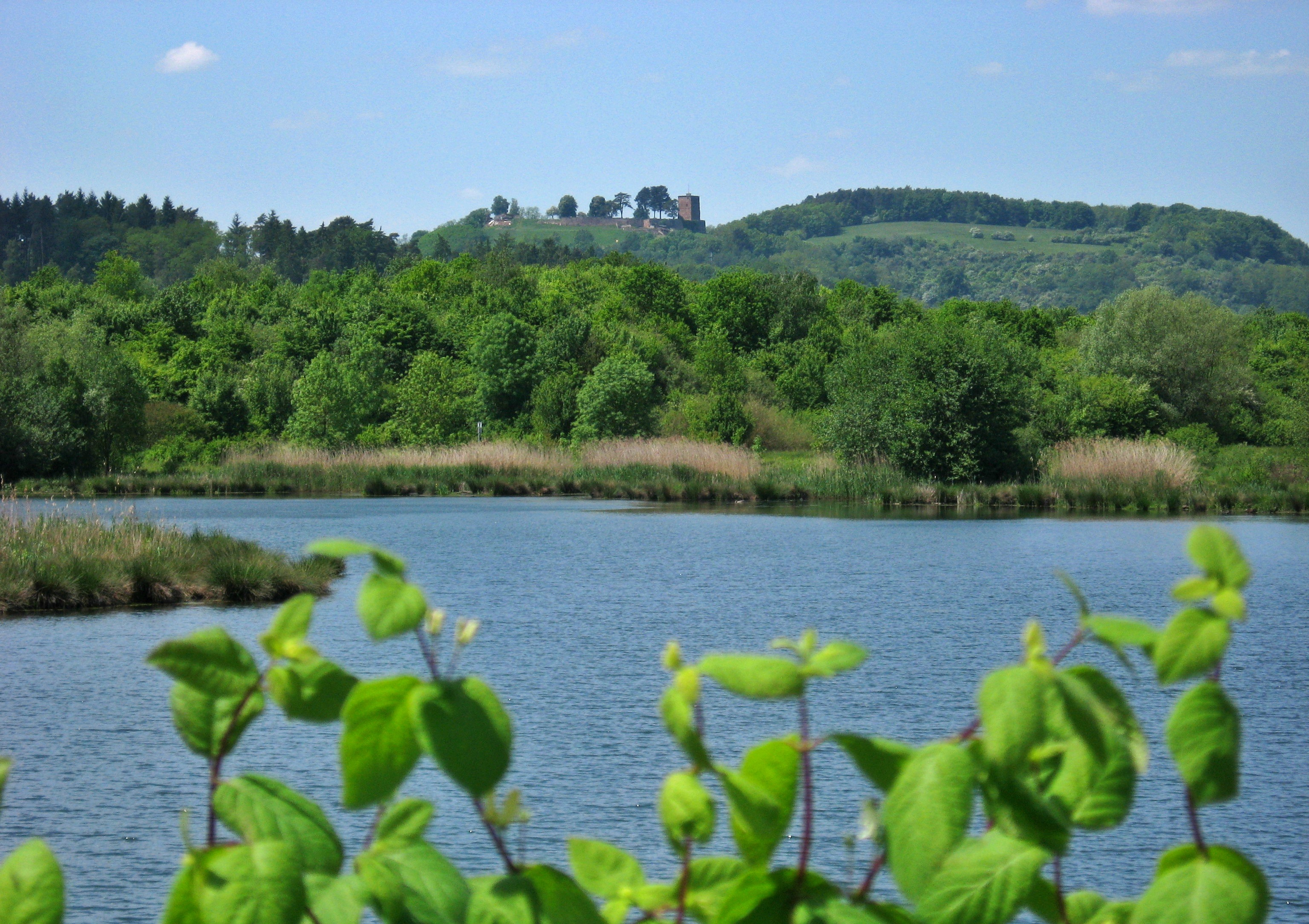
Dillinger See
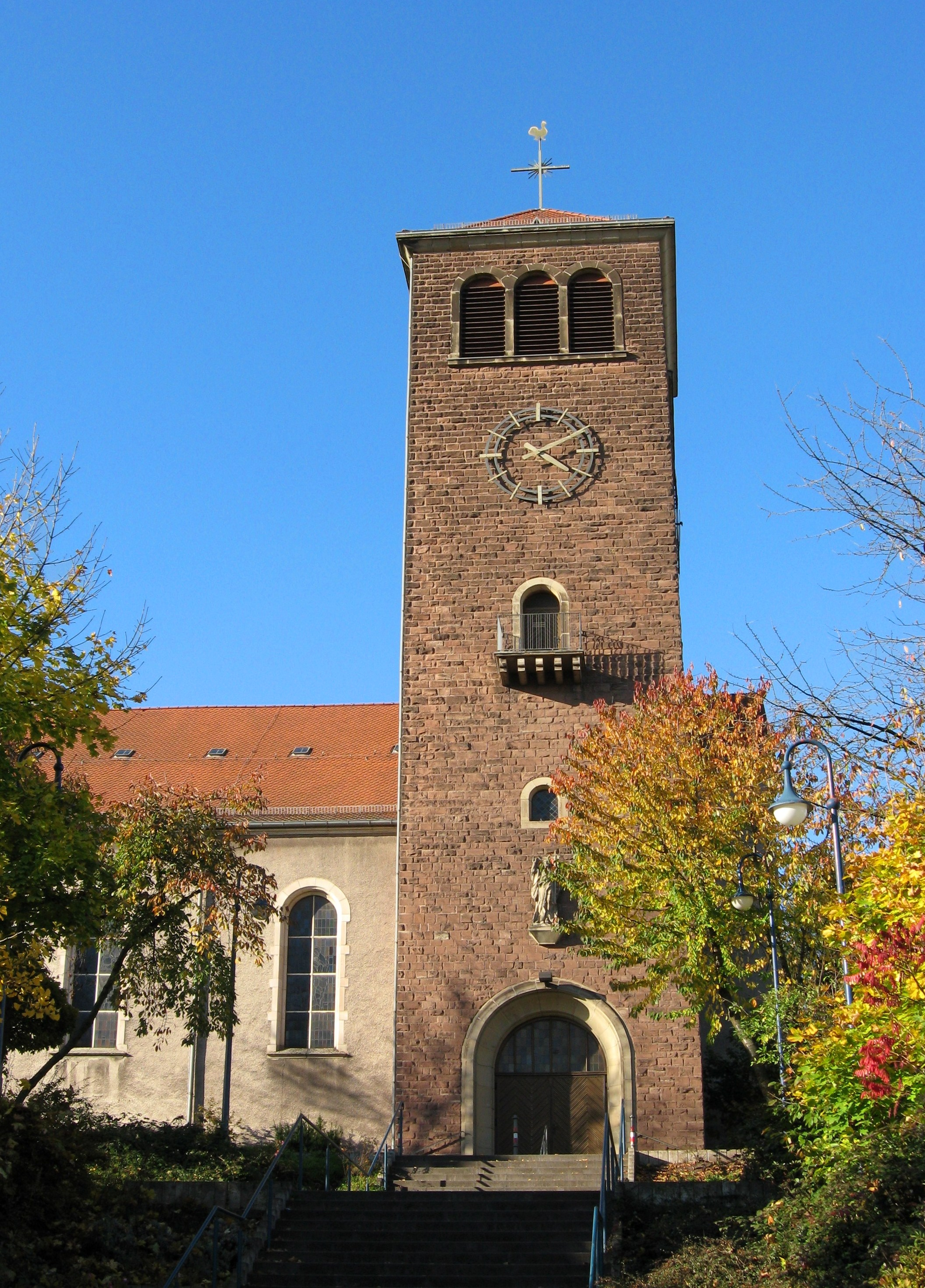
Diefflen, Kirche St. Josef und St. Wendelin
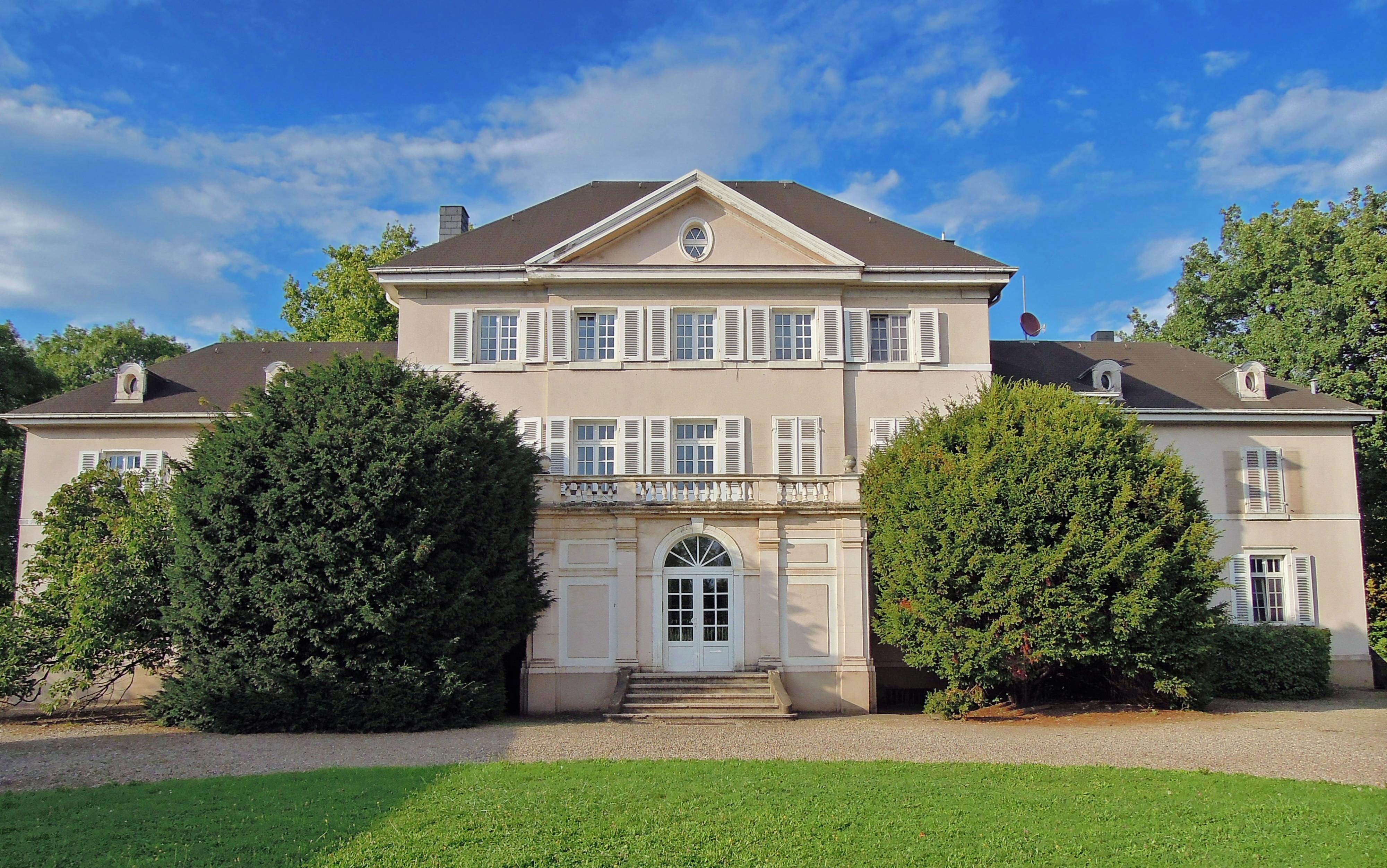
„Neues Schloss“ Dillingen (erbaut für Hüttendirektor Otto Weinlig, frühes 20. Jahrhundert)
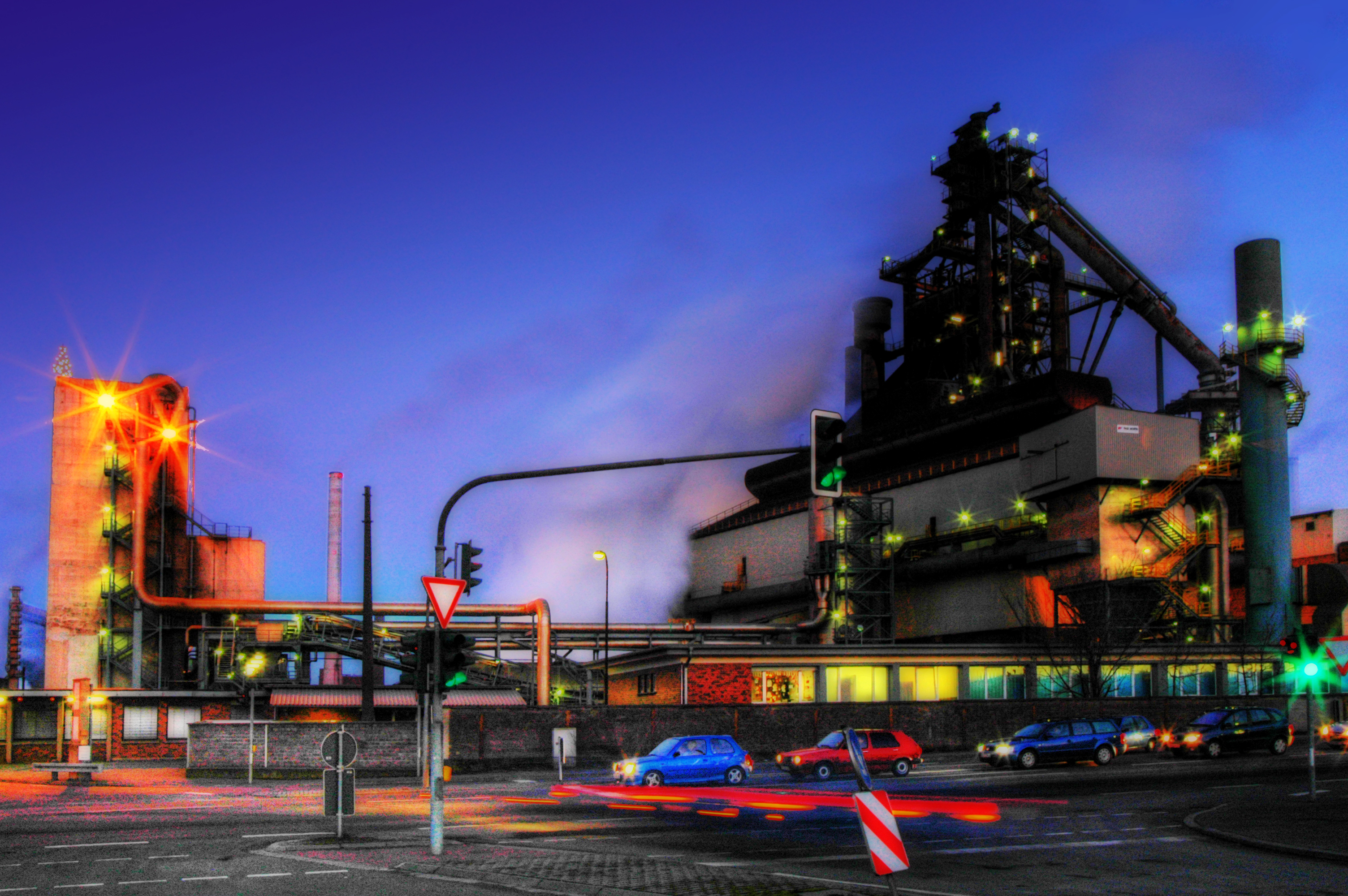
Hochofen
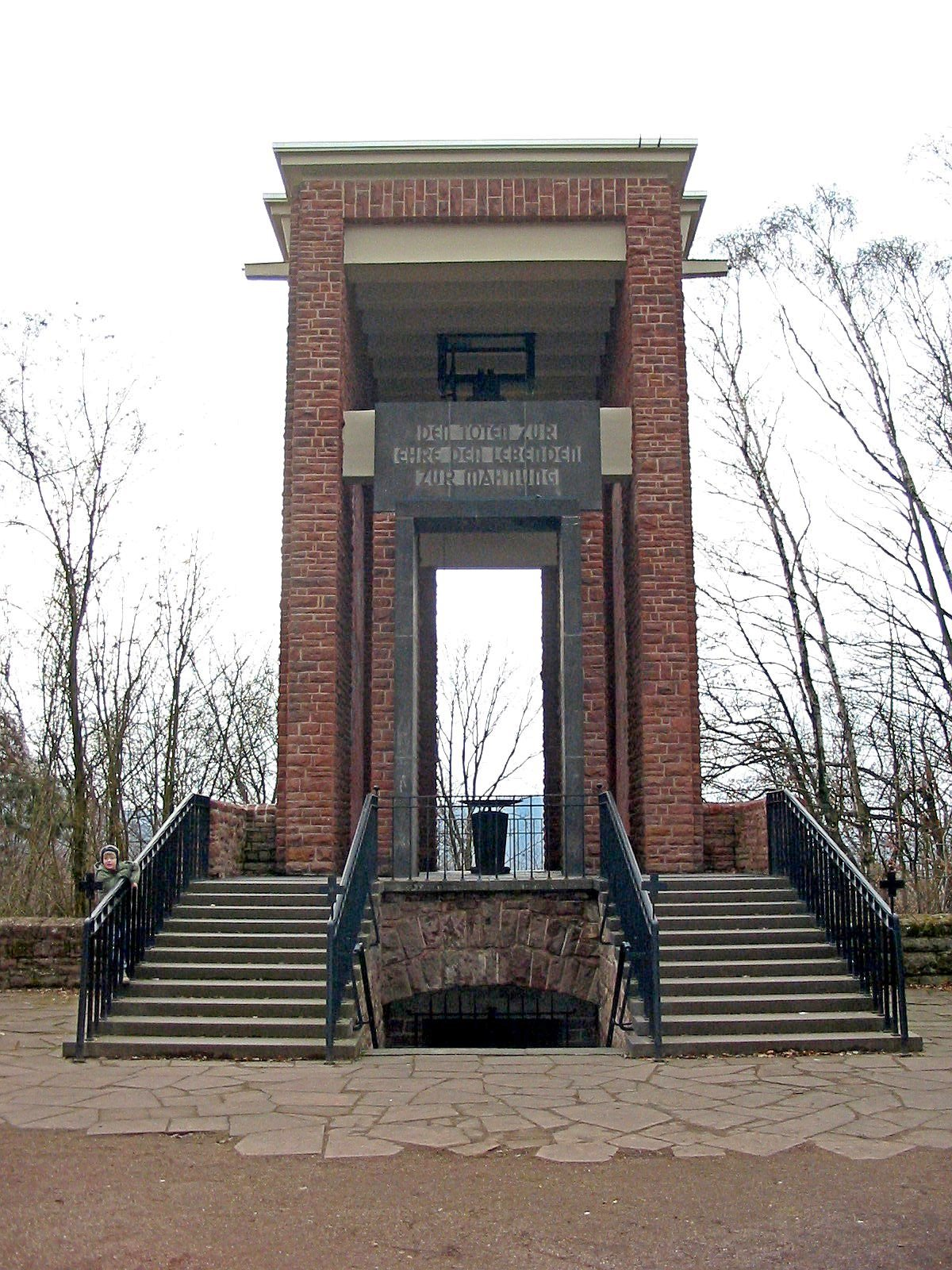
Ehrenmal
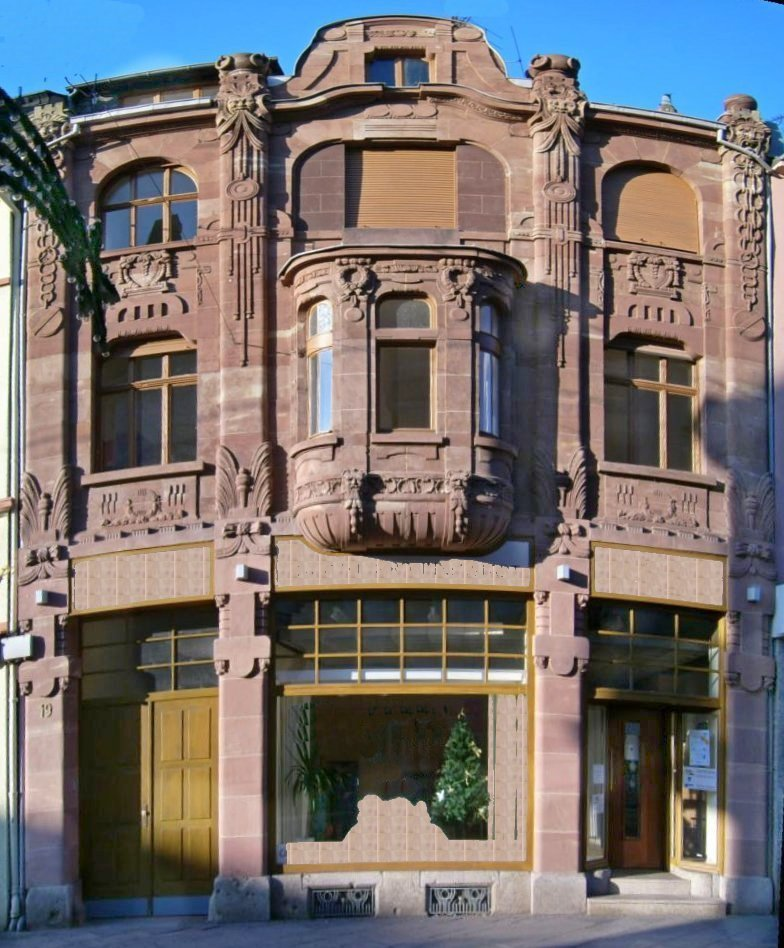
Jugendstilhaus Stummstraße 19, erbaut 1905